# Rennes
Ne doit pas être confondu avec Rennes Métropole.
Pour les articles homonymes, voir Rennes (homonymie).
Rennes  en français ; en gallo : Resnn /rɛn/ ; en breton : Roazhon /ˈrwɑː.zən/) est une commune du nord-ouest de la France, chef-lieu du département d'Ille-et-Vilaine et de la région Bretagne. La ville se situe en Haute-Bretagne — partie orientale de la Bretagne — à la confluence de l'Ille et de la Vilaine.
Située sur l'arc atlantique européen, Rennes compte 227 830 habitants intra-muros, ce qui fait d'elle la première ville de la région Bretagne, la deuxième ville du Grand Ouest et la onzième commune la plus peuplée de France en nombre d'habitants. L'unité urbaine est peuplée de 375 940 habitants en 2022 et son aire d'attraction, qui comprend 780 549 habitants en 2022, est la dixième au niveau national. Rennes est le siège d'une métropole de 451 762 habitants en 2018, faisant ainsi partie des onze grandes métropoles françaises de droit commun (depuis janvier 2015).
À l'époque gallo-romaine, la cité fondée par les Riedones porte le nom gaulois de Condate. La ville voit son pouvoir politique s'accroitre au Moyen Âge en devenant successivement forteresse des Marches de Bretagne puis capitale du duché de Bretagne. Sous l'Ancien Régime, l'union de la Bretagne à la France range progressivement Rennes au rang de grande ville provinciale. L'implantation du Parlement de Bretagne à Rennes au XVIe siècle — devenu palais du Parlement de Bretagne au XVIIe siècle — a cependant permis à la Bretagne de conserver jusqu'à la Révolution française une certaine autonomie à l'égard du pouvoir royal de l'époque. Rennes a notamment joué un rôle important dans la révolte du Papier timbré en 1675. Victime d'un terrible incendie en 1720, le centre médiéval en bois de la ville est partiellement reconstruit en pierre (granit et tuffeau). Restée majoritairement rurale jusqu'à la Seconde Guerre mondiale, Rennes se développe véritablement au XXe siècle.
À partir des années 1950, la commune surnommée « ville des administrations » connaît un essor économique, urbain et démographique lié notamment à l'exode rural et à une industrialisation nouvelle (usine automobile de PSA La Janais). Durant les années 1980 et 1990, Rennes acquiert une position stratégique dans les télécommunications (création du Minitel et Transpac). Elle est depuis devenue un pôle important du secteur tertiaire en se tournant vers le numérique et les nouvelles technologies (technopole Rennes Atalante, pôle de compétitivité Images et Réseaux, labellisation French Tech, IRT b-com, choix du métro automatique VAL). En 2018, le bassin d'emploi de Rennes comprend 704 933 habitants. Elle est l'une des villes les plus productives et dynamiques de France, avec un taux de chômage autour de 6,5 % en 2018.
Rennes fait partie des grandes villes estudiantines françaises, en étant en 2024 la deuxième ville universitaire avec près de 73 000 étudiants. Labellisée ville d'art et d'histoire, elle a conservé un important patrimoine médiéval et classique au sein de son centre historique. 90 édifices sont ainsi protégés au titre des monuments historiques,.

## Géographie

### Situation
La ville de Rennes est située en région Bretagne, dans l'Ouest de la France, à 308 km en distance orthodromique (à vol d'oiseau) de Paris. Elle est donc excentrée par rapport à l'axe Lille-Paris-Lyon-Marseille structurant le territoire français et elle l'est plus encore par rapport à la dorsale européenne qui relie Londres à Milan ou du pentagone européen. La ville cherche cependant à tirer parti de sa position centrale dans l'arc atlantique pour affirmer son rôle de ville européenne. C'est d'ailleurs à Rennes qu'a été créée en 2000 la conférence des Villes de l'Arc Atlantique qui y a son siège.
Excentrée au niveau national et européen, la ville de Rennes l'est aussi au niveau régional. Située à moins de 50 km de la limite orientale de la Bretagne à La Gravelle, Rennes se situe à plus de 250 km de l'île d'Ouessant. En distance orthodromique, elle est ainsi plus proche d'Angers (128 km) que de Brest (210 km) et plus proche de Caen (154 km) que de Quimper (180 km).
Son caractère excentré vis-à-vis de sa région lui donne néanmoins un atout non négligeable qu'est le fait d'avoir une position centrale dans le Grand Ouest français, c'est ainsi que Rennes se situe à une distance plus ou moins égale des grands ports maritimes de l'Ouest que sont Le Havre (204 km) et La Rochelle (220 km) ainsi que le port maritime et militaire de Brest (210 km), la ville se situe aussi à 120 km du grand port maritime de Nantes-Saint-Nazaire.
De plus, Rennes se situe au point de jonction de la liaison Manche-Atlantique constituée par la Vilaine et le canal d'Ille-et-Rance. La ville est plus proche des côtes de la Manche (55 km) que de celles de l'océan Atlantique (90 km), et est la seule ville bretonne de plus de 25 000 habitants qui ne soit pas située en bord de mer ou d'estuaire. Enfin, éloignée de toute frontière terrestre, la ville n'est cependant qu'à 120 km de l'île anglo-normande de Jersey.
Rennes a une position centrale à l'échelle départementale. Elle se situe à 63 km au sud de Saint-Malo, 35 km à l'ouest de Vitré, 58 km au nord de Redon et 37 km à l'est de Paimpont.
Selon les données établies par l'Insee, Rennes est la commune centre de l'unité urbaine de Rennes, formée de 16 communes et plus largement de l'aire d'attraction de Rennes (183 communes) et de l'espace urbain de Rennes.
La métropole de Rennes comprend 43 communes sur un territoire de 700 km2 allant de Bécherel au nord-ouest de Rennes à Corps-Nuds au sud-est, et de Saint-Sulpice-la-Forêt au nord-est à Mordelles au sud-ouest.
La ville de Rennes s'étend quant à elle sur 50 km2 dont 8,6 km2 d'espaces verts et jardins publics.

### Communes limitrophes
| Montgermont Pacé          | Saint-Grégoire             | Betton         |
| Vezin-le-Coquet Le Rheu   | Rennes                     | Cesson-Sévigné |
| Saint-Jacques-de-la-Lande | Noyal-Châtillon-sur-Seiche | Chantepie      |

### Site
Bien que globalement plat – l'altitude de la commune est comprise entre 20 et 74 mètres – le relief de la commune est marqué par les vallées creusées par l'Ille et la Vilaine.

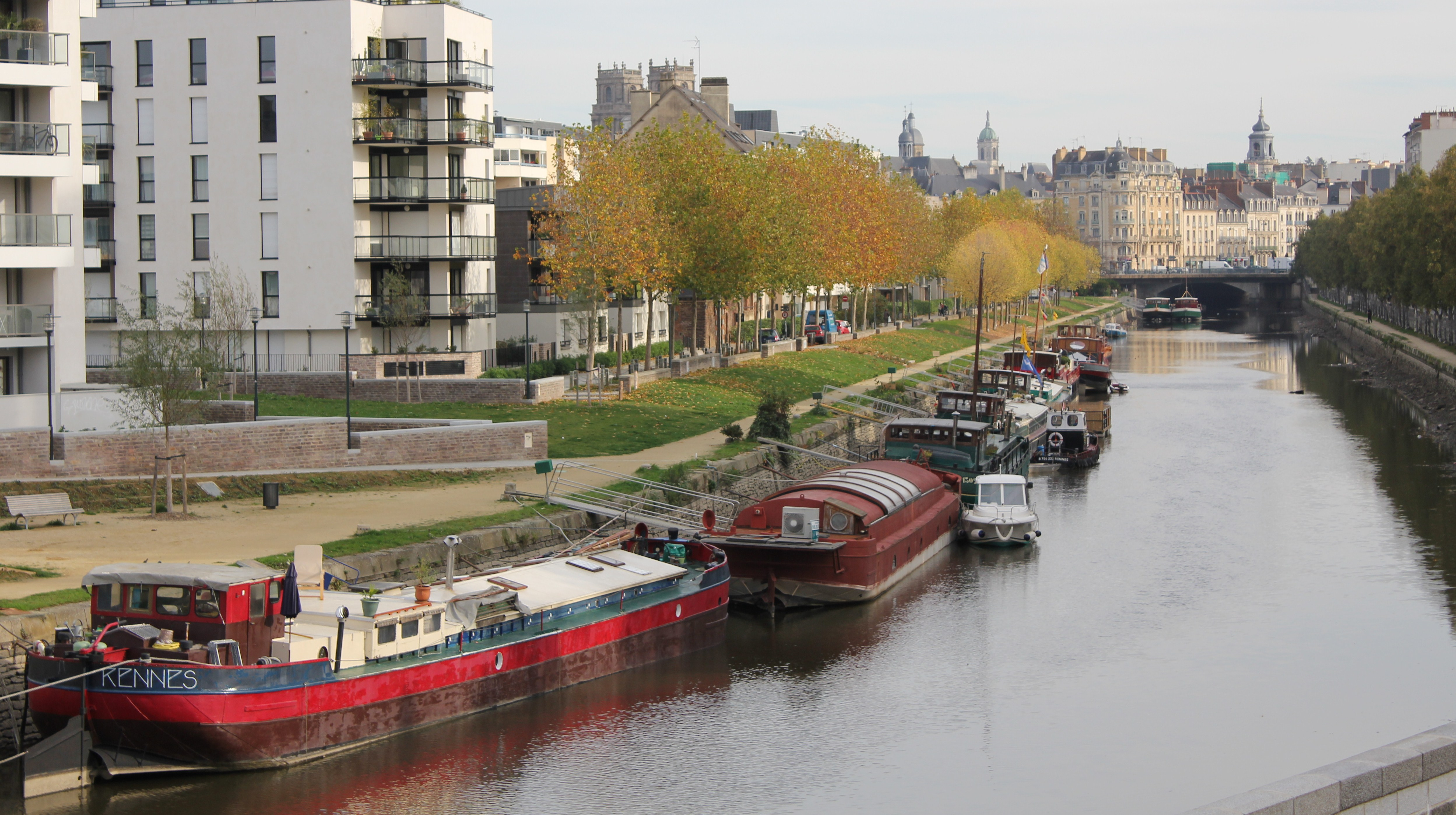
La Vilaine.

Le site choisi pour la fondation de la ville est celui d'un promontoire dominant le confluent de l'Ille et de la Vilaine. Le développement de la ville s'est tout d'abord fait sur les terrains hauts au nord de la Vilaine ; les terrains marécageux situés au sud du fleuve n'ont été urbanisés qu'au XVe siècle. Le relief n'a jamais constitué un frein au développement urbain. La ville s'est progressivement développée de part et d'autre des cours d'eau pour s'étendre au XXe siècle sur les hauteurs environnantes : plateau du Haut-Quineleu, au sud de la gare, hauteurs de Maurepas et de Villejean, au nord-est et au nord-ouest du centre-ville.
En raison d'un lit peu profond, la Vilaine provoque de fréquentes inondations qui ont conduit les autorités municipales à prendre de nombreuses mesures pour les limiter. Dès le XVIe siècle, des travaux de canalisation sont envisagés afin d'améliorer sa navigabilité mais, malgré de nombreux projets élaborés à la suite de l'incendie de 1720, il faut attendre le XIXe siècle pour que les travaux soient entrepris. Après l'achèvement des travaux de canalisation, des inondations se sont encore produites, parfois catastrophiques comme en 1966 et en 1974, conduisant la municipalité à se doter d'un large éventail d'équipements. L'état de catastrophe naturelle a été constaté à la suite des inondations des 30 juin et 19 septembre 2009, consécutives à des orages exceptionnels.

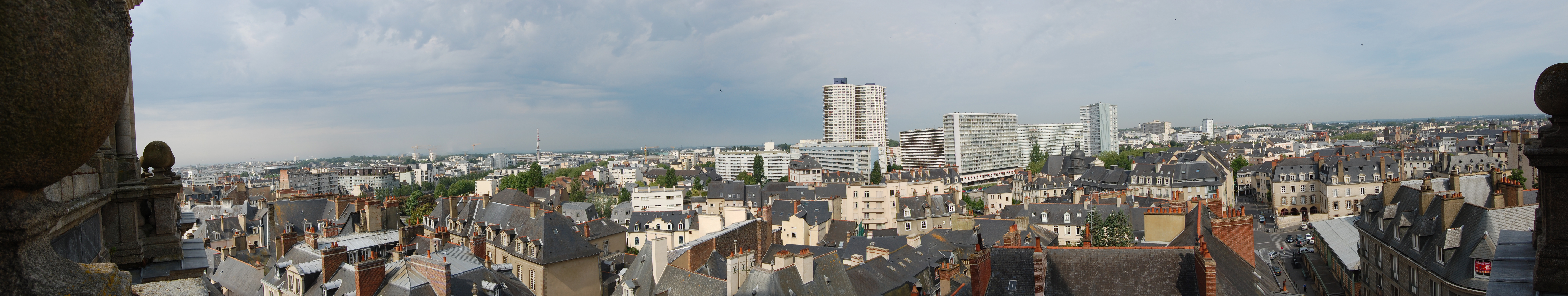
Vue panoramique de l'ouest de Rennes et du quartier Bourg-l'Évesque du haut de la cathédrale de Rennes.

### Cadre géologique

Carte géologique du Massif armoricain.

La région de Rennes est localisée dans le domaine centre armoricain, dans la partie médiane du Massif armoricain qui est un socle ouest-européen de faible altitude (maximum 400 m), caractérisé par des surfaces d'aplanissement et qui résulte d'une histoire complexe composée de trois orogenèses : icartienne (Paléoprotérozoïque,ca. 2,2-1,8 Ga), cadomienne (Édiacarien 750-540 Ma) et surtout varisque (ou hercynienne, au Dévonien-Carbonifère, 420-300 Ma). La structure du Massif armoricain résulte de la superposition de l'héritage de ces deux derniers orogènes.
La ville se trouve au centre du bassin de Rennes constitué de sédiments détritiques essentiellement silto-gréseux (notamment les schistes verts de Rennes utilisés en matériau de construction) issus de l'érosion de la chaîne cadomienne et accumulés sur plus de 1 500 m d'épaisseur. Les différentes couches briovériennes qui le composent ont été plissées et remaniées par la suite, notamment lors de l'orogénèse hercynienne, d'où une succession irrégulière où dominent les schistes, mais où s'intercalent des grès, des conglomérats et de nombreux faciès dont on connaît mal la répartition, faute d'affleurements. Cette irrégularité se traduit dans les reliefs caractérisés par une succession de collines et de vallées généralement peu marquées.
Une tectonique de distension E-W, associé à la phase distensive qui a affecté l'Europe de l'Ouest à partir de l'Éocène (phase de rifting liée à l'orogenèse alpine et à l'origine du rift ouest-européen), affecte également ce bassin. Il en résulte le demi-graben de Rennes – Chartres-de-Bretagne, dirigé par la faille de Pont-Péan qui a joué un rôle de drain à l'échelle régionale. Cet étroit bassin d'effondrement, s'évasant vers le nord-ouest, à fond incliné vers l'est, favorise le dépôt de sédiments observés dans de petites accumulations : les parties les plus encaissées du bassin, autour de Saint-Jacques-de-la-Lande et Le Rheu conservent les traces de la sédimentation marine au Miocène (mer des Faluns), ou de celle des sables rouges pliocènes. Ce socle, profondément altéré et régulièrement masqué par des dépôts de limons issus de l'érosion éolienne durant la dernière glaciation, donne des sols bruns à hydromorphie variable.

### Hydrographie
Pour un article plus général, voir Réseau hydrographique d'Ille-et-Vilaine.
La commune est située dans le bassin Loire-Bretagne. Elle est drainée par la Vilaine, un bras de la vilaine, le canal d'Ille et Rance, l'Ille, le Blosne, le Pont Lagot,,.
La Vilaine, d'une longueur de 218 km, prend sa source dans la commune de Juvigné et se jette  dans l'Océan Atlantique à Camoël, après avoir traversé 56 communes. 
Le canal d'Ille-et-Rance est un canal, chenal et un cours d'eau naturel navigable, d'une longueur de 84 km, prend sa source dans la commune de Montreuil-sur-Ille et se jette  dans l'Ille à Saint-Grégoire, après avoir traversé 25 communes. 
L'Ille, d'une longueur de 49 km, prend sa source dans la commune de Dingé et se jette  dans la Vilaine sur la commune, après avoir traversé onze communes. 
Le Blosne, d'une longueur de 19 km, prend sa source dans la commune de Domloup et se jette  dans la Vilaine au niveau du Rheu, après avoir traversé huit communes. 

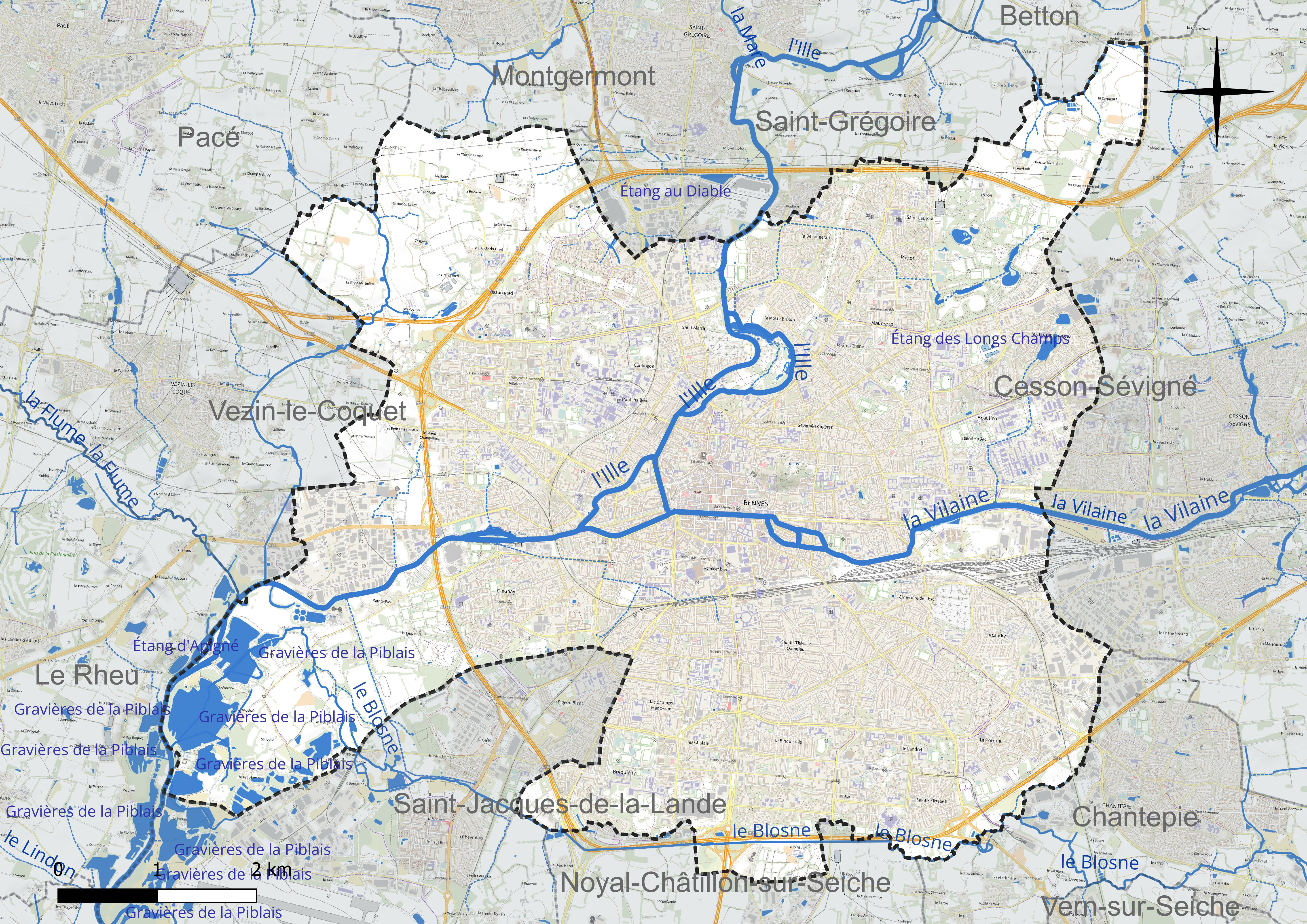
Réseau hydrographique de Rennes.

Trois plans d'eau complètent le réseau hydrographique : les gravières de la Piblais (30,84 ha), l'étang d'Apigné (17,63 ha) et l'étang des Longs Champs (2,75 ha),.

### Climat
Pour des articles plus généraux, voir Climat de la Bretagne et Climat d'Ille-et-Vilaine.
En 2010, le climat de la commune est de type climat océanique altéré, selon une étude du CNRS s'appuyant sur une série de données couvrant la période 1971-2000. En 2020, Météo-France publie une typologie des climats de la France métropolitaine dans laquelle la commune est exposée à un climat océanique et est dans la région climatique Bretagne orientale et méridionale, Pays nantais, Vendée, caractérisée par une faible pluviométrie en été et une bonne insolation. Parallèlement l'observatoire de l'environnement en Bretagne publie en 2020 un zonage climatique de la région Bretagne, s'appuyant sur des données de Météo-France de 2009. La commune est, selon ce zonage, dans la zone « Sud Est », avec des étés relativement chauds et ensoleillés.
Pour la période 1971-2000, la température annuelle moyenne est de 11,6 °C, avec une amplitude thermique annuelle de 12,8 °C. Le cumul annuel moyen de précipitations est de 677 mm, avec 11,4 jours de précipitations en janvier et 6,6 jours en juillet. Pour la période 1991-2020, la température moyenne annuelle observée sur la station météorologique la plus proche, située sur la commune de Saint-Jacques-de-la-Lande à 6 km à vol d'oiseau, est de 12,4 °C et le cumul annuel moyen de précipitations est de 691,0 mm,. Pour l'avenir, les paramètres climatiques de la commune estimés pour 2050 selon différents scénarios d'émission de gaz à effet de serre sont consultables sur un site dédié publié par Météo-France en novembre 2022.
| Mois                                             | jan.             | fév.             | mars            | avril           | mai             | juin            | jui.            | août            | sep.            | oct.            | nov.            | déc.             | année      |
| ------------------------------------------------ | ---------------- | ---------------- | --------------- | --------------- | --------------- | --------------- | --------------- | --------------- | --------------- | --------------- | --------------- | ---------------- | ---------- |
| Température minimale moyenne (°C)                | 3,3              | 2,9              | 4,5             | 6               | 9,3             | 12,1            | 13,7            | 13,8            | 11,4            | 9,3             | 5,9             | 3,6              | 8          |
| Température moyenne (°C)                         | 6,2              | 6,6              | 8,8             | 11              | 14,3            | 17,3            | 19,2            | 19,3            | 16,6            | 13,2            | 9,2             | 6,6              | 12,4       |
| Température maximale moyenne (°C)                | 9,2              | 10,2             | 13,2            | 16              | 19,3            | 22,6            | 24,8            | 24,7            | 21,9            | 17,2            | 12,5            | 9,6              | 16,8       |
| Record de froid (°C) date du record              | −14,7 17.01.1985 | −11,2 22.02.1948 | −7,3 01.03.2005 | −3,2 03.04.1984 | −1,2 01.05.1945 | 2,2 02.06.1962  | 5,5 11.07.1972  | 4 30.08.1956    | 1,9 30.09.1972  | −4,6 29.10.1947 | −7,5 28.11.1955 | −12,6 29.12.1964 | −14,7 1985 |
| Record de chaleur (°C) date du record            | 16,8 27.01.2003  | 20,9 27.02.2019  | 24,1 30.03.2021 | 28,7 17.04.1945 | 30,8 25.05.1953 | 37,9 18.06.2022 | 40,5 18.07.2022 | 39,5 05.08.2003 | 35,1 09.09.2023 | 30 02.10.2023   | 21,4 07.11.2015 | 18 31.12.2022    | 40,5 2022  |
| Ensoleillement (h)                               | 68,3             | 92,7             | 134,1           | 173,8           | 202,1           | 213,3           | 220,2           | 207,2           | 180,7           | 116,7           | 83,5            | 69               | 1 761,5    |
| Précipitations (mm)                              | 66,6             | 51,6             | 48,9            | 51,2            | 58,1            | 50,9            | 44              | 43,5            | 56,6            | 73,1            | 73,2            | 73,3             | 691        |
| dont nombre de jours avec précipitations ≥ 1 mm  | 11,5             | 10,1             | 8,9             | 9,9             | 8,9             | 7,4             | 7,1             | 7,1             | 7,8             | 11              | 12,5            | 12,3             | 114,6      |
| dont nombre de jours avec précipitations ≥ 5 mm  | 4,7              | 3,8              | 3,4             | 3,6             | 3,9             | 3,5             | 2,9             | 2,8             | 4,2             | 4,7             | 5,1             | 5                | 47,8       |
| dont nombre de jours avec précipitations ≥ 10 mm | 1,7              | 1,1              | 1,1             | 1,2             | 1,7             | 1,4             | 1,2             | 1               | 1,7             | 2,4             | 2               | 2                | 18,6       |

## Urbanisme

### Typologie
Au 1er janvier 2024, Rennes est catégorisée grand centre urbain, selon la nouvelle grille communale de densité à sept niveaux définie par l'Insee en 2022.
Elle appartient à l'unité urbaine de Rennes, une agglomération intra-départementale regroupant 16  communes, dont elle est ville-centre,,. Par ailleurs la commune fait partie de l'aire d'attraction de Rennes, dont elle est la commune-centre,. Cette aire, qui regroupe 183 communes, est catégorisée dans les aires de 700 000 habitants ou plus (hors Paris),.

### Occupation des sols
L'occupation des sols de la commune, telle qu'elle ressort de la base de données européenne d'occupation biophysique des sols Corine Land Cover (CLC), est marquée par l'importance des territoires artificialisés (78,4 % en 2018), en augmentation par rapport à 1990 (74,8 %). La répartition détaillée en 2018 est la suivante : 
zones urbanisées (45,4 %), zones industrielles ou commerciales et réseaux de communication (27,2 %), zones agricoles hétérogènes (10,6 %), espaces verts artificialisés, non agricoles (5,3 %), terres arables (5 %), prairies (4,5 %), eaux continentales (1,5 %), mines, décharges et chantiers (0,5 %). L'évolution de l'occupation des sols de la commune et de ses infrastructures peut être observée sur les différentes représentations cartographiques du territoire : la carte de Cassini (XVIIIe siècle), la carte d'état-major (1820-1866) et les cartes ou photos aériennes de l'IGN pour la période actuelle (1950 à aujourd'hui).

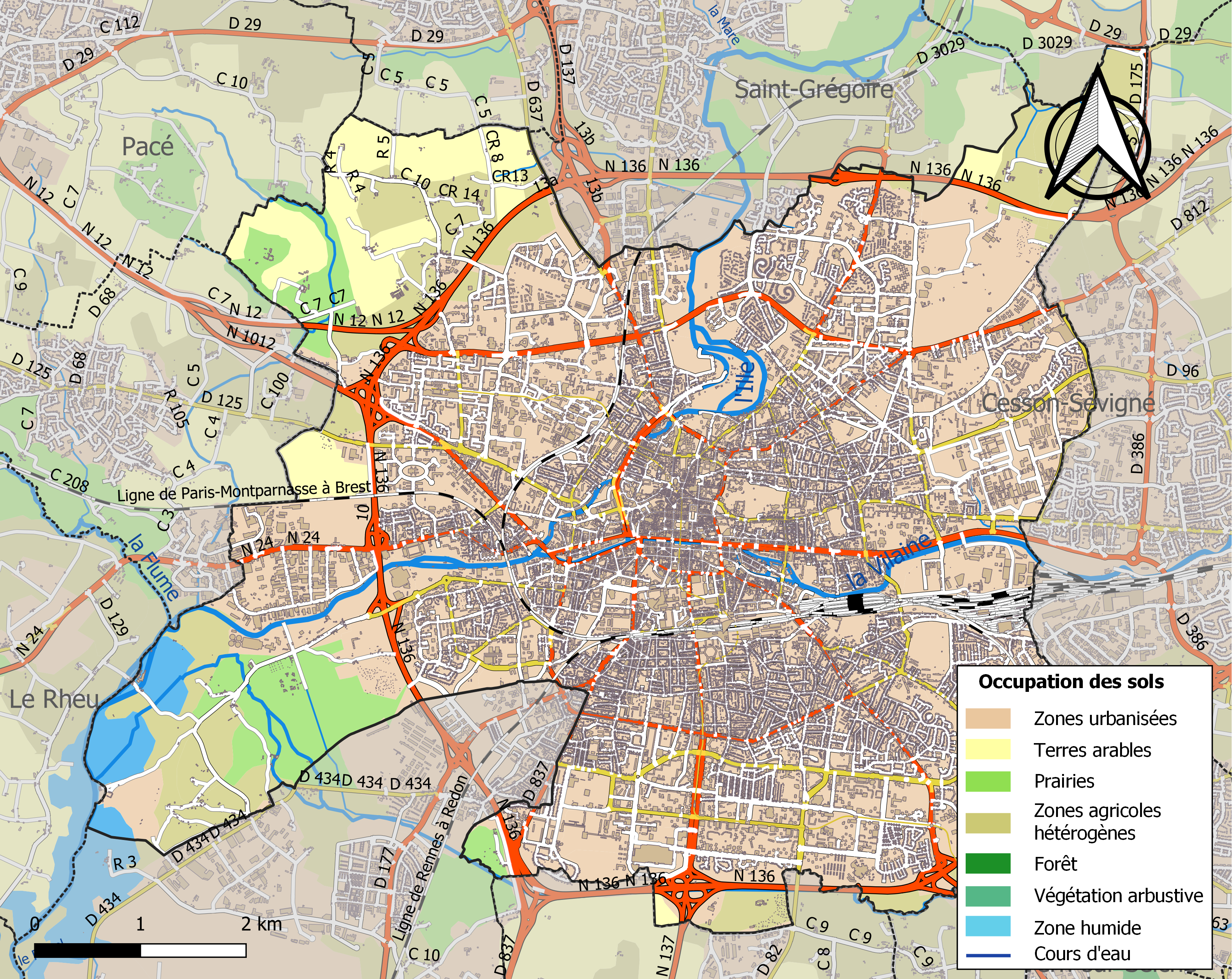
Carte des infrastructures et de l'occupation des sols de la commune en 2018 (CLC).
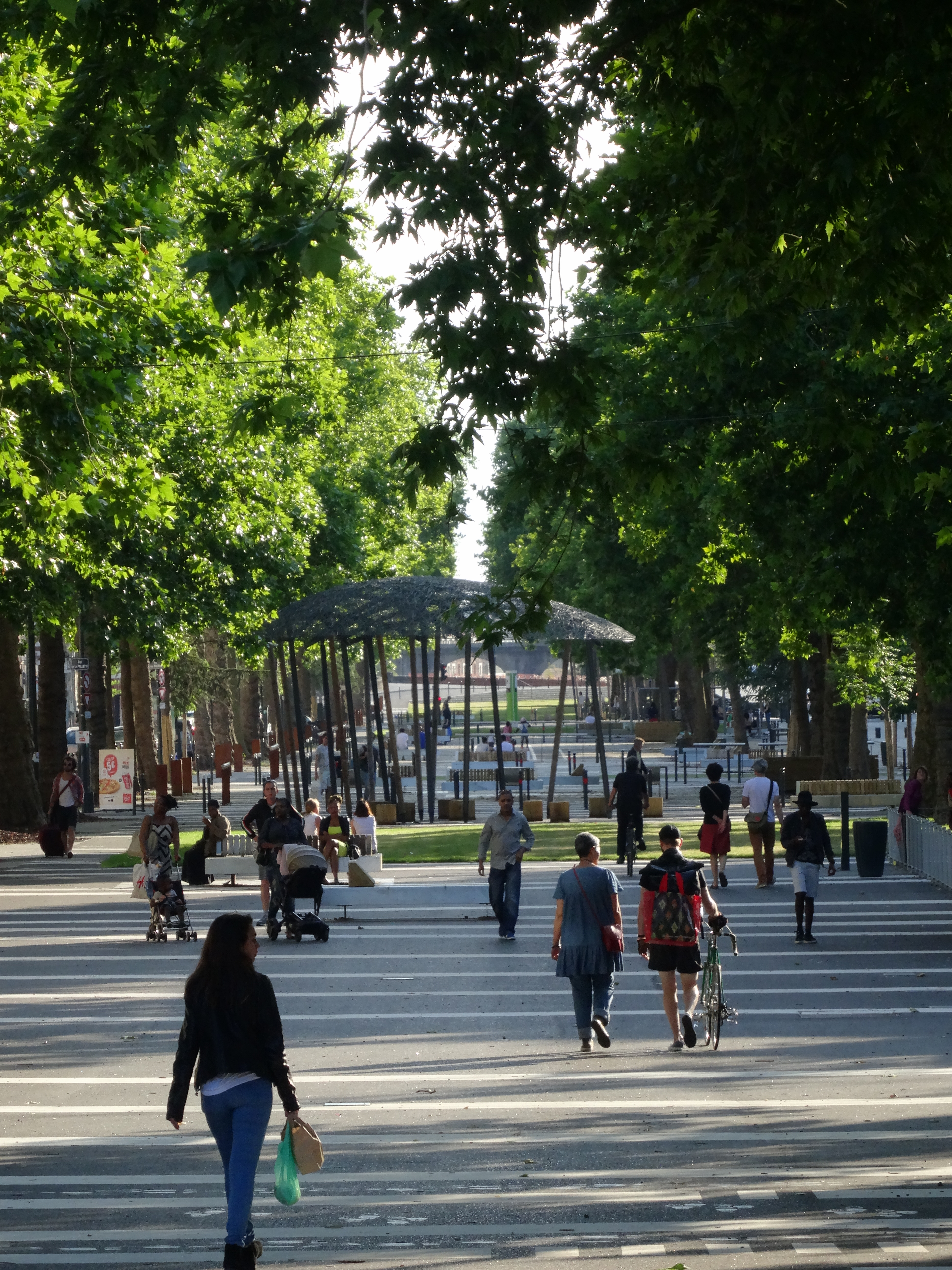
Le mail François-Mitterrand, réaménagé en 2015.

### Logement

Les immeubles sur les quais de la Vilaine.

En 2019, Rennes comptait 129 917 logements, dont 89,5 % sont des résidences principales, 3,8 % des résidences secondaires et 6,7 % de logements vacants. 85,9 % de l'ensemble des logements sont des appartements.
Rennes est une ville qui se densifie, avec 29,3 % des résidences principales qui ont été construits après 1990. Concernant les constructions antérieures à 1949, elles représentent 10,9 % du parc. Avec 22 703 logements HLM, soit 21,7 % du parc en 2019, la ville respecte les dispositions de l'article 55 de la loi relative à la solidarité et au renouvellement urbains de décembre 2000 fixant alors à 20 % le taux minimum de logements sociaux pour les communes les plus importantes.
La plupart des habitations possédaient quatre pièces ou plus (37,6 %), ou trois (25,8 %), puis deux pièces (22 %). Les petits logements représentent 14,6 % du parc immobilier rennais. Il faut préciser que ces logements sont bien dotés et équipés puisque 99,5 % ont le chauffage central ou individuel et 56,3 % possèdent un garage, box ou parking. En 2012, 28,4 % du parc est constitué de logements de moins de 18 ans, ce qui fait de Rennes la 3e ville de France dans cette catégorie en 2012,.

### Orientations de développement et projets d'aménagement

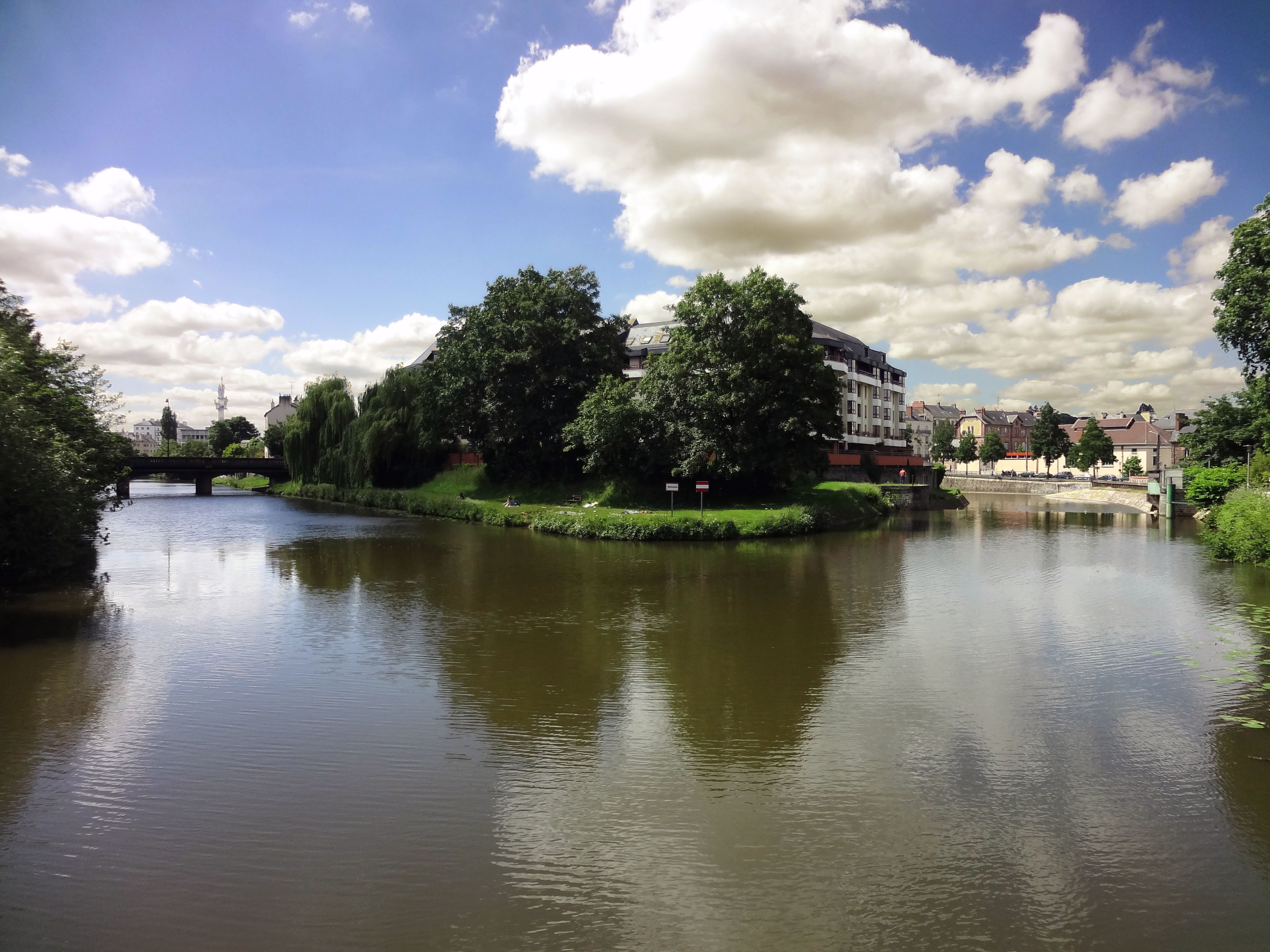
Île Saint-Hélier entourée par la Vilaine.

En 2005, dans son « Projet urbain 2015 », la ville organise son développement à horizon 2015 autour de sept orientations thématiques : ville centre d'une métropole régionale, dynamique en gardant les attributs d'une écoville conviviale et mobile. Afin de mettre en application les objectifs de développement urbain, la procédure de ZAC est privilégiée : plus de trente ZAC ont été créées depuis les années 1970. Dans les années 2010, les grands projets d'aménagement sur la ville sont :
- Le quartier Beauregard, à travers trois ZAC créées en 1993, 2005 et 2006. On y trouve notamment la résidence bioclimatique Salvatierra.
- La requalification de l'axe Alma-Fréville à travers quatre ZAC créées entre 2002 et 2004 : création de 700 logements ainsi que de surfaces commerciales et tertiaires.
- La ZAC de La Courrouze, créée en 2003 sur les communes de Rennes et Saint-Jacques-de-la-Lande : création de 5 000 logements sur d'anciens terrains militaires, notamment l'arsenal,
- La ZAC Baud-Chardonnet, créée en 2004 : création de 2 200 logements et 84 000 m2 de surfaces tertiaires sur une friche industrielle.
- La ZAC EuroRennes, projet d'urbanisme et de quartier d'affaires s'étendant sur une superficie de 58 hectares. Il a vocation à rassembler en 2025 autour de la gare de Rennes, un ensemble de tours de bureaux (150 000 m2), de commerces services et loisirs (30 000 m2), de logements (environ 1 500), d'activité et d'équipements (10 000 m2) et d'offre d'hébergement (15 000 m2).
- La ZAC ViaSilva[57], projet d'urbanisme et de quartier d'affaires s'étendant sur une superficie de 570 hectares, Il couvre la Technopole Rennes Atalante sur Beaulieu et Saint-Sulpice ainsi que les communes de Cesson-Sévigné et de Thorigné-Fouillard. ViaSilva constitue la dernière grande réserve d'urbanisation intra-rocade, elle accueillera le terminus de la ligne b du métro. Initialement elle devait accueillir plus de 40 000 habitants et 25 000 emplois[58].
- D'autres projets de moindre envergure ont aussi fait l'objet d'une procédure de ZAC : anciennes papeteries de Bretagne (rue de Lorient), ancienne brasserie Saint-Hélier, requalification de l'ancienne caserne Mac-Mahon…

Rennes est en 2014 la « ville la plus durable de France » selon le magazine Terra eco, se distinguant notamment par la qualité de ses services de transports en commun, son taux de chômage, et sa vie associative.

#### Espaces verts

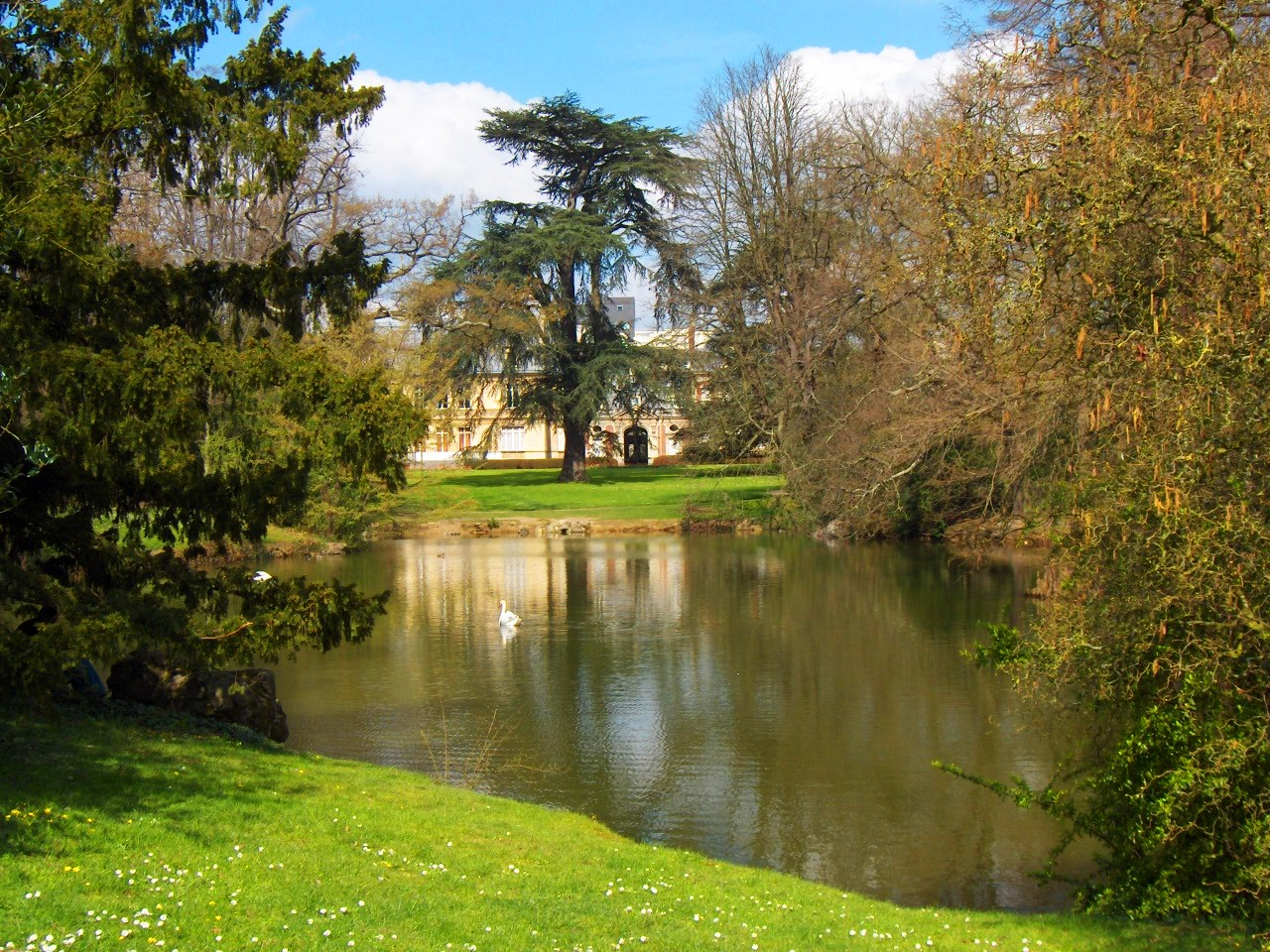
Étang du parc Oberthür.

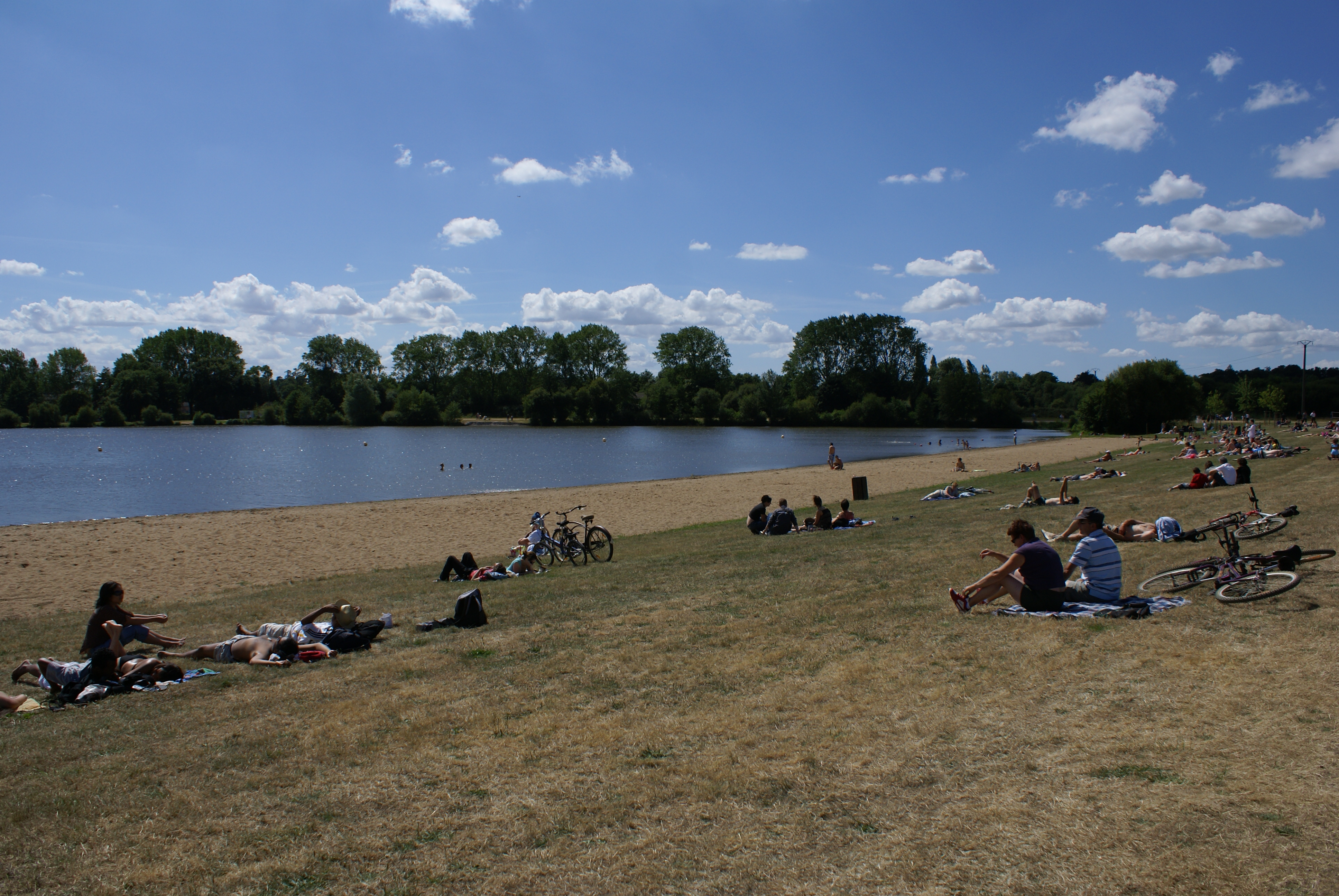
Étangs d'Apigné en plein été.

En 2016, la ville compte 868 hectares d'espaces verts entretenus (dont 50 % de parcs, bases de loisirs, terrains de sports), soit 17 % de la superficie de la ville et 41 mètres carrés d'espace vert par habitant. On compte notamment :
- Le parc du Thabor dessiné par les frères Bühler, non loin du centre-ville ;
- Le parc Oberthür ; créé à l'origine par la famille du même nom ;
- La base de loisir des Gayeulles au nord est de la ville ;
- Le parc du Landry ;
- Le parc de Bréquigny au sud ;
- Les prairies Saint-Martin, le long du canal d'Ille-et-Rance ;
- La base de loisirs des Landes d'Apigné et la Prévalaye (à cheval sur les communes du Rheu et de Saint-Jacques-de-la-Lande).

En 2015, Rennes est récompensée par trois fleurs au palmarès du concours des villes et villages fleuris.

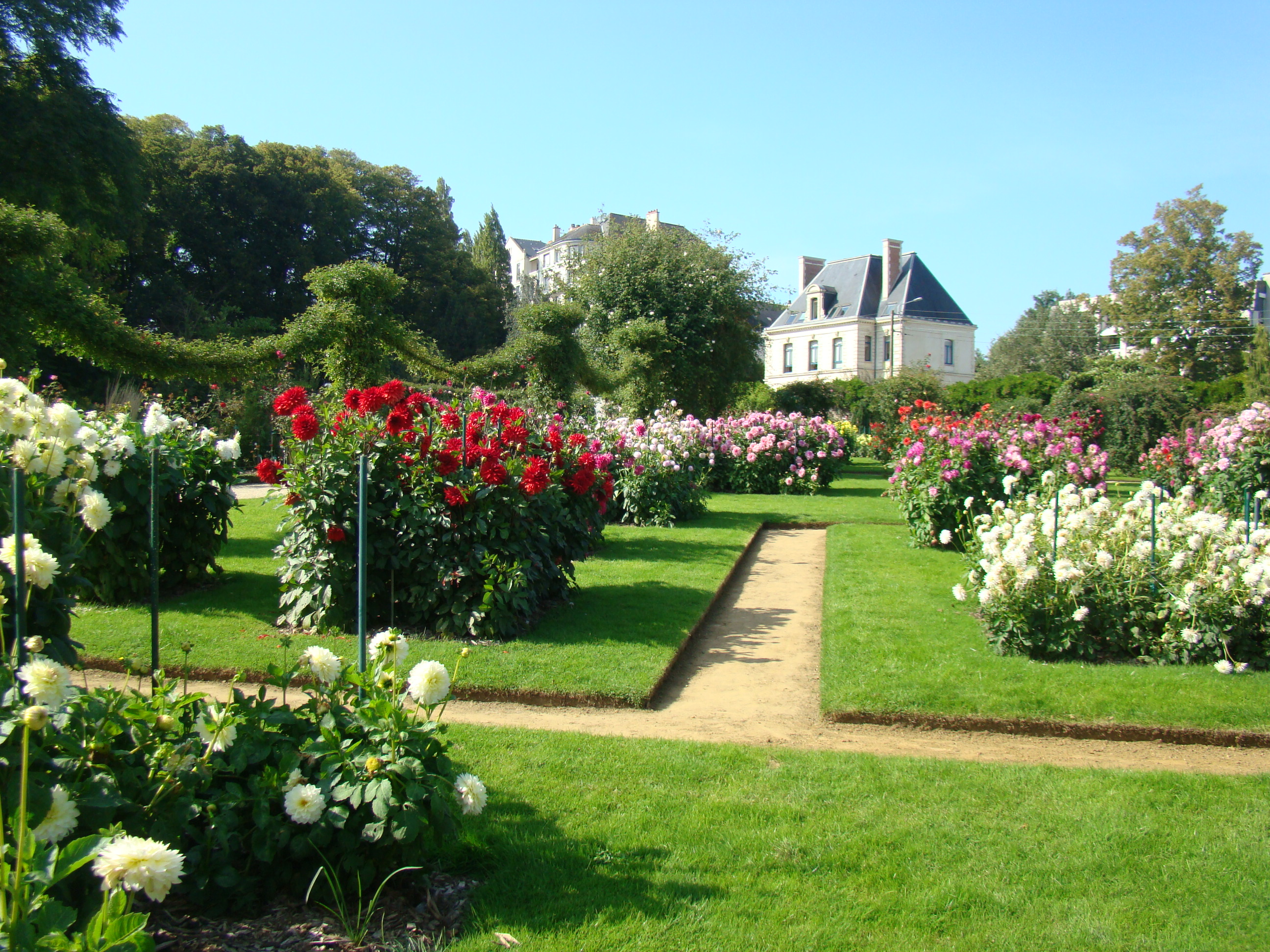
Roseraie du Thabor.
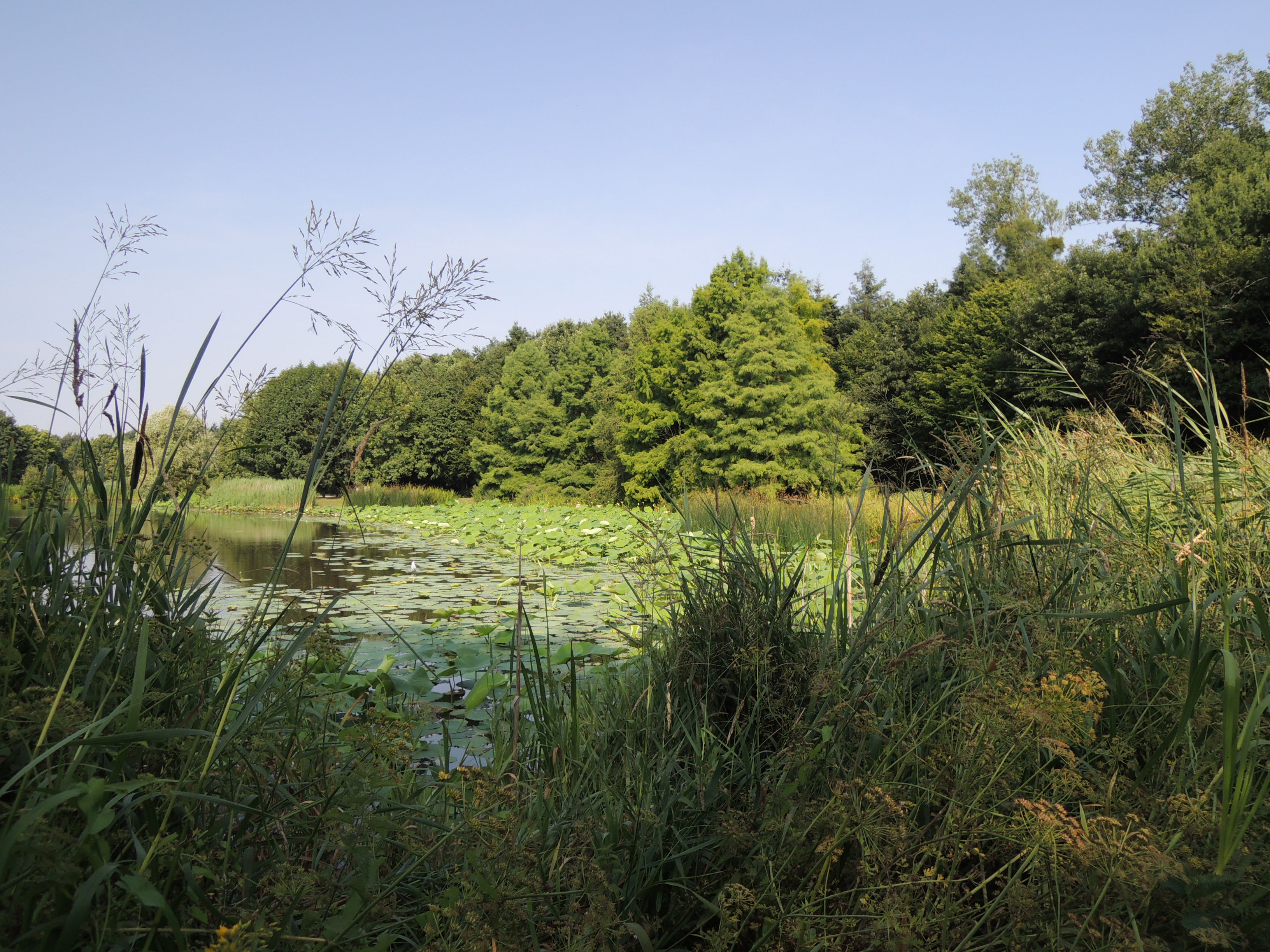
Parc des Gayeulles.
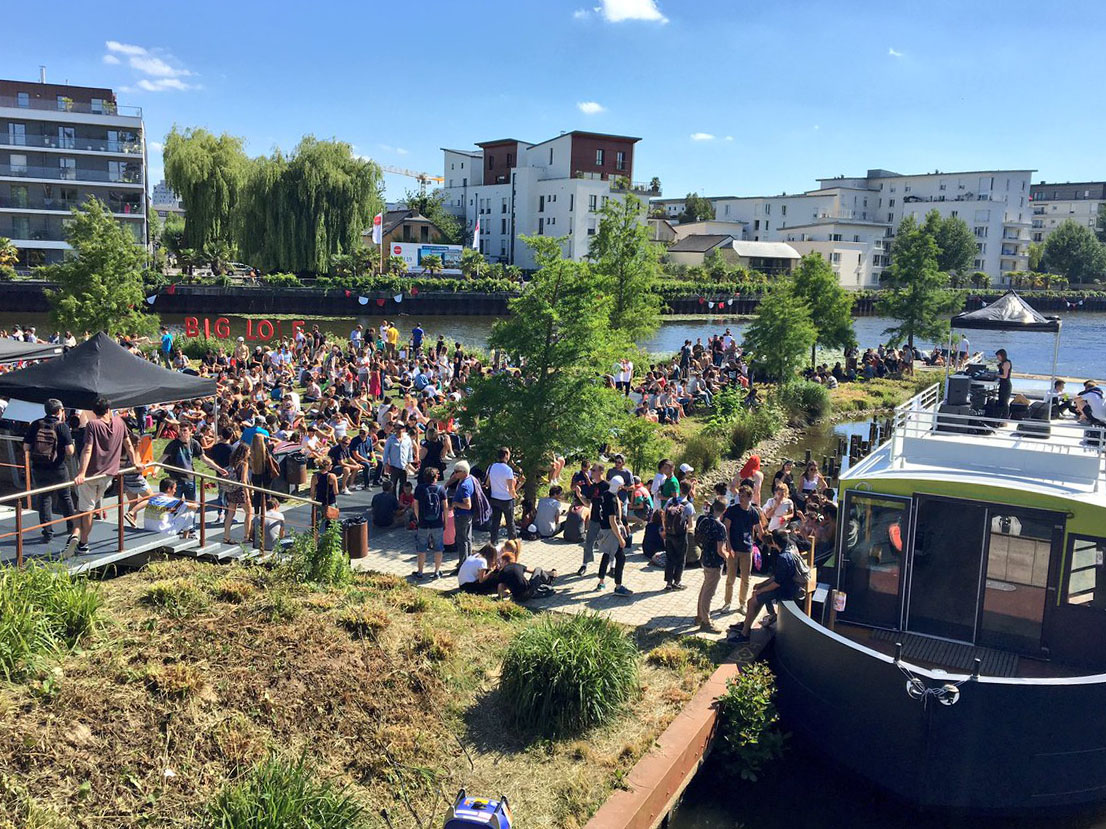
Jardin de la Confluence
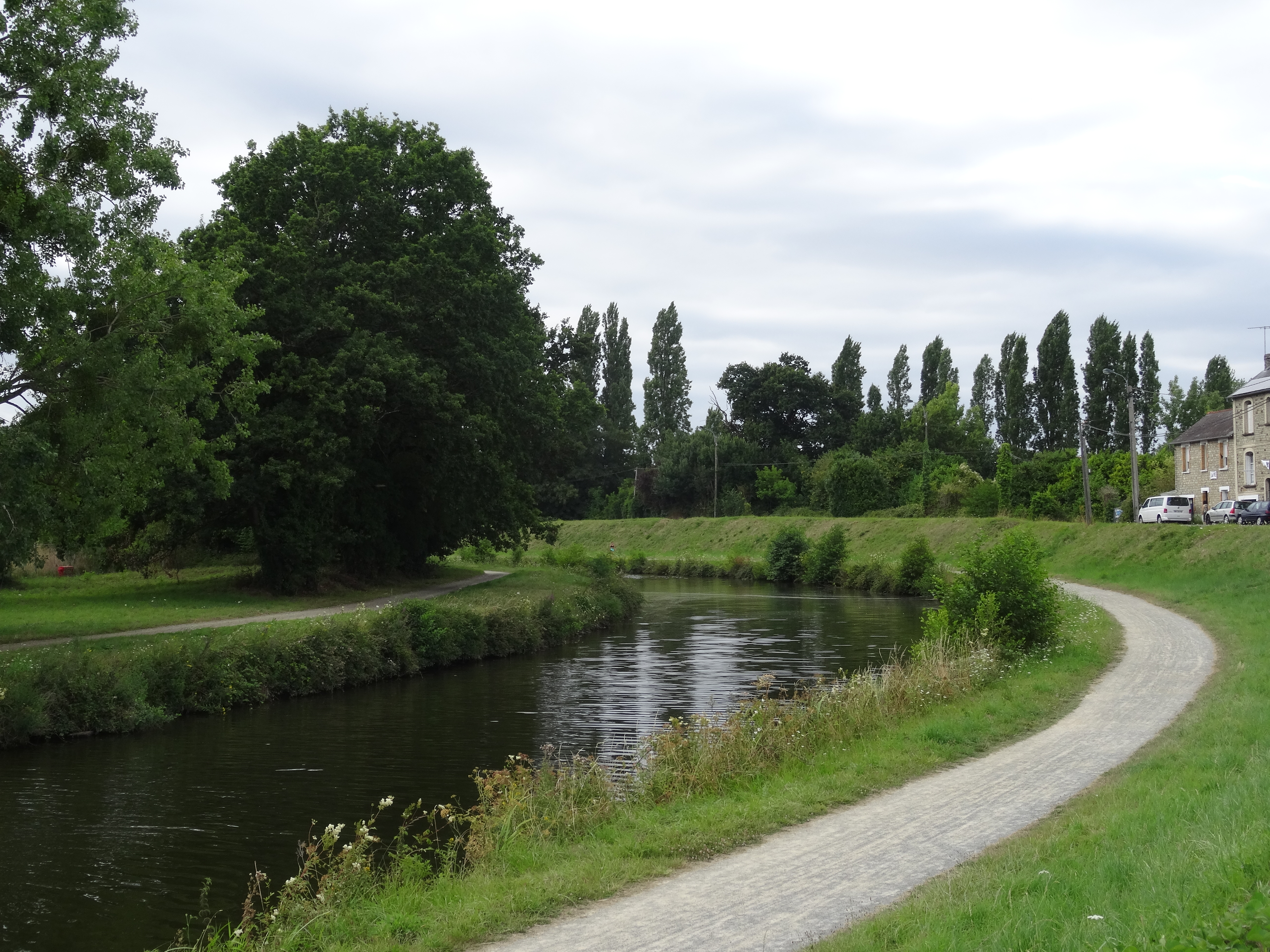
Canal Saint-Martin.
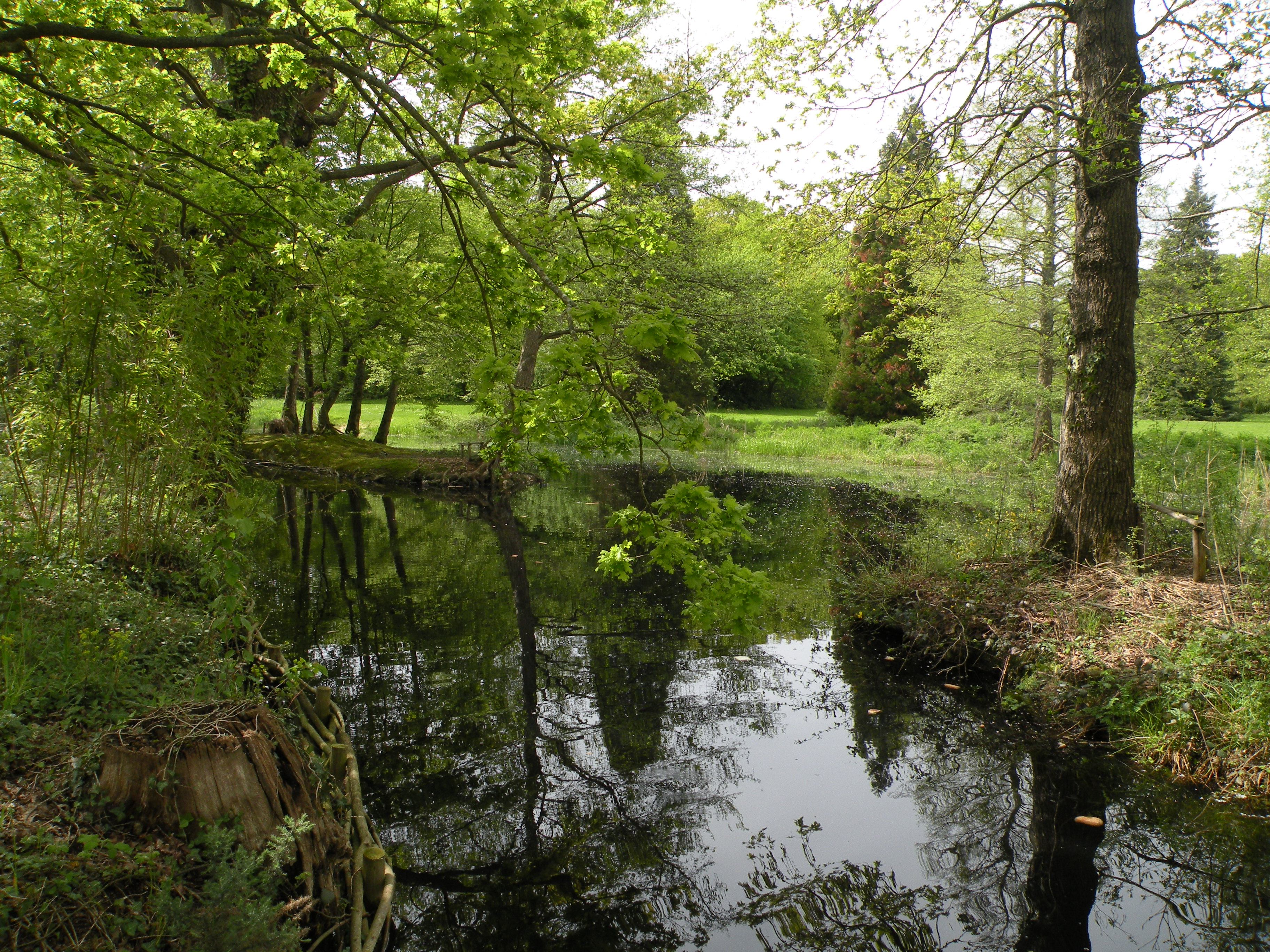
Parc de Bréquigny

### Morphologie urbaine

#### Condate Riedonum, la construction d'une ville.

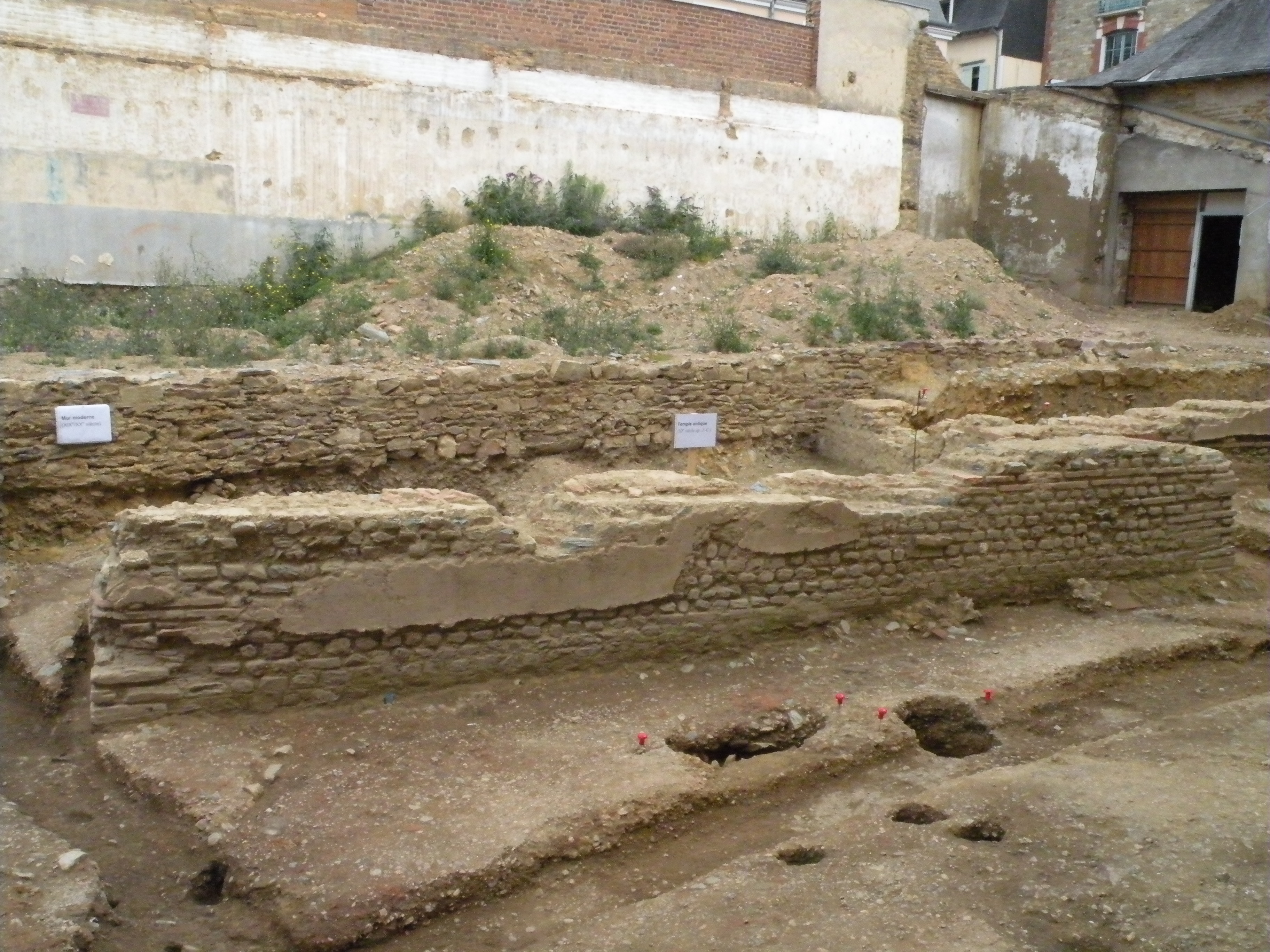
Fouilles archéologiques au couvent des Jacobins, vestiges d'un temple dédié à Mars-Mullo.

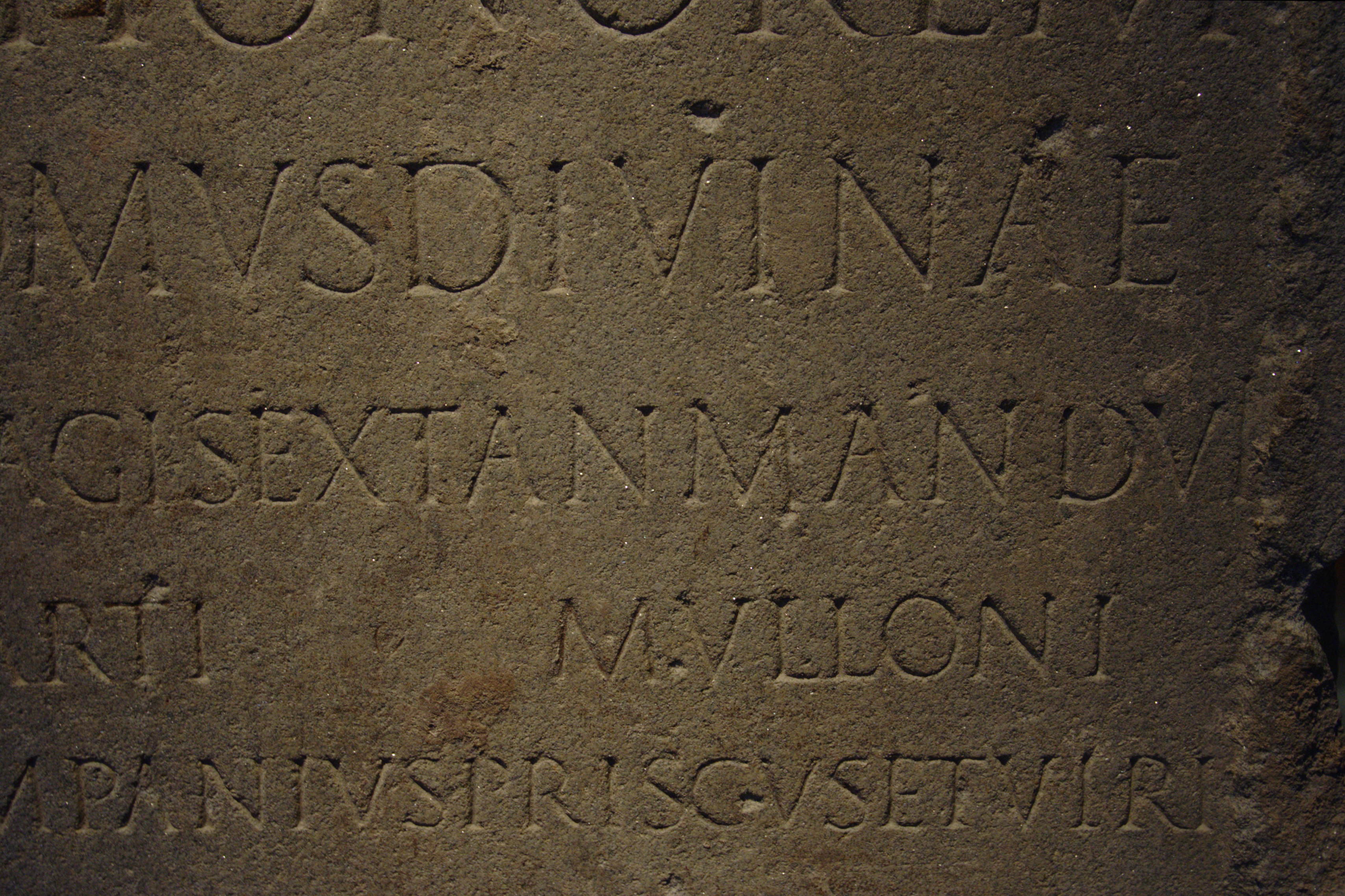
Base ordonnée par un notable gallo-romain de Rennes, lié au temple et au culte de Mars-Mullo.

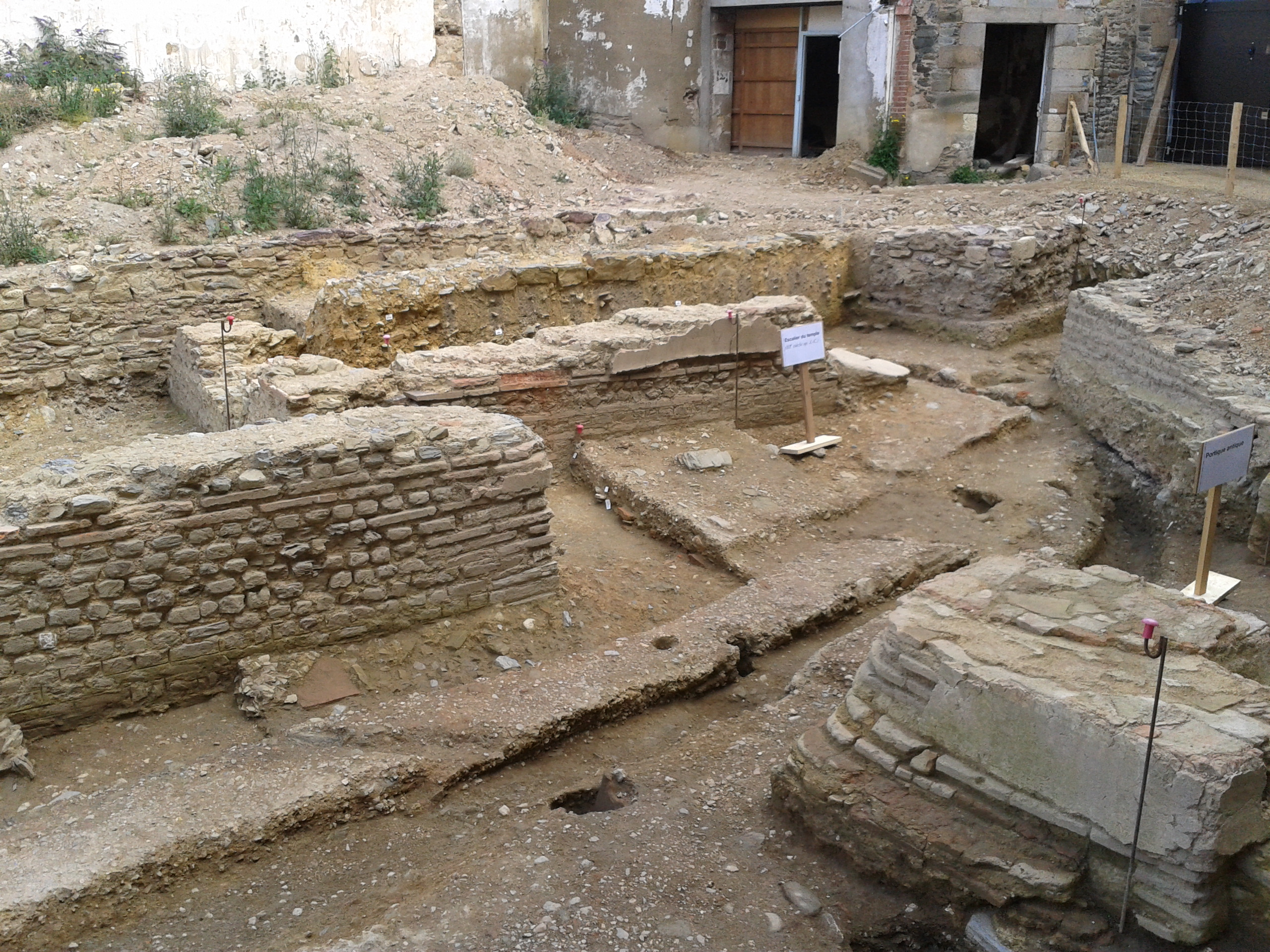
Fouilles archéologiques sous le couvent des Jacobins.

À son apogée au IIe siècle, lors de la période gallo-romaine, Condate est un centre urbain important qui s'étend sur 90 ha sur les hauteurs dominant le confluent de l'Ille et de la Vilaine. Les invasions barbares vont conduire la ville à se resserrer sur une superficie de 9 ha au sein d'une enceinte longue de 1 200 mètres.

##### La ville médiévale

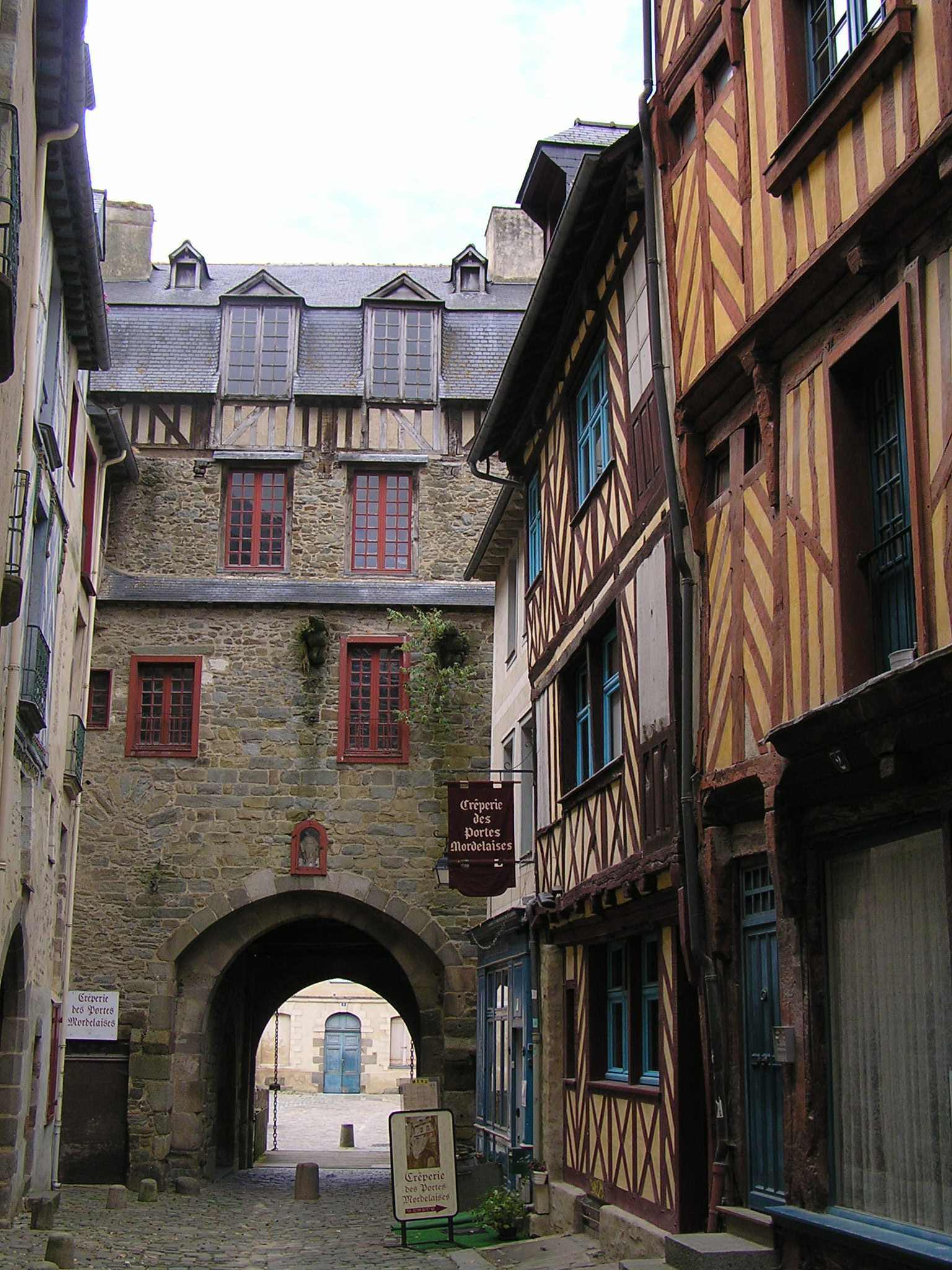
La porte mordelaise (vue arrière).
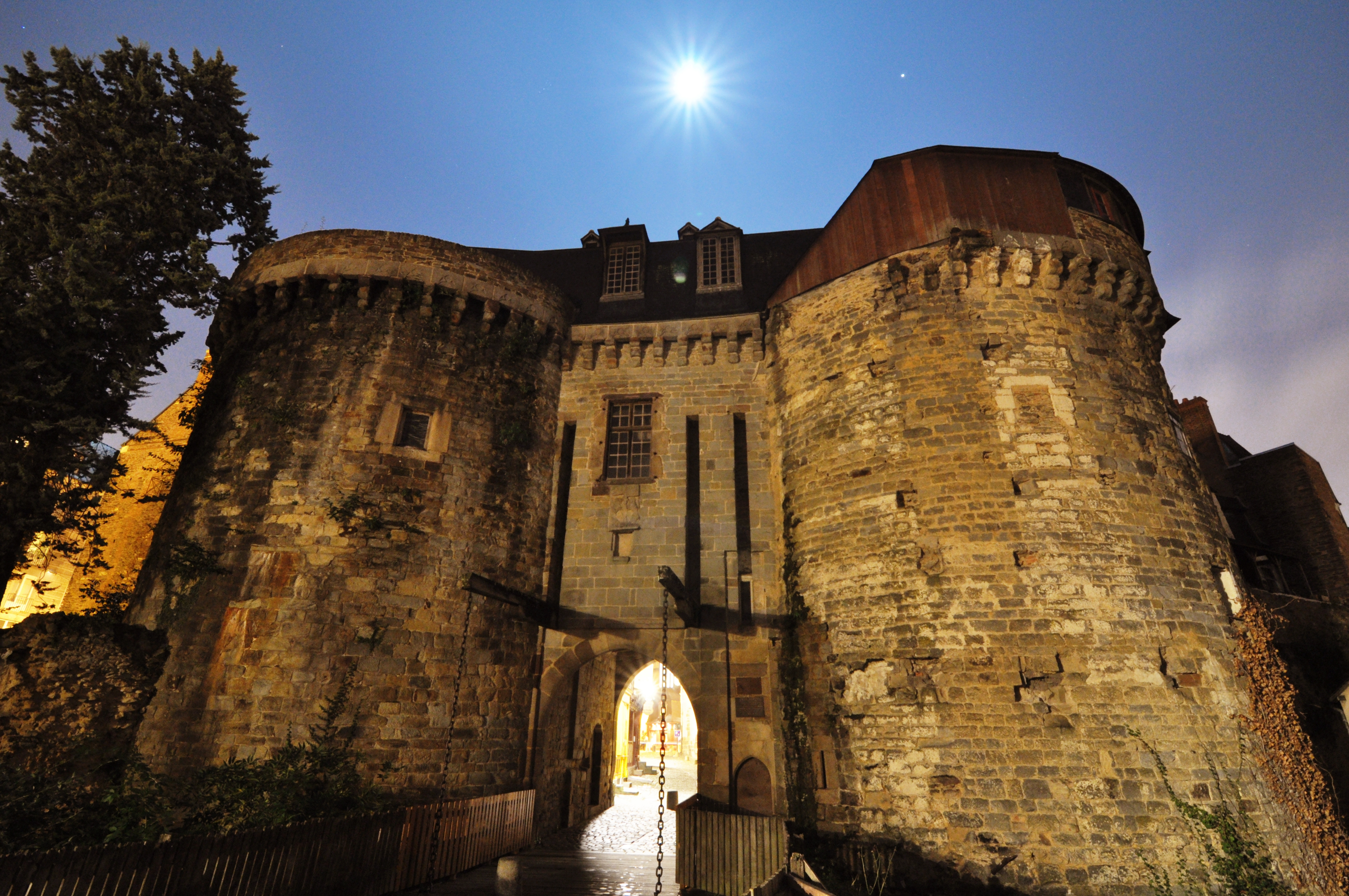
La porte mordelaise de nuit, rare vestige des remparts de Rennes
Les remparts à la fin du XVe siècle
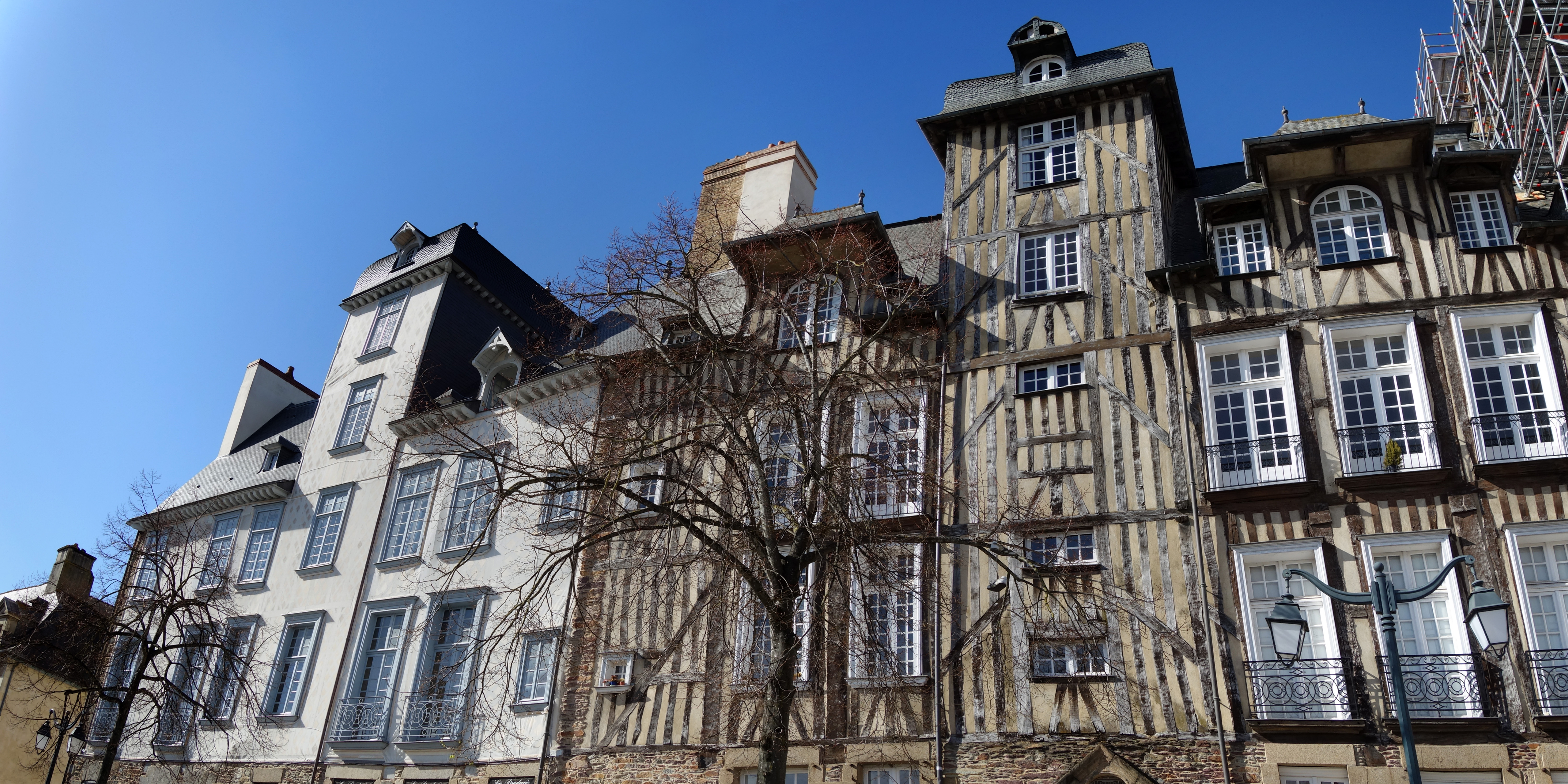
Les hôtels particuliers du XVIIe siècle situés place des Lices
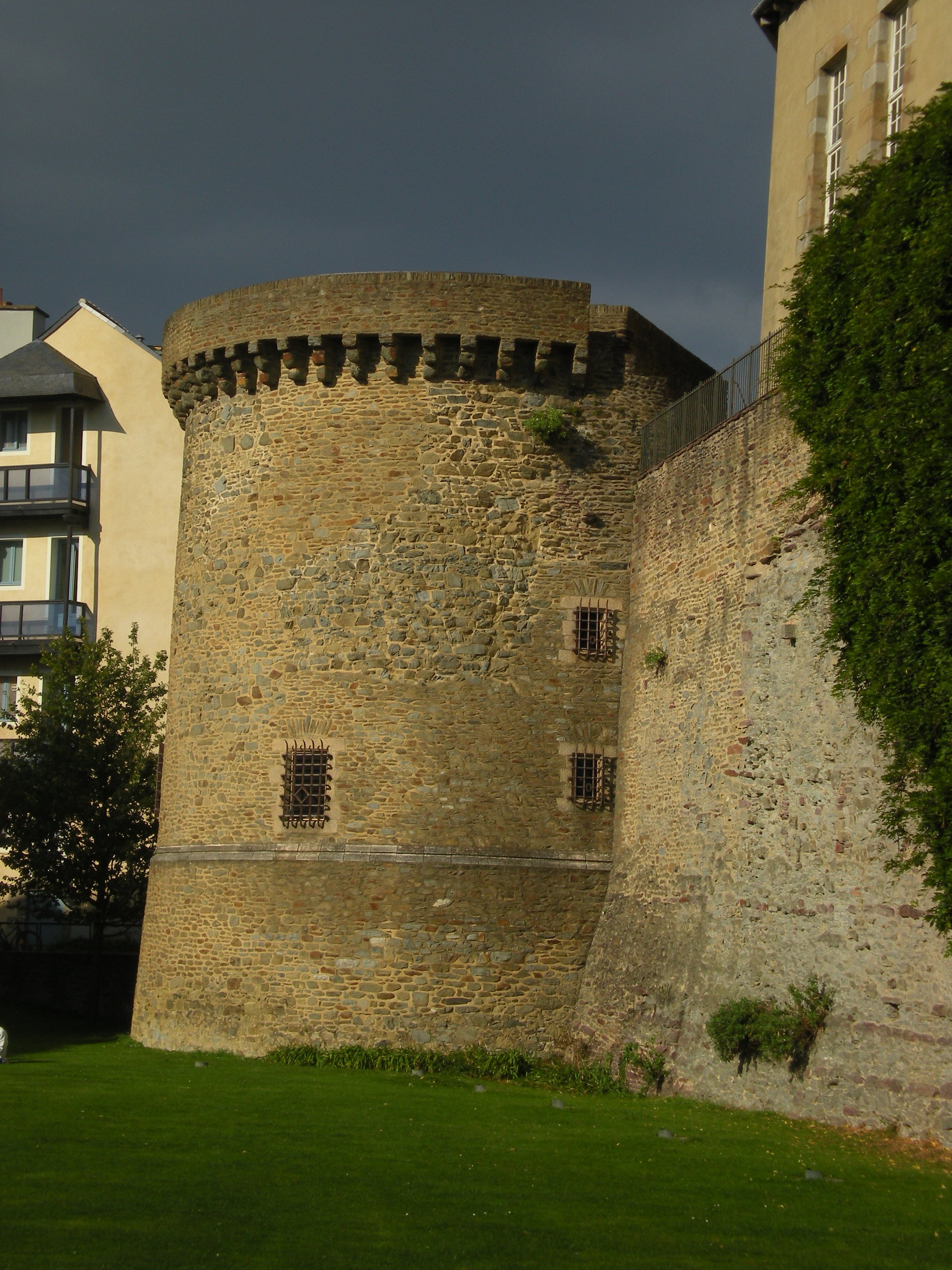
La tour Duchesne
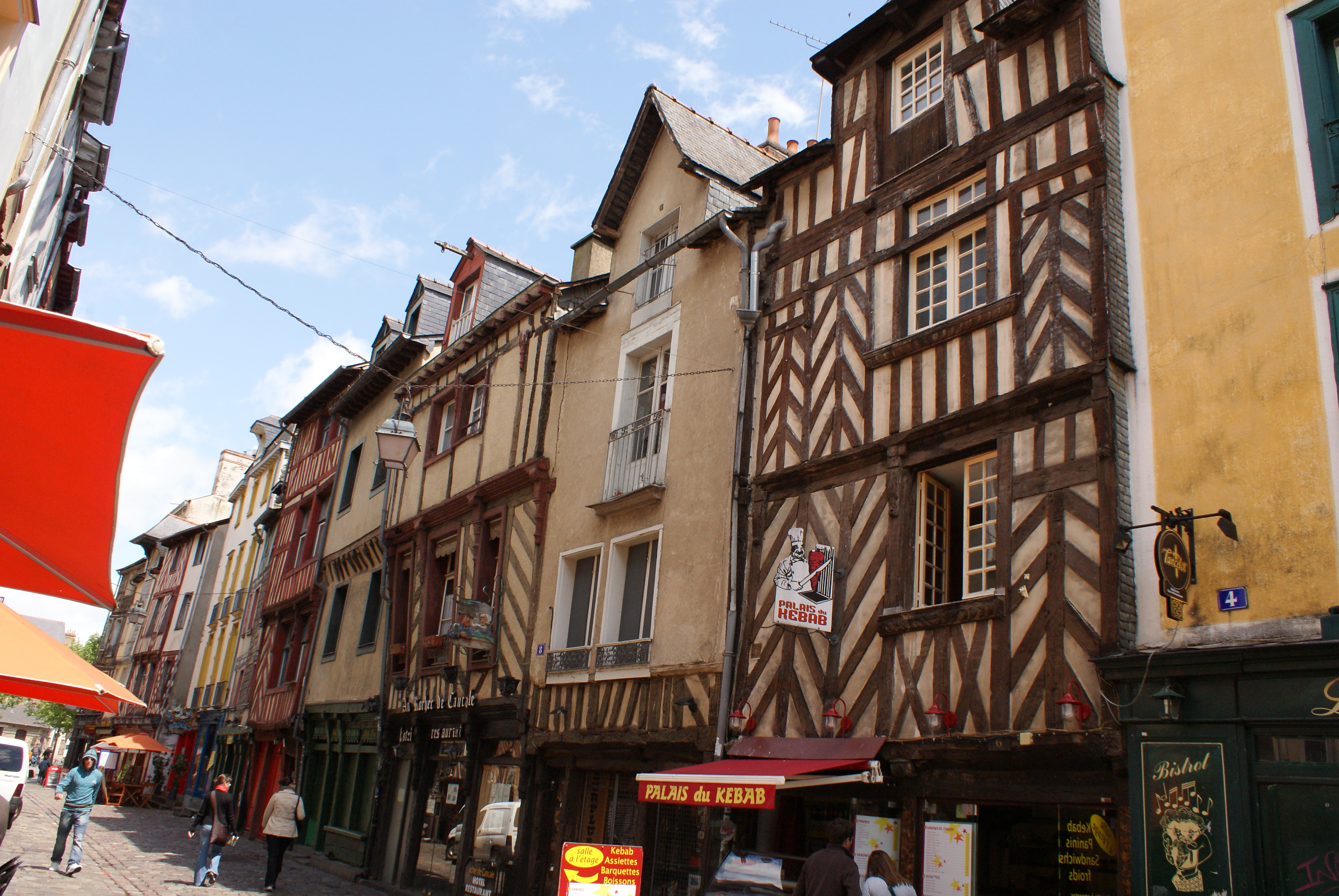
Rue Saint-Michel
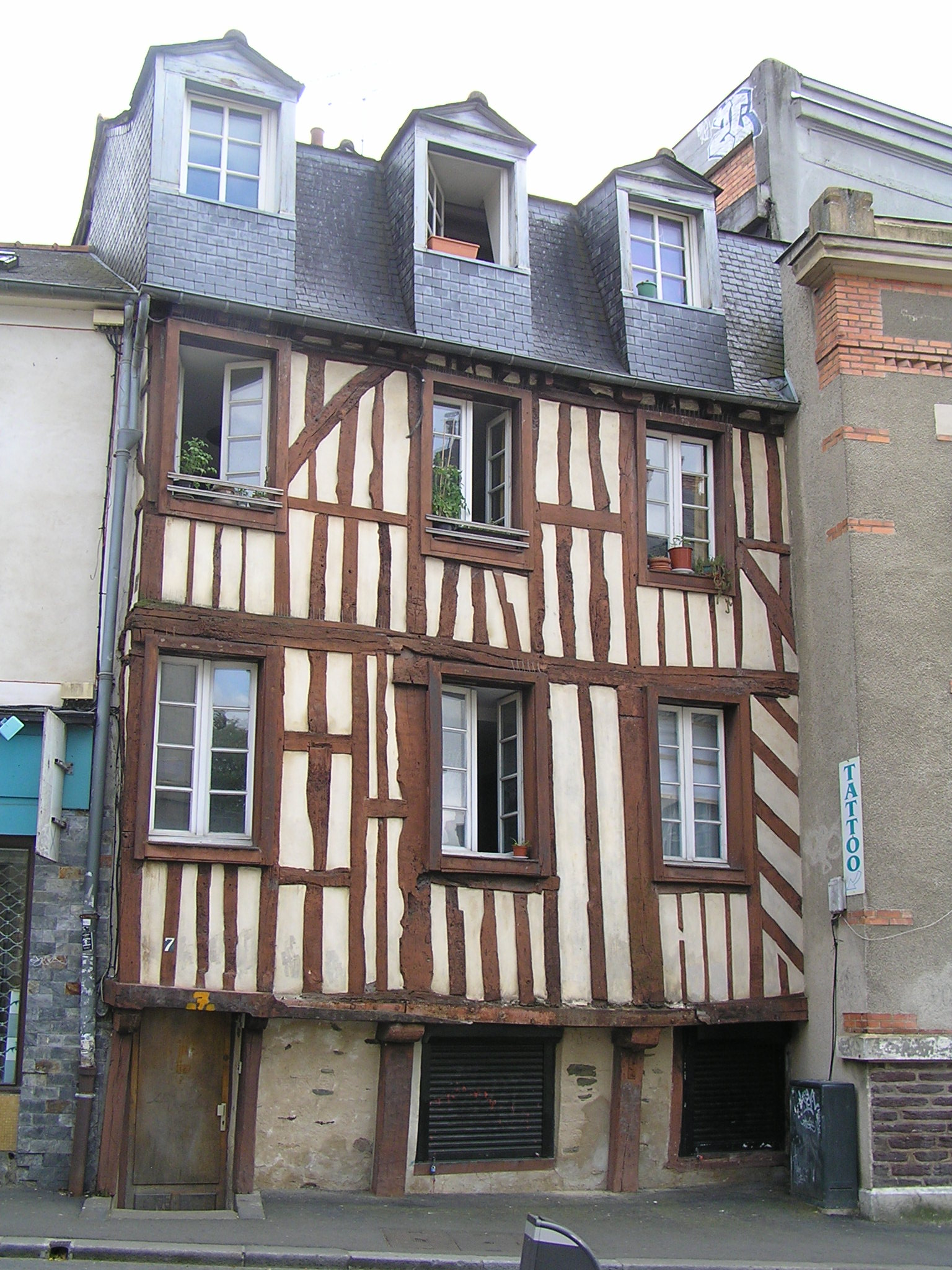
Maison médiévale
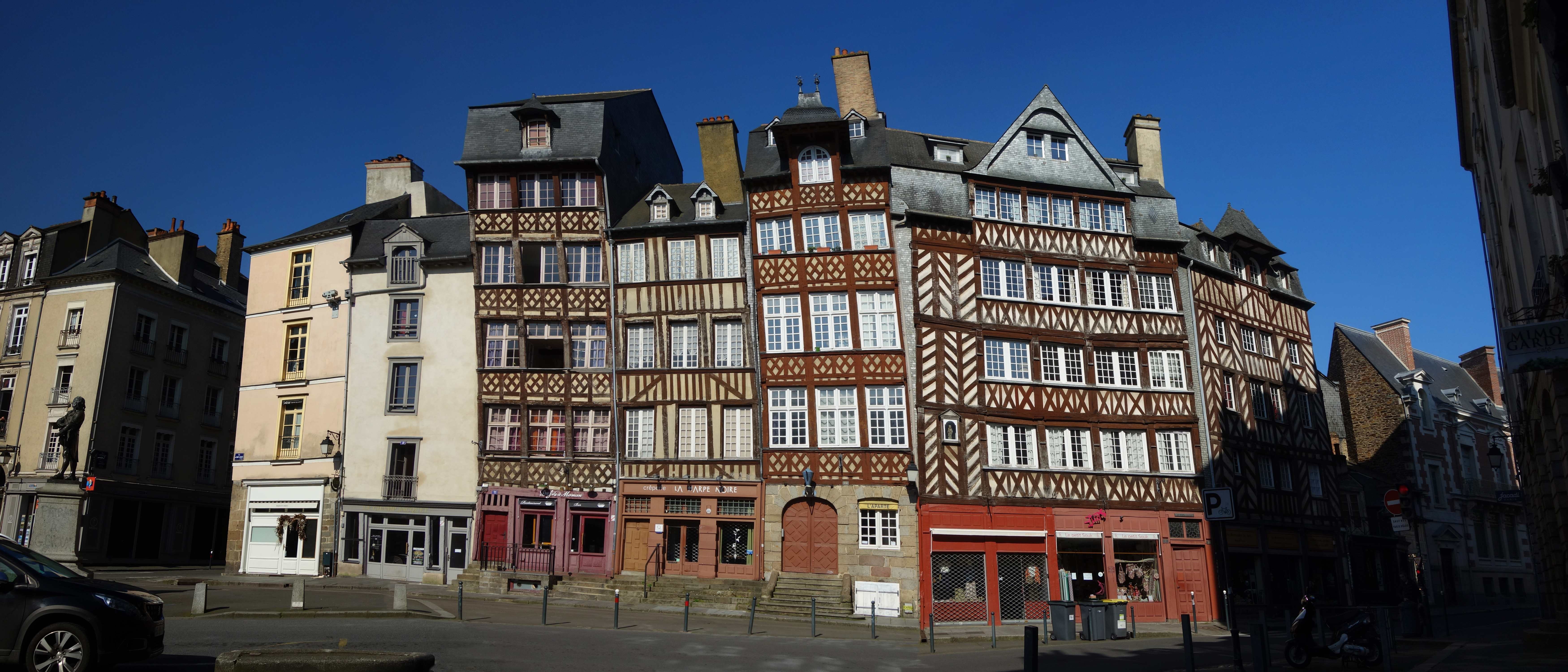
Les maisons à colombage de la place du champ Jacquet

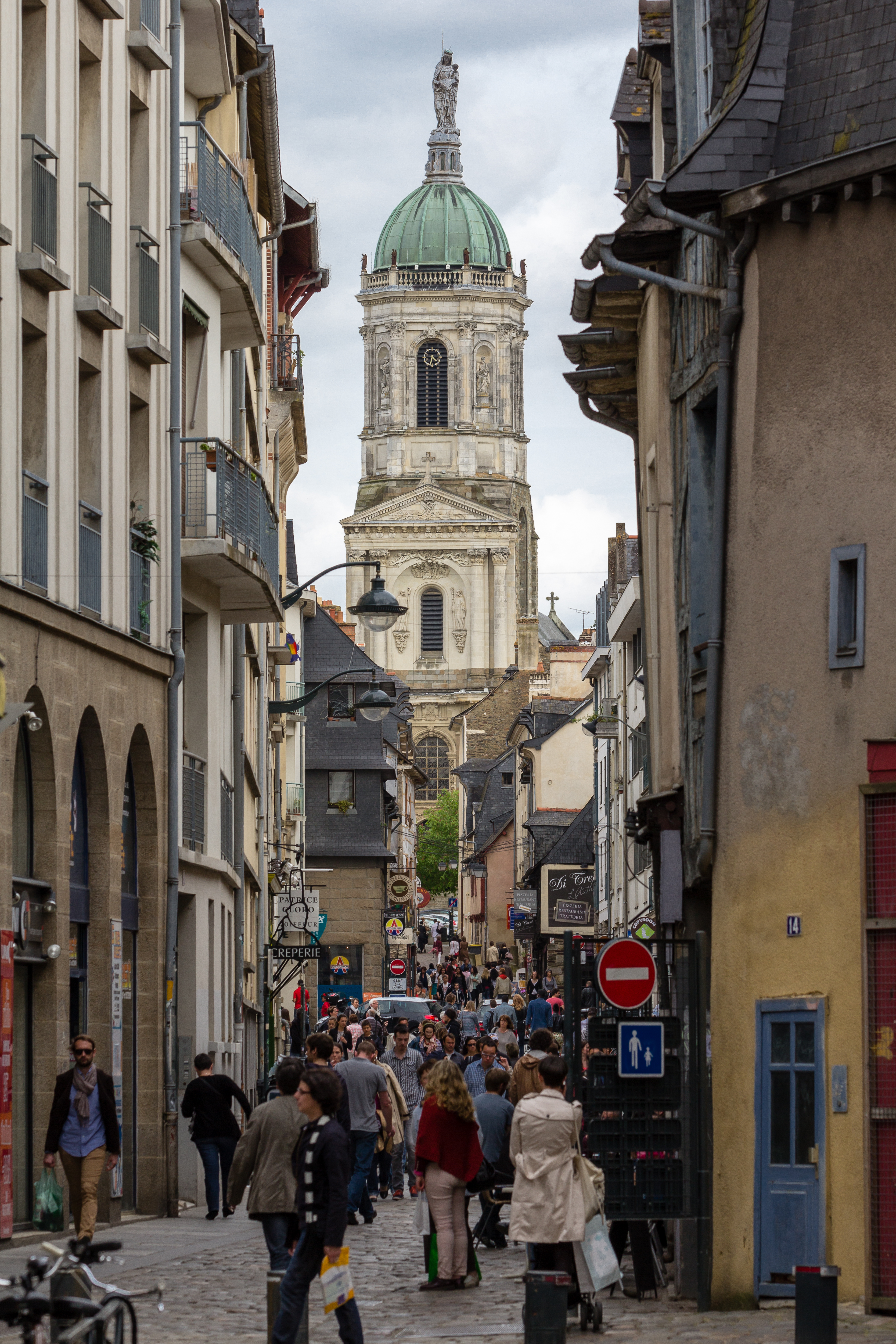
La rue Saint-Melaine, dominée par la tour des de l'église Notre-Dame-en-Saint-Melaine, conserve un bâti médiéval.

Jusqu'au XVe siècle, la ville se développe à l'abri de cette muraille à mesure que son rôle politique et économique croît. Au début du XVe siècle, la ville de résidence des ducs de Bretagne, ne compte cependant aucun monument marquant en dehors de sa cathédrale. La ville connaît alors une période de développement démographique en raison d'une forte immigration normande à la suite de l'occupation anglaise au début du siècle et, surtout, d'un important exode rural. Les faubourgs se développent hors des murs : La Baudrairie, Saint-Aubin, Bourg-l'Évesque, Saint-Étienne, Toussaints… Dans sa Chronique d'Arthur de Richemont, Guillaume Gruel, écuyer d'Arthur III de Bretagne, note : « La ville qui pour lors estoit trop petite pour loger ung tel peuple comme le peuple renays, et estoient les faulxbourcs plus grans troy foiz que la Ville ».
Deux nouvelles enceintes sont donc construites au XVe siècle afin d'assurer le développement de la ville. En 1422, le duc Jean V décide de construire une enceinte à l'est qui entoure la « Ville Neuve », marquée par les commerces et les congrégations religieuses. Cette nouvelle enceinte est achevée en 1452, mais déjà une autre extension est en cours. En 1449, le duc François Ier prend la décision d'étendre les murs de la ville au sud de la Vilaine. La « Nouvelle Ville » ainsi protégée par les remparts est avant tout un ensemble de terrains malsains et inondables où s'entasse une population modeste. L'intérêt est pourtant réel d'assurer une protection efficace des deux rives du fleuve et de protéger les quartiers industrieux. En 1473, cette enceinte est à son tour achevée. La ville s'étend alors sur 62 ha et compte environ 13 000 habitants. C'est au cours de ce siècle que la ville s'embellit en se dotant en 1467 de son premier monument civil : la tour de l'Horloge, citée par François Rabelais dans Pantagruel.
Après la fin de l'autonomie bretonne, marquée par l'acte d'union de 1532, le rôle administratif de Rennes s'accroît. En 1561, le Parlement de Bretagne se fixe dans la ville. Le Palais du Parlement de Bretagne est édifié entre 1618 et 1655. En parallèle, la ville se transforme profondément grâce aux nombreux hôtels particuliers édifiés pour les « messieurs du Parlement », comme les hôtels de La Noue et Racape de La Feuillée, édifiés sur la place des Lices en 1658. La ville s'embellit ainsi au cours du XVIIe siècle mais reste enserrée dans ses remparts et les bâtiments sont pour la grande majorité construits en bois. Lors de la nuit du 23 décembre 1720, la ville s'embrase. Pendant six jours, l'incendie va ravager le centre-ville : près de 10 ha sont touchés, 945 bâtiments sont détruits. Au total, on estime que le grand incendie a coûté 9 millions de livres aux particuliers.

##### La ville classique

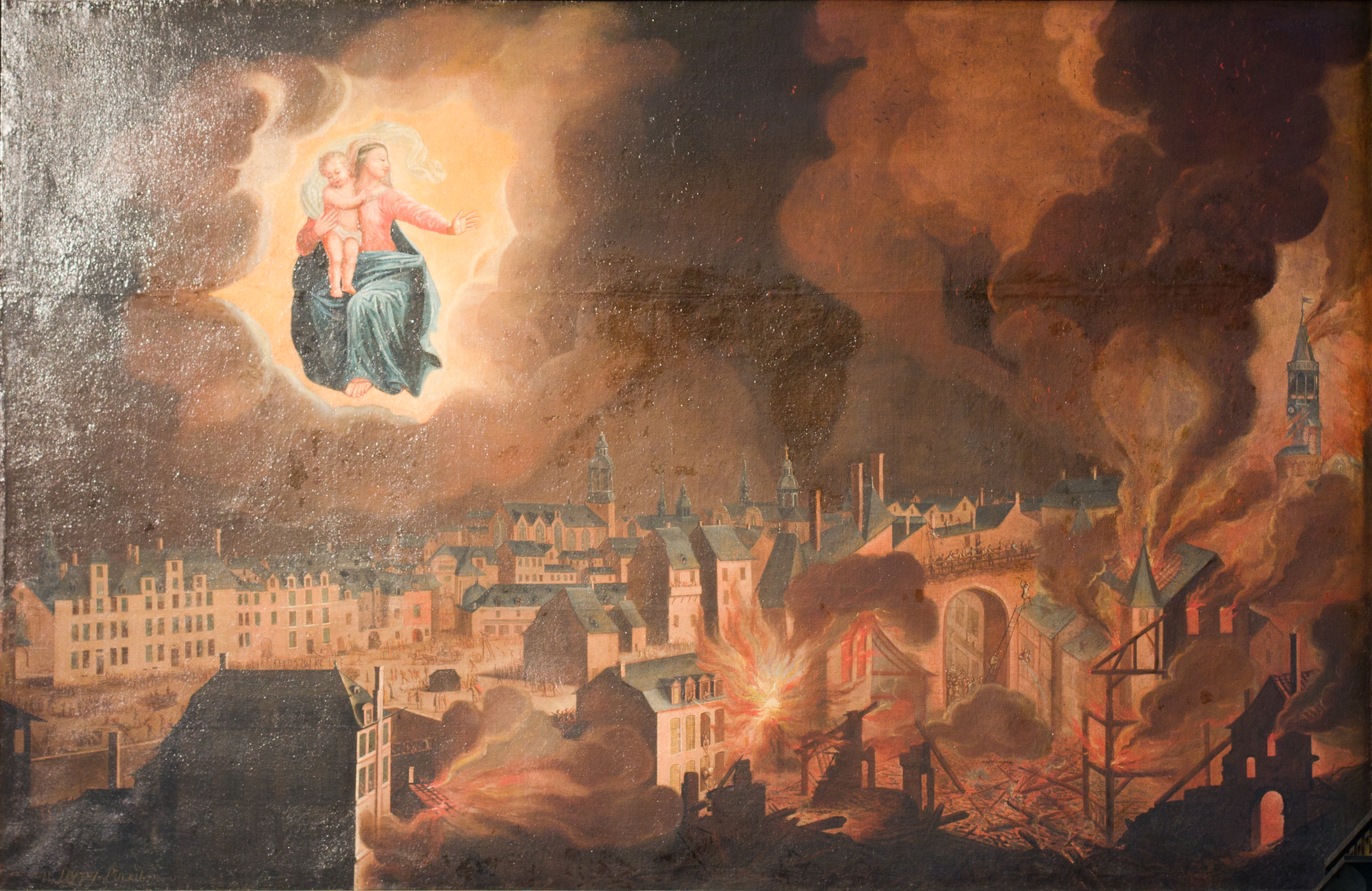
Tableau d'époque représentant l'incendie de 1720.
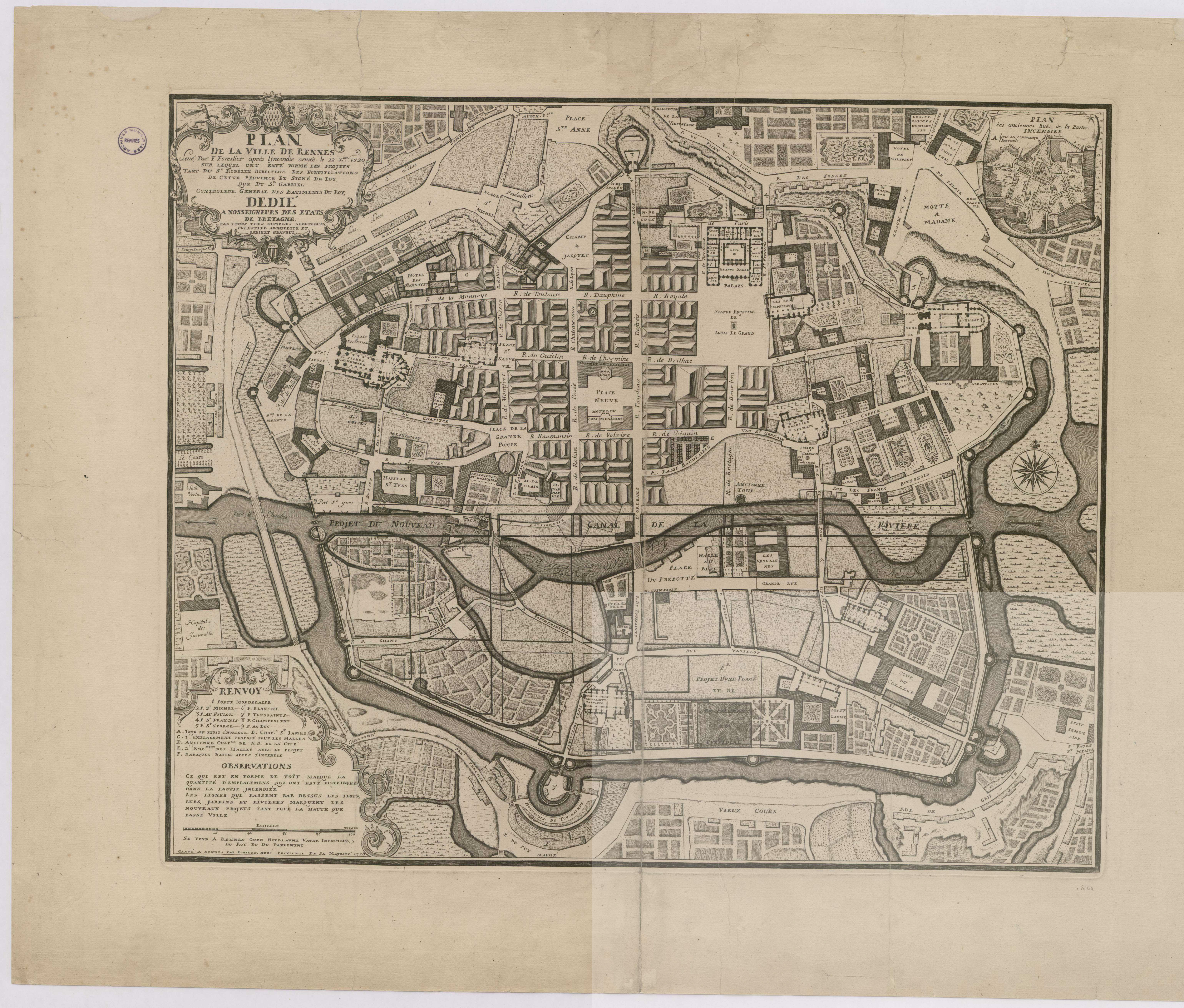
Plan de 1726 par F. Forestier de Villeneuve reprenant les projets de Robelin et de Gabriel.
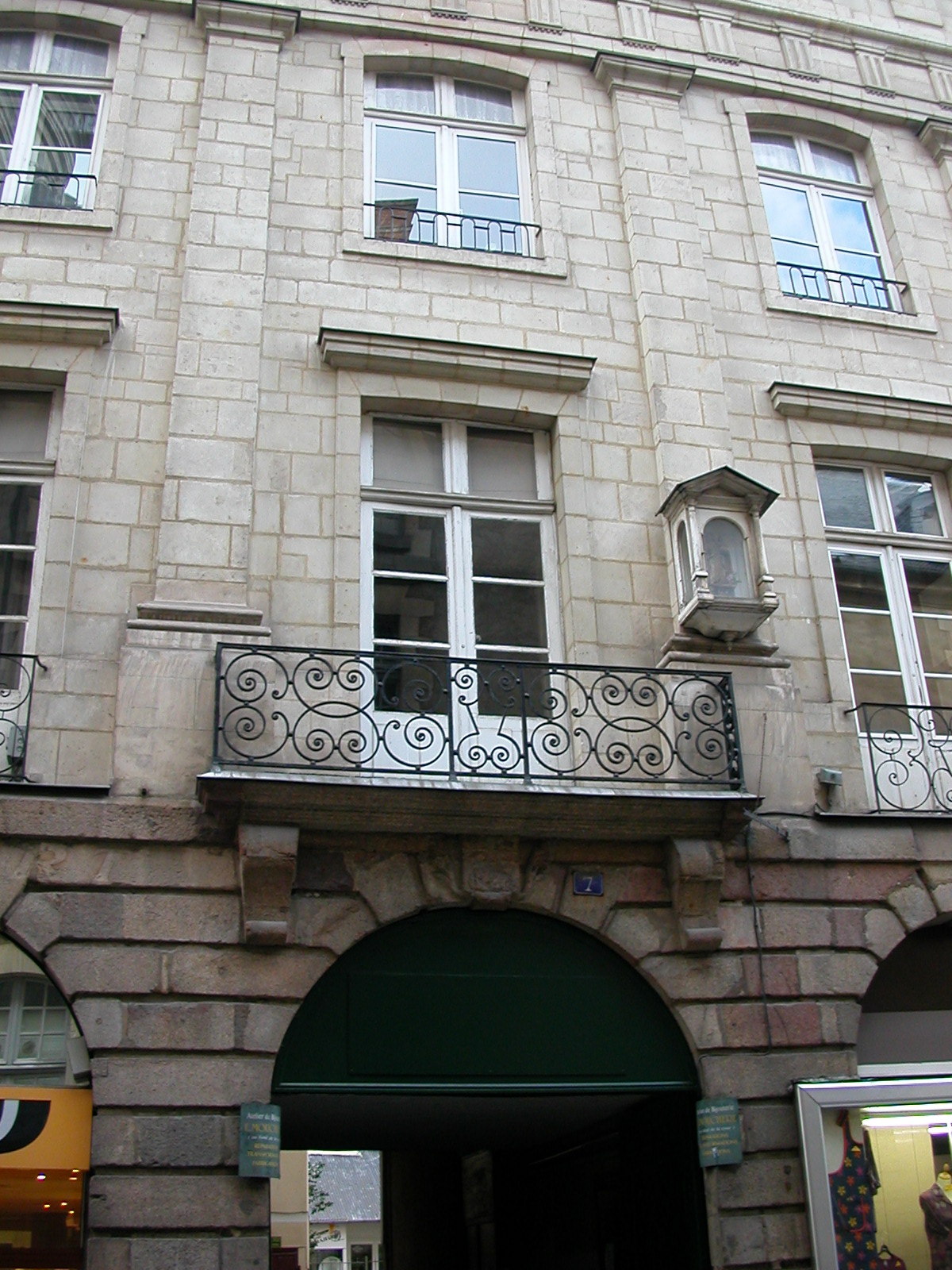
Un immeuble typique de la ville classique, rue de l'Horloge.
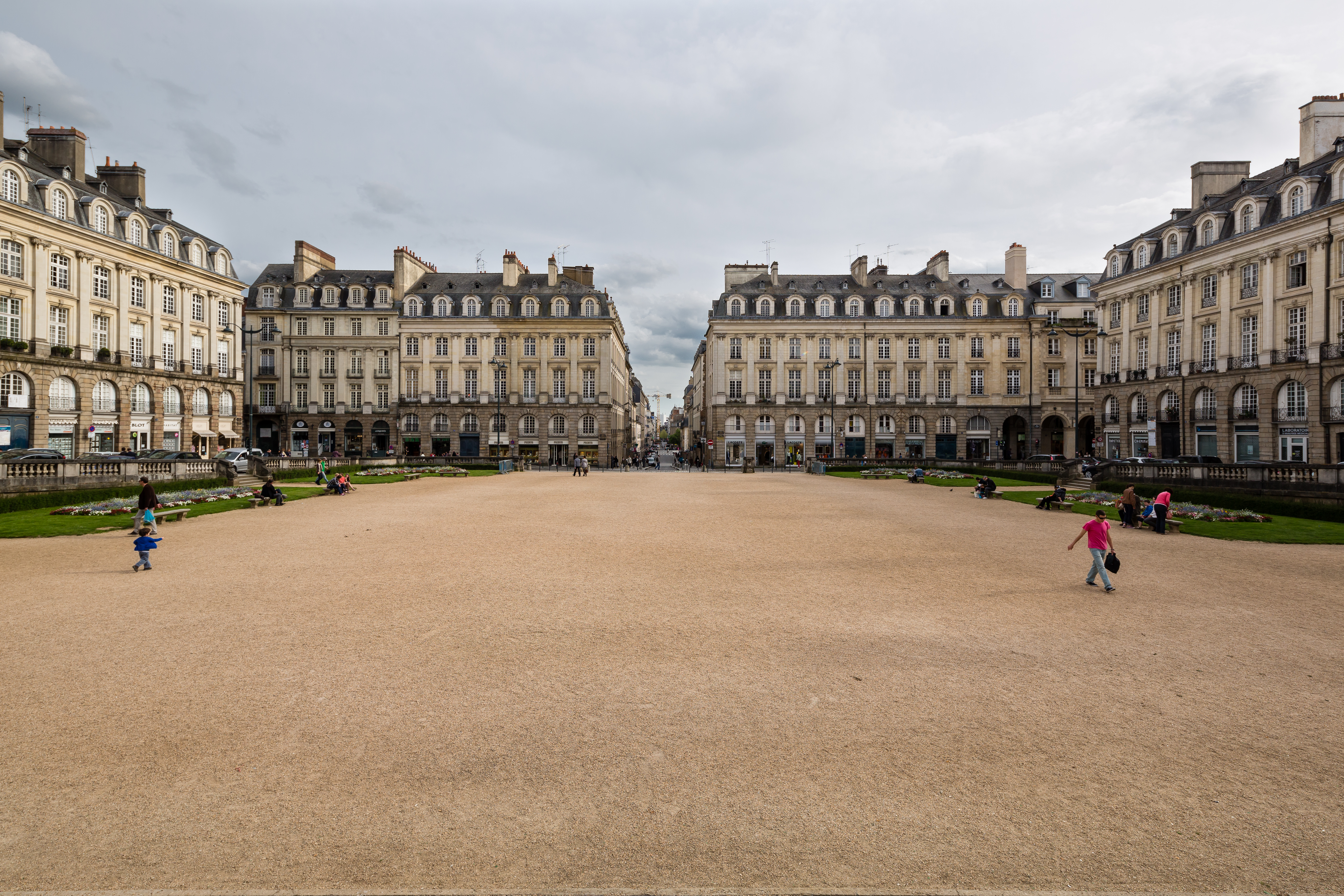
La place Royale, aujourd'hui place du Parlement-de-Bretagne.
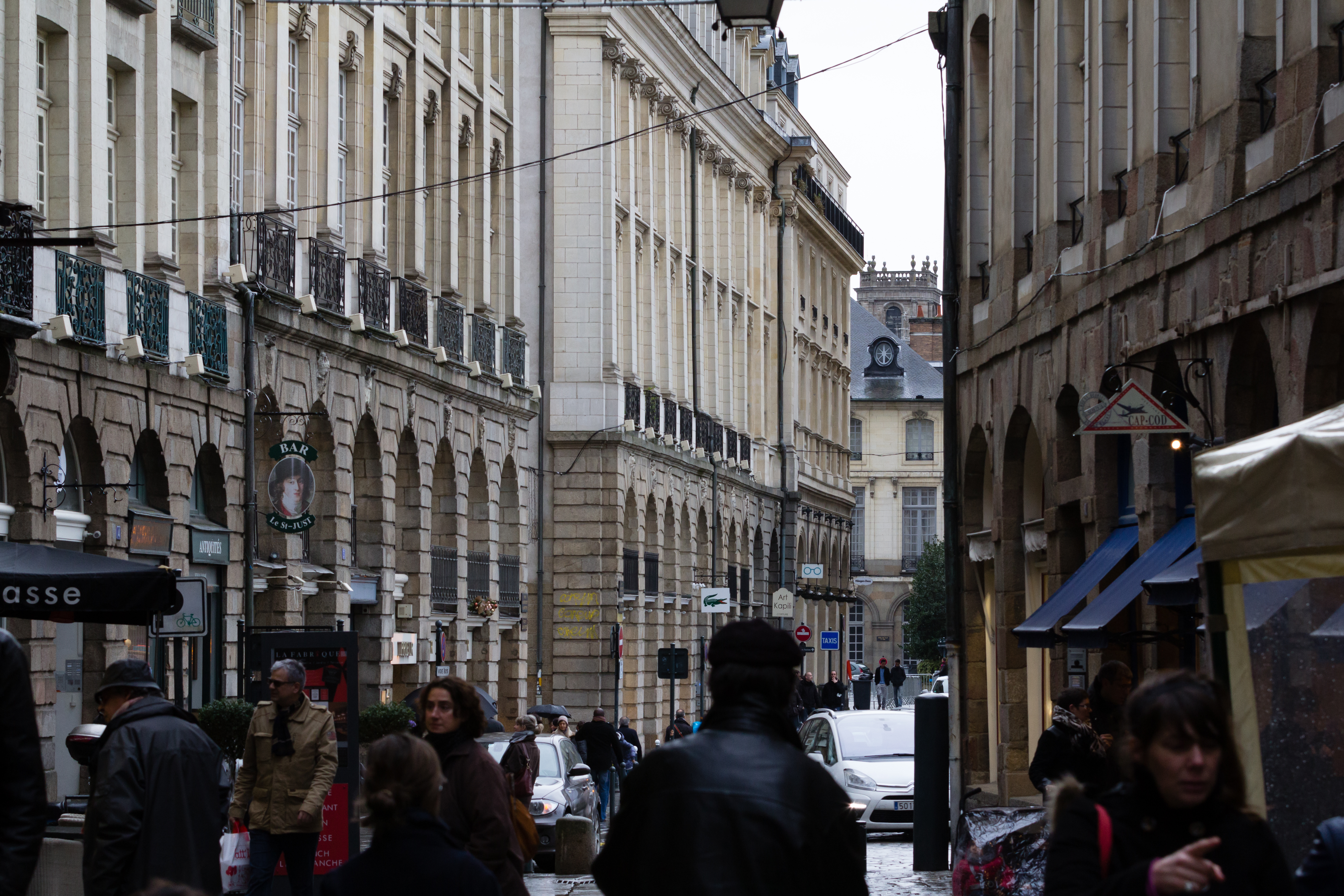
La ville classique en enfilade : la place du Parlement-de-Bretagne, la mairie et les tours de la cathédrale.

La reconstruction de la ville est l'occasion de mettre en application les idées des urbanistes de l'époque ; les vues doivent être dégagées et les rues plus larges. Avant tout, il s'agit à tout prix d'éviter un nouvel incendie. Pour mener à bien ce chantier, l'intendant de la ville s'adresse à Isaac Robelin, un ingénieur militaire directeur des fortifications à Brest. Cependant son projet présenté au Conseil le 27 août 1722 ne convainc pas, notamment en raison de ses vues radicales qui heurtent les nobles de la ville. En 1724, c'est l'architecte Jacques V Gabriel, plus diplomate, qui est finalement chargé de la reconstruction.
Dans les grandes lignes, le plan ambitieux de Robelin est conservé : la partie incendiée de la ville est totalement réorganisée selon un plan en damier avec des îlots carrés d'environ 65 m de côté et des voies de 10 m de large. Les immeubles sont construits en pierre (granit pour le rez-de-chaussée et étages en tuffeau) et les toits sont couverts d'ardoises. La ville s'organise autour de deux places disposées en quinconce : la place Royale où trône le Parlement de Bretagne et la place Neuve dominée par la mairie, moins monumentale et obéissant à des canons moins rigoureux que sa voisine. L'aspect monumental de la place Royale avait une valeur symbolique forte. Il s'agissait de représenter la domination du pouvoir royal sur le parlement de province à la suite de la révolte du Papier timbré, la place servant d'écrin à une monumentale statue de Louis XIV réalisée par Antoine Coysevox. Cependant, une des idées majeures de Robelin, la canalisation de la Vilaine, n'est pas réalisée.
Au cours du XVIIIe siècle, la ville se développe peu à peu hors de ses murs. Certes, des rues avaient été créées en dehors des remparts depuis parfois longtemps, mais il ne s'agissait alors que de faubourgs comme celui de la rue de Nantes dont il est fait état dès le XVe siècle. La promenade du Mail, prolongeant la ville vers l'ouest, est ainsi créée au cours de ce siècle.

##### La ville duXIXesiècle

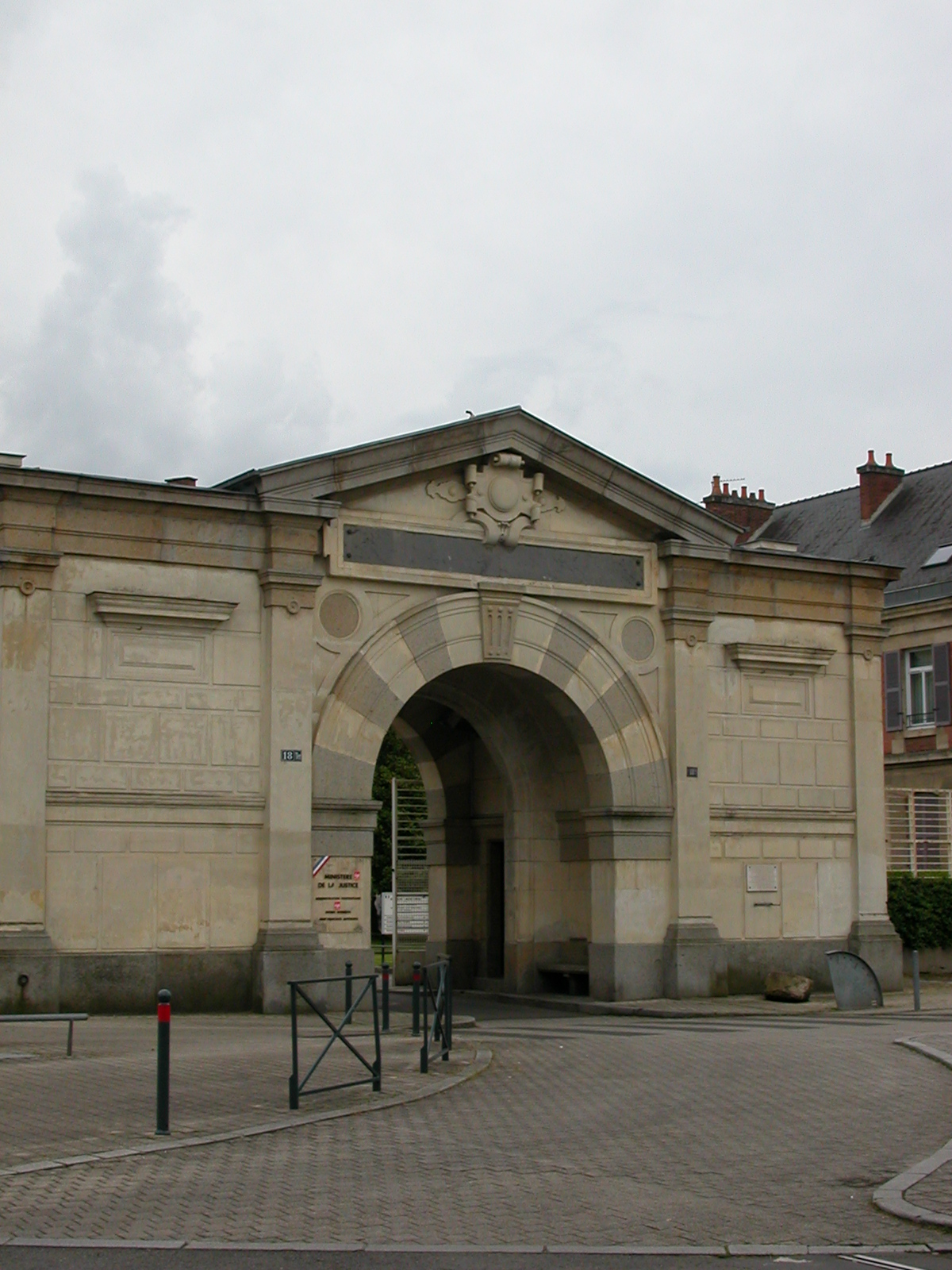
La prison des femmes.
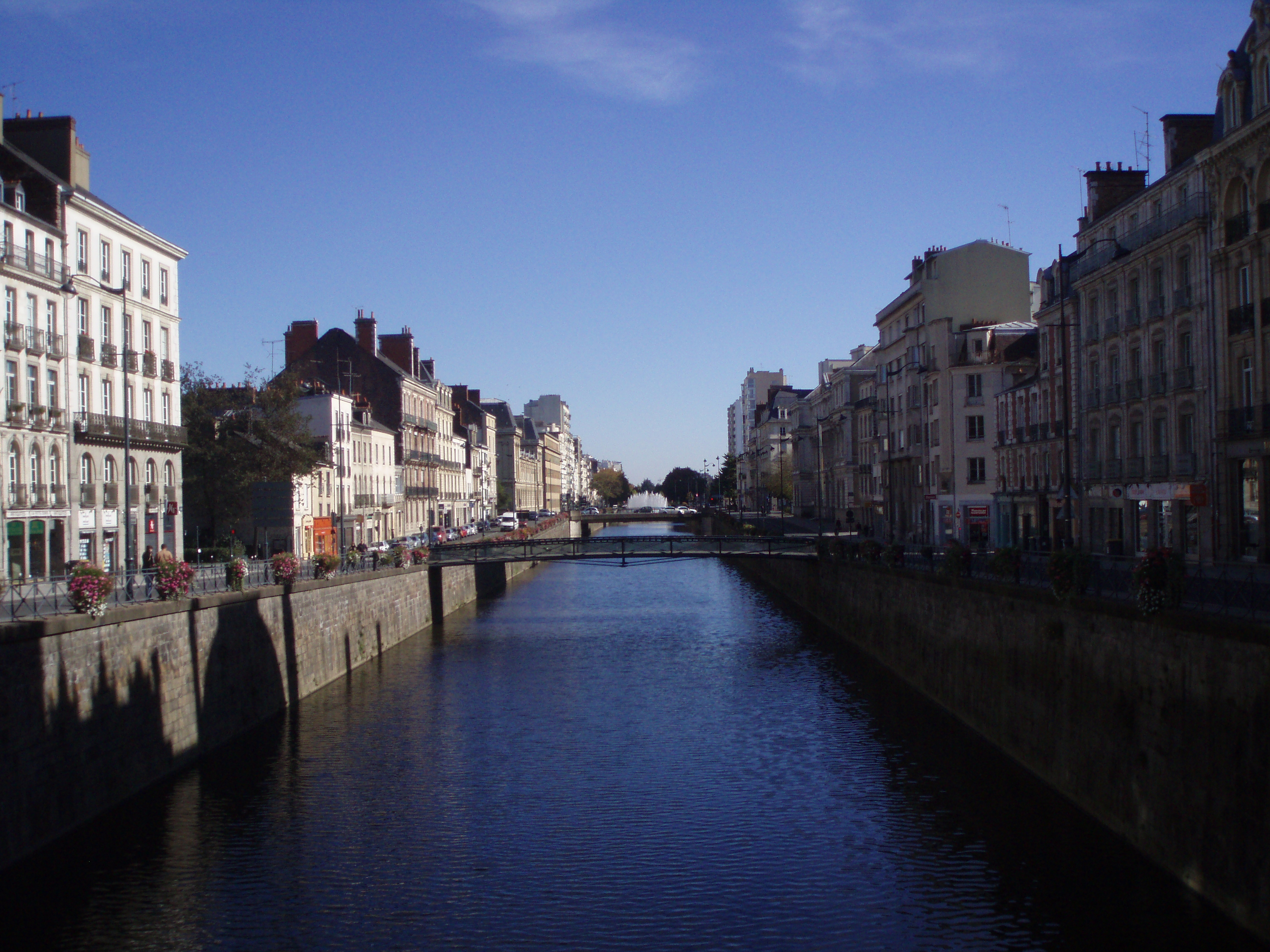
Les quais canalisés de la Vilaine.
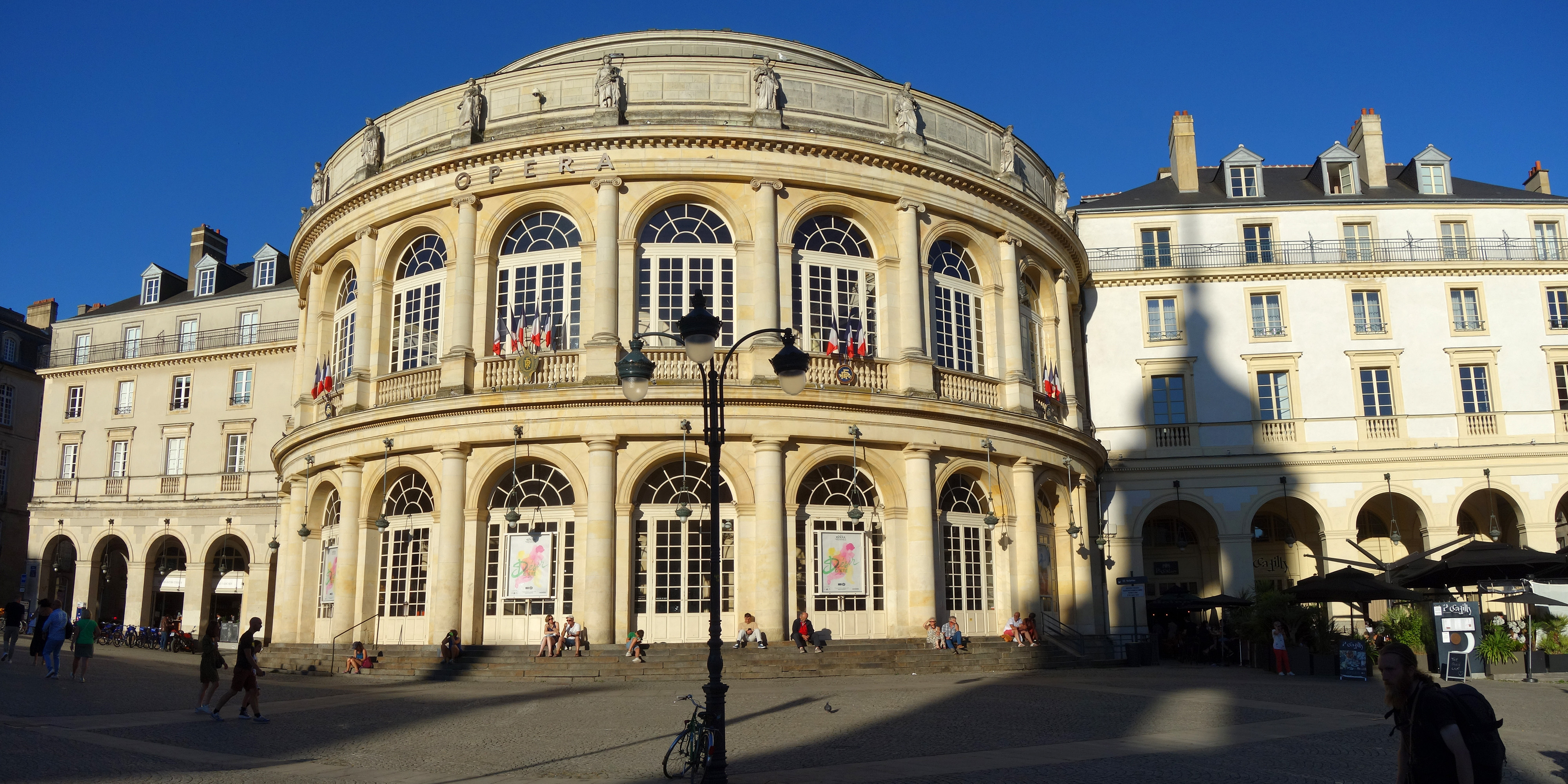
Le théâtre et opéra.

Le XIXe siècle est marqué par un développement important des infrastructures de transport qui vont conduire à une profonde restructuration de la ville, notamment de ses quartiers sud. La canalisation de la Vilaine est entamée en 1841 et s'achève en 1861. Elle permet l'assainissement des quartiers situés au sud du fleuve, jusqu'alors sujets à de fréquentes inondations. L'arrivée du train en gare de Rennes en 1857 entraîne l'urbanisation de la plaine alluviale située au sud de la ville. Sur la base du plan d'urbanisme conçu entre 1852 et 1855 à l'initiative du maire Ange de Léon, de larges boulevards sont tracés : cours de la Gare (actuelle avenue Jean-Janvier) pour rejoindre directement le centre-ville depuis la gare, boulevard de La Tour-d'Auvergne permettant de faciliter la liaison entre Saint-Malo et Bordeaux (route impériale no 137), boulevard de la Liberté entre ces deux axes sur les douves remblayées des anciens remparts déjà démolis à l'époque. Ce plan sera globalement réalisé ; seul le Champ de Mars sera réorganisé pour permettre l'extension de la caserne du Colombier.
En parallèle à ce développement, l'urbanisation se développe aussi au nord-est de la ville : un boulevard de contournement, le boulevard de la Duchesse-Anne, est créé au milieu du siècle afin de relier les faubourgs de Saint-Hélier, de Paris, de Fougères et d'Antrain ; le boulevard de Sévigné est percé en 1864. Ces axes vont permettre de structurer le développement d'un quartier marqué par des hôtels particuliers et des riches demeures. En 1880, un nouveau boulevard circulaire, situé plus à l'est (boulevards de Strasbourg et de Metz), permet une urbanisation cohérente de l'est de la ville.
Le XIXe siècle est celui où la ville s'affirme dans son rôle de capitale régionale. Dans La Bretagne Contemporaine, parue en 1865, il est fait état du développement connu au cours des premières décennies du siècle : « 
Dans l'espace des soixante années de ce siècle, Rennes a vu sensiblement croître son importance et son commerce et son industrie. Sa population a doublé : elle atteint aujourd'hui le chiffre de 50 000 âmes. Elle a […] la physionomie d'une grande et belle cité, calme plutôt qu'active. ». Elle est cependant mal considérée par les guides touristiques du XIXe siècle La ville se dote d'équipements structurants : lycée impérial (1803), palais universitaire (1847-1855), nouvel hôpital de l'Hôtel-Dieu au Nord la ville (1855), prison (1863-1876), ainsi que de nombreuses casernes implantées en limite de la ville. Enfin, en 1897, Rennes inaugure son réseau de tramway à alimentation électrique, composé de cinq lignes principales, facilitant les déplacements urbains. Il en reste encore aujourd'hui quelques vestiges.
En ce qui concerne l'assainissement, la municipalité dirigée par Pierre Martin, demande les conseils de l'ingénieur parisien Eugène Belgrand, qui après avoir été le constructeur des égouts de Paris (réseau débuté en 1854), est très demandé en France pour la construction d'autres réseaux d'assainissement et d'adduction d'eau potable. 1881 marque le début de la construction du premier réseau d'égouts. En 1883, les 23 premiers kilomètres du réseau souterrain sont réalisés, reliés à deux grands collecteurs de chaque côté de la Vilaine. Les eaux usées sont rejetées en aval du fleuve, près du Moulin du Comte,. Entre 1884 et 1890, le réseau d'assainissement est étendu de 3,6 kilomètres supplémentaires, avec en parallèle depuis 1882, la mise en place d'un réseau d'adduction en eau de source à partir des sources de la Loisance et de la Minette, projet suivi par le conseiller municipal François Massieu, chargé des problèmes d'hygiène et d'assainissement depuis 1873.

##### L'expansion urbaine duXXesiècle

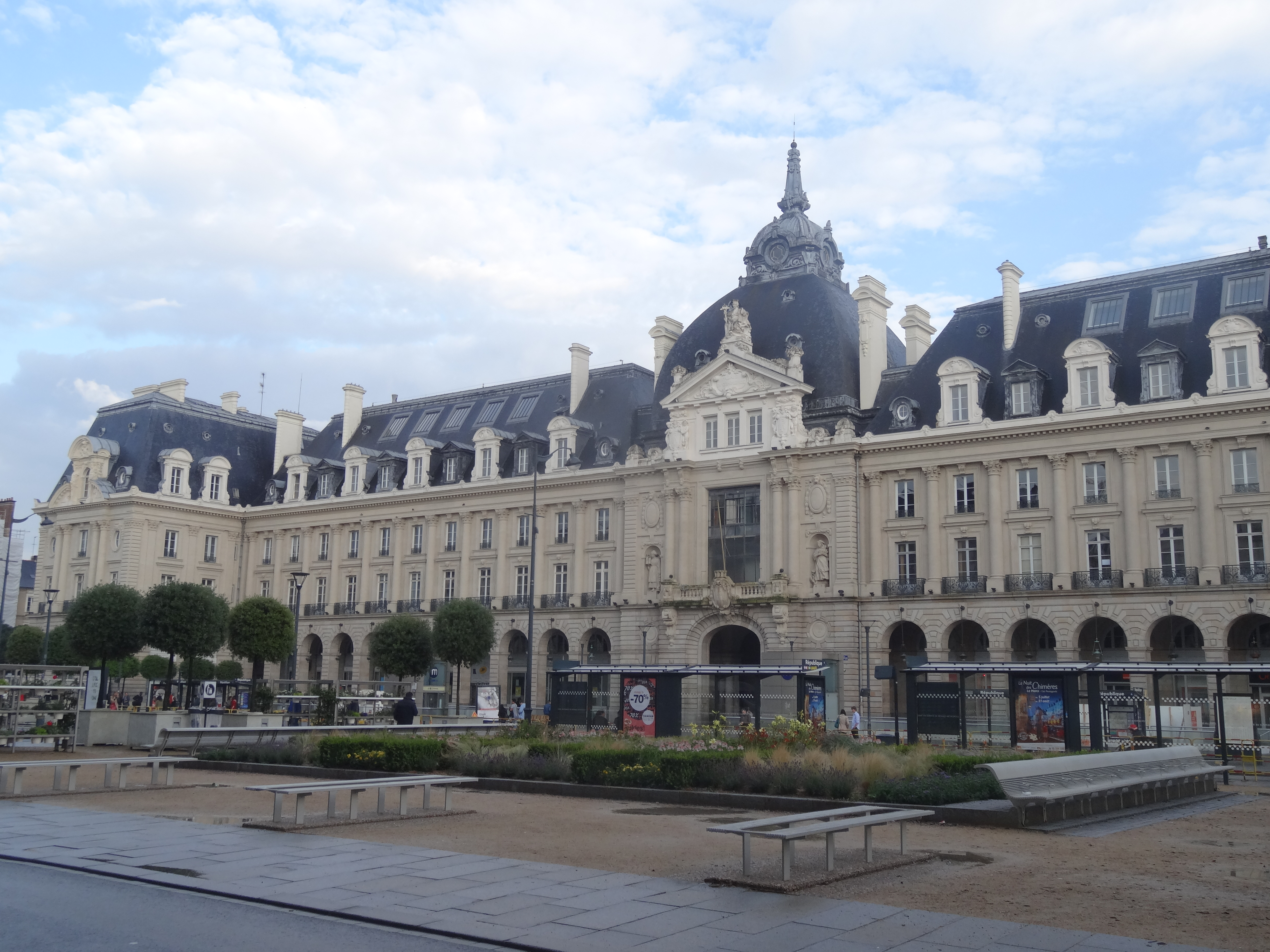
Le palais du commerce.
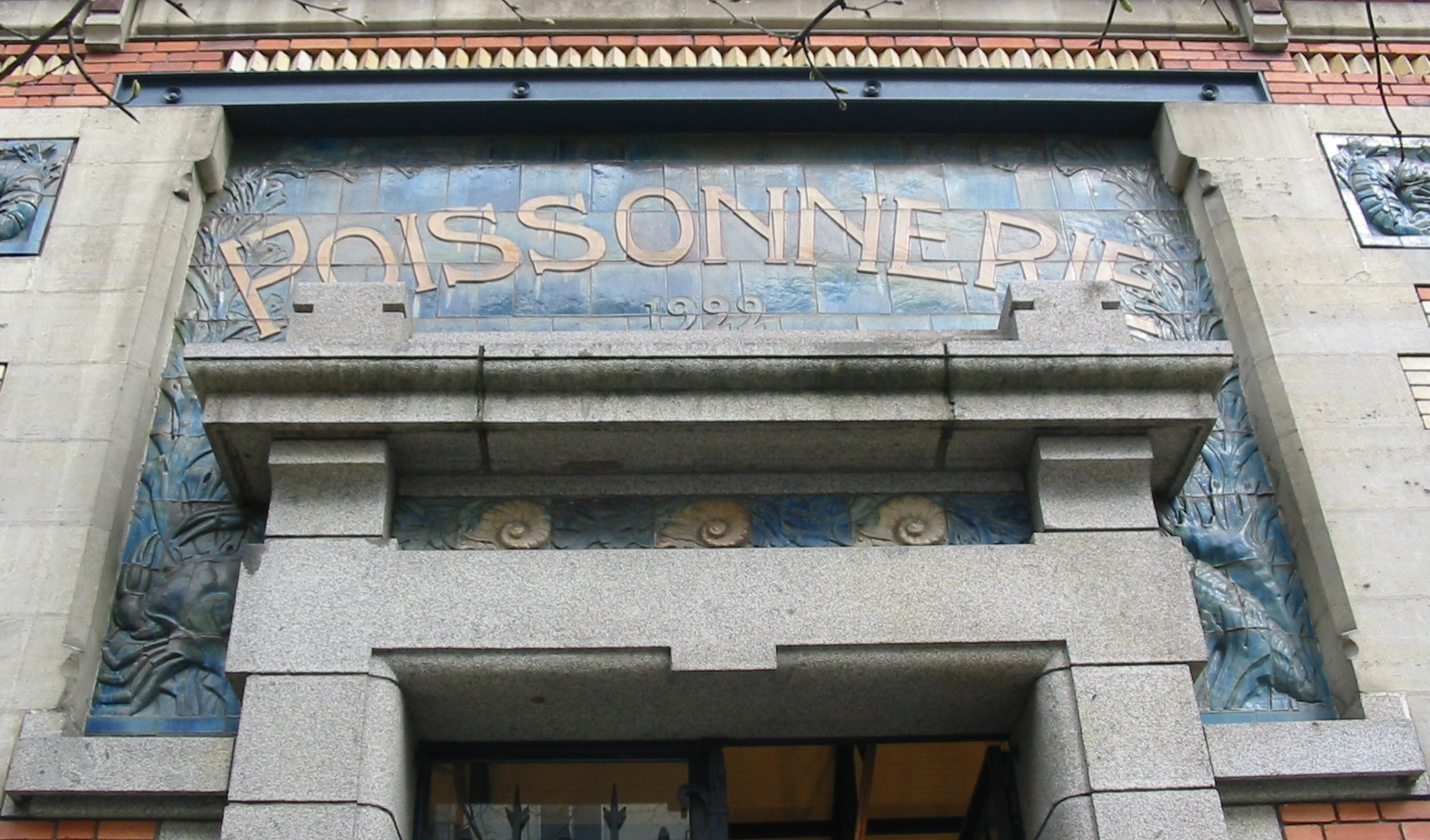
Une entrée des halles centrales.
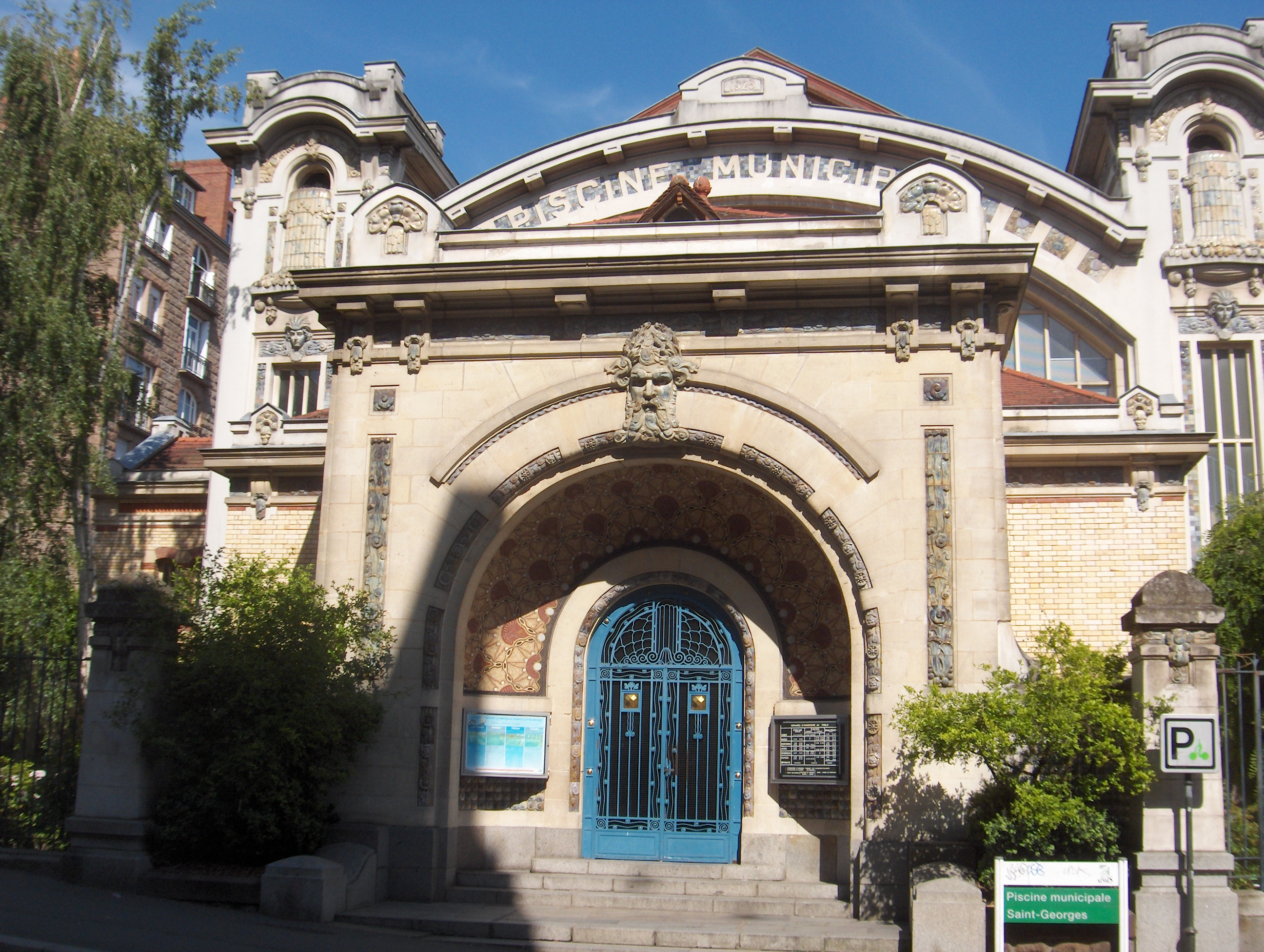
La piscine Saint-Georges.
Plan de la ville de Rennes en 1948.

Le développement de la ville se poursuit au XXe siècle. Selon un mouvement déjà amorcé à la fin du siècle précédent, le développement urbain se fait de façon cohérente par le biais de lotissements qui permettent d'éviter une urbanisation linéaire sous forme de faubourgs. La loi Loucheur votée en 1928 va accélérer le développement pavillonnaire de la ville dans l'entre-deux-guerres. Ainsi des quartiers se développent au sud de la voie ferrée, notamment le quartier Sainte-Thérèse et le quartier des Sacrés-Cœurs, et dans le prolongement des lotissements du XIXe siècle au nord-est (quartiers Jeanne-d'Arc et Maurepas). Le Foyer Rennais, premier projet d'habitations à bon marché de la ville, est initié en 1922 pour s'achever en 1933. La ville se dote en 1925 d'un premier plan d'extension, d'aménagement et d'embellissement qui permet de définir les axes de développement urbain futur.
La ville se dote de nouveaux équipements comme la piscine Saint-Georges, achevée en 1926, le Palais du commerce achevé en 1922 et les halles centrales achevées en 1926. Tous ces bâtiments sont dus à l'architecte de la ville, Emmanuel Le Ray.

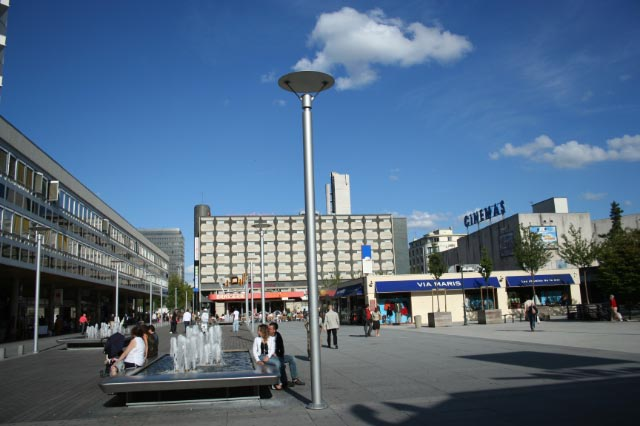
La dalle du Colombier.
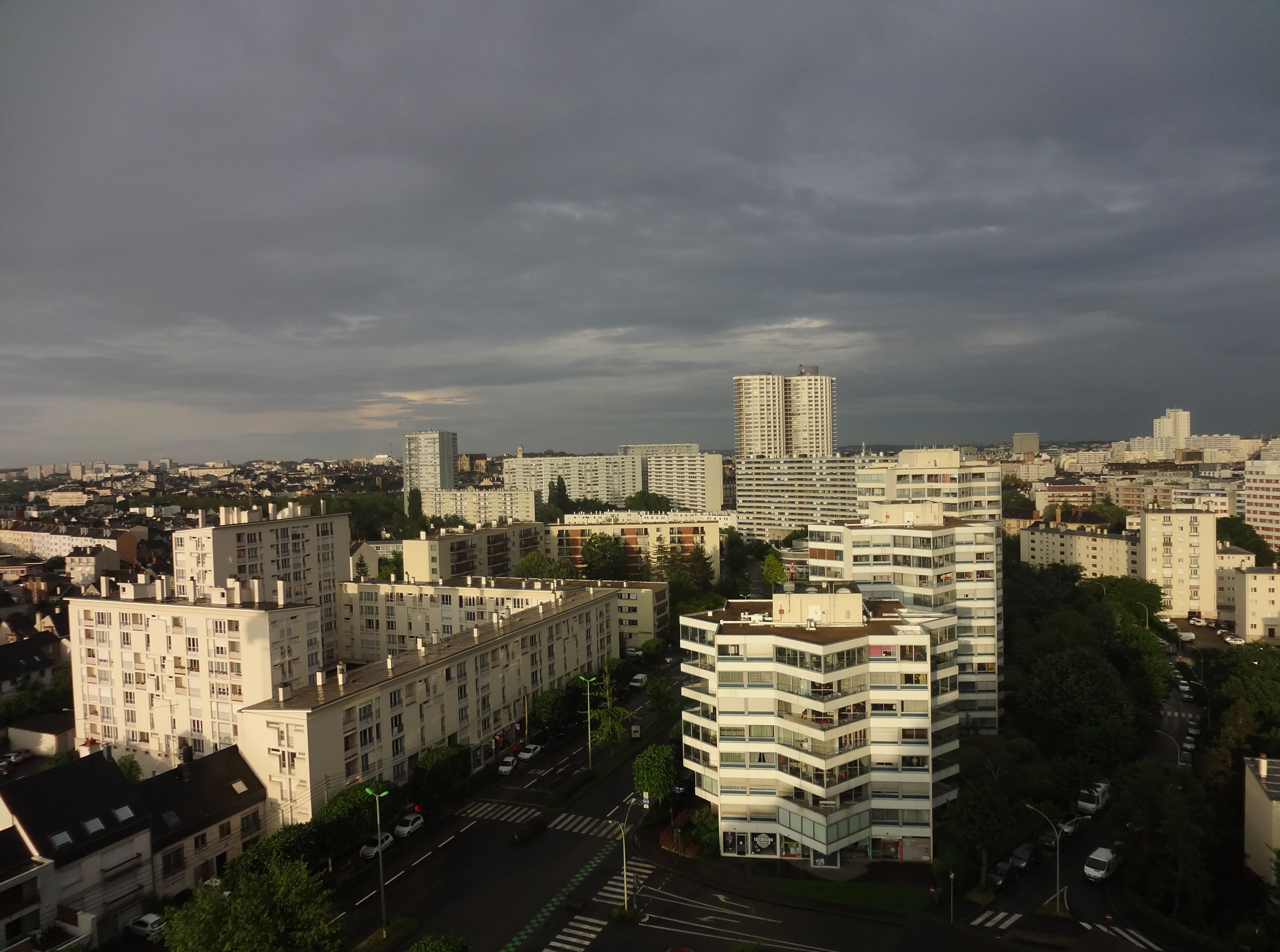
Quartier Bourg-l'Évesque.
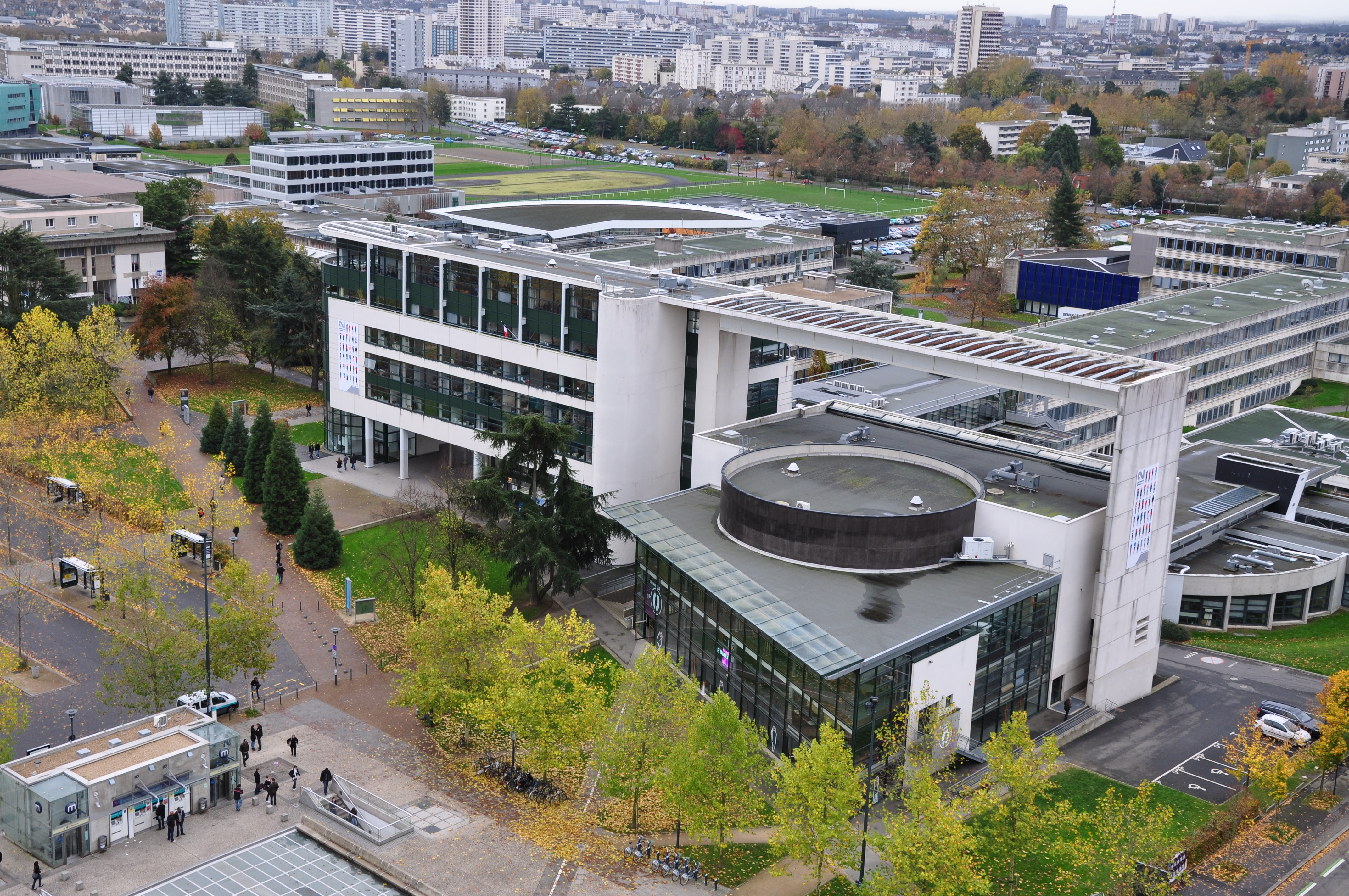
Le campus de Villejean.

L'immédiate après-guerre est marquée par la reconstruction de la ville touchée par d'importants bombardements,.
Dès 1944, l'architecte Georges-Robert Lefort est chargé de mettre en place un « Projet de reconstruction et d'aménagement de la ville ». Il s'agit tout autant de reconstruire les quartiers détruits que de résorber l'habitat insalubre et de permettre d'accueillir des populations nouvelles par le développement de quartiers d'habitat collectif. L'arrivée d'Henri Fréville à la tête de la municipalité en 1953 va marquer un tournant dans la politique urbaine de la ville avec la mise en place d'une politique d'aménagement planifié et de forte maîtrise foncière. Henri Fréville justifie ainsi sa politique à propos de l'opération de rénovation urbaine du Colombier dans son autobiographie : « La rénovation urbaine étant, à la fois, une mesure d'assainissement et de modernisation, sa réalisation exigea un plan d'ensemble, d'où l'ampleur du projet initial. ». Au cours des décennies 1950 et 1960, les vastes opérations d'urbanisation vont se multiplier dans la ville :
- la cité d'urgence de Cleunay, une des premières de France : 1 000 logements construits sur 30 ha entre 1954 et 1960[93] ;
- la ZUP de Maurepas : 4 256 logements construits sur 80 ha entre 1956 et 1966[94] ;
- la rénovation urbaine de Bourg-l'Évesque : sur un secteur de 19 ha situé sur l'ancien faubourg de la rue de Brest, 794 logements et 119 commerces ont été détruits pour faire place à 2 519 logements et un centre commercial de 30 commerces, construits entre 1959 et 1964[95] ;

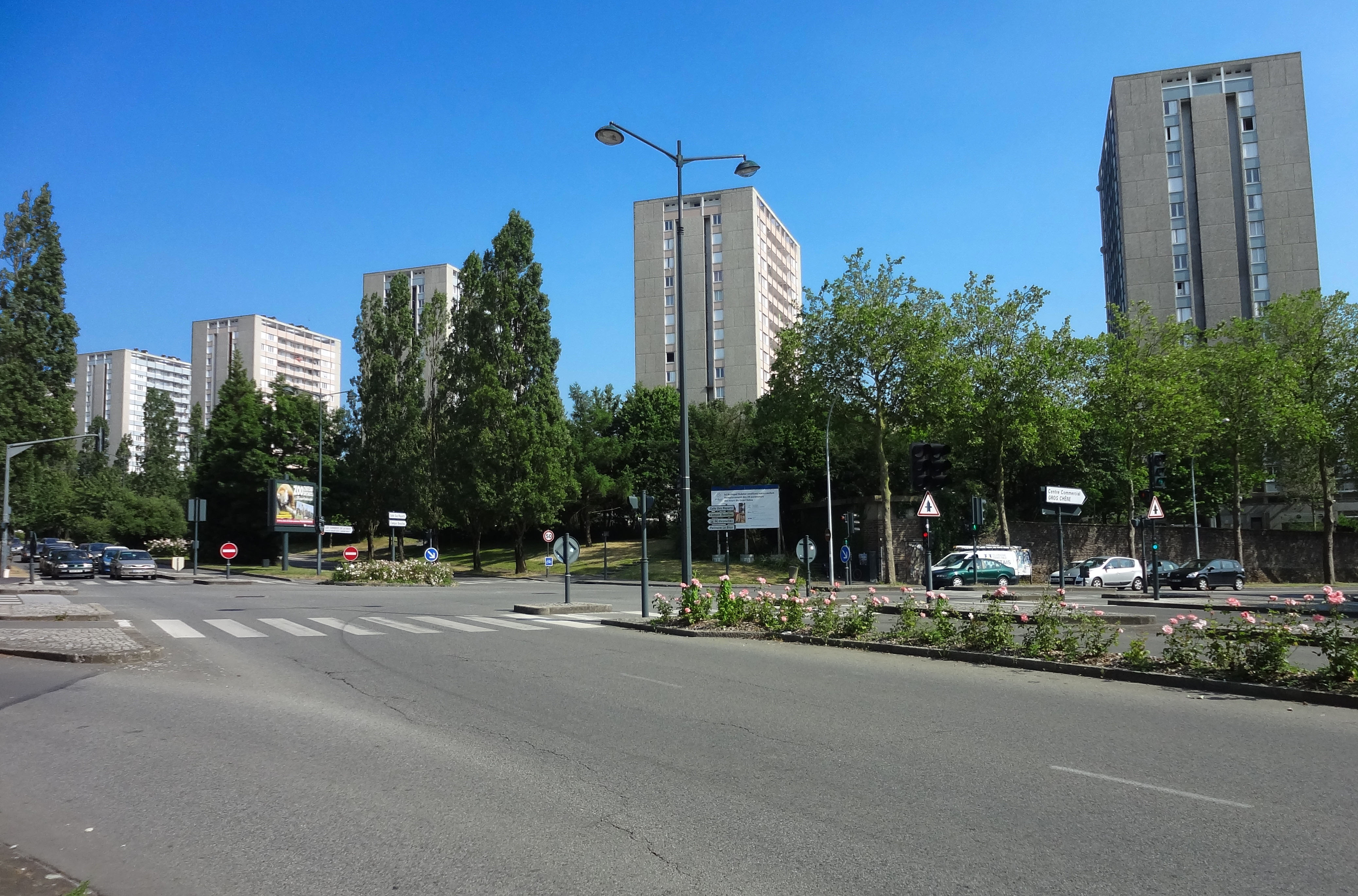
Les tours du Gros-Chêne à Maurepas.

- la rénovation urbaine du Colombier, conçue par Louis Arretche : sur un secteur de 28 ha correspondant au Champ de Mars, à l'ancienne caserne du Colombier et à l'ancien faubourg de la rue de Nantes. L'opération s'est déroulée sur plusieurs phases entre 1962 et l'inauguration du centre commercial Colombia en [1986[96] ; elle compte au total 2 500 logements, 40 000 m2 de surfaces commerciales et 42 500 m2 de bureaux[97] ;
- la ZUP de Villejean, également conçue par Louis Arretche : sur 110 ha, 9 000 logements sont construits entre 1962 et 1970 ; une surface de 42 ha est de plus consacrée aux établissements d'enseignement supérieur regroupés sur le campus de Villejean[98] ;
- la ZUP du Blosne, ou ZUP Sud, est de loin la plus vaste et la plus complexe de ces opérations. Conçue par Michel Marty, elle s'étend sur 500 ha, et a été construite entre 1965 et 1985, année d'ouverture du centre culturel Le Triangle. Au total, 12 531 logements sont construits, des équipements structurants sont mis en place dans chacun des quartiers de la ZUP (six centres commerciaux, trois collèges, trois églises), des parcs et jardins sont aménagés. La ZUP comporte aussi des équipements à l'échelle de l'agglomération : lycée de Bréquigny, centre commercial Alma et hôpital Sud[99].

Le développement de l'offre en logement s'accompagne aussi d'un fort développement industriel et commercial. L'objectif poursuivi par la municipalité est de « faire de Rennes le moteur du nouveau dynamisme breton et de retenir les migrants ruraux qui partent chercher du travail à Paris. ». La croissance urbaine de cette période va donc également conduire à la mise en place d'importantes zones d'activités :
- la ZI de la route de Lorient, créée en 1958 sur les communes de Rennes et Vezin-le-Coquet, 150 ha[101] ;
- la ZI Sud-Est, aussi appelé Zone de Chantepie, créée en 1966 sur les communes de Rennes, Cesson-Sévigné et Chantepie, 163 ha[102] ;
- la zone d'activités Nord, créée en 1965 sur les communes de Rennes et Saint-Grégoire, 80 ha[103].

D'autres activités se développent en périphérie :
- la préfecture et le conseil général d'Ille-et-Vilaine s'implantent dans le nouveau quartier administratif de Beauregard ;
- les centres commerciaux Alma, dans la ZUP du Blosne, et Montréal (devenu depuis « Grand Quartier ») dans la ZA Nord ;
- le campus de Beaulieu à l'est de la ville et le campus de Villejean au nord-ouest ;
- le centre hospitalier universitaire de Pontchaillou qui se développe sur un site acquis par la ville dès 1881[104].

Ces importantes opérations urbaines vont permettre une croissance démographique spectaculaire de la ville : en 1975, elle atteint les 200 000 habitants, soit un doublement en à peine 40 ans.
La construction progressive de la rocade de Rennes, à partir de 1968, permet de fixer les limites de la zone urbanisée et limiter l'étalement urbain. Aucun nouveau quartier d'habitation n'est prévu au-delà et la densification est privilégiée. Cela se traduit par le concept de ceinture verte (ou ville archipel) adopté successivement dans les schémas de cohérence territoriale (SCOT) de la ville : la ville est considérée comme une île entourée d'un océan de nature et de terres agricoles qu'il faut préserver; l'urbanisation linéaire qui ferait se rejoindre deux centre-ville est donc exclue. Les opérations d'urbanisation des années 1980 vont viser à densifier le tissu urbain en urbanisant les derniers terrains vacants par le biais de ZAC de moindre envergure que les ZUP. Les quartiers de la Poterie au sud-est et des Longs-Champs au nord-est,.
À la fin du XXe siècle, « la ville de Rennes s'arrête progressivement sur la limite constituée par la rocade ». Le territoire communal compris à l'intérieur de la route de contournement est presque entièrement urbanisé et il s'agit donc de reconstruire la ville sur elle-même à travers des opérations de renouvellement urbain.

Extension de la ville avec le quartier de La Courrouze.

Le début du XXIe siècle voit la création de deux nouveaux quartiers : Beauregard et La Courrouze.
- Le quartier de Beauregard est un véritable nouveau quartier avec immeubles d'habitation, zone commerciale, immeubles de bureaux et parc (l'alignement du XXIe siècle).
- La Courrouze est une Zone d'aménagement concerté de 140 hectares, située sur les communes de Rennes et de Saint-Jacques-de-la-Lande faisant suite au départ des bâtiments de l'armée et du GIAT. Le projet a commencé en 2002, avec analyses, études, choix de projet, appel à candidatures. Les travaux de la première tranche ont commencé fin 2005 et les premiers logements ont été livrés en 2009. La quatrième et dernière tranche est prévue pour être terminée en 2020.

Entre 2005 et 2010, la caserne Mac Mahon (quartier Bourg-l'Évesque) est réhabilitée en zone d'habitation.
Avec les mises en service en 2017 de la LGV Bretagne-Pays de la Loire et en 2020 de la ligne b du métro de Rennes, la gare de Rennes va être entièrement rénovée pour intégrer un vaste quartier nommé EuroRennes (fin du projet horizon 2025),.
Un autre grand agrandissement - l'Ecocité ViaSilva 2040 - est prévu dans le secteur intra-rocade nord-est, pour le moment quasiment vierge. À terme, le quartier comptera 40 000 habitants et 25 000 emplois.

#### Quartiers

Plan des quartiers.

En 1983, la commune de Rennes a été divisée en douze quartiers administratifs (eux-mêmes divisés en sous-quartiers), dotés chacun d'un élu référent et d'un agent chargé du quartier :
1. Le Centre[112];
2. Thabor - Saint-Hélier - Alphonse Guérin ;
3. Bourg-l'Évesque - la Touche - Moulin du Comte ;
4. Nord - Saint-Martin ;
5. Maurepas - Patton - Bellangerais ;
6. Jeanne d'Arc - Longs-Champs - Atalante Beaulieu ;
7. La Pommeraie[113];
8. Sud-Gare ;
9. Cleunay - Arsenal-Redon ;
10. Villejean - Beauregard ;
11. Le Blosne ;
12. Bréquigny.

Cette division correspond aujourd'hui aux conseils de quartier de la ville. Les conseils de quartier sont un dispositif de la loi Vaillant visant à instaurer plus de démocratie locale. Les conseils de quartier se regroupent afin d'échanger sur leurs problématiques communes lors des Assemblées des Conseils de Quartier,.
Certains de ces quartiers sont prioritaires et possèdent également un conseil citoyen (Blosne, Villejean…).
Néanmoins, au-delà de ces quartiers officiels semblables à des arrondissements, Rennes est divisé en 45 sous-quartiers plus proches de cette définition. Cette sous-division correspond aux IRIS.
Parmi ceux-ci citons Saint-Laurent, Champeaux, La Prévalaye, Les Gayeulles, Sainte-Thérèse, La Courrouze, Lande du Breil…

### Voies de communication et transports
Rennes dispose d'une situation géographique centrale en Bretagne, la rendant incontournable pour tout déplacement entre la région et le reste de la France. Elle est un important carrefour routier et ferroviaire et dans une moindre mesure aéroportuaire.
La gare de Rennes est la principale gare ferroviaire de Bretagne avec un important trafic TGV vers Paris notamment (trajet en 1 heure 30) et régional avec le TER Bretagne. Deux autres gares sont situées sur le territoire communal (Pontchaillou et Rennes-La Poterie) et sont dédiées au seul trafic régional.

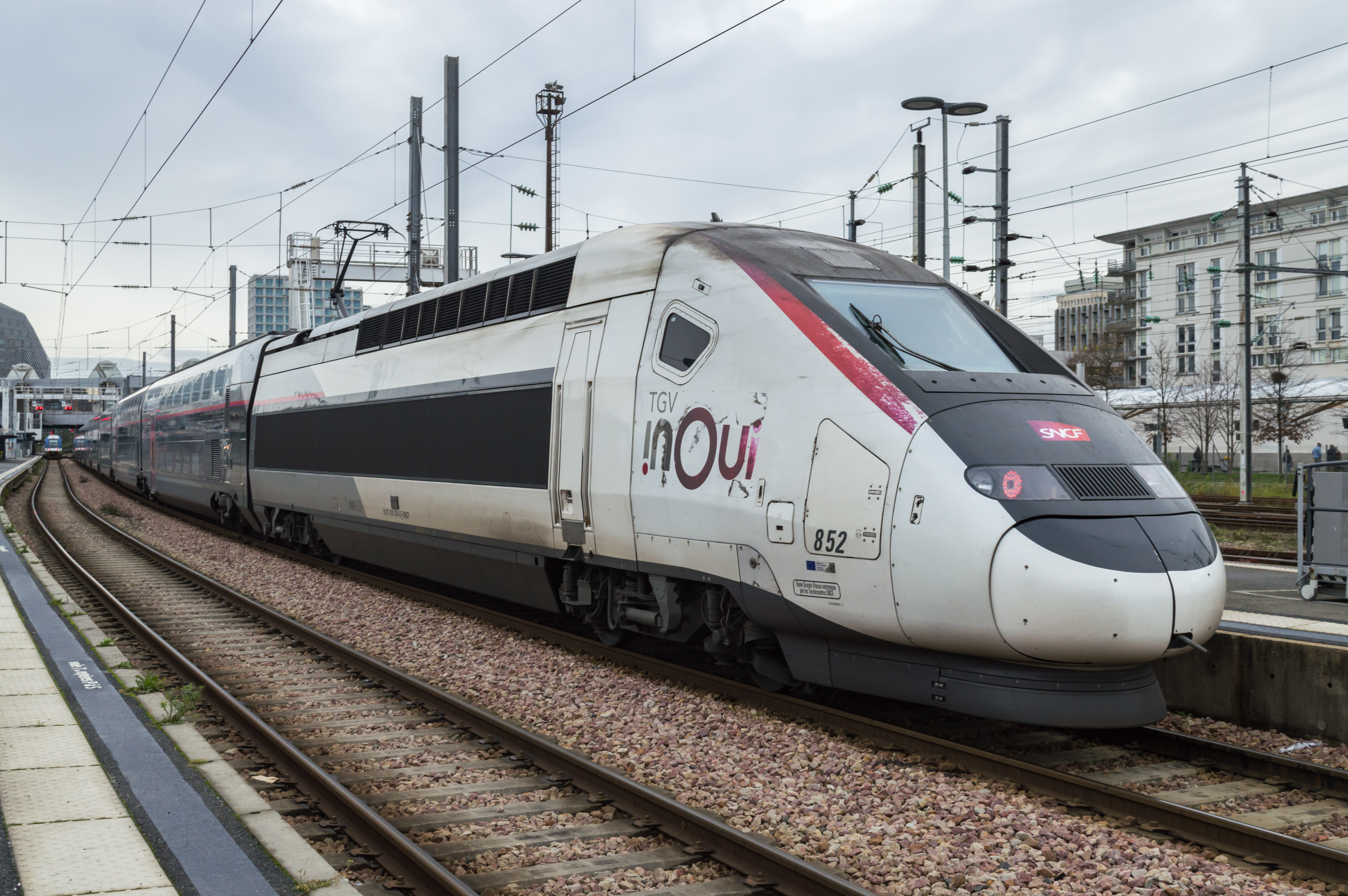
TGV inOui en gare de Rennes.
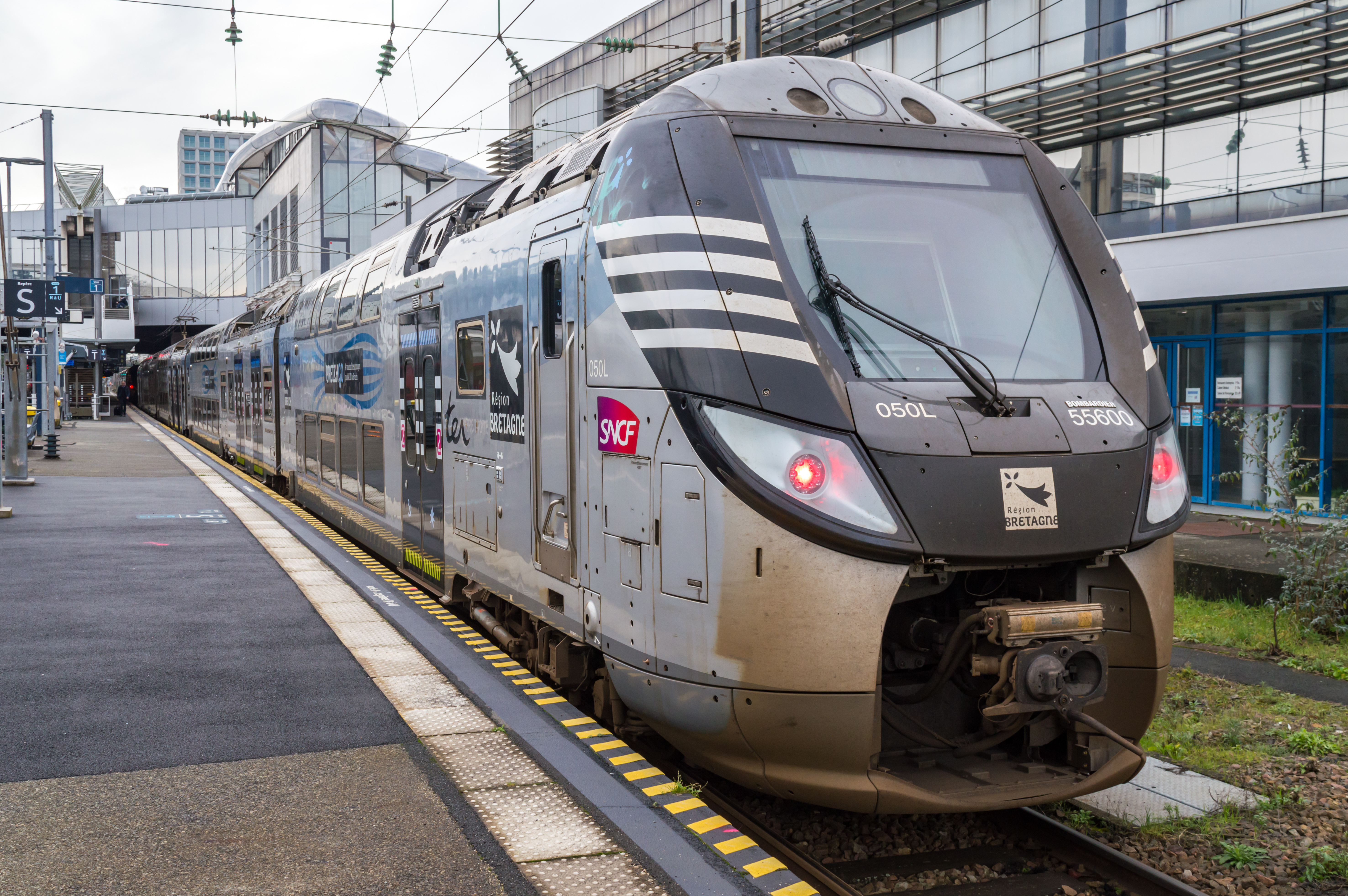
Rame TER Bretagne.

La vile dispose d'une rocade faisant le tour complet et sur laquelle viennent se connecter les nombreuses voies rapides et autoroute vers les autres agglomérations bretonnes mais aussi vers la Normandie et les Pays de la Loire.
Rennes dispose du Service des transports en commun de l'agglomération rennaise (STAR), un réseau de transport en commun porté par son métro et complété par un maillage de lignes de bus placé sous l'autorité de Rennes Métropole ; sa fréquentation a explosé depuis l'ouverture de la première ligne de métro en 2002,. D'ici 2030, un réseau de quatre lignes de bus à haut niveau de service baptisés « trambus » devrait voir le jour et relier les communes de Rennes Métropole à la ville de Rennes.

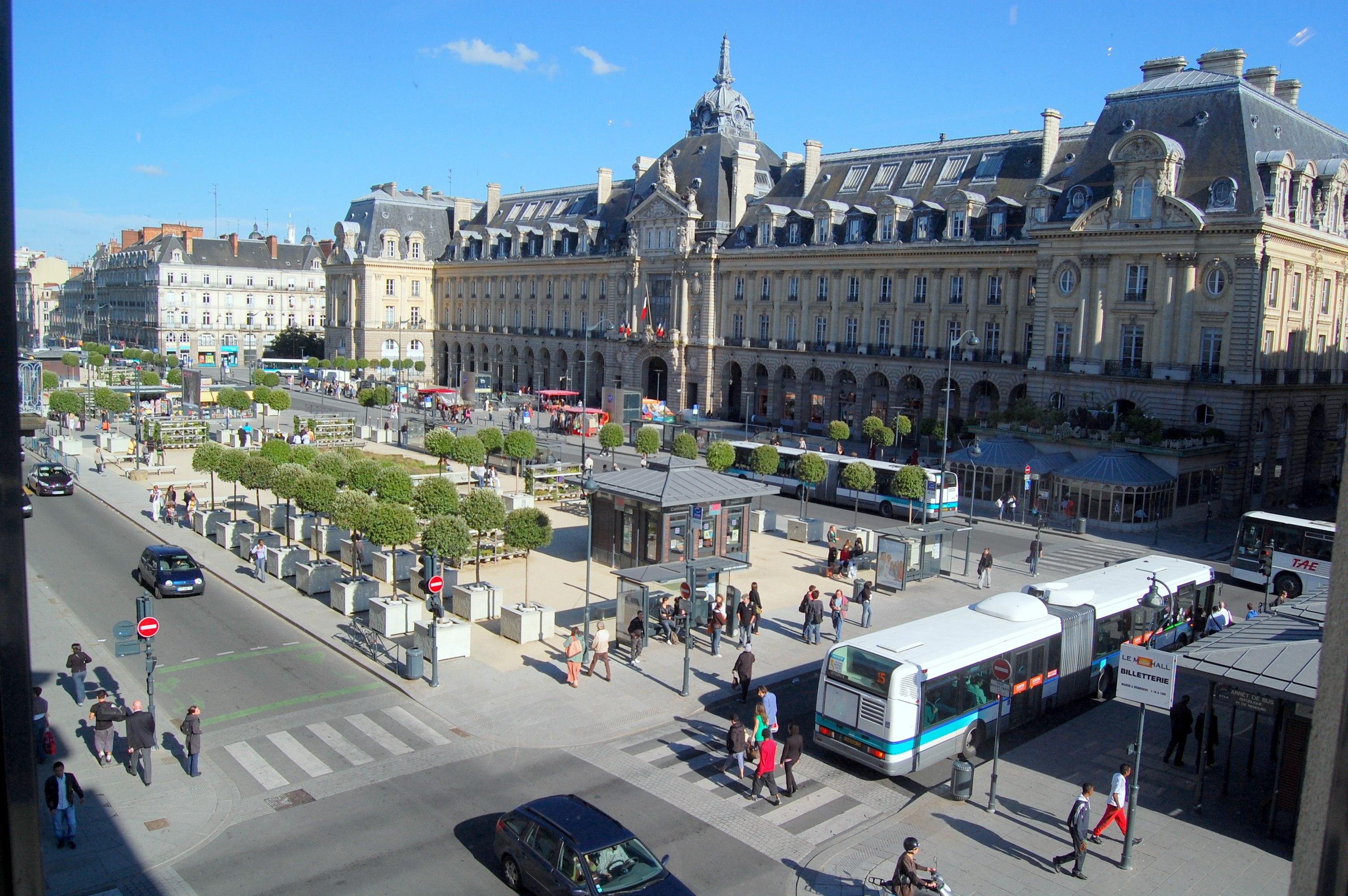
La place de la République, principal nœud des transports en commun.
Plan du métro de Rennes.

En 1999, la ville est la seconde en France après La Rochelle à mettre en place un service de vélos en libre-service et le premier informatisé au monde. Le système actuel fonctionne depuis 2009 et sous son nom actuel STAR, le vélo depuis 2018,. Depuis les années 1990, les pistes cyclables se sont développées, avec un rythme accéléré dans les années 2020 par les coronapistes pérénisées et l'aménagement progressif du réseau express vélo.
À l'enquête du Baromètre des villes cyclables, Rennes est classée, dans sa catégorie, troisième ville la plus cyclable de France derrière Grenoble et Strasbourg en 2021. À l'enquête 2021 du Baromètre des villes marchables, Rennes est classée, dans sa catégorie, seconde ville la plus marchable de France (derrière Strasbourg)
Rennes dispose de l'aéroport de Rennes-Bretagne, situé à sept kilomètres du centre-ville, au sud-ouest sur la commune de Saint-Jacques-de-la-Lande. Avec la Vilaine et le canal d'Ille-et-Rance, la vile dispose d'axes fluviaux relativement importants mais peu exploités.

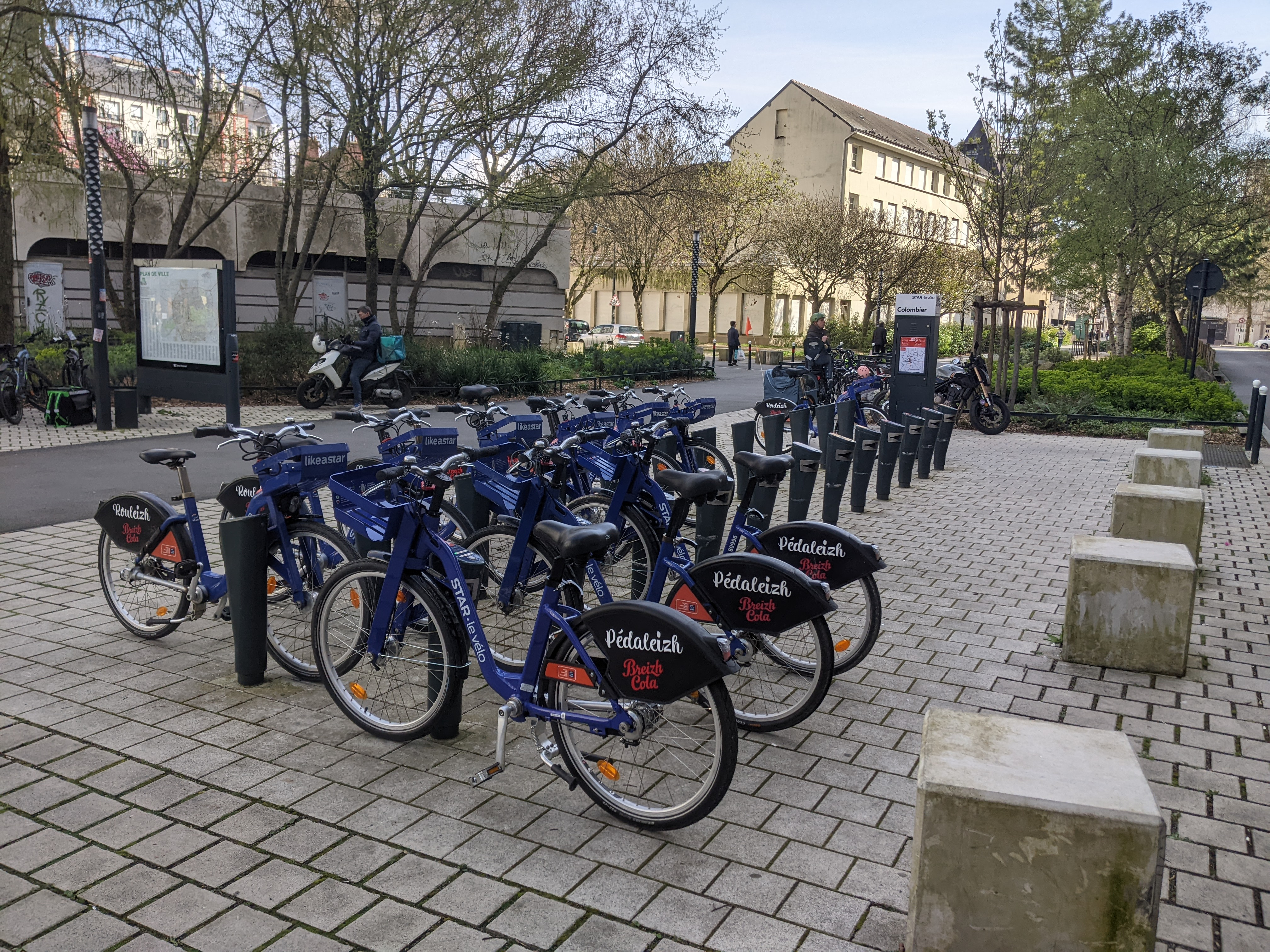
STAR, le vélo
Réseau routier.

## Toponymie
À l'origine le nom celtique (gaulois) de la commune est Condate, ce qui signifie « confluent » et souligne l'emplacement de la ville, entre l'Ille et la Vilaine.
Le toponyme actuel est issu du nom du peuple gaulois, les Riedones, occupant cette partie de l'Armorique au IIe siècle av. J.-C..
Le nom de ce peuple vient d'une racine celtique red signifiant « aller à cheval » ou « aller en char ». D'après Xavier Delamarre le sens global de Riedones serait « les conducteurs de chars », l'élément redo- étant le celtique rēd, qui explique aussi le vieil-irlandais riad- « aller à cheval ou en voiture » (cf. néanmoins l'anglais to ride). Le terme latin reda, raeda désignant un véhicule à quatre roues est un emprunt au vieux-celtique.
Suivant les siècles, Rennes est attesté sous différents noms. Chronologiquement :
- Condate pour le site d'origine dont les contours géographiques et temporels sont mal connus.
- On trouve le nom de Civitas Riedonum dès 135 (sur la stèle de Titus Flavius Postuminus) puis au IVe siècle celui de Civitas Redonum.
- Une des dernières mentions de Condate est celle qui figure sur l'itinéraire d'Antonin (aux alentours du IVe siècle)[137].
- Au Ve siècle, sa dénomination fut civitas Redonum vers 400, Redonas vers 441, Ecclesia Redonensis, Redonicae urbis au VIe siècle, en 830 ce fut Redonicum oppidum, enfin trente ans après, en 850, son nom fut reformulé en Redonas oppidum.
- Durant le XIIe siècle, plusieurs noms lui sont attribués dont Urbe Redonensis, Urbs Redonis et Redhonis.
- La graphie du nom « Rennes » apparut au XIIIe siècle avec les appellations Renes et Rennes[135], Cours de Rennes en 1294.

Quelques noms de lieu indiquent la présence ancienne de bretonnants. Ces noms de lieux sont rares, :
- Le Gros Malhon, noté Gormalon au XIIIe siècle.
- La rue de Quineleu et la Croix Guineheu peuvent continuer les Crouez Guineheuc de 1404. Le quartier de Quineleu est Queneloc en 1271 et bailliage de Queneleuc en 1456.

### Appellations de Rennes

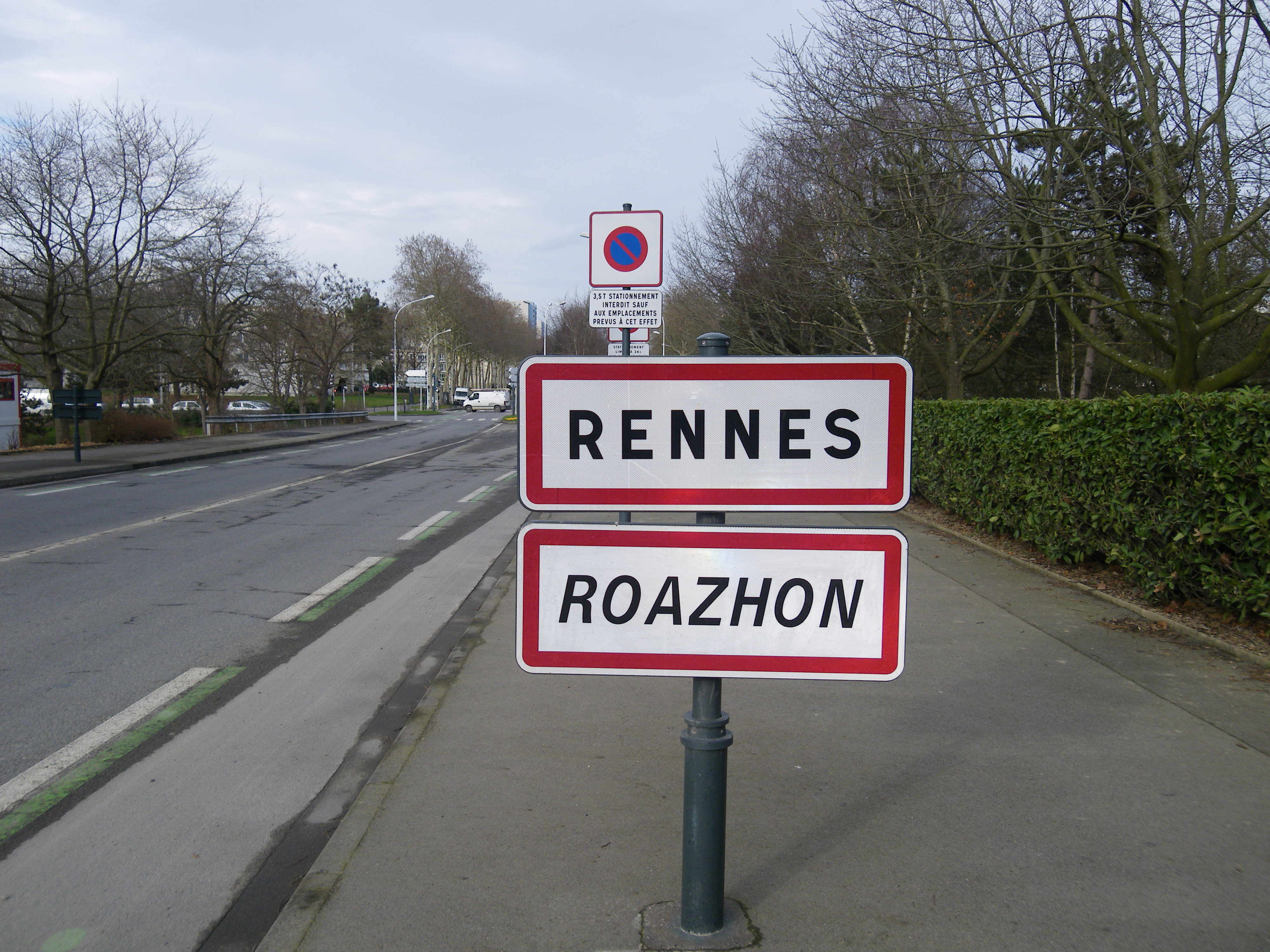
Panneau d'entrée de Rennes, route de Châtillon-sur-Seiche.

En gallo, il n'y a pas de graphie unifiée, dans la graphie ELG, la ville est appelée Resnn (prononcé /rɛn/), dans les graphies MOGA, Renn, Rènn, Rein·n ou Rin·n (respectivement prononcés [rən], [rɛn], [rɛ̃ːn] et [rɛ̃n]), ces différentes graphies correspondent à la prononciation identifiée comme la plus courante pour la première citée jusqu'à la moins courante pour la quatrième).
Elle est nommée Roazhon en breton unifié. En breton, on trouve aussi des variantes plus anciennes : Roazon (en KLT) ou Roahon,, Roéhon, Roaon (en vannetais). Grégoire de Rostrenen utilise les graphies Roazoun, Roazon, Roéson, Roaon, Roën, ; des variantes ont perduré jusqu'au XXe siècle et on retrouve ainsi plusieurs noms et prononciations différentes dans l'Atlas linguistique de la Basse-Bretagne de 1927 de Pierre Le Roux : Roazon et Raozoun dans le Léon, Roazen, Roazon ou Raon en Cornouaille, Rawon ou Raon dans le Trégor, Roéhon, Rwan ou Rwéwon dans le Pays vannetais.
Le nom s'est stabilisé à la période gallo-romaine, le nom de la civitas remplaçant condate. La limite de l'usage du breton au haut Moyen Âge suivait les limites occidentales de l'éveché de Rennes.
Les formes Roazon (moyen-breton) et Rennes (en langue romane) supposent deux accentuations différentes à partir de la même forme initiale (il en va de même pour le nom de Nantes Naoned / Naunt. Cela s'explique : ces noms de peuples celtiques étaient connus des Bretons, voisins de Grande-Bretagne, alors que leur entrée en latin n'est survenue qu'après la conquête romaine[Information douteuse].
En langue des signes française, la ville se signe comme un renne,.

## Histoire

### Antiquité

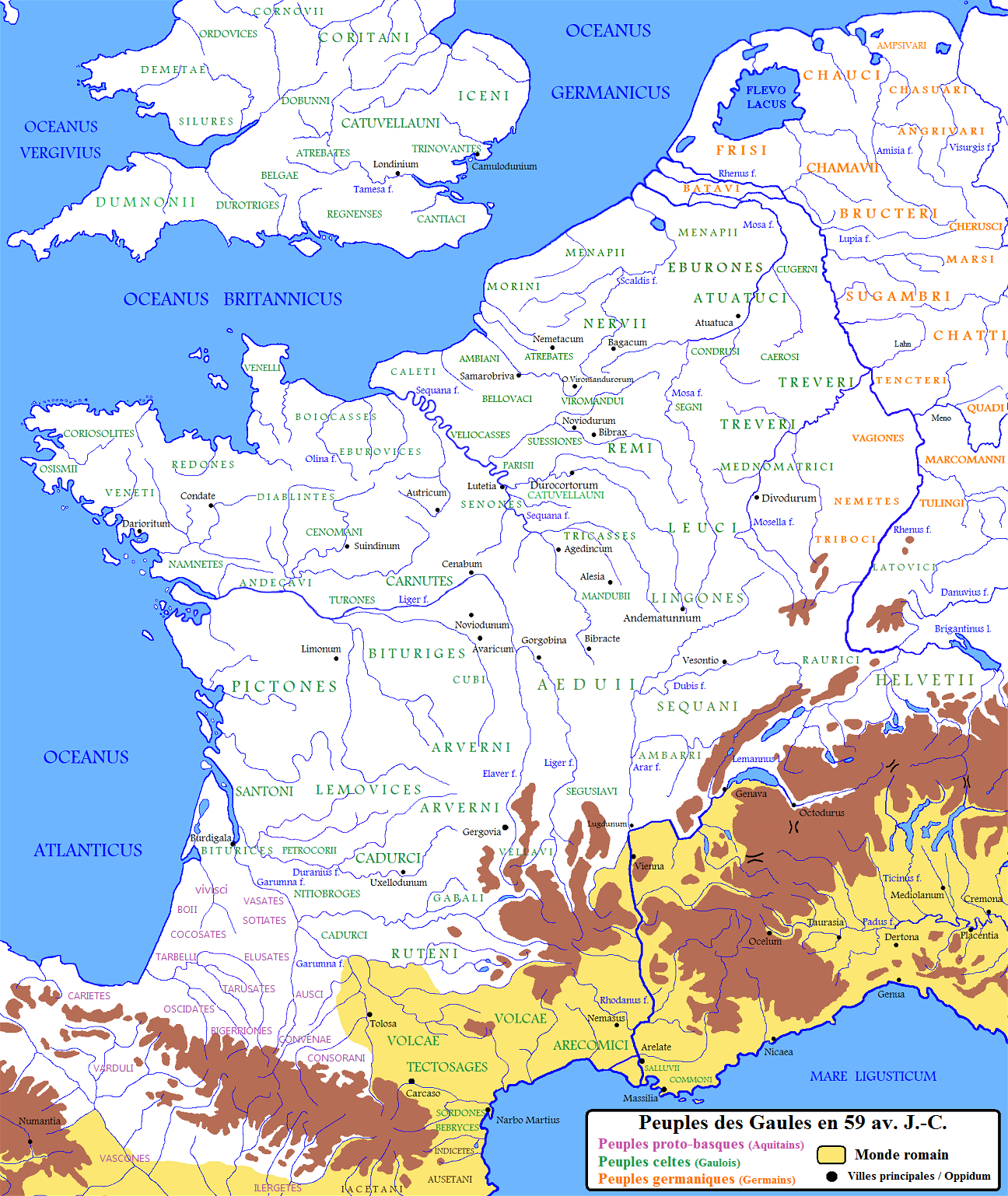
Les peuples gaulois avant la Conquête.

Vers le IIe siècle av. J.-C., la ville aurait été fondée par la tribu des Riedones qui choisit le site du confluent de l'Ille et de la Vilaine pour capitale, et prend le nom de Condate (ce qui signifie « confluent » en gaulois). D'autres sources, plus récentes, mettent en doute les interprétations passées, et indiquent une fondation au Ier siècle, sur la butte au-dessus du confluent (actuel emplacement de la cathédrale Saint-Pierre). En effet, la cité aurait été construite ex nihilo au cours de la période romaine, répondant ainsi à l'organisation administrative des territoires conquis par Rome. Condate signifie confluence, c'est donc une zone particulièrement stratégique pour les relations et la circulation dans l'Empire Romain. Cependant, en l'absence de littérature contemporaine sur les Riédons et la ville de Condate, la connaissance de la ville antique de Rennes repose sur des efforts archéologiques, des reconstitutions ou des hypothèses faites au regard des vestiges qui nous sont parvenus.
Un nombre important de fouilles archéologiques depuis 1980 permettent une meilleure connaissance de la ville de Rennes à l'époque gallo-romaine. Ces travaux ont permis d'estimer une urbanisation de la cité au cours du Ier siècle de notre ère et jusqu'au IVe siècle après J.-C. Durant la Pax Romana, la ville, chef-lieu des Riedones et garnison militaire, se développe jusqu'à occuper un territoire de 80 à 100 hectares. Vers le IIIe siècle, des remparts sont érigés pour protéger la ville, dans une emprise considérablement réduite (8 hectares), des attaques barbares, fréquentes à cette époque.
Les vestiges archéologiques témoignant de la présence et de l'occupation d'un peuple sont nombreux. Ils ont permis d'identifier une vie artisanale forte à Condate, notamment en métallurgie et en céramique, ainsi que des lieux publics et des habitations, ou encore des nécropoles. L'ensemble des vestiges est actuellement conservé au Musée de Bretagne.
Certaines études et certains archéologues se sont penchés sur la question de l'oppidum. En effet, la topographie de la ville ressemble de loin à un oppidum, une sorte d'éperon. Cependant, cela n'est pas clair ni évident, la surface concernée est trop large pour correspondre entièrement à la définition. De plus, nous n'avons pas de sources écrites ou matérielles qui puissent affirmer que la cité fut fortifiée avant l'époque romaine pour résister. Il est plus évident de considérer Condate comme une construction similaire aux autres chefs-lieux de la péninsule armoricaine, c'est-à-dire une construction ex-nihilo à la suite de la conquête romaine.

### Moyen Âge

Rennes devient au IXe siècle une ville d'importance dans le nouveau royaume de Bretagne.

Erispoë, fils de Nominoë, inflige en août 851 une défaite cuisante à Charles le Chauve lors de la bataille de Jengland. Ce dernier, par le traité d'Angers, reconnaît Erispoë comme roi de Bretagne, cette dernière étant dans le même temps augmentée des comtés de Rennes et de Nantes ainsi que du pays de Retz. Rennes passe ainsi du statut de ville franque mineure et excentrée à celui de l'une des principales villes du nouveau royaume de Bretagne,.

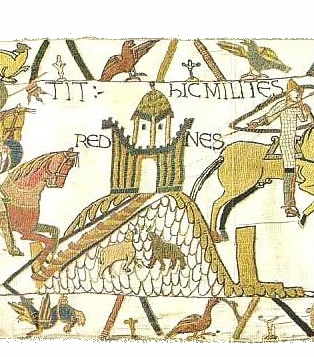
Scène 18 de la tapisserie de Bayeux. Et ils arrivèrent à Dol et Conan s'enfuit à Rennes

En 1064, le duc de Normandie Guillaume, futur conquérant de l'Angleterre, mène une expédition contre la Bretagne à laquelle participe activement Harold Godwinson, qui sera ensuite son adversaire à la bataille d'Hastings. La tapisserie de Bayeux, scène 18 à 20, relate les sièges et prises successives des forteresses de Dol-de-Bretagne, Rennes, ou Conan II de Bretagne s'est réfugié après avoir fui Dol-de-Bretagne, et Dinan, où Conan rend les clefs de la ville au bout d'une lance.

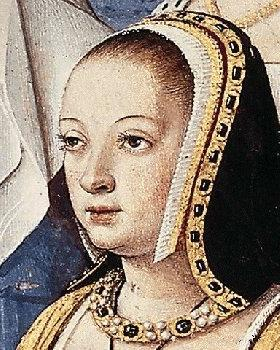
Rennes fut le refuge d'Anne de Bretagne au XVe siècle.

La ville, comprise dans les marches de Bretagne, est progressivement intégrée au duché de Bretagne et devient rapidement une ville ducale. Au XVe siècle, Rennes consolide l'enceinte primitive gallo-romaine. Dans ce même siècle, deux enceintes successives agrandiront la ville. Le Bart, connétable de Rennes en 1489, a laissé son nom à une tour qui fut transformée plus tard en prison, puis démolie en 1840.
Toujours au XVe siècle, Rennes fut le refuge d'Anne de Bretagne, héritière du duc François II de Bretagne. Alors en très mauvaise posture, elle se réfugia à Rennes où elle fut couronnée duchesse de Bretagne dans la cathédrale Saint-Pierre le 10 février 1489.

### Temps modernes
Au XVIe siècle, après le rattachement du duché de Bretagne au domaine royal français en 1532 par l'édit de Vannes, la ville devient le siège du Parlement de Bretagne, et donc capitale provinciale. Les fortifications, comme dans la plupart des villes françaises, ressenties comme inutiles à la période moderne, sont lentement démantelées jusqu'au début du XXe siècle.
Le 13 mars 1589, la Journée des barricades vit le triomphe des ligueurs.
En 1720, un incendie détruit les trois quarts de la ville. La reconstruction sera l'occasion de repenser la ville selon l'urbanisme et l'esthétisme du XVIIIe siècle.
La journée des bricoles (26 et 27 janvier 1789) est considérée comme étant un événement préalable à la Révolution française.
En 1806, l'Amiral de Villeneuve de retour de la bataille de Trafalgar séjourna quelques jours rue des Foulons (au 21, de nos jours rue Le Bastard). Il y trouva la mort le 22 avril. Il s'y serait suicidé mais un doute persiste sur un possible assassinat.

### Époque contemporaine

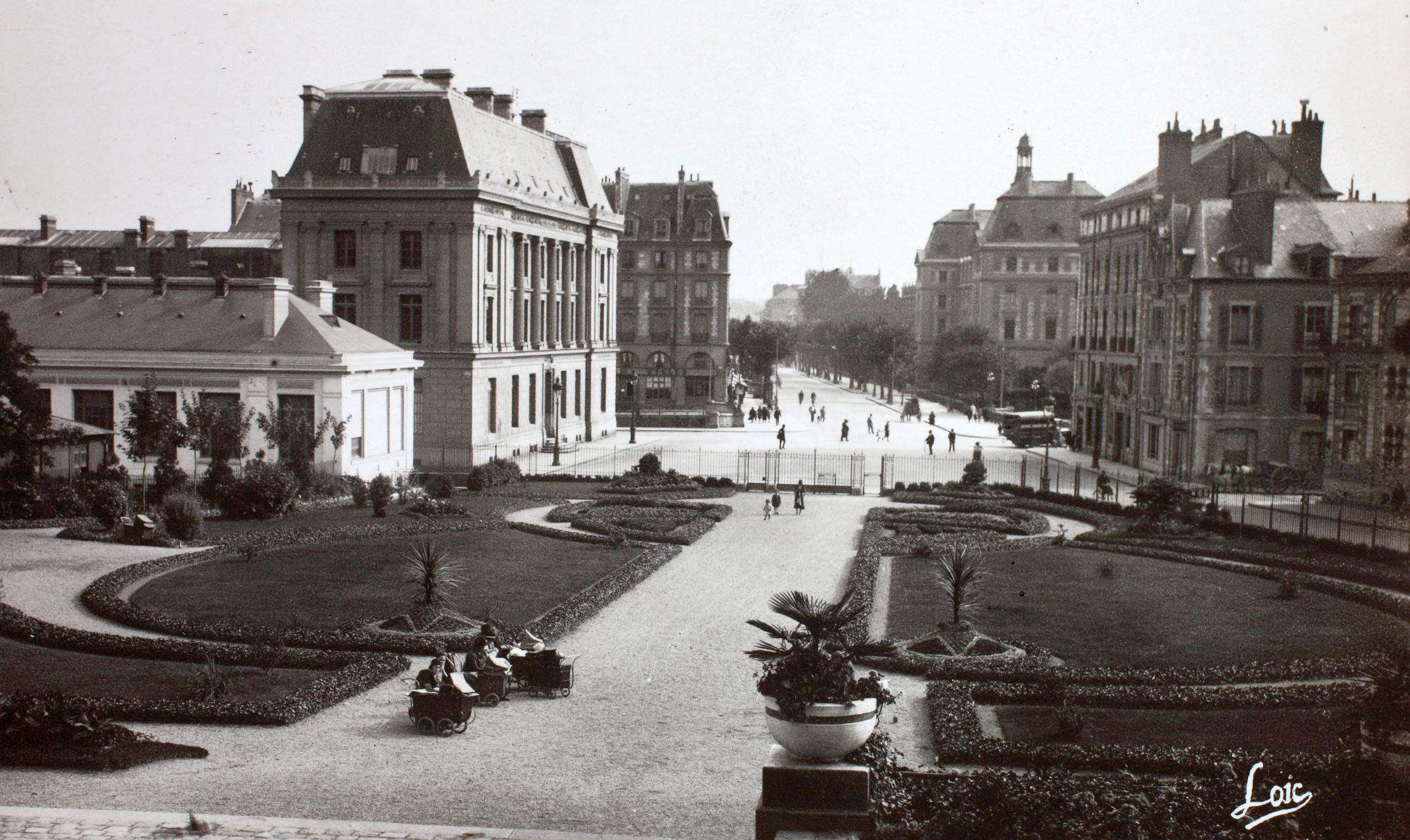
L'avenue Janvier au début du XXe siècle, conduisant de la gare au jardin Saint-George (vu de ce dernier).

En 1857, l'arrivée du chemin de fer au sud de la ville permet le développement urbain entre la ville « noble » située au nord de la Vilaine et la gare située au sud de la partie insalubre de la ville. En 1899, la révision de l'affaire Dreyfus a lieu à Rennes dans l'actuel lycée Émile-Zola.
Rennes était alors une ville de garnison (le 41e régiment d'infanterie, le 24e régiment de dragons et le 7e régiment d'artillerie y étaient basés). Loin des frontières et des côtes tout en étant bien reliée par chemin de fer à l'ensemble du pays, la ville prit aussi un rôle stratégique, à partir du milieu du XIXe siècle dans l'industrie d'armement, avec le développement d'un important  arsenal (invention du canon de 75 à tir rapide, chargement de munitions, fabrication d'équipements logistiques et de douilles d'obus) dont les ateliers étaient situés boulevard de la Tour d'Auvergne et à la Courrouze.
Le 7 août 1932, un attentat détruit le monument, niché dans la façade de la mairie, symbolisant l'union de la Bretagne à la France. L'attentat est revendiqué par une organisation indépendantiste, Gwenn ha Du (blanc et noir, soit les couleurs du drapeau breton). Pour ce petit groupe de clandestins, la statue de Jean Boucher est considérée comme le « monument de la honte nationale » depuis son inauguration en 1911. Ils n'acceptent pas l'attitude jugée humiliante de la duchesse Anne de Bretagne agenouillée devant Charles VIII, roi de France. La statue ne sera jamais reconstruite.
Durant la Seconde Guerre mondiale, la ville est occupée à partir du 18 juin 1940 par l'armée allemande. Elle subit de nombreux bombardements dont celui du 8 mars 1943, lorsque l'aviation anglo-américaine pilonne la ville d'une hauteur de 6 000 mètres tuant près de 300 personnes, puis du 8 mai, qui sera particulièrement exploité par la propagande. Le 8 juin 1944, les Martin B-26 Marauder pilonnent la gare de triage utilisée par la 17e Panzerdivision. Le 9 juin, la Royal Air Force vise des cibles stratégiques allemandes, remplacée trois jours plus tard par les Boeing B-17 Flying Fortress. Le bilan des bombardements s'élève à 655 victimes. Rennes est libérée le 4 août 1944 par les troupes du général Patton.
À partir des années 1950, la ville connaît un développement important lié notamment à l'exode rural et à une industrialisation nouvelle comme l'usine Citroën implantée au sud de la ville, qui compta jusqu'à 13 000 salariés dans les années 1970. Cela amène à la création de quartiers nouveaux ou à des réhabilitations massives tels que Bourg-l'Évesque ou Maurepas.
Profitant de sa position de préfecture régionale, la ville est actuellement reconnue pour être une ville jeune, dynamique, festive avec de nombreux événements sportifs et culturels ayant lieu toute l'année. Les activités de pointe dans les télécommunications, les réseaux, l'image et les transmissions, la réalité augmentée, sont également très présentes dans la ville.

## Politique et administration
Rennes est la préfecture du département d'Ille-et-Vilaine et le chef-lieu de la région Bretagne.

### Tendances politiques et résultats
Rennes est une ville ancrée à gauche depuis la seconde moitié des années 1970. Ainsi, la mairie est dirigée sans discontinuer par le Parti socialiste depuis 1977 et les candidats de gauche aux élections présidentielles y réalisent systématiquement des résultats supérieurs à leur moyenne nationale. Face à la gauche, la droite rennaise apparaît divisée, souffrant d'un déficit d'incarnation et d'ancrage sociopolitique. Quant au Rassemblement national, il est faiblement implanté à Rennes. Ainsi, Marine Le Pen y a obtenu ses plus mauvais score dans une ville de plus de 100 000 habitants (hors Paris) au second tour des élections présidentielle de 2017 et de 2022 (respectivement 11,6 et 15,85% des suffrages) Toutefois, à partir de la seconde moitié des années 2010, le Parti socialiste rennais est concurrencé à sa gauche par différentes forces politiques : les écologistes, qui obtiennent 25,37 % des voix au premier tour de l'élection municipale de 2020, La République En Marche à sa droite qui rafle trois des quatre circonscriptions rennaises aux élections législatives de 2017 et La France insoumise à sa gauche qui progresse notamment nettement lors de la séquence électorale 2022. Jean-Luc Mélenchon arrive largement en tête de l'élection présidentielle de 2022 à Rennes avec 36,31%. Emmanuel Macron, en deuxième position est en léger recul avec 29,47% au premier tour mais béneficie d'un très fort Front républicain au second-tour. Le retour en force de la gauche à Rennes est confirmé aux élections législatives : la coalition de gauche NUPES arrive en tête à Rennes sur les quatre circonscriptions aux deux tours. Le Parti socialiste et La France insoumise gagnant chacuns une circonscription rennaise, laissant seulement la Deuxième circonscription d'Ille-et-Vilaine à la majorité présidentielle

#### Récapitulatif de résultats électoraux récents
| Scrutin             | 1er tour | 1er tour | 1er tour | 1er tour | 1er tour | 1er tour | 1er tour | 1er tour | 1er tour | 1er tour | 1er tour  | 1er tour | 2d tour     | 2d tour     | 2d tour     | 2d tour     | 2d tour     | 2d tour     | 2d tour     | 2d tour     | 2d tour     |
| Scrutin             | 1er      | 1er      | %        | 2e       | 2e       | %        | 3e       | 3e       | %        | 4e       | 4e        | %        | 1er         | 1er         | %           | 2e          | 2e          | %           | 3e          | 3e          | %           |
| ------------------- | -------- | -------- | -------- | -------- | -------- | -------- | -------- | -------- | -------- | -------- | --------- | -------- | ----------- | ----------- | ----------- | ----------- | ----------- | ----------- | ----------- | ----------- | ----------- |
| Municipales 2014    |          | PS       | 35,57    |          | UMP      | 30,12    |          | EELV-PG  | 15,09    |          | FN        | 8,37     |             | UG          | 55,83       |             | UMP         | 44,17       | Pas de 3e   | Pas de 3e   | Pas de 3e   |
| Européennes 2014    |          | PS       | 21,45    |          | EELV     | 18,90    |          | UMP      | 13,91    |          | UDI-MODEM | 13,38    | Tour unique | Tour unique | Tour unique | Tour unique | Tour unique | Tour unique | Tour unique | Tour unique | Tour unique |
| Régionales 2015     |          | PS       | 40,11    |          | LR       | 20,26    |          | EELV     | 13,01    |          | FN        | 11,16    |             | PS          | 63,08       |             | LR          | 25,81       |             | FN          | 11,11       |
| Présidentielle 2017 |          | EM       | 31,86    |          | LFI      | 25,86    |          | LR       | 16,53    |          | PS        | 13,82    |             | EM          | 88,39       |             | FN          | 11,61       | Pas de 3e   | Pas de 3e   | Pas de 3e   |
| Européennes 2019    |          | LREM     | 25,85    |          | EELV     | 24,33    |          | PS       | 10,91    |          | RN        | 7,89     | Tour unique | Tour unique | Tour unique | Tour unique | Tour unique | Tour unique | Tour unique | Tour unique | Tour unique |
| Municipales 2020    |          | PS       | 32,78    |          | EELV     | 25,37    |          | LREM     | 14,29    |          | UD        | 12,21    |             | UG          | 65,35       |             | LREM        | 17,49       |             | UD          | 17,16       |
| Régionales 2021     |          | EELV     | 26,1     |          | PS       | 20,37    |          | LREM     | 13,5     |          | LR        | 13,31    |             | EELV        | 36,48       |             | PS          | 29,2        |             | LR          | 15,34       |
| Présidentielle 2022 |          | LFI      | 36,31    |          | LREM     | 29,47    |          | EELV     | 9,96     |          | RN        | 7,29     |             | LREM        | 84,17       |             | RN          | 15,85       | Pas de 3e   | Pas de 3e   | Pas de 3e   |

### Administration municipale

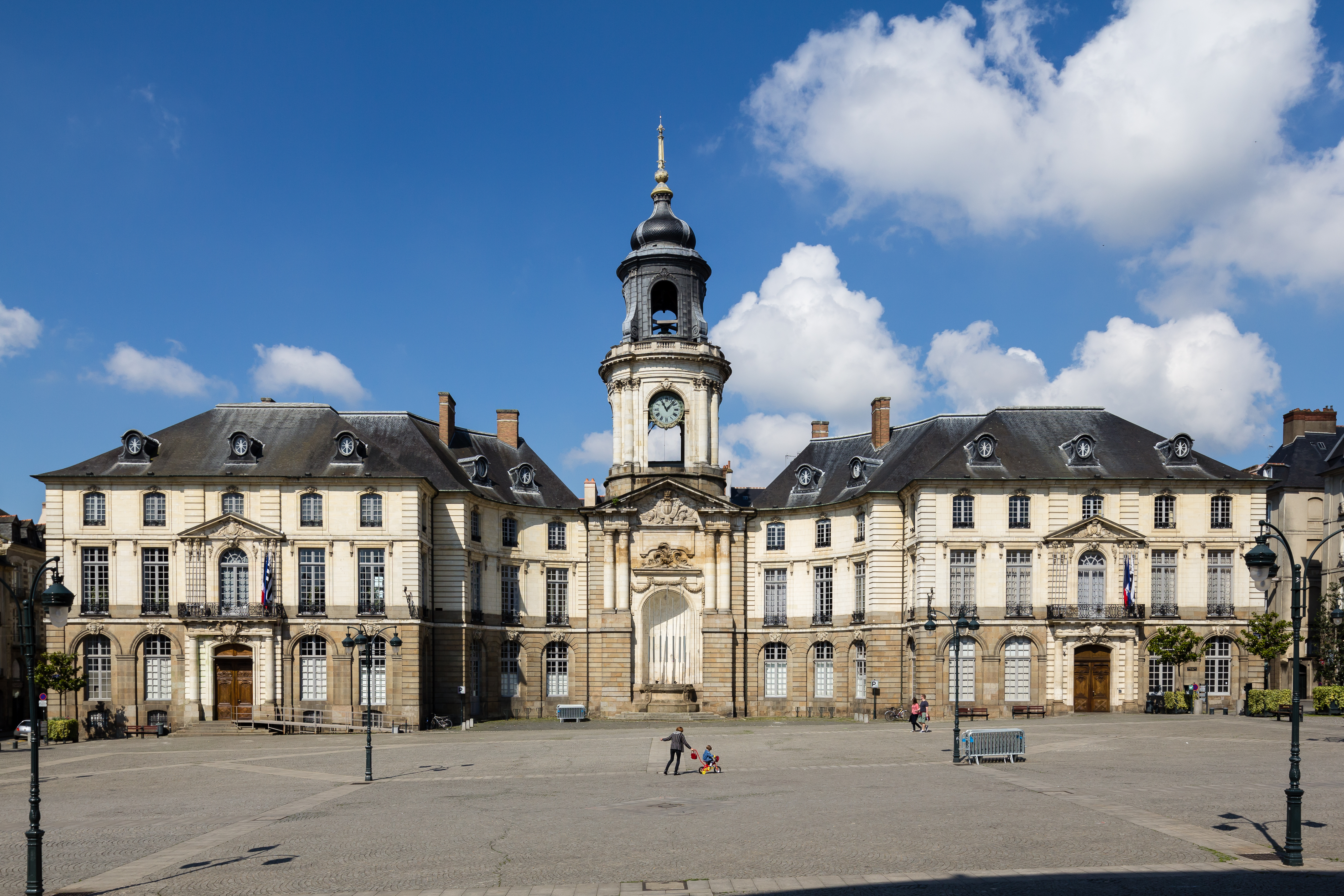
Hôtel de ville de Rennes.

Le conseil municipal est composé de 61 membres, dont la maire et 21 adjoints. La maire de Rennes est Natalie Appéré depuis le 4 avril 2014. Elle est également présidente de Rennes métropole depuis le 9 juillet 2020.
Outre l'hôtel de ville, la commune a implanté quatre mairies de quartier au Blosne, aux Hautes-Chalais, à Maurepas et à Villejean afin de faciliter l'accès aux administrations de la ville.

### Liste des maires

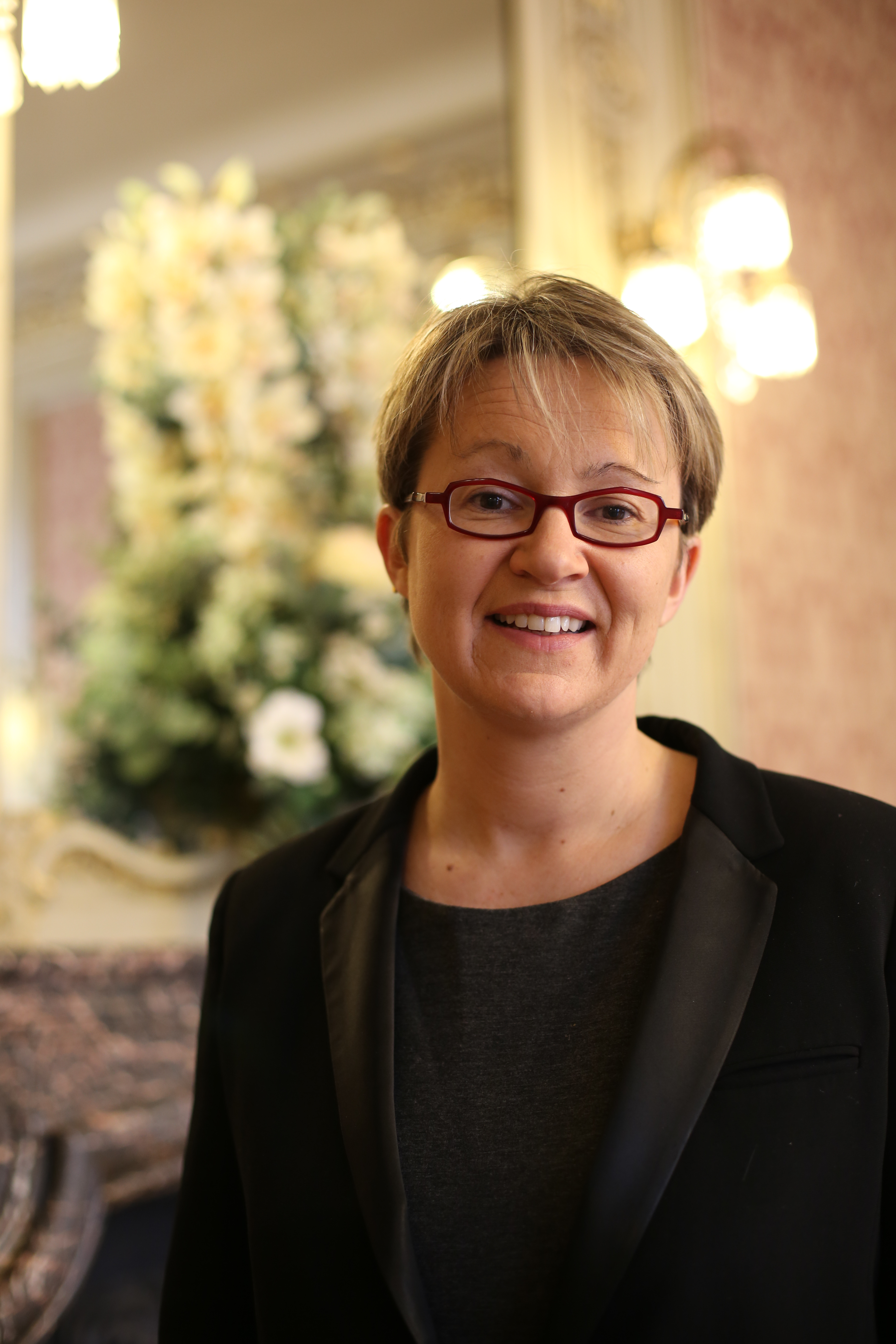
Nathalie Appéré, actuelle maire de la ville de Rennes.

| Période | Période  | Identité        | Étiquette | Qualité |
| ------- | -------- | --------------- | --------- | --- |
| 1944    | 1953     | Yves Milon      | RPF       | Professeur, géologue |
| 1953    | 1977     | Henri Fréville  | MRP       | Professeur - député d'Ille-et-Vilaine - sénateur d'Ille-et-Vilaine - président du conseil général d'Ille-et-Vilaine - président de Rennes District (1970-1977) |
| 1977    | 2008     | Edmond Hervé    | PS        | Professeur - conseiller général - député d'Ille-et-Vilaine - ministre - président de Rennes District puis Rennes Métropole (1989-2008)                         |
| 2008    | 2014     | Daniel Delaveau | PS        | Journaliste - président de Rennes Métropole (2008-2014) |
| 2014    | En cours | Nathalie Appéré | PS        | Directrice d'équipement social et culturel - députée d'Ille-et-Vilaine (2012-2017) - présidente de Rennes Métropole (2020-)                                    |

### Rattachements administratifs et électoraux

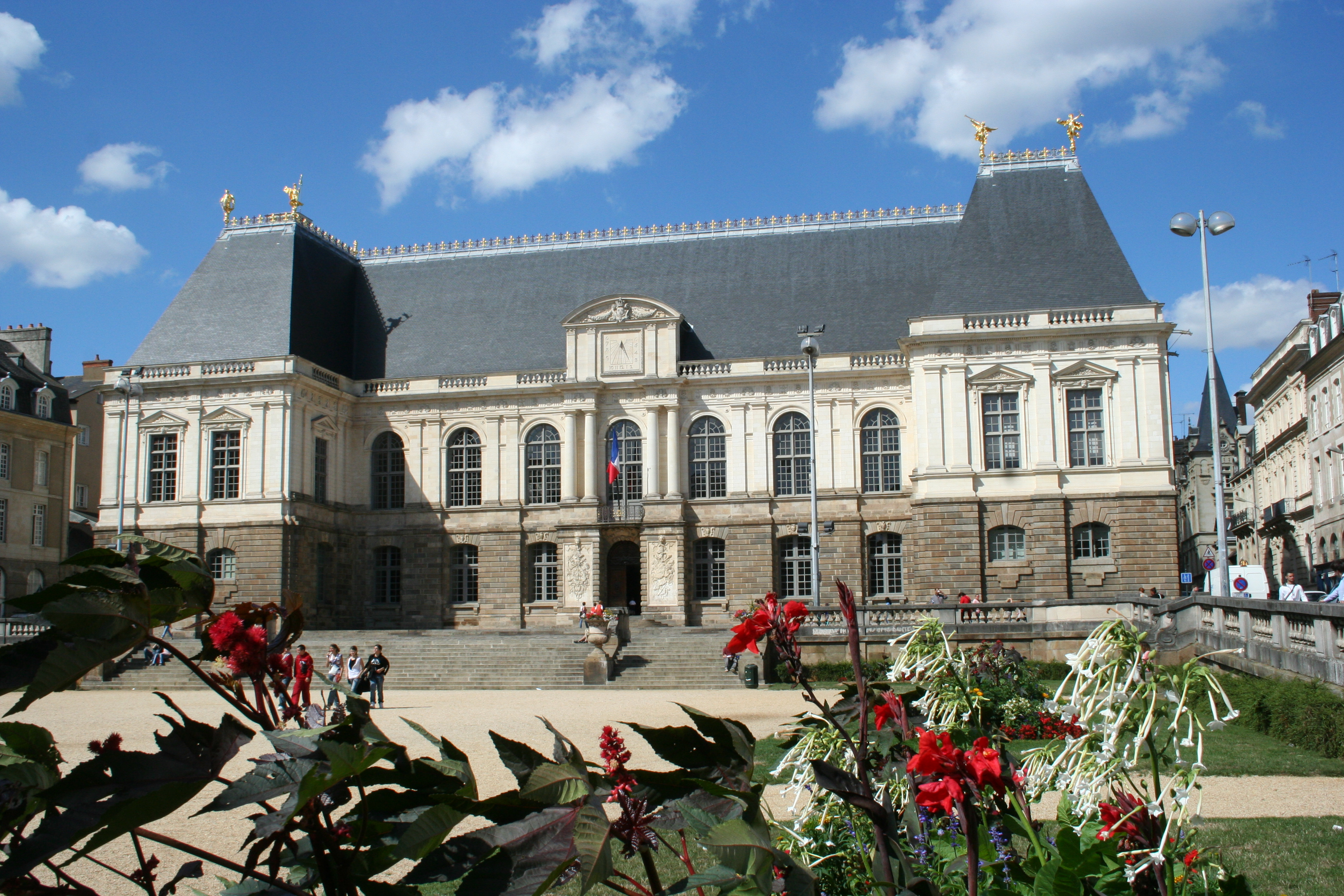
Le palais du Parlement de Bretagne, aujourd'hui siège de la Cour d'appel de Rennes.

Rennes est le chef-lieu d'un arrondissement et le siège d'un tribunal judiciaire, d'une cour d'appel, d'un tribunal pour enfant, d'un conseil de prud'hommes, d'un tribunal de commerce et d'un tribunal administratif. Par ailleurs, Rennes relève de la cour d'appel administrative de Nantes.
Rennes est divisé en six cantons (Rennes-1, Rennes-2, Rennes-3, Rennes-4, Rennes-5 et Rennes-6) et partagé en quatre circonscriptions législatives (première circonscription d'Ille-et-Vilaine, deuxième circonscription d'Ille-et-Vilaine, troisième circonscription d'Ille-et-Vilaine et huitième circonscription d'Ille-et-Vilaine).

### Sécurité et criminalité
Selon Le Télégramme, les fusillades sur fond de trafic de stupéfiants se multiplient dans la ville ces dernières années. Ainsi, entre 2020 et mars 2024, 24 fusillades sont liées au trafic de drogue. Certaines fusillades ont des conséquences tragiques comme la mort d'un jeune Tchétchène à Cleunay, en mars 2021, ou encore le double meurtre du quartier de Maurepas en mars 2023. Le quotidien désigne la place du Banat comme étant « connu pour être l'un des plus gros points de deal de la capitale bretonne ». Le quartier de Maurepas - situé au nord de Rennes - concentre la majorité des faits recensés entre 2020 et 2024. Le quartier a vécu plusieurs guerres de territoire pour le contrôle des points de deals. Plus à l'ouest, le quartier de Cleunay et de Blosne connaîssent également leur lot de violences sur cette période.
Le 18 décembre 2023, plusieurs écoles du quartier de Blosne sont confinées après qu'un homme armé d'une kalachnikov a mis en joue un point de deal à proximité en pleine journée,.
Dans la nuit du 10 au 11 mars 2024, une fusillade avec des armes de guerre en plein cœur de Rennes dure 67 minutes, un record depuis les attentats du 13 novembre 2015 en France. « Plus d'une centaine de douilles » d'armes automatiques (9 mm et 7,62 mm) sont découvertes sur place,.

### Démocratie locale et participative
En 2021, la Ville crée la charte de la démocratie locale et de la participation citoyenne. La démocratie locale est pilotée avec la Fabrique citoyenne.
Les conseils de quartiers sont des lieux d'information, de consultation, de concertation et de co-construction sur l'ensemble des politiques publiques et des projets du quartier. Ils sont animés par des co-animateurs habitants élus. Chaque quartier de Rennes possède un conseil de quartier.
Le budget participatif est un dispositif permettant aux habitants de proposer des projets.
La charte de la construction et citoyenneté encadre certains projets urbains.

### Politique environnementale
La région rennaise est impliquée dans le développement durable et la protection de l'environnement notamment sous l'impulsion de Rennes Métropole qui développe un Agenda 21 local depuis 2004. On y trouve de nombreux organismes, dont l'Agence de l'environnement et de la maîtrise de l'énergie (ADEME délégation Bretagne), la Maison de la consommation et de l'environnement (MCE) depuis 1983, l'association d'initiatives locales pour l'énergie et l'environnement (Aile), l'Agence locale pour l'énergie et le climat (ALEC), la Ligue pour la protection des oiseaux - Ille-et-Vilaine depuis 1988 ainsi que l'écocentre de la Taupinais.
L'association étudiante Ar Vuhez organise depuis 2004 la semaine de l'environnement en lien avec les acteurs locaux comme l'École des métiers de l'environnement.
Les plans et cours d'eau sont envahis par des espèces invasives comme la jussie rampante ou la renouée du Japon.
Rennes est élue capitale de la biodiversité en 2016 parmi 72 collectivités candidates. Elle est notamment récompensée pour la gestion écologique de ses espaces verts et de ses espaces publics, tout comme son travail de protection des espaces naturels et de prise en compte de la trame verte, bleue et noire dans ses documents d'urbanisme et de planification.
Depuis le 1er janvier 2020 Rennes a par exemple interdit les terrasses chauffantes.
En 2022, Rennes s'est classée 2e du classement des villes de France de plus de 100 000 habitants, où l'on consomme le moins d'électricité par habitant (derrière Saint-Étienne). Ce classement a été réalisé par Upenergie avec des données de l‘Agence ORE, d'Enedis et de l'Insee.

### Finances locales
Le budget 2023 de la Ville de Rennes s'élève à 459 millions €, répartis entre 332 millions € en fonctionnement et 127 millions € en investissement. Le montant de la dette s'élève au 1er janvier 2023 à 270,2 millions €, soit une augmentation de 64,6 % en dix ans.
Taux de fiscalité directe
| Taxe | 2023    |
| --- | ------- |
| d'habitation | 21,99 % |
| foncière sur le bâti | 45,66 % |
| foncière sur le non-bâti | 39,33 % |
| Sources des données : Site du ministère de l'Intérieur, Fiscalité locale Taxes en pourcentage de la valeur locative cadastrale. |         |

### Jumelages
La ville de Rennes est jumelée avec treize villes d'autres pays, dont sept en Europe :
| Ville | Ville                | Pays | Pays        | Période                     |
| ----- | -------------------- | ---- | ----------- | --------------------------- |
|       | Almaty               |      | Kazakhstan  | depuis le 14 avril 1991     |
|       | Brno,                |      | Tchéquie    | depuis le 31 mai 1965       |
|       | Cercle de Bandiagara |      | Mali        | depuis 1995                 |
|       | Cork                 |      | Irlande     | depuis le 30 avril 1982     |
|       | Erlangen             |      | Allemagne   | depuis le 27 mai 1964       |
|       | Exeter               |      | Royaume-Uni | depuis 1956                 |
|       | Jinan                |      | Chine       | depuis le 17 juillet 2002   |
|       | Louvain              |      | Belgique    | depuis le 14 mai 1980       |
|       | Poznań               |      | Pologne     | depuis le 4 avril 1998      |
|       | Rochester            |      | États-Unis  | depuis le 8 octobre 1958    |
|       | Sendai               |      | Japon       | depuis le 6 septembre 1967  |
|       | Sibiu                |      | Roumanie    | depuis le 25 septembre 1999 |
|       | Sétif                |      | Algérie     | depuis le 24 avril 1982     |

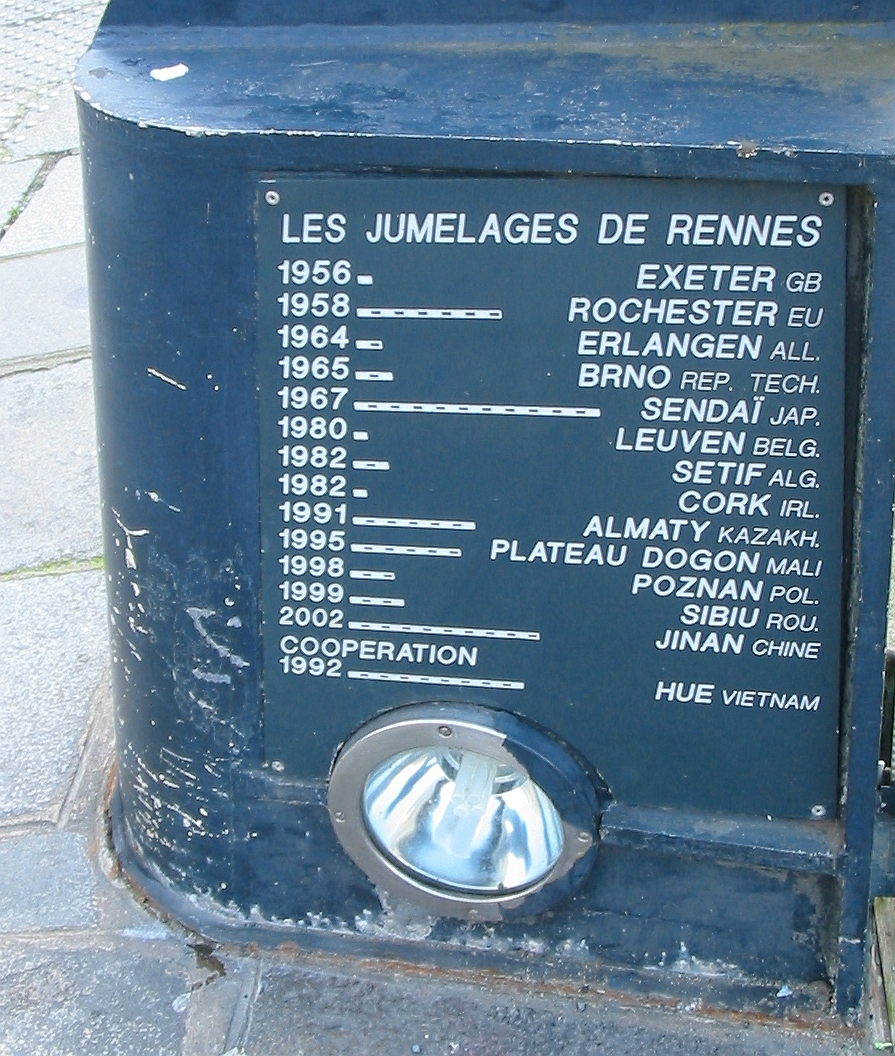
Les jumelages internationaux de Rennes, en 2007.

Rennes est engagée dans un jumelage-coopération avec :
- Hué (Vietnam) depuis 1992
- Diyarbakır (Turquie) depuis 2010
- Saint-Jacques-de-Compostelle (Espagne) depuis 2010

Rennes est aussi jumelée avec deux communes françaises :
- Saint-Gilles-du-Mené, Bretagne (France) depuis 1978[Note 16]
- Rennes-les-Bains, Occitanie (France) depuis 1985[212]

Rennes parraine aussi la commune française de :
- Vouziers, Grand Est (France)

## Population et société

### Démographie

#### Évolution démographique
L'évolution du nombre d'habitants est connue à travers les recensements de la population effectués dans la commune depuis 1793. Pour les communes de plus de 10 000 habitants les recensements ont lieu chaque année à la suite d'une enquête par sondage auprès d'un échantillon d'adresses représentant 8 % de leurs logements, contrairement aux autres communes qui ont un recensement réel tous les cinq ans,.

En 2022, la commune comptait 227 830 habitants, en évolution de +5,35 % par rapport à 2016 (Ille-et-Vilaine : +5,46 %, France hors Mayotte : +2,11 %).
| 1793   | 1800   | 1806   | 1821   | 1831   | 1836   | 1841   | 1846   | 1851   |
| ------ | ------ | ------ | ------ | ------ | ------ | ------ | ------ | ------ |
| 30 160 | 25 904 | 29 225 | 29 589 | 27 340 | 35 552 | 37 895 | 39 218 | 39 505 |

| 1856   | 1861   | 1866   | 1872   | 1876   | 1881   | 1886   | 1891   | 1896   |
| ------ | ------ | ------ | ------ | ------ | ------ | ------ | ------ | ------ |
| 45 664 | 45 483 | 48 231 | 52 044 | 57 177 | 60 974 | 66 139 | 69 232 | 69 937 |

| 1901   | 1906   | 1911   | 1921   | 1926   | 1931   | 1936   | 1946    | 1954    |
| ------ | ------ | ------ | ------ | ------ | ------ | ------ | ------- | ------- |
| 74 676 | 75 640 | 79 372 | 82 241 | 83 418 | 88 659 | 98 538 | 113 781 | 124 122 |

| 1962    | 1968    | 1975    | 1982    | 1990    | 1999    | 2006    | 2011    | 2016    |
| ------- | ------- | ------- | ------- | ------- | ------- | ------- | ------- | ------- |
| 151 948 | 180 943 | 198 305 | 194 656 | 197 536 | 206 229 | 209 613 | 208 033 | 216 268 |

| 2021    | 2022    | - | - | - | - | - | - | - |
| ------- | ------- | - | - | - | - | - | - | - |
| 225 081 | 227 830 | - | - | - | - | - | - | - |

Rennes est le siège d'une métropole où vivaient 447 429 habitants. L'unité urbaine de Rennes, la 20e de France par sa population, comptait 318 127 habitants dans la nouvelle délimitation de 2010 où elle était alors composée de treize communes. La ville est au centre de la 10e aire urbaine française qui accueillait 727 357 habitants répartis dans 190 communes,.
Preuve de son dynamisme démographique, Rennes est classée troisième ville la plus attractive de France en 2013 selon Le Parisien, en observation du solde migratoire des 100 plus grandes agglomérations françaises.

#### Structures de la population
La population de la commune est relativement jeune.
En 2020, le taux de personnes d'un âge inférieur à 30 ans s'élève à 47,7 %, soit au-dessus de la moyenne départementale (38,1 %). À l'inverse, le taux de personnes d'âge supérieur à 60 ans est de 18,9 % la même année, alors qu'il est de 23,6 % au niveau départemental.
En 2020, la commune comptait 106 119 hommes pour 116 366 femmes, soit un taux de 52,3 % de femmes, légèrement supérieur au taux départemental (51,19 %).
Les pyramides des âges de la commune et du département s'établissent comme suit.
| Hommes | Classe d’âge | Femmes |
| ------ | ------------ | ------ |
| 0,7    | 90 ou +      | 1,7    |
| 5      | 75-89 ans    | 7,9    |
| 10,1   | 60-74 ans    | 12,2   |
| 15,3   | 45-59 ans    | 14,5   |
| 19,9   | 30-44 ans    | 17,1   |
| 33,7   | 15-29 ans    | 33,5   |
| 15,3   | 0-14 ans     | 13,1   |

| Hommes | Classe d’âge | Femmes |
| ------ | ------------ | ------ |
| 0,7    | 90 ou +      | 1,8    |
| 6,3    | 75-89 ans    | 8,7    |
| 14,5   | 60-74 ans    | 15,6   |
| 19,6   | 45-59 ans    | 18,8   |
| 19,5   | 30-44 ans    | 18,7   |
| 20,2   | 15-29 ans    | 19     |
| 19,1   | 0-14 ans     | 17,4   |

Le nombre total de ménages rennais est de 99 462. Les ménages ne comportant qu'une seule personne sont surreprésentés à Rennes, par rapport à la moyenne nationale. Voici ci-dessous, les données en pourcentage de la répartition de ces ménages par rapport au nombre total de ménages.
| Ménages de                  | 1 personne | 2 pers. | 3 pers. | 4 pers. | 5 pers. | 6 pers. ou + |
| --------------------------- | ---------- | ------- | ------- | ------- | ------- | ------------ |
| Rennes                      | 46,6 %     | 28,6 %  | 11,6 %  | 8,7 %   | 3,2 %   | 1,4 %        |
| Moyenne Nationale           | 31 %       | 31,1 %  | 16,2 %  | 13,8 %  | 5,5 %   | 2,4 %        |
| Sources des données : INSEE |            |         |         |         |         |              |

### Enseignement

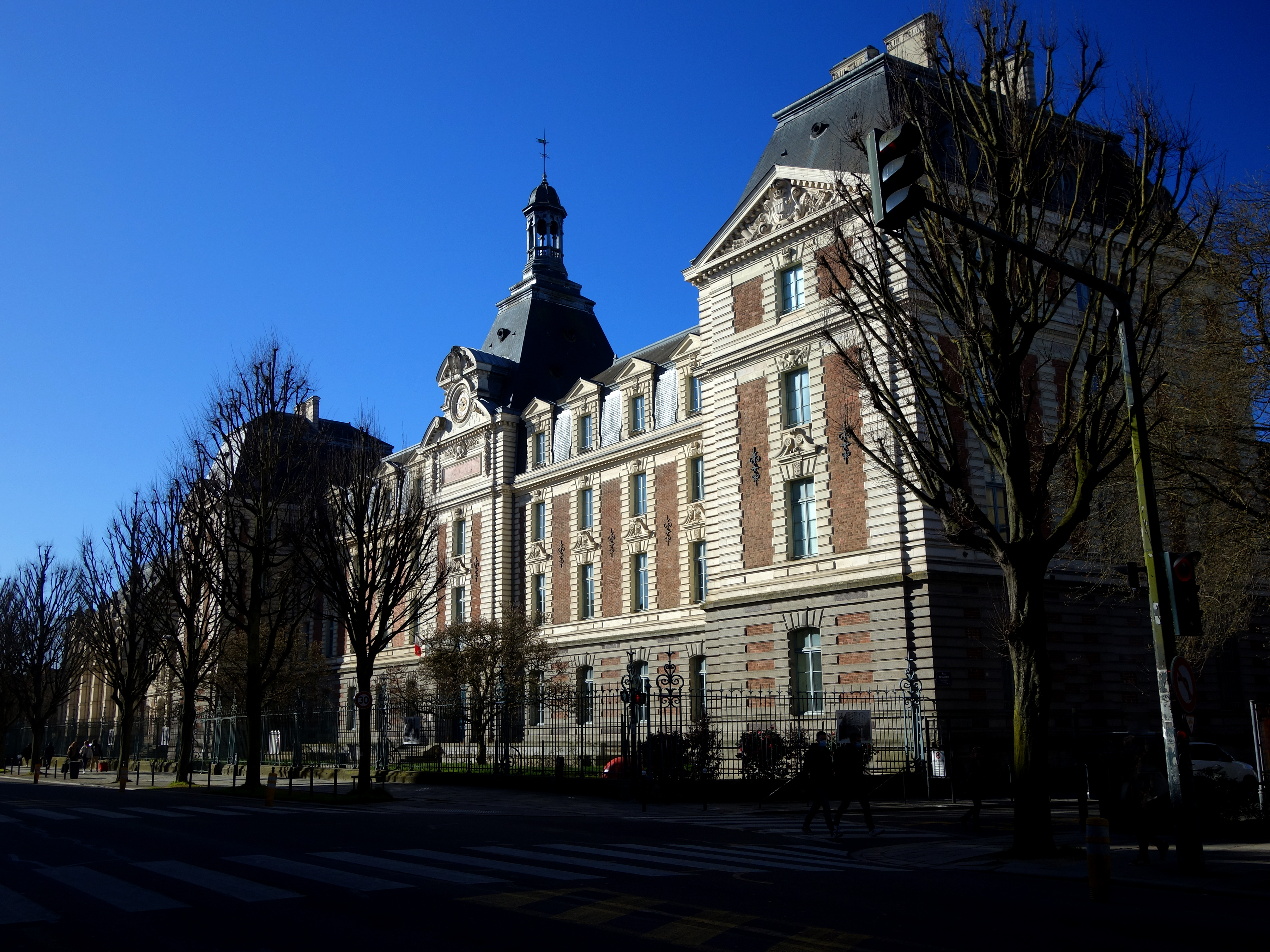
Le lycée Émile-Zola.

#### Enseignement primaire et secondaire
L'enseignement primaire et secondaire à Rennes relève de l'académie de Rennes, la septième de province en 2023 par sa population scolaire avec 610 000 élèves en Bretagne. Celle-ci évolue sous la supervision de l'inspection départementale de l'éducation nationale. L'inspection académique d'Ille-et-Vilaine et le rectorat se situent sur la commune.
| Niveau      | Publics | Privés |
| ----------- | --- | --- |
| Maternelle  | - Volga - Trégain - Thorigné - Saint-Malo - Quineleu - Picardie - Pablo Picasso - Oscar Leroux - Moulin du Comte - Marcel Pagnol - Marc Sangnier - Louise Michel - L'ïle Papu - Les Cloteaux - Camille Claudel - La Poterie - Lafaye Gacet - Le Colombier - Léon Grimault - Albert de Mun | - L'Adoration - Saint-Michel - Sainte-Marie - Notre-Dame du Vieux Cours - Saint-Clément - Sainte-Bernadette - Saint-Laurent - École maternelle Saint-Vincent - Marcel Callo - École Diwan Le Blosne - École Diwan Keryann |
| Élémentaire | - Champion de Cicé - Oscar Leroux - Liberté - Albert de Mun - Camille Claudel - Carle Bahon - Châteaugiron-Le Landry - Clemenceau - Clôteaux - Colombier - Contour Saint-Aubin - Duchesse Anne - Eugène Guillevic - Gantelles - Guyenne - Jacques Prévert - Jean Moulin - Jean Rostand - Jean Zay - John Kennedy - Joseph Lotte - Jules Ferry - Jules - Léon Grimault - Louise Michel - Marcel Pagnol - Marie Pape-Carpantier - Mauconseil - Moulin du Comte - Pablo Picasso - Pascal Lafaye - Paul Langevin - Picardie - Poterie - Robert Doisneau - Sonia Delaunay - Torigné - Trégain - Volga | - L'Adoration - Jeanne d'Arc - Saint-Michel - Saint-Vincent - Notre-Dame des Miracles - Notre-Dame du Vieux Cours - Marcel Callo - Montessori - Saint-Armel - Saint-Clément - Saint-Jean Bosco - Saint-Joseph - Saint-Yves - Sainte-Bernadette - Sainte-Marie - Saint-Jean - Saint-Laurent - École Diwan Le Blosne - École Diwan Keryann |
| Collège     | - Collège La Binquenais - Collège Échange - Collège Émile Zola - Collège Jean Moulin - Collège Cleunay - Collège des Hautes Ourmes - Collège Anne de Bretagne - Collège Malifeu - Collège Montbarot - Collège Les Ormeaux - Collège Le Landry - Collège Clotilde Vautier - Collège Les Chalais | - Collège L'Assomption - Collège L'Adoration - Collège La Tour d'Auvergne - Collège Saint-Hélier - Collège Notre-Dame du Vieux Cours - Collège Sainte Joséphine Bakhita - Collège Saint-Vincent - Collège Saint-Martin |
| Lycée       | - Lycée Victor et Hélène Basch - Lycée Bréquigny - Lycée Chateaubriand de Rennes - Lycée Alain-Emmanuel de Coëtlogon - Lycée René Descartes - Lycée Louis Guilloux - Lycée Jean Jaurès - Lycée Irène Joliot-Curie - Lycée Jean Macé - Lycée Pierre Mendès-France - Lycée Charles Tillon - Lycée Émile Zola | - Lycée L'Assomption - Lycée Saint-Jean-Baptiste de La Salle - Lycée Jeanne d'Arc - Lycée Saint-Martin - Lycée Sainte-Thérèse - Lycée Saint-Vincent |

#### Enseignement supérieur

##### Repères
Deuxième ville universitaire de France par son nombre d'étudiants, 73 000 étudiants ont choisi Rennes pour suivre leurs études en 2024, (56 200 en 2005-2006).
En outre, Rennes a acquis une position stratégique dans les télécommunications grâce à la présence de la 1re technopole européenne dans le domaine, Rennes Atalante. Ville étudiante, Rennes est dotée de deux universités et d'écoles supérieures (25 au total) réparties sur plusieurs campus. Des 43 villes universitaires majeures, Rennes est généralement bien classée : elle est, à titre d'exemple, 2e du palmarès 2016-2017 L'Étudiant-L'Express des grandes villes de France où il fait bon étudier.

##### Universités

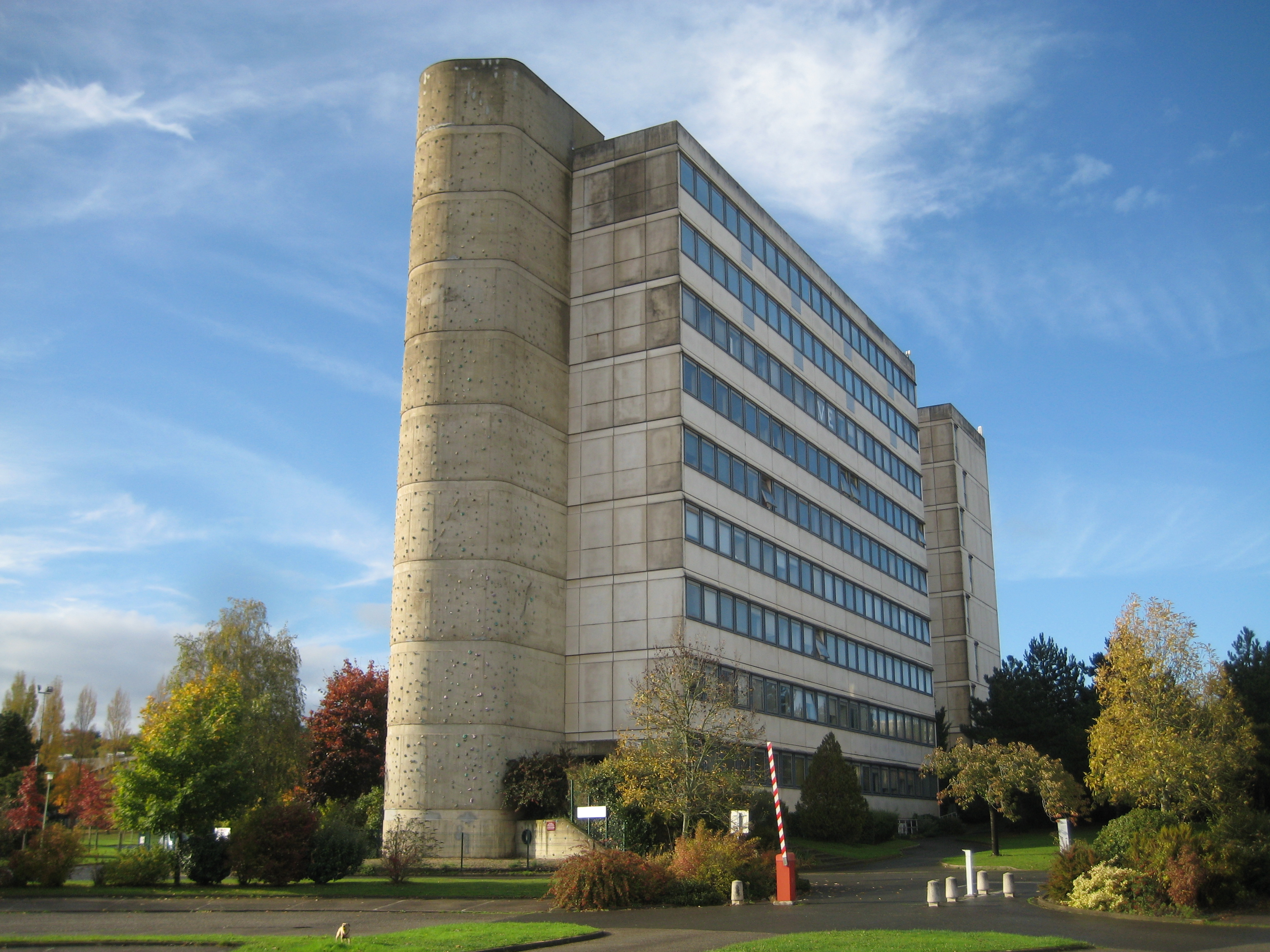
L'UFR en mathématiques de l'université de Rennes sur le campus de Beaulieu, spécialité dans laquelle l'université figure dans le top 100 au classement de Shanghaï.

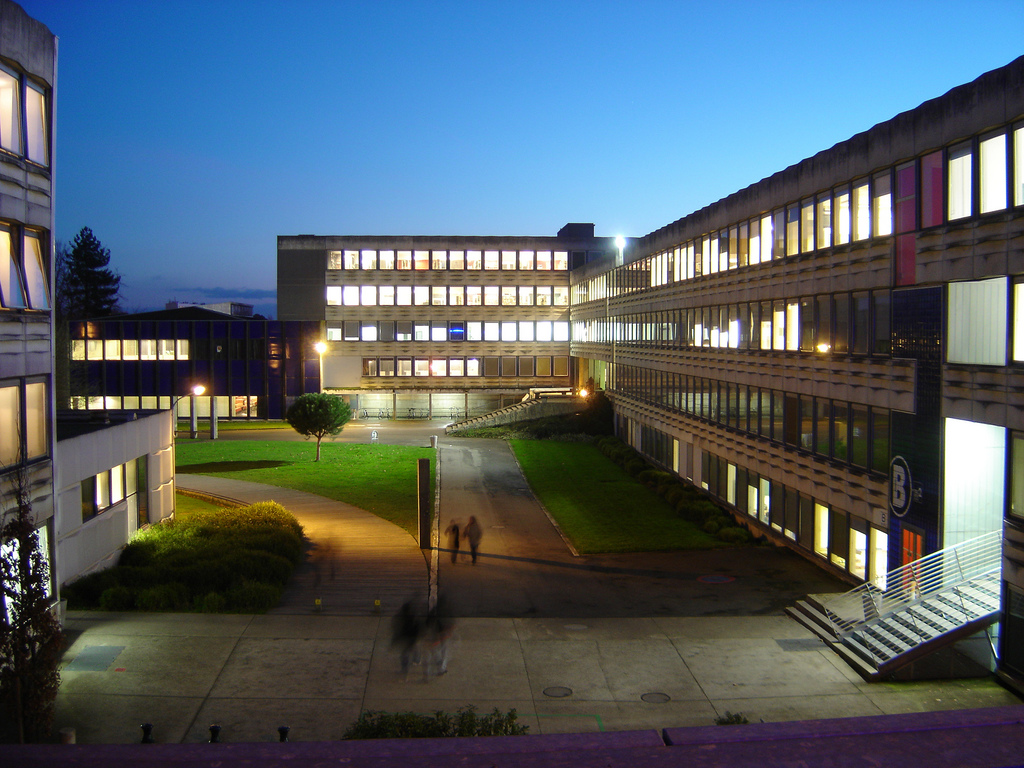
Campus de Villejean.

À l'est se trouve le campus de Beaulieu. C'est un campus mixte entre l'université de Rennes et divers établissements d'enseignement supérieur, essentiellement en sciences et technologies (ESIR, INSA, ENSCR, CentraleSupélec (ancien Supélec), IMT Atlantique) qui jouxte la zone Atalante Beaulieu, pôle de compétitivité technologique.
À l'ouest se trouve le campus de Villejean. C'est le principal campus de l'université Rennes-II, établissement membre associé de l'université de Rennes. Il est essentiellement orienté vers le domaine des lettres, sciences humaines, sciences sociales, mais comprend également le domaine de la santé (maïeutique, médecine, pharmacie, odontologie) de l'université de Rennes. L'École des hautes études en santé publique (EHESP), établissement-composante de l'université de Rennes, se trouve également sur le campus de Villejean.
D'autres campus sont présents dans la ville, comme celui de La Harpe (dépendant de Rennes 2, mais où on trouve aussi d'autres établissements), ainsi que dans le centre, principalement spécialisé en sciences économiques et en droit et rattaché à l'université de Rennes.
Sur un total de plus de 65 500 étudiants en 2016, les effectifs universitaires dans l'unité urbaine rassemblent un peu plus de 50 000 étudiants.

##### Autres établissements

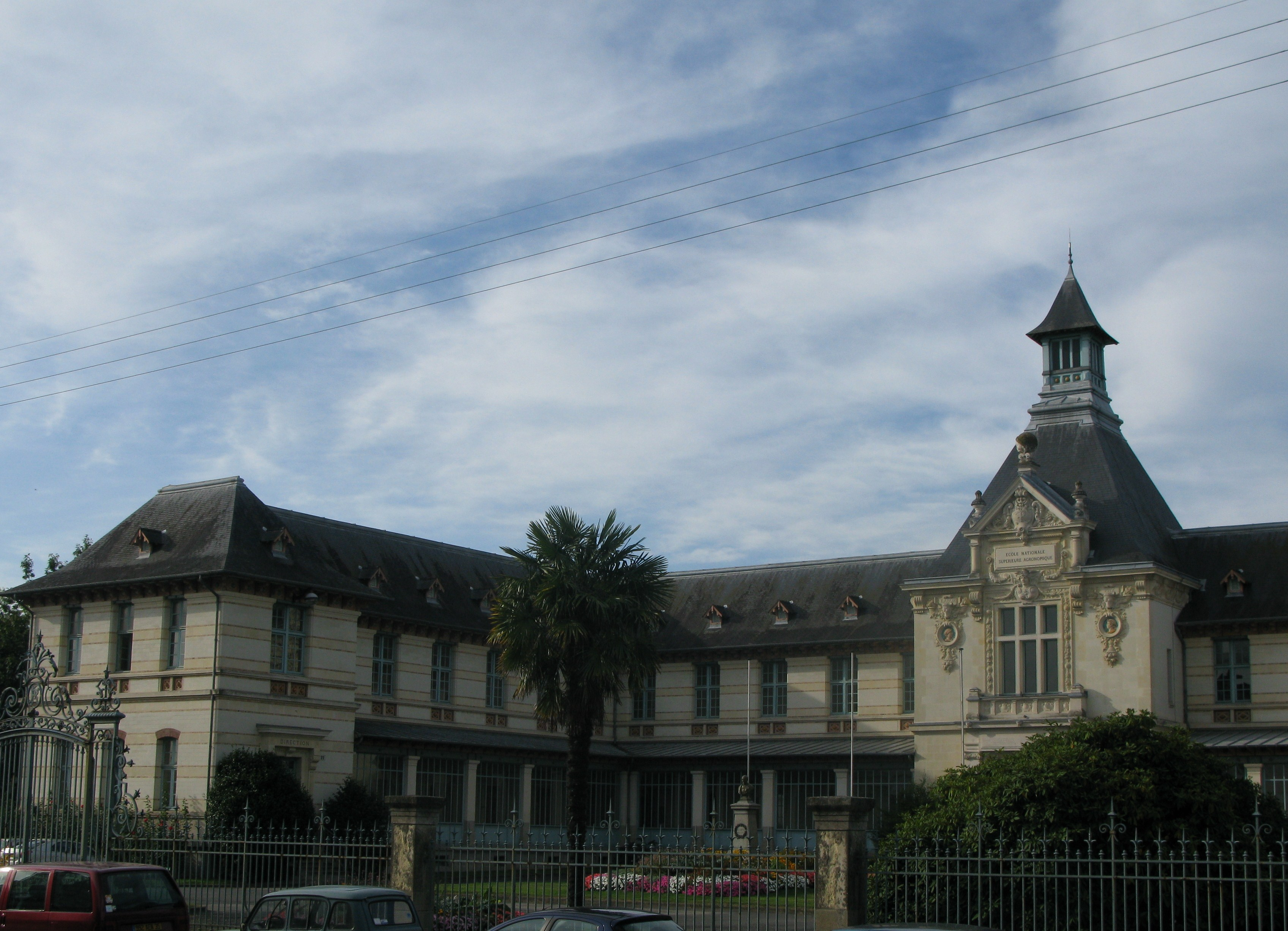
Agrocampus Ouest.

Situé aussi à l'ouest sur la rue de Saint-Brieuc (Atalante Champeaux), se trouve le campus de l'Institut supérieur des sciences agronomiques, agroalimentaires, horticoles et du paysage, l'Institut agro Rennes-Angers.
Dans le quartier de Beauregard se trouve la Rennes School of Business.
Excentré au sud-ouest de la ville de Rennes, à Bruz, se trouve le campus de Ker Lann. Il comprend notamment l'École normale supérieure de Rennes (établissement-composante de l'université de Rennes), l'École nationale de la statistique et de l'analyse de l'information et des établissements d'enseignement supérieur privés.
D'autres écoles sont également installées en centre-ville, telles que :
- L'École européenne supérieure d'art de Bretagne (« Beaux-Arts de Rennes ») ;
- L'École nationale supérieure d'architecture de Bretagne ;
- L'École pour l'informatique et les techniques avancées ;
- L'Institut de gestion de Rennes ;
- L'Institut universitaire de formation des maîtres ;
- Paris School of Business ;
- L'Institut d'études politiques de Rennes (« Sciences Po Rennes ») ;
- L'Institut européen de journalisme de Rennes (IEJ Rennes) ;
- Ou encore EPITECH (depuis septembre 2009).

Dans la ZI Sud-Est de Rennes, se trouve l'Institut de formation aux affaires et à la gestion de Rennes (IFAG Rennes).
La ville draine ainsi chaque jour des élèves et étudiants de toute l'agglomération, grâce au système de transport public intégré et dense. C'est une des villes française comptant le plus d'étudiants et de scolaires par habitant.

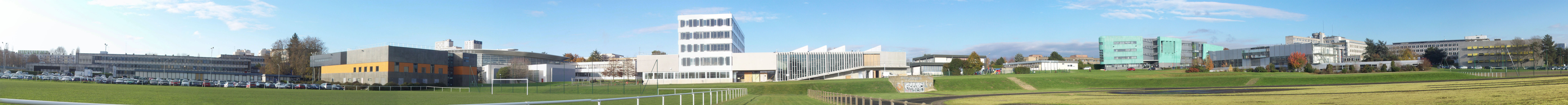
Panorama du campus de Villejean.

### Santé

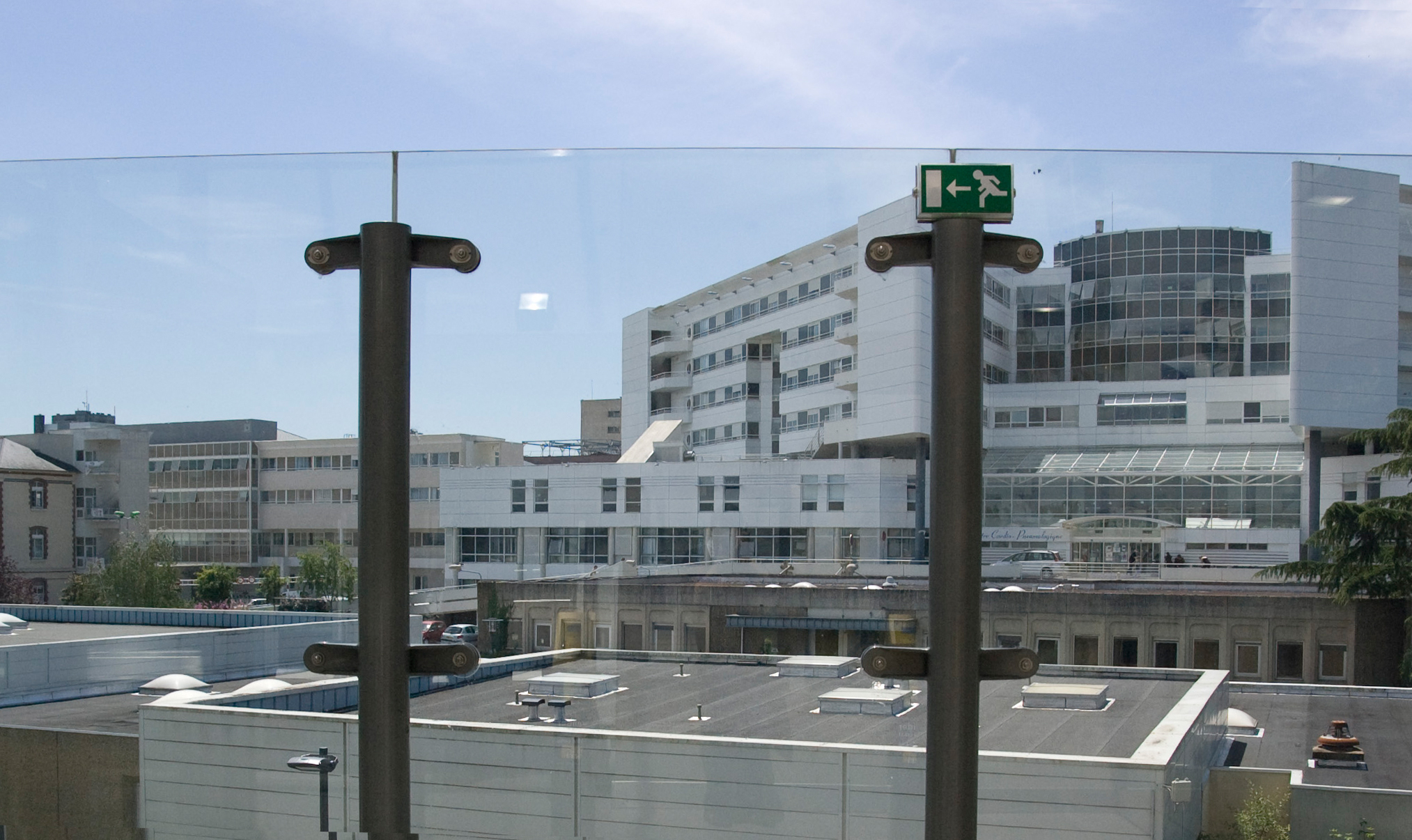
CHU Pontchaillou vu de la station de métro Pontchaillou.

La ville de Rennes compte cinq établissements publics formant le Centre hospitalier universitaire de Rennes : l'Hôpital Pontchaillou, l'Hôpital Sud, l'Hôtel-Dieu, La Tauvrais et le Centre de soins dentaires. Il est le plus gros employeur de Rennes avec 8 305 salariés en 2014. La même année, il comptabilise 505 998 journées d'hospitalisation par an, 3 994 naissances et 102 157 entrées aux urgences par an.
Pour la santé mentale, la ville de Rennes dispose d'un deuxième établissement public de santé, le Centre hospitalier Guillaume-Régnier qui regroupe, en 2014, 1 753 lits et places à l'est de la ville.
La ville accueille aussi l'École des hautes études en santé publique (EHESP, ex-ENSP, École nationale de la santé publique), qui forme notamment les directeurs d'hôpital.
La métropole de Rennes compte également le Centre Hospitalier privé Saint-Grégoire, qui regroupe sur un site unique les trois cliniques rennaises Saint-Vincent, Volney et Bréquigny.
Depuis 1987, la ville de Rennes a pour objectif de devenir une Ville-Santé en partenariat avec l'OMS. Cela signifie qu'elle s'engage à œuvrer autour de valeurs telles que la promotion d'un environnement favorable à la santé et de l'hygiène et l'équilibre alimentaire, la sensibilisation du public à la santé, la lutte contre les inégalités, la prévention des conduites à risques, la prise en charge la santé mentale, l'accompagnement du vieillissement et la défense de la santé au travail.
Selon un classement réalisé par Le Point en 2014, le CHU de Rennes est classé dans le top 10 des meilleurs centres hospitaliers de France. Le centre hospitalier privé de Saint-Grégoire est quant à lui une nouvelle fois élu meilleure clinique de France.

### Sports

#### Principaux clubs

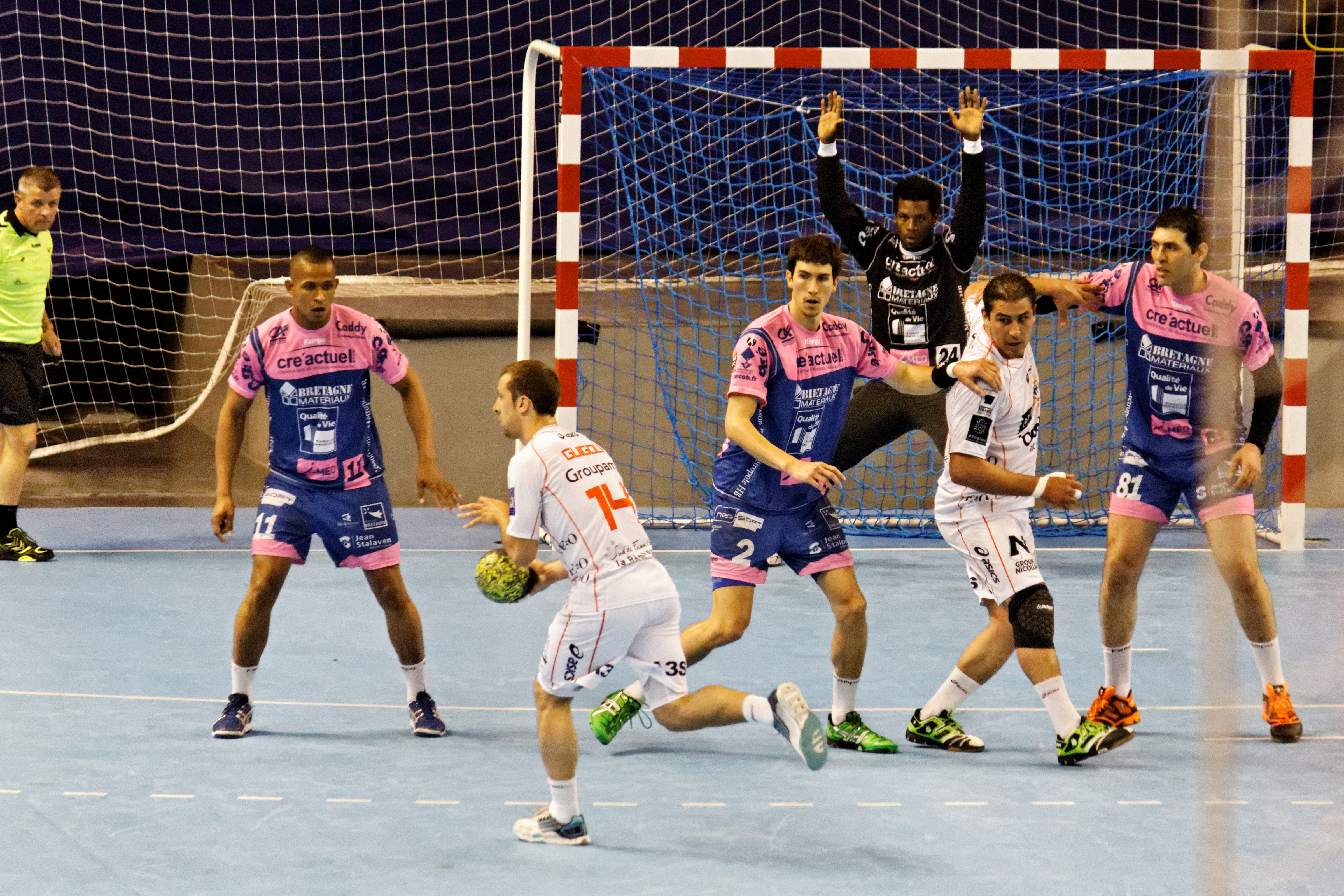
Le Cesson Rennes Métropole Handball en 2012, face au Montpellier Handball.

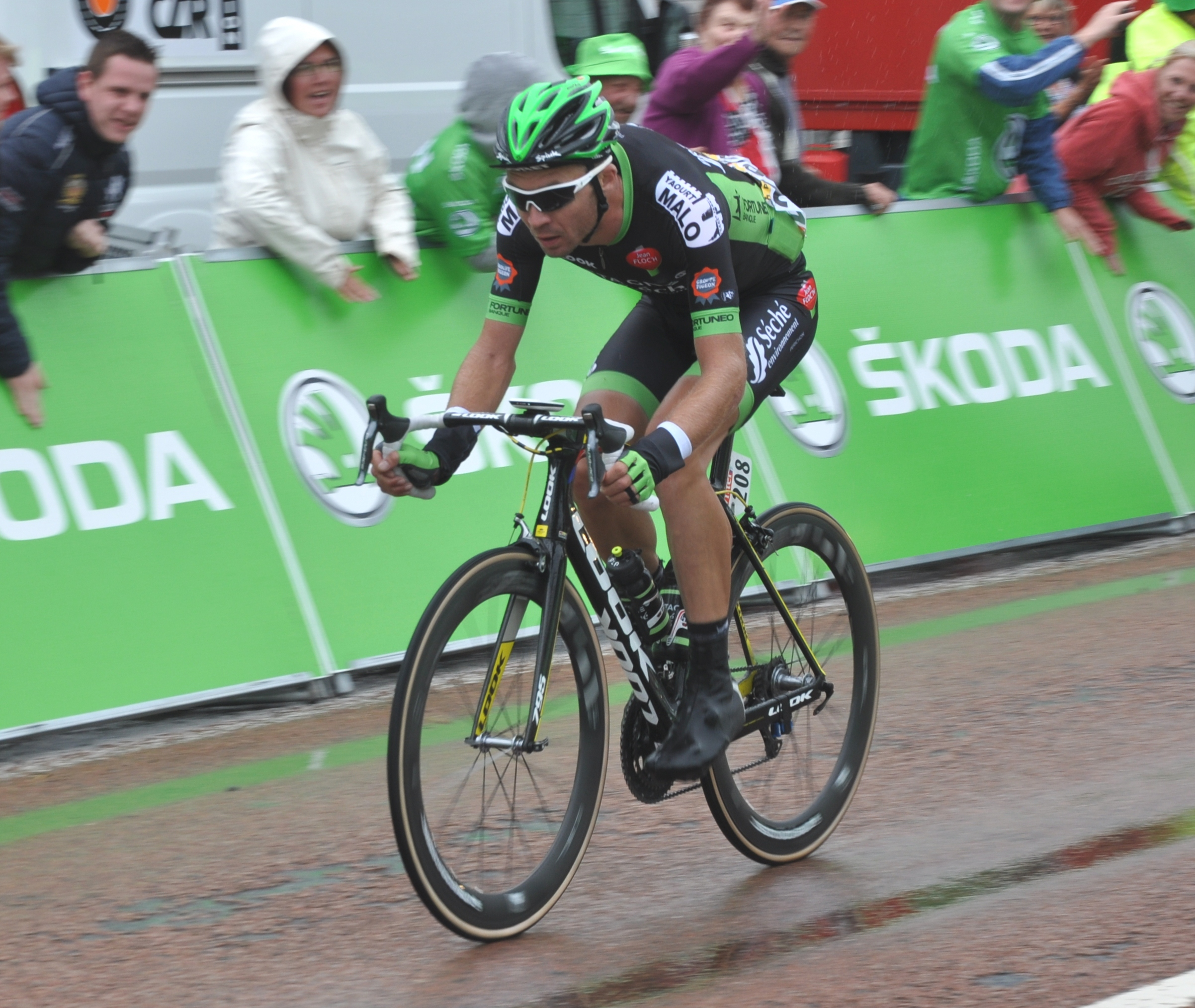
Pierre-Luc Périchon de Bretagne-Séché Environnement échappé durant la cinquième étape du Tour de France 2015.

Cinq club rennais évoluent au plus haut niveau :
- La métropole rennaise abrite une équipe de football professionnelle évoluant en Ligue 1, le Stade rennais Football Club, fondé en 1901 et professionnel depuis 1932. Il évolue au Roazhon Park ;
- Depuis 2009, le handball élite est également représenté avec le Cesson Rennes Métropole Handball, qui évolue en Division 1. Le club évolue à domicile dans l'enceinte de la Glaz Arena à Cesson-Sévigné ;
- L'équipe cycliste Arkéa-Samsic est basée à Bruz près de Rennes. Avant elle, l'équipe cycliste Sojasun, aujourd'hui dissoute, avait également son siège à Rennes ;
- Il existe une équipe professionnelle de volley-ball masculin créée en 1946 et évoluant en Pro A : le Rennes Volley 35 (anciennement REC : Rennes Étudiants Club). Il est basé dans la salle Colette-Besson.
- La métropole compte également un club de tennis de table professionnel jouant le championnat pro A, le Thorigné Fouillard Tennis de Table .

La métropole accueille également plusieurs équipes amateurs de haut niveau :
- Le Saint-Grégoire Rennes Métropole Handball, équipe féminine semi professionnelle de handball féminin créée en 2001 et évoluant dans le Championnat de France de Division 2 depuis 2017, soit le 2e niveau français. Le siège du club est situé au sud de Rennes, l'équipe s'entraîne à Bréquigny et joue à la salle de la Ricoquais à Saint-Grégoire ;
- La section Escrime du Club Sportif de la Garnison de Rennes est régulièrement classée au niveau national et international. 4 athlètes au niveau international en 2017 dont une athlète en équipe de France[231] ;
- Le Cercle Paul Bert Bréquigny Football, club de football dont la section féminine dispute le championnat de France féminin de football de deuxième division 2010-2011, soit le deuxième niveau national ;
- L'Avenir de Rennes, équipe féminine de basket-ball évoluant en Nationale 1 Féminine et l'Union Rennes basket 35, équipe masculine évoluant en Nationale 2 masculine, issue de l'union entre l'Avenir de Rennes et le Rennes Pôle Association ;
- Le Stade rennais rugby, équipe féminine de rugby évoluant en Première division du championnat de France ;
- Le REC Rugby, équipe de rugby à XV évoluant en Fédérale 1 à partir de 2018 ;
- L'Ankou de Rennes, équipe de football américain évoluant en Casque d'argent ;
- La TA Rennes, équipe masculine de football ayant évolué en CFA 2 au cours de la saison 2008-09 ;
- Le Rennes Ar Gwazi Gouez, club de football gaélique, vainqueur du championnat de Bretagne en 2005 et 2007[232] et vainqueur du championnat shield de l'euroligue en 2007 ;
- Le Cercle Paul Bert Rennes Handball, équipe masculine évoluant en National 1, vice-championne de France de Nationale 3 en 2010 ;
- Le Rennes Cormorans Hockey Club ;
- Les Redwings baseball club de Rennes ;
- Roller Derby Rennes, l'équipe de roller derby de Rennes composée de deux équipes classées au niveau national, les Déferlantes et les Villaines[233] ; ainsi qu'une équipe loisir la Mortale Condate.
- La Société des régates Rennaises, aviron est la plus ancienne association sportive de la ville. Elle obtient des podiums nationaux, forme des rameurs et rameuses de haut niveau (Bastien Quiqueret). Des équipages loisirs, masculins, féminins et mixtes s'y entraînent également.
- Les clubs du Cercle Paul Bert Judo et Passion Judo 35 obtiennent régulièrement des podiums nationaux en individuel et en équipe.

#### Principaux événements sportifs

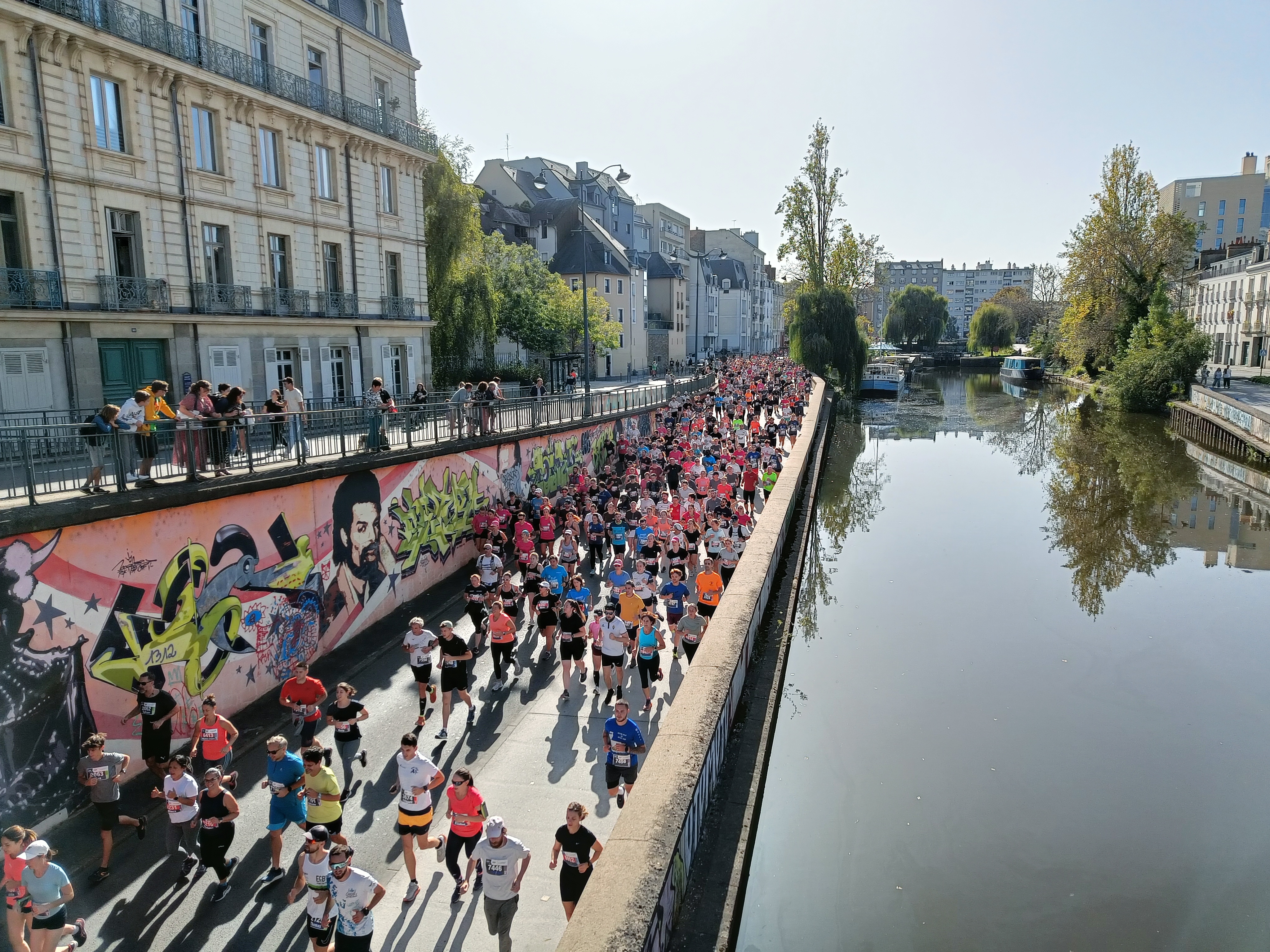
Tout Rennes Court en 2023

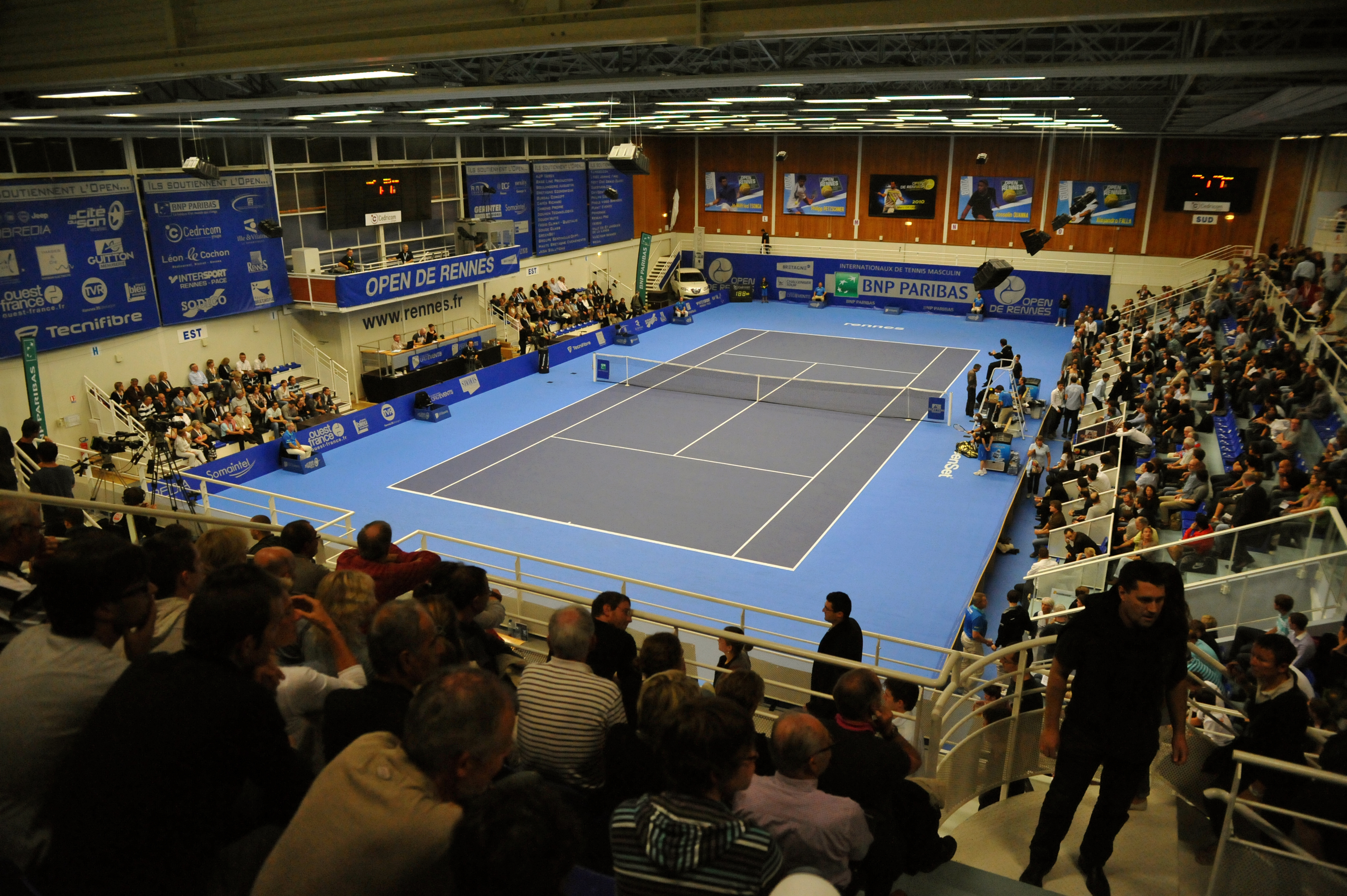
Le tournoi de tennis de Rennes dans la salle Colette-Besson.

Les principaux événements sportifs qui se déroulent à Rennes sont :
- Tout Rennes Court, avec plus de 20 000 participants sur les différentes courses[234],[235] ;
- Tout Rennes Nage ;
- Tout Rennes Marche[236] ;
- Rennes sur Roulettes[237] ;
- Le tournoi de tennis de Rennes, un tournoi international de tennis masculin ayant lieu depuis 2006 au mois d'octobre et depuis 2017 au mois de janvier ;
- Le Challenge Jean-Louis Rebreget, un tournoi régional de pétanque organisé par le club de La Boule d'Or Rennaise ;
- Le Marathon Vert de Rennes[238] qui, depuis 2011, met en valeur le développement durable et qui sert de support aux championnats de France en 2015 ;
- Les 24 h de Rennes[239] : des courses à pied de 6, 12 et 24 h en individuel ainsi qu'une course de 6 h en relais par équipe de trois coureurs.
- Le Grand prix cycliste Rennes Liberté[240].

#### Principaux équipements sportifs

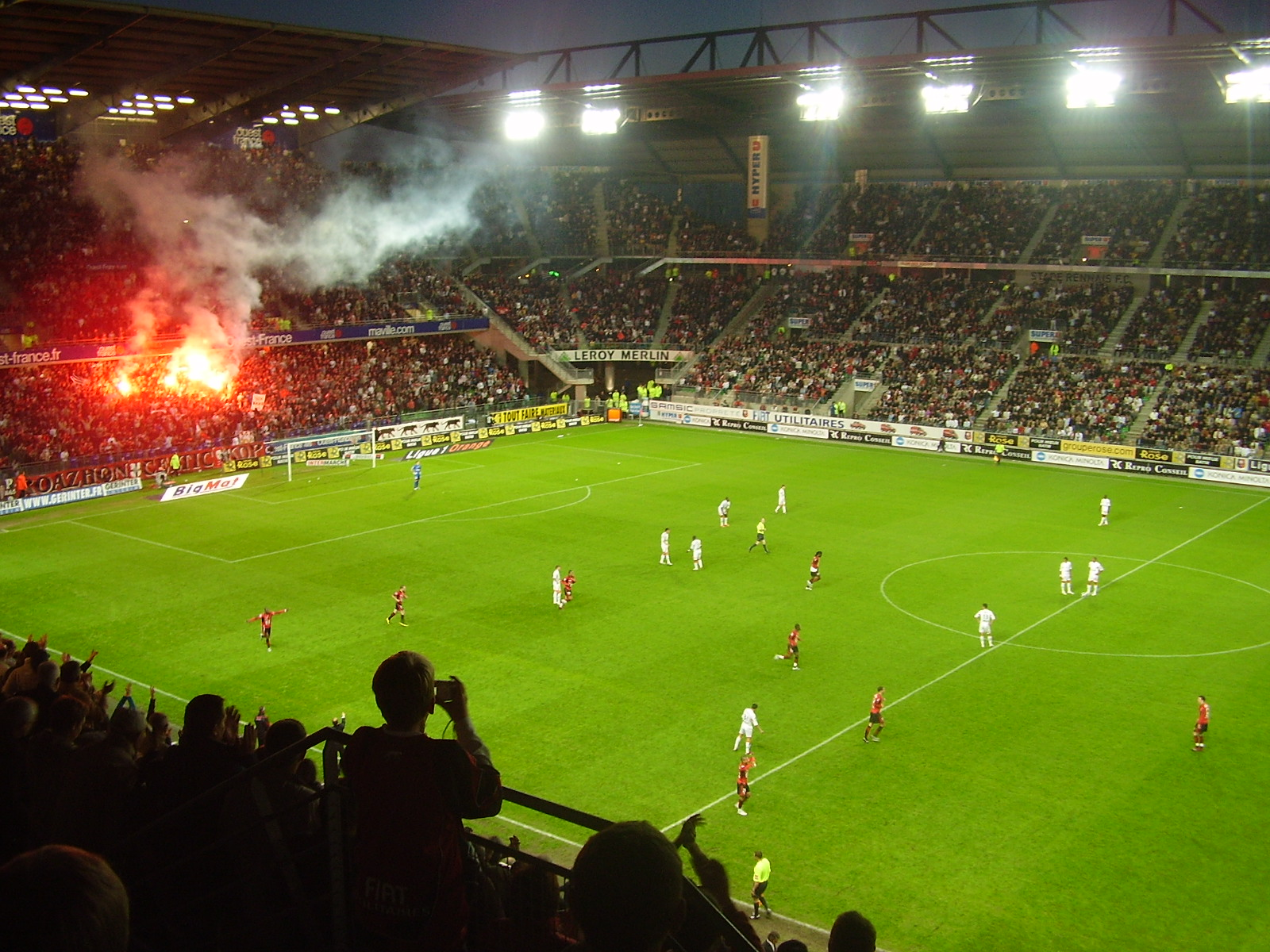
Le Roazhon Park qui accueille principalement l'équipe du Stade rennais Football Club.

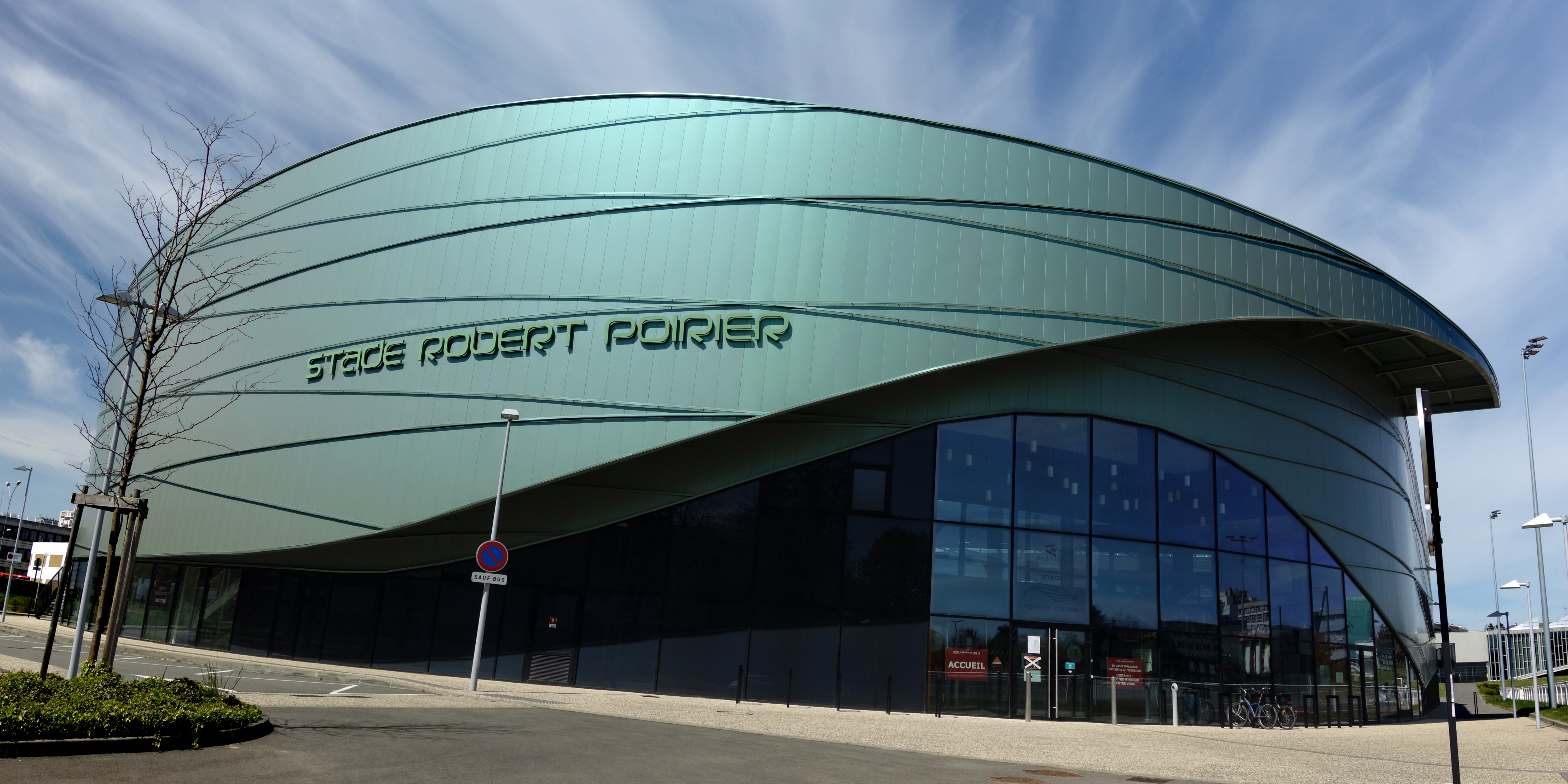
La halle d'athlétisme couverte Robert-Poirier.

Le principal équipement sportif est le Roazhon Park. Le stade, d'une capacité d'environ 30 000 spectateurs, est l'enceinte du Stade rennais Football Club. Quelques événements culturels et religieux y ont parfois lieu, comme les Nuits interceltiques de Rennes (2007, 2008) ou les grands rassemblements diocésain (2007, 2012),,.
Parmi les principaux équipements sportifs se trouvent également :
- Le Liberté, 4 000 places en configuration sport, situé sur l'Esplanade Charles-de-Gaulle et qui sert à la fois de salle omnisports et de salle culturelle ;
- La salle Colette-Besson, salle omnisports de 2 120 places située au sein du complexe sportif de Bréquigny ;
- La salle Courtemanche, salle omnisports de 1 200 places, et les stade et complexe l'intégrant / la jouxtant ;
- Le stade Robert-Poirier, halle d'athlétisme couverte de 1 200 places située sur le campus de Villejean ;
- La patinoire Le Blizz située dans le quartier des Gayeulles, équipée d'une surface glissante de 2 700 m2 ;
- Le Dojo régional, lieu d'entrainement du Pôle Espoir de judo, situé dans le quartier de Bréquigny ;
- Le vélodrome de Rennes (Stade du Commandant Bougouin) ;
- Le stade de la Bellangerais ;
- Le stade de Villejean ;
- Le stade Rapatel (scolaire et ludique) ;
- Quatre piscines communales (Bréquigny, Gayeulles, Saint-Georges et Villejean) .

De nombreux autres équipements de quartier viennent s'ajouter à cette liste non exhaustive.
Sur la commune de Cesson-Sévigné se trouvent :
- Le Palais des sports de la Valette, une salle omnisports de 1 400 places où évolue notamment le club de handball du Cesson Rennes Métropole Handball ;
- Le Pôle France Espoir de canoë-kayak et le stade d'eau vive de Cesson-Sévigné, centre d'entrainement déconcentré de la Fédération française de canoë-kayak.

### Médias

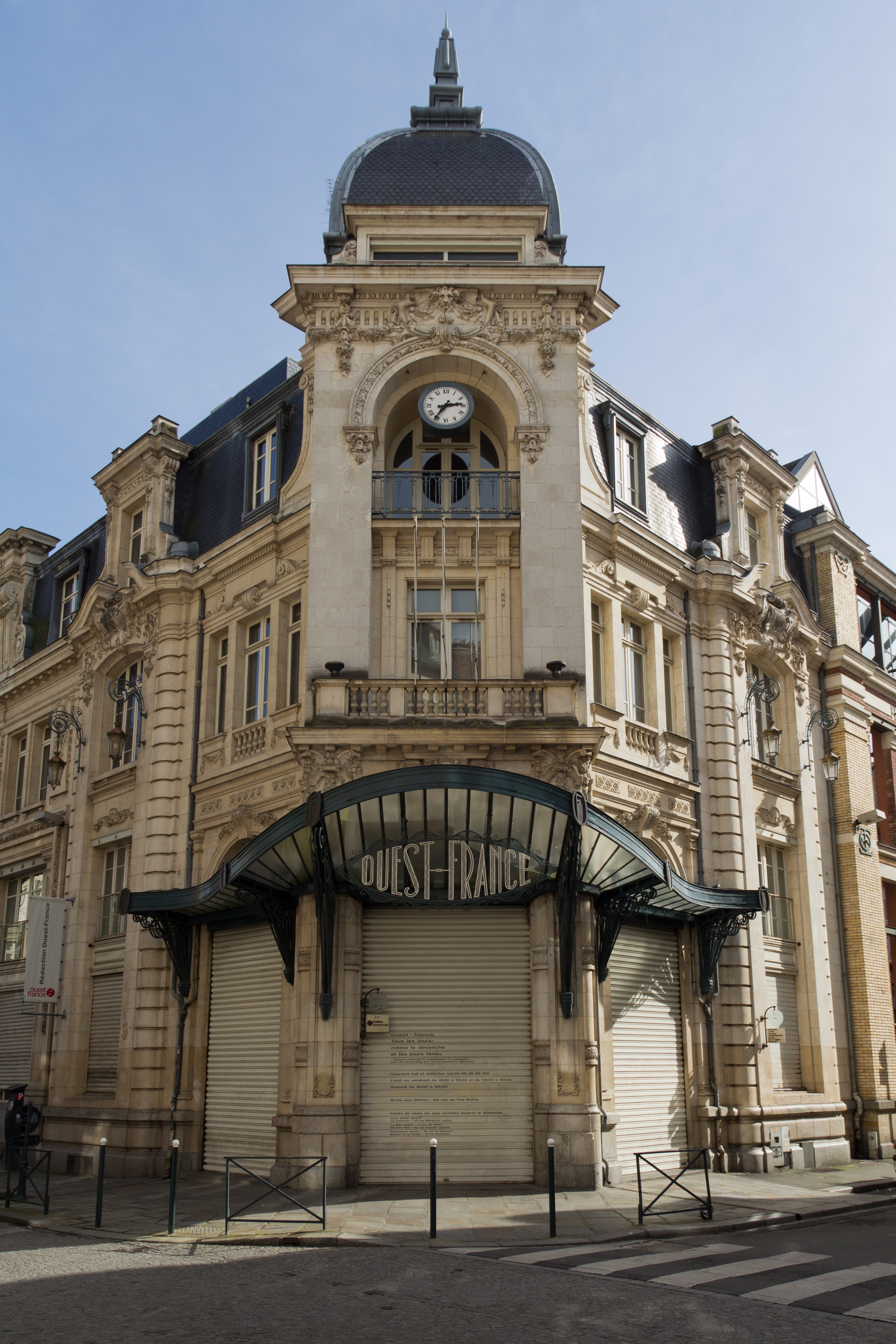
Ancienne rédaction locale de Rennes du journal Ouest-France, située rue du Pré-Botté (aujourd'hui renommé Espace Ouest-France et transformé en une salle de conférence).

#### Presse écrite
La presse écrite locale est dominée par le quotidien régional Ouest-France, fondé en 1944 sur les cendres de l'Ouest-Éclair qui avait été interdit de parution à la Libération pour collaboration. On compte aujourd'hui cinq éditions consacrées à Rennes : Rennes (Rennes Ville), Rennes Ouest, Rennes Est, Rennes Nord et Rennes Sud.
D'autres titres de presse sont diffusés localement :
- Le Télégramme ;
- Le Mensuel de Rennes : magazine de presse de proximité traitant chaque mois de l'actualité locale dans toute sa dimension ;
- Place Publique Rennes : revue de réflexion et de débat sur les questions urbaines dans Rennes et sa région ;
- Contact Hebdo Rennes : magazine d'informations sur les spectacles (cinéma, concerts, théâtre…), les restaurants et la vie culturelle à Rennes ;
- ZAP : journal créé par des jeunes Rennais et coordonné par l'association Centre Régional Information Jeunesse (CRIJ Bretagne) ;
- Gargarismes[244] : nouveau journal indépendant publié pour la première fois en 2014.

La municipalité édite deux bimestriels officiels gratuits, publiés en alternance, et distribués dans les boîtes aux lettres ainsi qu'en libre-service dans les stations de métro : Les Rennais et Rennes Métropole Magazine.

#### Télévision
- France 3 Bretagne : chaîne locale publique. Ses studios se trouvent au 9, avenue Janvier.
- TVR35 : télévision locale créée en 1987. Elle émet sur tous les émetteurs TNT d'Ille-et-Vilaine, notamment celui de Saint-Pern qui est le principal site de diffusion télé du département.

#### Radio
Plusieurs radios sont installées à Rennes :
- C Lab (88.4 FM) : la radio jeune et étudiante de Rennes. Elle est adhérente à la fédération Radio Campus France.
- Radio Caroline (90.8 FM) : radio musicale commerciale émettant sur la partie est de la Bretagne. Ses studios sont installés au 17 avenue Chardonnet.
- Canal B (94.0 FM) : radio associative rennaise née à Bruz. Elle est membre de la Ferarock.
- RCF Alpha (96.3 FM) : radio locale chrétienne du Diocèse de Rennes. Elle est adhérente au réseau RCF.
- Hit West (99.2 FM) : radio régionale commerciale émettant sur la quasi-totalité de la Bretagne et sur une partie des Pays de la Loire. Elle a été créée à partir d'une fusion des 2 radios locales Fréquence Ille et Radio Nantes. Elle appartient au groupe Précom. Son siège est à Nantes mais dispose de nombreux bureaux locaux dans les villes couvertes dont Rennes.
- Radio Rennes (100.8 FM) : radio associative rennaise.
- Virgin Radio Rennes-Saint Malo (102.0 FM) : Antenne locale de Virgin Radio pour Rennes et Saint-Malo (102.1 FM). Elle diffuse le programme national et des décrochages locaux. Ses studios se trouvent au 82 rue Saint-Hélier à Rennes. C'est le groupe Précom qui gère la publicité.
- France Bleu Armorique (103.1 FM) : radio locale publique de la partie est de la Bretagne. L'autre partie étant couverte par France Bleu Breizh Izel, qui est implantée à Quimper.
- RadioCroco (Internet) : radio alternative rennaise.
- NRJ Rennes (103.9 FM) : antenne locale d'NRJ pour Rennes. Elle diffuse le programme national et des décrochages locaux.
- Chérie FM Rennes (106.8 FM) : Antenne locale de Chérie FM pour Rennes. Elle diffuse le programme national et des décrochages locaux. Elle partage ses studios avec NRJ Rennes car c'est le groupe NRJ qui est propriétaire de Chérie FM.

Une trentaine de radios peuvent être reçues à Rennes.

### Cultes

#### Culte catholique

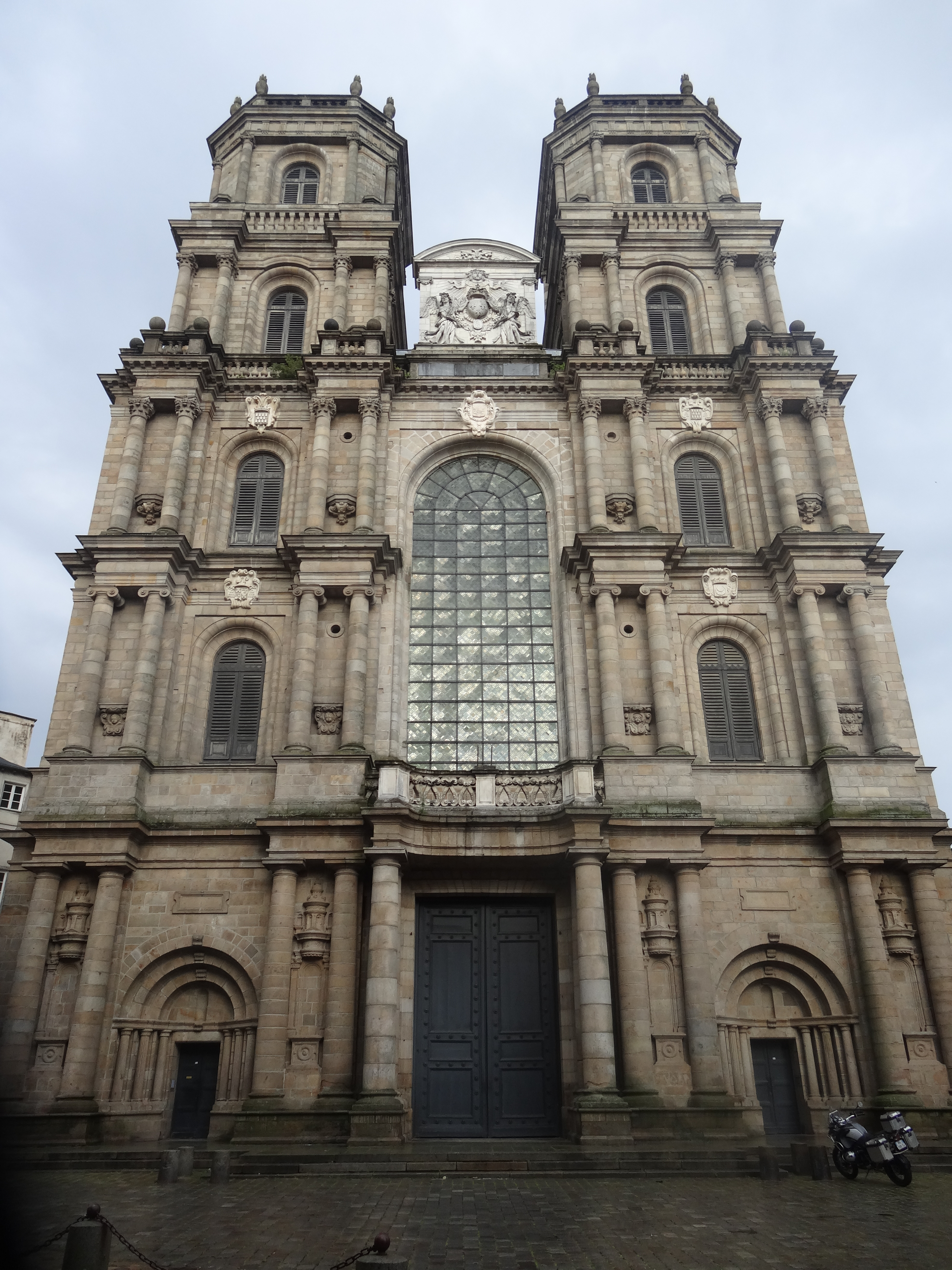
Cathédrale Saint-Pierre de Rennes.

Rennes est le siège métropolitain de l'archidiocèse de Rennes, Dol et Saint-Malo et de la province ecclésiastique de Rennes regroupant les neuf diocèses de la Bretagne et des Pays de la Loire.
Le territoire des communes de Rennes et Saint-Jacques-de-la-Lande est divisé en quinze paroisses regroupées en six doyennés. La ville possède également un séminaire, le séminaire Saint-Yves.

#### Culte orthodoxe
La paroisse Saint-Jean-de-Cronstadt et Saint-Nectaire-d'Égine, aux 1bis et 3, rue de la Crèche, dépend jusqu'en 2019 de l'archevêché des églises orthodoxes russes en Europe occidentale, une juridiction du patriarcat œcuménique de Constantinople. L'archevêque de celui-ci ayant décidé de rejoindre le patriarcat de Moscou, la paroisse choisit de rester fidèle à Constantinople et rejoint la Métropole orthodoxe grecque de France.

#### Culte protestant
Sans être une place forte de la Réforme, la Bretagne a connu quelques foyers protestants à partir de 1558, à la suite de l'action de François de Coligny d'Andelot qui a fondé l'église calviniste de Vitré. Des familles de bourgeois et d'artisans fondent une église protestante à Rennes au cours du XVIe siècle. Cependant, le protestantisme breton est fortement affaibli par l'action du duc de Mercœur, gouverneur ligueur de la province de 1585 à 1597. Malgré la signature de l'édit de Nantes, la pratique protestante décline tout au long du XVIIe siècle. À Rennes, la communauté, qui se réunit au temple de Cleusné, est particulièrement persécutée : en 1613, 1654, 1661 et 1675, le temple est incendié par la fureur populaire. En 1685, la révocation de l'édit de Nantes porte le coup de grâce au protestantisme breton, même s'il n'y a pas eu de dragonnades dans la province.
Le protestantisme fait sa réapparition dans la région au XIXe siècle ; Rennes est ainsi un des principaux foyers de réimplantation du protestantisme en Bretagne. Une nouvelle paroisse est créée grâce à l'aide de la Société évangélique et le nouveau temple protestant de Rennes est construit boulevard de la Liberté en 1872. Ce temple est aujourd'hui rattaché à Église protestante unie de France.
D'autres églises protestantes se sont implantées à Rennes au cours du XXe siècle. Ainsi, sept lieux de culte protestant évangélique y sont recensés. La ville compte également une église adventiste.

#### Culte musulman
Rennes possède deux centres culturels islamiques : le premier (situé boulevard du Portugal) est construit en 1983 sur une décision du conseil municipal du 28 avril 1980. Le second, le centre culturel Avicenne, a été ouvert en 2006 et se trouve à l'angle de la rue du recteur Paul-Henry et de l'avenue Charles-Tillon,. Ce centre culturel est la cible de nombreuses dégradations islamophobes les 11 et 30 avril 2021,.
Un troisième centre est en construction situé route de Vezin. On trouve également trois mosquées (rue du Docteur-Aussant, Al-Amal rue de Fougères et rue Julien Offray de la Mettrie) et trois salles de prière (square du Dr Fernand Jacq, rue du Nivernais et Campus de Beaulieu, rue Mirabeau).

#### Culte juif
Depuis janvier 2002, la ville de Rennes a une synagogue, le centre culturel israélite Edmond-Safra, située dans le quartier Saint-Laurent,.

#### Bouddhisme
Fin 2011, un centre culturel bouddhique et un temple ont été inaugurés rue des Veyettes.

#### Témoins de Jéhovah
Implantés à Rennes depuis le début du XXe siècle, les Témoins de Jéhovah comptent deux lieux de cultes réunissant un total de huit congrégations[source insuffisante].

## Économie

### Revenus de la population et fiscalité
Le revenu moyen par ménage rennais est de 15 940 € par an, ce qui est légèrement supérieur à la moyenne nationale de 15 027 € par an. Concernant la fiscalité, on dénombre 1 331 Rennais redevables de l'impôt sur la fortune (ISF). L'impôt moyen sur la fortune à Rennes est de 6 270 €/an contre 5 683 €/an pour la moyenne nationale. Le patrimoine moyen des redevables rennais de l'ISF est estimé à environ 1 567 906 € pour l'année de référence.

### Emploi
(octobre 2024).
Selon l'INSEE en 2005, les principaux employeurs de l'unité urbaine rennaise sont :
| Employeurs                                                        | Nombre d'employés (approximation) | Domaine                  |
| ----------------------------------------------------------------- | --------------------------------- | ------------------------ |
| Usine PSA de Rennes, Chartres-de-Bretagne                         | 4 639 salariés                    | Industrie automobile     |
| Hôpital Pontchaillou, CHU de Rennes, Rennes                       | 3 800 salariés                    | Santé                    |
| Ville de Rennes, Rennes                                           | 2 500 employés                    | Secteur public           |
| SNCF, Rennes                                                      | 2 000 salariés                    | Transports ferroviaires  |
| Standard Cooper (ex-C.F. Gomma), Rennes                           | 1 300 salariés                    | Industrie automobile     |
| Centre Alma, Rennes                                               | 1 250 salariés                    | Grande distribution      |
| CHS Guillaume-Régnier, Rennes                                     | 1 200 salariés                    | Santé, psychiatrie       |
| Ouest-France, Chantepie                                           | 1 200 salariés                    | Presse et édition        |
| Hôpital Sud, CHU de Rennes, Rennes                                | 1 000 salariés                    | Santé                    |
| Académie de Rennes-Rectorat, Rennes                               | 1 000 employés                    | Éducation                |
| Université Rennes-II, Rennes                                      | 1 000 salariés                    | Éducation                |
| Société des Transports Gautier, Noyal-sur-Vilaine                 | 800 salariés                      | Transport                |
| La Poste, Rennes, Le Rheu et Saint-Jacques-de-la-Lande            | 700 salariés                      |                          |
| Orange Business Services/Equant                                   | 600 salariés                      | Services aux entreprises |
| Orange Labs, Rennes                                               | 600 salariés                      | Télécommunications       |
| Technicolor R&D, Rennes                                           | 550 salariés                      | Télécommunications       |
| Crédit agricole d'Ille-et-Vilaine                                 | 500 salariés                      | Banque                   |
| Leclerc Cleunay, Rennes                                           | 480 salariés                      | Grande distribution      |
| Sopra Rennes, Saint-Grégoire                                      | 360 salariés                      | ESN                      |
| Oberthur Fiduciaire, Chantepie                                    | 300 salariés                      |                          |
| Faurecia (rachat de Visteon, en 2010), Noyal-Châtillon-sur-Seiche | 300 salariés                      | Industrie automobile     |
| Banque populaire de l'Ouest, Montgermont                          | 300 salariés                      | Banque                   |

|                             | Agriculteurs | Artisans, commerçants, chefs d'entreprise | Cadres, professions intellectuelles | Professions intermédiaires | Employés | Ouvriers |
| --------------------------- | ------------ | ----------------------------------------- | ----------------------------------- | -------------------------- | -------- | -------- |
| Rennes                      | 0,1 %        | 4,3 %                                     | 18,9 %                              | 26,8 %                     | 31,1 %   | 18,8 %   |
| Moyenne nationale           | 2,4 %        | 6,4 %                                     | 12,1 %                              | 22,1 %                     | 29,9 %   | 27,1 %   |
| Sources des données : INSEE |              |                                           |                                     |                            |          |          |

Rennes est reconnue comme la 2e ville la plus dynamique de France selon le palmarès du magazine L'Express en 2010, d'après 3 000 données analysées et classées en douze catégories, et 3e selon le palmarès 2012 du Journal des entreprises en partenariat avec le magazine Challenges, en se positionnant sur les podiums de cinq catégories (et dans le top 4 de sept catégories), notamment pour l'évolution de sa population et du nombre d'emplois (dont celui des cadres) depuis 1999, son attractivité en 5 ans, son PIB/habitant, la formation de sa population, ou encore la qualité de son parc logement.

### Secteur primaire
En 2000, Rennes Métropole comptait sur son territoire 1 201 exploitations agricoles d'une superficie moyenne de 29 ha. Sur l'agglomération, le nombre d'exploitations agricoles a été divisé par 2,5 entre 1980 et 2000, mais la superficie moyenne des exploitations a été multipliée par deux.
- La ville accueille l'un des plus grands salons mondiaux consacrés à l'élevage, le SPACE (Salon des productions animales de la culture et de l'élevage) qui accueille chaque année au Parc des expositions, en septembre, plus de 110 000 visiteurs (quasi exclusivement professionnels et avec un public international).
- Agroalimentaire : situé au cœur d'Agrocampus Ouest, le pôle de compétitivité (scientifique) Valorial « agroalimentaire, biologie, santé », est un des plus importants sites européens de recherche et développement de niveau international.

### Secteur secondaire
- Construction automobile : usines de la Janais à Chartres-de-Bretagne (Sud-Ouest de Rennes) du groupe PSA (pôle haut de gamme : C5, C6, Peugeot 508 depuis 1960 et environ 5 000 salariés.
- Connectique : siège de Legris Industrie.

### Secteur tertiaire
- Télécommunications et informatique : Rennes est la pièce essentielle du pôle de compétitivité « Images et Réseaux » de Bretagne - Pays de la Loire, grâce au développement de la technopole Rennes Atalante, qui accueille près de 300 entreprises qui emploient plus de 17 200 salariés.
- Siège du Groupe Le Duff.
- Siège social de Ubisoft[271], mais le siège administratif réel est à Montreuil.
- Siège d'Armorgreen[272].

Rennes est le siège de nombreuses directions régionales et interrégionales administratives (voir le paragraphe consacré à l'administration) ou économiques :
- Banques : Banque de France (direction régionale ouest), sièges de plusieurs banques régionales privées ou coopératives
  - Siège de la chambre de commerce et d'industrie de région Bretagne.
  - Siège de la Chambre de commerce et d'industrie d'Ille-et-Vilaine qui gère l'aéroport de Rennes, le port fluvial de Redon et l'École supérieure de commerce de Rennes.
  - Siège de la Chambre des métiers et de l'Artisanat d'Ille-et-Vilaine.
  - Elle fut l'une des toutes premières en France à créer une zone industrielle à partir de 1953 (zone industrielle ouest, dite de la route de Lorient).
  - Elle fut la seconde ville de province à ouvrir en 1971 un centre commercial : le Centre Alma (données 2010 : 6,6 millions de visiteurs par an, chiffre d'affaires annuel de 212 millions d'euros)[273].

Rennes est le siège de nombreuses administrations (entités publiques) régionales ou interrégionales :
- Justice : Cour d'appel de Rennes (dont le ressort s'étend sur les départements des Côtes-d'Armor, du Finistère, d'Ille-et-Vilaine, de la Loire-Atlantique et du Morbihan), Brigade interrégionale d'investigation financière, JIRS (juridiction interrégionale spécialisée pour le grand Ouest), direction interrégionale de l'administration pénitentiaire.
- Police et contrôle routier : Centre national de contrôle des infractions routières, CRIR (Centre régional d'information routière), DST (direction ouest).
- Armée : siège d'un état-major de soutien défense, avec commandement de la Zone de défense ouest (Bretagne, Pays de la Loire, Normandie, Centre-Val de Loire), gendarmerie de la zone de défense ouest, la DGA-MI à Bruz (mille emplois dans l'électronique militaire).
- Administration : siège de l'association des villes de l'arc nord-atlantique, siège de la Chambre régionale de l'agriculture, de la Chambre régionale et territoriale des comptes (CRTC), du Conseil économique et social régional (CESR).
- Services publics : La Poste (direction ouest), Météo France (direction interrégionale ouest), DIRO : direction interdépartementale du réseau national routier du grand Ouest.
- Recherche publique : CNRS (direction ouest), INRAE, IRISA, CEMAGREF…
- Services de l'information : AFP (direction Ouest), France 3 Ouest : siège d'un des quatre pôles de gouvernance de France 3, INA.

Rennes est une métropole labellisée French Tech et regroupe de nombreuses sociétés dans le numérique dont plusieurs start-up : HelloWork, KelBillet, aladom…

## Culture et patrimoine

### Patrimoine architectural
La ville de Rennes fait partie du réseau des Villes et Pays d'art et d'histoire. Quatre-vingt-sept édifices ou parties d'édifice sont inscrits ou classés au titre des monuments historiques, notamment les façades des bâtiments de la vieille ville,., qui fait l'objet d'un secteur sauvegardé. D'autres biens immobilier situés en plein cœur du centre-ville de Rennes bénéficient du dispositif Malraux relatif à la protection du patrimoine historique et architectural. Cette législation a permis à l'État d'instaurer une politique de sauvegarde du patrimoine en milieu urbain. C'est le cas notamment de la rue Saint-Melaine, située en plein centre ancien de Rennes.

#### Patrimoine religieux

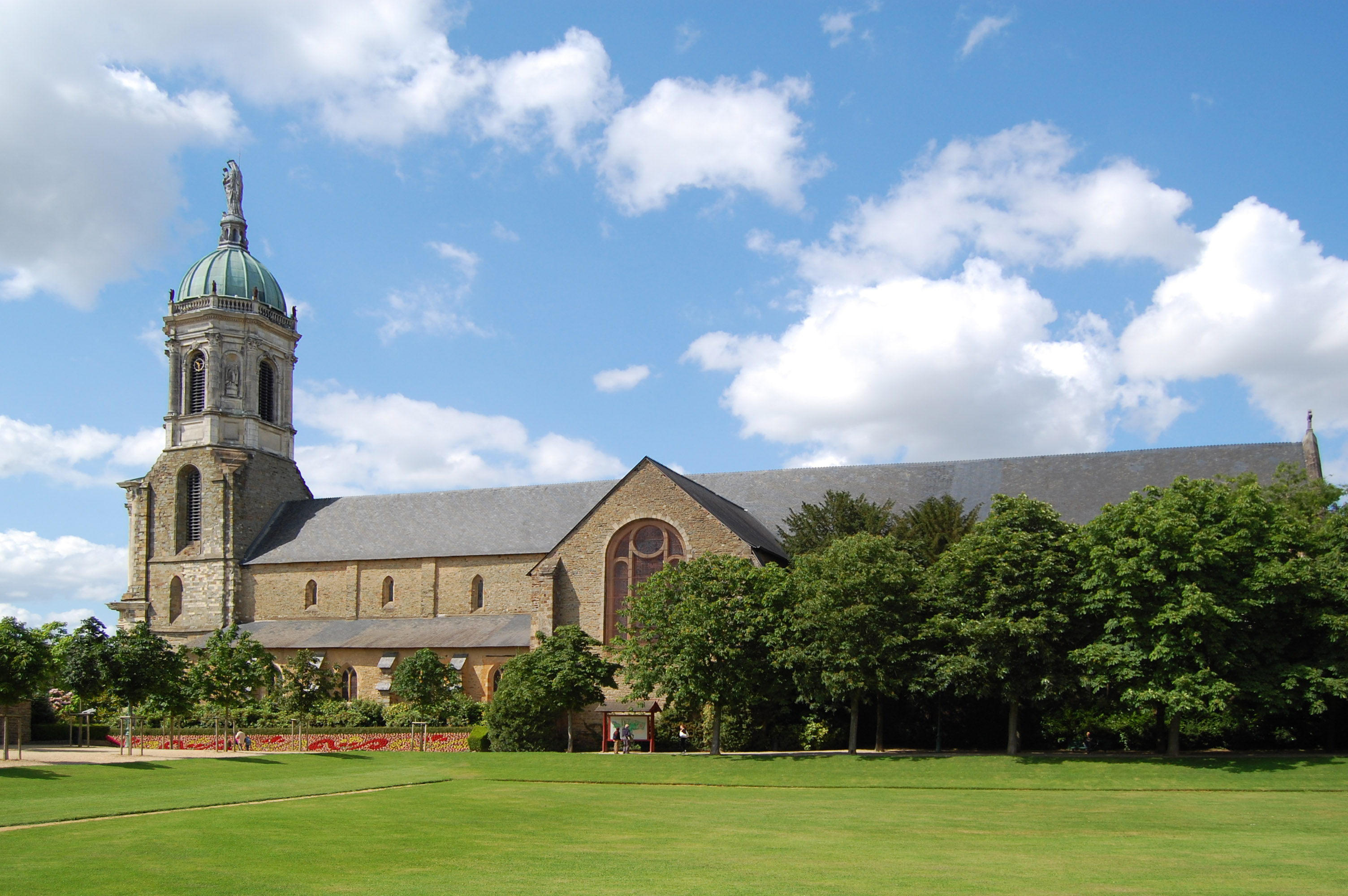
Église Notre-Dame en Saint-Melaine.

Le patrimoine religieux rennais est très riche ; parmi les principaux édifices rennais, on compte la cathédrale Saint-Pierre de Rennes, l'une des neuf cathédrales historiques de Bretagne. De style classique en façade et néoclassique à l'intérieur, elle est le siège de l'archevêché de Rennes.
Toujours en centre-ville, la basilique Saint-Sauveur de Rennes célèbre Notre-Dame des Miracles et Vertus, protectrice de la ville de Rennes. La place Sainte-Anne abrite l'ancien couvent des Jacobins. L'ancienne chapelle gothique de l'hôpital Saint-Yves, située rue Saint-Yves, est désormais aménagée en musée sur l'évolution de Rennes, et abrite l'office de tourisme de Rennes.
Située sur le point culminant de Rennes, la pro-cathédrale Notre-Dame en Saint-Melaine fut utilisée comme siège provisoire de l'évêché de Rennes. Ancienne église abbatiale, elle a gardé tous ses bâtiments annexes, son cloître et son jardin des moines : l'actuel parc du Thabor. La tour et le transept de l'ancienne abbaye bénédictine de Saint-Melaine sont du XIe siècle. Elle possède des arcades gothiques du XIVe siècle et un clocher coiffé d'une Vierge dorée.
Au cœur de la ville-neuve, l'église Saint-Germain, ancienne paroisse des marchands-merciers, puis des parlementaires, est le dernier édifice majeur de style gothique flamboyant (XVe siècle et XVIe siècle) dans la ville. L'église Sainte-Thérèse, de style d'art déco, construite entre 1932 et 1936 par l'architecte Hyacinthe Perrin et notablement ornée de mosaïques d'Isidore Odorico.
De nombreux autres édifices, essentiellement de tradition catholique, forment le patrimoine religieux rennais : églises Saint-Étienne, Saint-Hélier, basilique Notre-Dame de Bonne-Nouvelle, église Sainte-Jeanne-d'Arc, chapelle des Carmes, église Toussaints, église Saint-Martin, chapelle Saint-François, église des Sacrés-Cœurs, couvent des Calvairiennes de Saint-Cyr, croix de la Mission, Saint-Augustin…

#### Patrimoine industriel et commercial

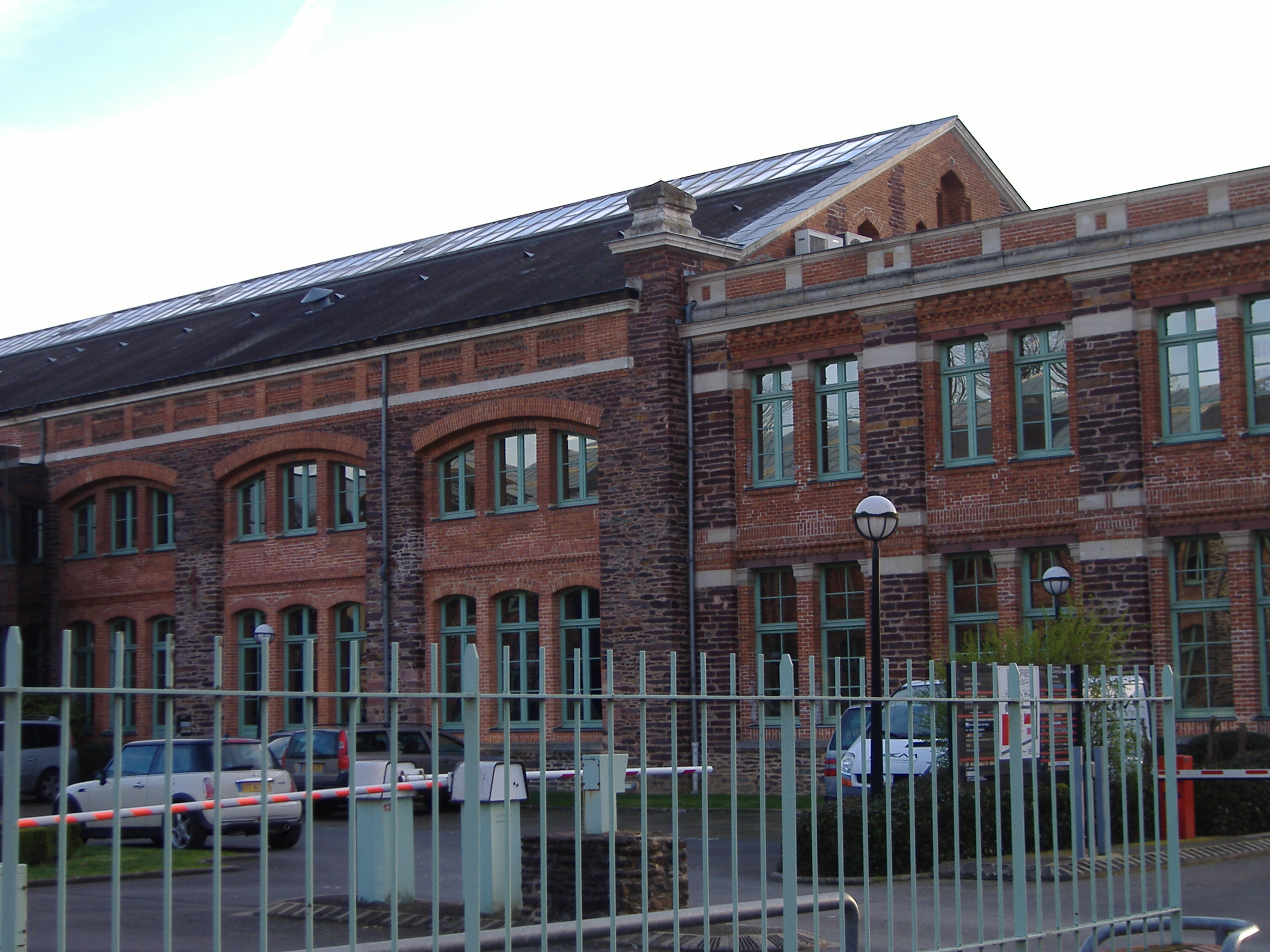
Les imprimeries Oberthür.

Les constructions de la fin du XIXe siècle au début du XXe siècle représentent un patrimoine immobilier riche. Le passé industriel de la ville est toutefois moins important que d'autres villes d'Ille-et-Vilaine, telles que Fougères, car Rennes, du fait de sa position centrale dans le département, était plutôt une plaque tournante commerciale.
De nombreuses halles ont été construites durant cette époque comme les halles Martenot, édifiées de 1868 à 1871 par Jean-Baptiste Martenot, qui accueillent le marché des Lices tous les samedis matin. Les halles centrales, marché couvert de 1922, furent criée municipale puis reconverties en partie en galerie d'art contemporain. Les deux halles d'imprimerie Oberthür, construites par Martenot entre 1870 et 1895 en fonte, brique et schiste, sont quant à elles devenues une zone d'entreprises après le rachat par la ville.
Les anciens locaux de Ouest-Éclair, puis de Ouest-France, dont la façade de brique rouge et rose a été restaurée, sont occupés maintenant par un hôtel Mercure. L'entrée du porche est agrémentée par une marquise en fer forgé de style Art nouveau.
Les aménagements sur la Vilaine permettent la création de moulins tels les moulins d'Apigné construit au cours du XIXe siècle à la frontière avec Le Rheu, ou encore les grands moulins, construits de chaque côté du bras sud de la Vilaine en 1895 et 1902.
L'ancienne brasserie Graff, construite en 1927 par l'architecte Georges-Robert Lefort, est en partie détruite par les bombardements durant la Seconde Guerre mondiale. La brasserie, rachetée par Kronenbourg, a été fermée en 2003. À présent démantelé, le site a donné le jour en 2012 à un ensemble immobilier.
En 1943, René-Yves Creston, Jean Goron et Georges Rual réalisent le décor d'un bar de nuit, situé au 10, rue d'Argentré. Le bar devient ensuite un restaurant, qui s'appelle aujourd'hui L'AlgoRythme.
D'autres édifices de la période industrielle du début du XXe siècle se trouvent sur la commune, comme des tanneries ou des laiteries industrielles.

#### Patrimoine civil

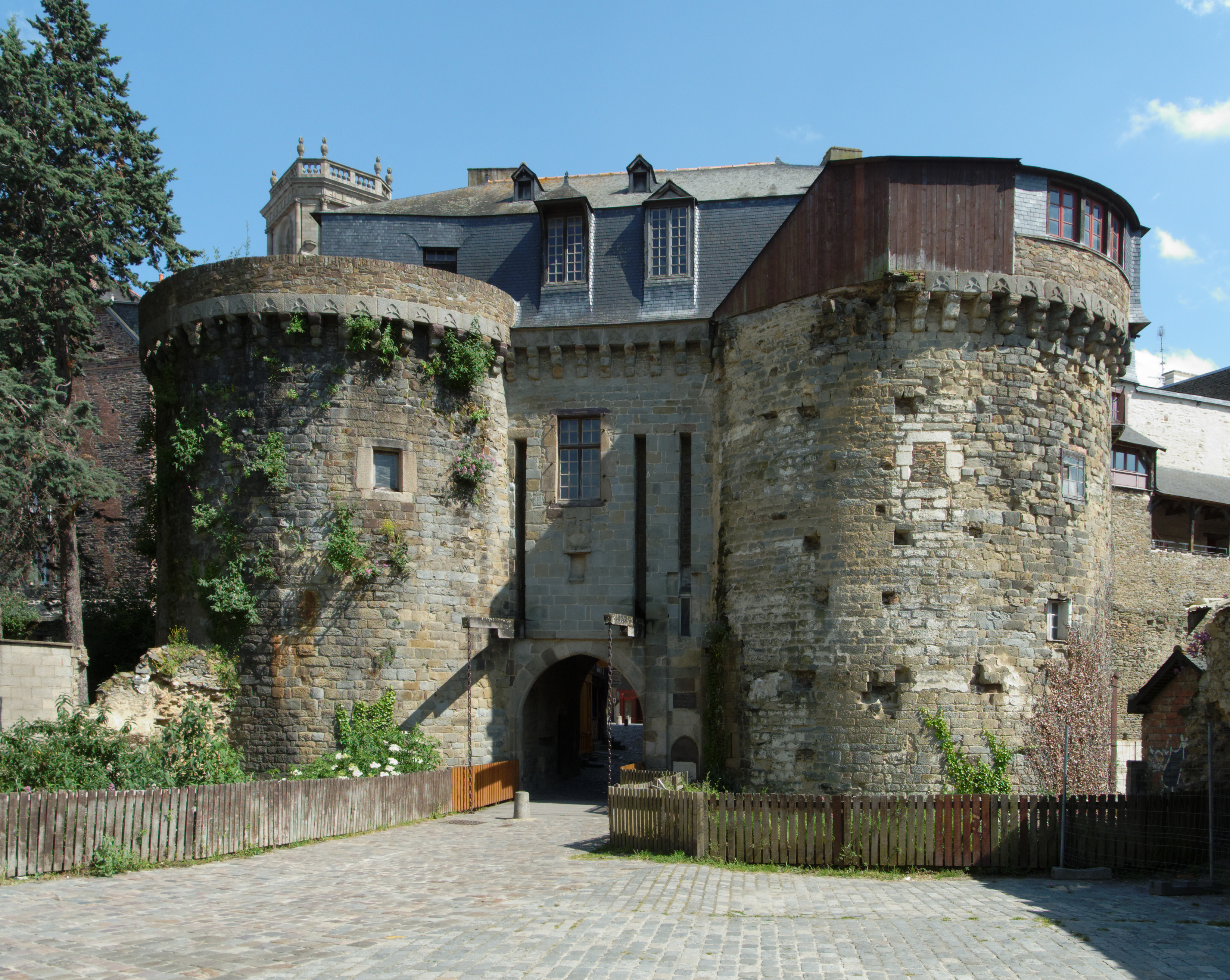
Les portes mordelaises.
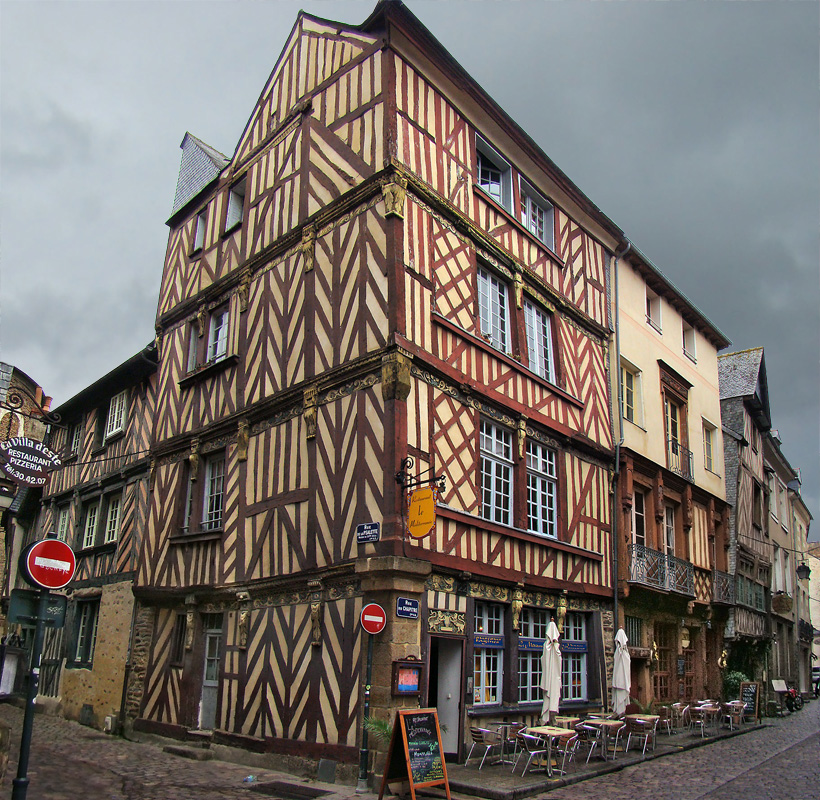
Rue du Chapitre.
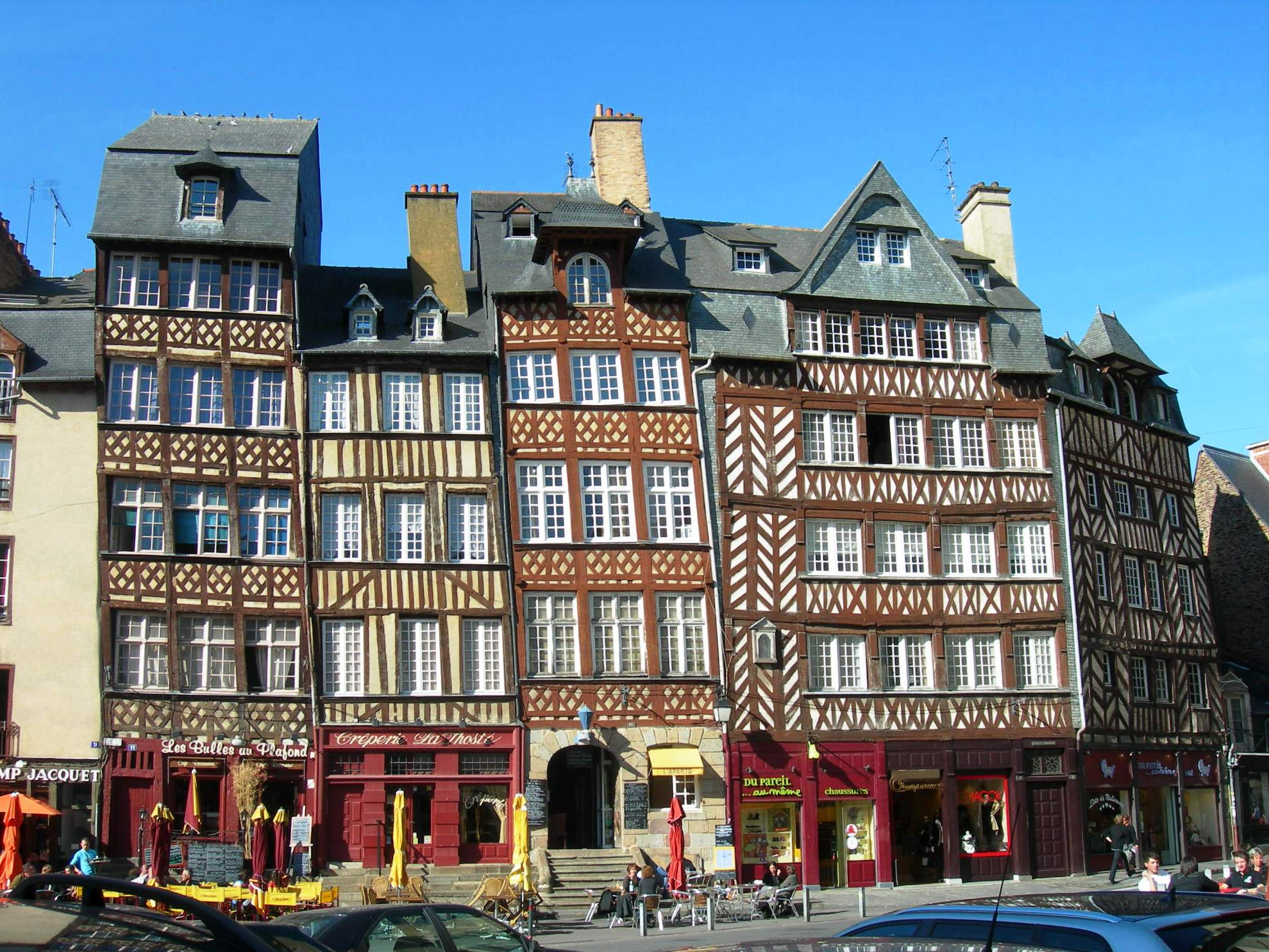
Rue du Champ-Jacquet.

Les portes mordelaises, un châtelet à deux tours et pont-levis, bordent les restes des anciennes fortifications médiévales du IIIe siècle, jusqu'à la tour Jehan Duchesne du XVe siècle, rue Nantaise, et les remparts du XVe siècle à l'est des fortifications gallo-romaines, place Rallier-du-Baty.
Les maisons à pans de bois aussi nommées maisons à colombage dessinent les limites du vieux Rennes et de ses faubourgs. La ville compte 286 maisons de ce type, ce qui la place au 1er rang des villes bretonnes devant Vannes (171), Morlaix (127), Vitré (119), Dinan (115), et Quimper (74). Rescapées de l'incendie de 1720, elles sont situées principalement dans le quartier Centre, à l'est de l'hôtel de ville : elles sont typiquement présentes dans les rues autour de la rue du Champ-Jacquet, et des places Sainte-Anne et des Lices. La rue Saint-Georges a gardé de nombreuses maisons du XVIIe siècle. Au sud de la Vilaine, on rencontre quelques maisons à pans de bois sur la rue Vasselot. De nombreuses façades sont colorées ou sculptées tels les bustes polychromes en bois du XVIe siècle, en façade du 20, rue du Chapitre. Au XVIIIe siècle, ce type de maison n'était plus à la mode, et nombre de façades furent enduites. Des travaux de restauration entrepris par la ville au début des années 1980 ont permis de retrouver l'aspect originel de bon nombre de façades.
Le palais du Parlement de Bretagne, qui donna à Rennes son rôle de capitale de la province de Bretagne, fut longtemps l'un des rares bâtiments de pierres de la ville. Épargné par le grand incendie de 1720, il fut en partie détruit par les flammes plus de deux cents ans plus tard en 1994. La restauration dura dix ans et coûta 53 millions d'euros.
Le grand incendie de 1720 eut pour conséquence positive la réorganisation de la ville. De nombreux aménagements de style classique ont été bâtis, comme la mairie, réalisée en 1730 par Jacques Gabriel. Le modèle architectural du Parlement de Bretagne est repris à cette époque, avec la construction de bâtiments au rez-de-chaussée de granite et aux étages de pierre blanche. L'hôtel de Blossac qui accueille la Direction régionale des Affaires culturelles est construit sur ce modèle.

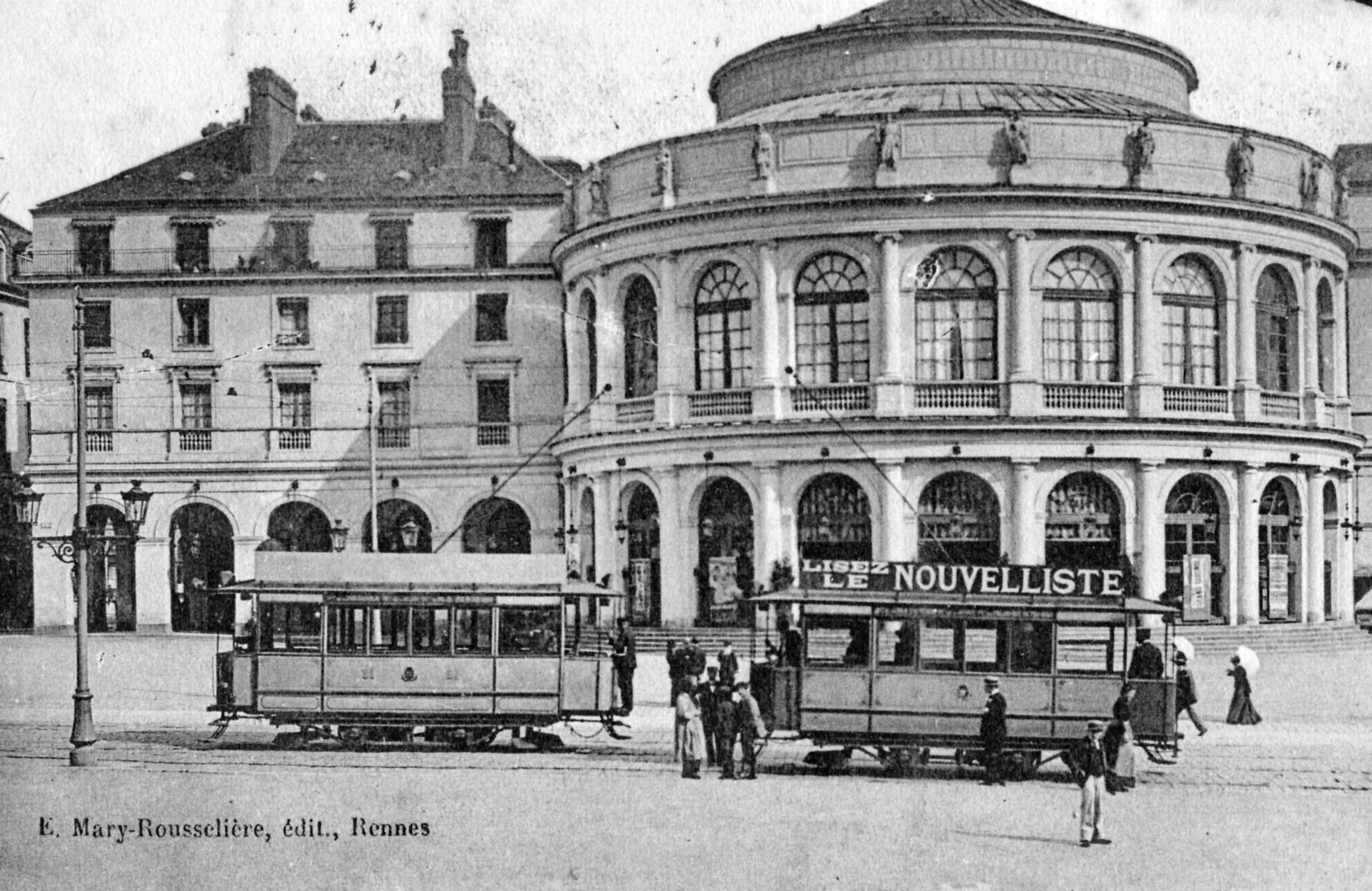
Le Théâtre, tout au début du XX.
Deux rames du tramway de Rennes se croisent devant le bâtiment.

Le théâtre de la ville est inauguré en 1836 ; son concepteur, l'architecte Charles Millardet, reprit l'idée de la partie incurvée de l'hôtel de ville pour dessiner un bâtiment convexe. Le plafond peint par Jean-Julien Lemordant en 1913 représente une danse bretonne. À la même époque, le Palais du commerce, situé sur la place de la République, est édifié de 1885 à 1911 par les architectes communaux Jean-Baptiste Martenot, puis Emmanuel Le Ray, et décoré par Isidore Odorico. Ce bâtiment est actuellement utilisé par La Poste.
Au début du XXe siècle, la piscine municipale et bains publics Saint-Georges (1923-1926) est construite par l'architecte Emmanuel Le Ray et décorée par le mosaïste Isidore Odorico et par Gentil & Bourdet pour les décors de grès flammé. Il s'agit d'une des premières piscines chauffées de France. Elle est classée aux monuments historiques.
L'architecture contemporaine est aussi bien représentée à Rennes, avec dès 1968, l'édification du théâtre national de Bretagne ou TNB par les architectes Jacques Carlu, Michel Joly et Patrick Coué. Après trois ans de travaux de rénovation confiés à l'architecte Antoine Stinco, il rouvre en février 2008.
Bon nombre de bâtiments à l'architecture récente se trouvent autour de l'esplanade Charles-de-Gaulle, dans le quartier du Colombier :
- La salle de spectacle et de concert Le Liberté, ancienne salle omnisports construite en 1961, par les architectes Louis Arretche, Yves Le Moine et Yves Perrin, dont la toiture forme un voile de béton précontraint ; entièrement rénové, le bâtiment a été rouvert au public le 21 novembre 2009 après deux ans de travaux[287] ;
- Les Champs libres, installation culturelle regroupant une bibliothèque, le musée de Bretagne et un espace des sciences, ouverte en mars 2006, à l'architecture audacieuse de Christian de Portzamparc ;
- Le cinéma Gaumont, ouvert le 5 novembre 2008 esplanade Charles-de-Gaulle, qui propose treize salles ;
- La cité judiciaire, plus ancienne, sur le site de l'ancien arsenal à proximité du quartier Colombier, fut construite en 1984. Sa forme évoque un vaisseau spatial ou un château fort. Elle abrite le Tribunal judiciaire de Rennes.

On trouve de nombreux immeubles de grande hauteur à Rennes, principalement dans les secteurs urbains programmés dans les Trente Glorieuses : quartier de Cleunay (opération lancée en 1954), quartier de Bourg-l'Évesque (1959), quartier du Colombier (1962). On en trouve également dans les ZUP de Maurepas (construite entre 1956 et 1966), de Villejean (1962-1970) et du Blosne (1965-1983). Les immeubles de grande hauteur les plus remarquables de la ville sont :
- Les Horizons, construits en 1970 par l'architecte Georges Maillols, sont le premier immeuble de grande hauteur de France[288] ;
- La tour de l'Éperon, tour d'habitation de grande hauteur construite en 1975, œuvre de Louis Arretche, comme la plupart des immeubles construits dans le quartier du Colombier dans les années 1970[289].

### Tourisme
La mission de valorisation touristique est confiée par Rennes Métropole à la société publique locale (SPL) « Destination Rennes » dont dépend l'office de tourisme (4 étoiles). Créé en 1909 et auparavant situé dans le centre historique, à la chapelle Saint-Yves, l'office est depuis 2019 localisé au couvent des Jacobins, afin de retrouver une place centrale dans la ville. Il accueille en moyenne 200 000 visiteurs chaque année. En 2014, 30 % des visiteurs sont étrangers, avec en tête les touristes espagnols, suivis des belges et des britanniques,.

### Vie culturelle

#### Théâtres et salles de spectacle
- Le Liberté, gérant trois salles : un principale pouvant accueillir jusqu'à 5 200 personnes, l'Étage, d'une capacité de 900 personnes et enfin le MusikHall, située au parc des expositions, accueillant jusqu'à 7 000 places.
- Le Théâtre national de Bretagne (TNB), édifié en 1968 par les architectes Jacques Carlu, Michel Joly et Patrick Coué, puis rénové en 2008 par l'architecte Antoine Stinco[292]. Il dispose de trois salles de théâtre de 924, 260, 120 places et de deux salles de cinéma de 480 et 92 places.
- La Cité, salle de conférences et de concerts de 1 150 places (300 places assises, 850 debout).

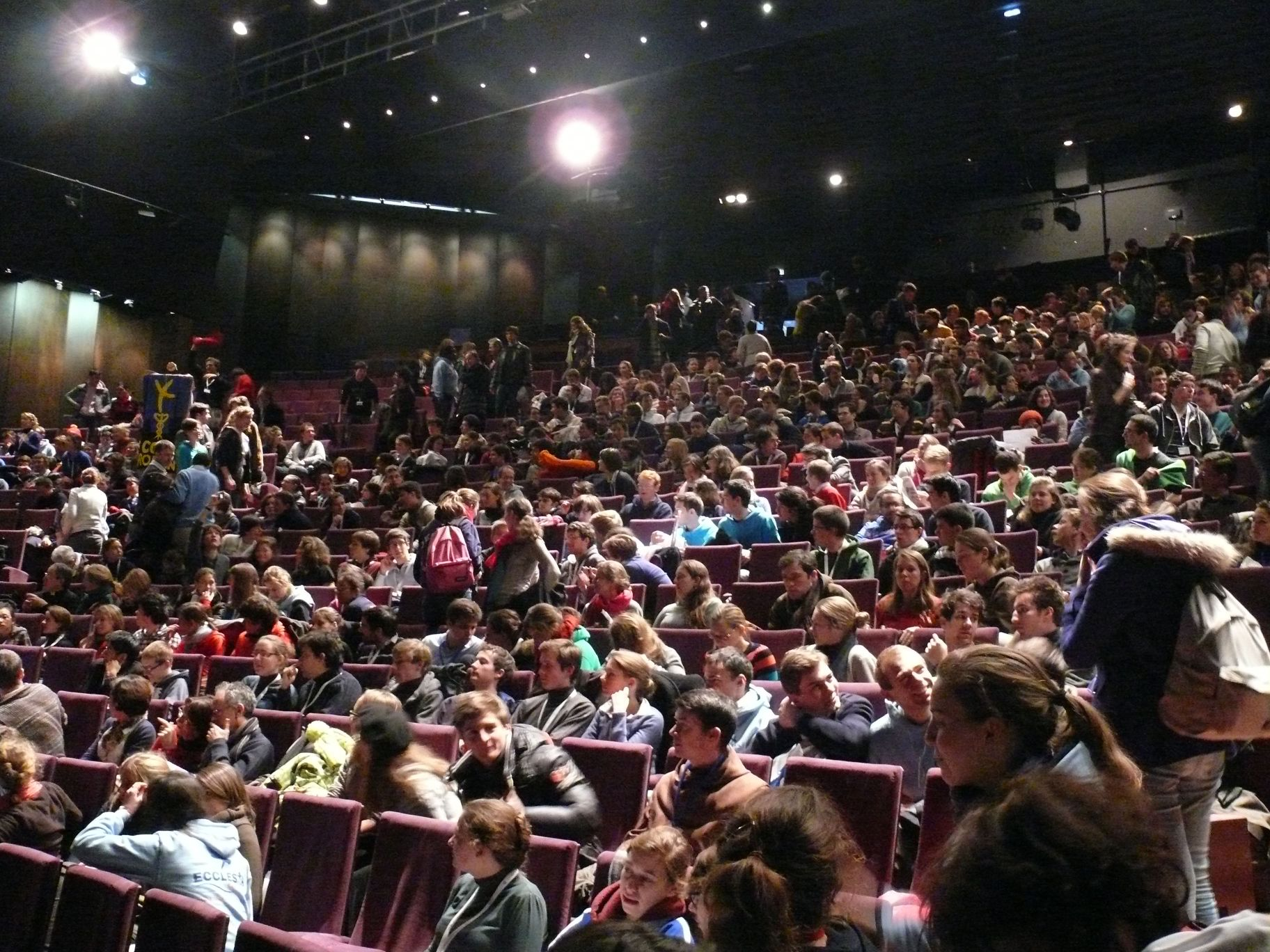
Conférence au Théâtre national de Bretagne.

- L'Opéra de Rennes, un des plus petits opéras de France, avec une capacité de 642 places.
- Le Centre chorégraphique national de Rennes et de Bretagne.
- l'Ubu, salle de musiques actuelles de 500 places.
- Plusieurs Maison des jeunes et de la culture, avec notamment l'Antipode MJC, salle de musiques actuelles de 500 places et la MJC Bréquigny, avec une salle de concert de 350 places.
- Le Théâtre de la Paillette[293], salle de 220 places assises construite en 2006, Programmation et gestion assurée par la MJC La Paillette.
- Le Jardin Moderne[294], situé route de Lorient, c'est un des pôles de musiques actuelles à Rennes, il dispose d'un café culturel avec 110 places assises et 240 debout et d'une salle de concert avec 100 places assises et 200 debout.
- Les Ateliers du Vent[295], ancienne usine reconvertie en lieu d'accueil et de présentation des réalisations d'un collectif d'artistes pluridisciplinaires.
- Le Bacchus, bar à vin et restaurant au rez-de-chaussée, café-théâtre au sous-sol (la salle dispose de 52 places et accueille 9 000 spectateurs à l'année)[296].
- Le Triangle[297], espace de culture et de congrès (spectacles, expositions et réunions d'affaires). Auditorium de 619 places.
- Théâtre du Vieux Saint-Étienne dispose de 300 places maximum et de 207 places assises dans la configuration gradin.
- Le Tambour dispose de 250 places assises.
- Le Diapason dispose de 500 places assises et de 700 places en configuration mixte (470 places debout dans la fosse et 230 places assises au balcon).
- Le Théâtre de la Parcheminerie dispose de 110 places[298].

#### Musique

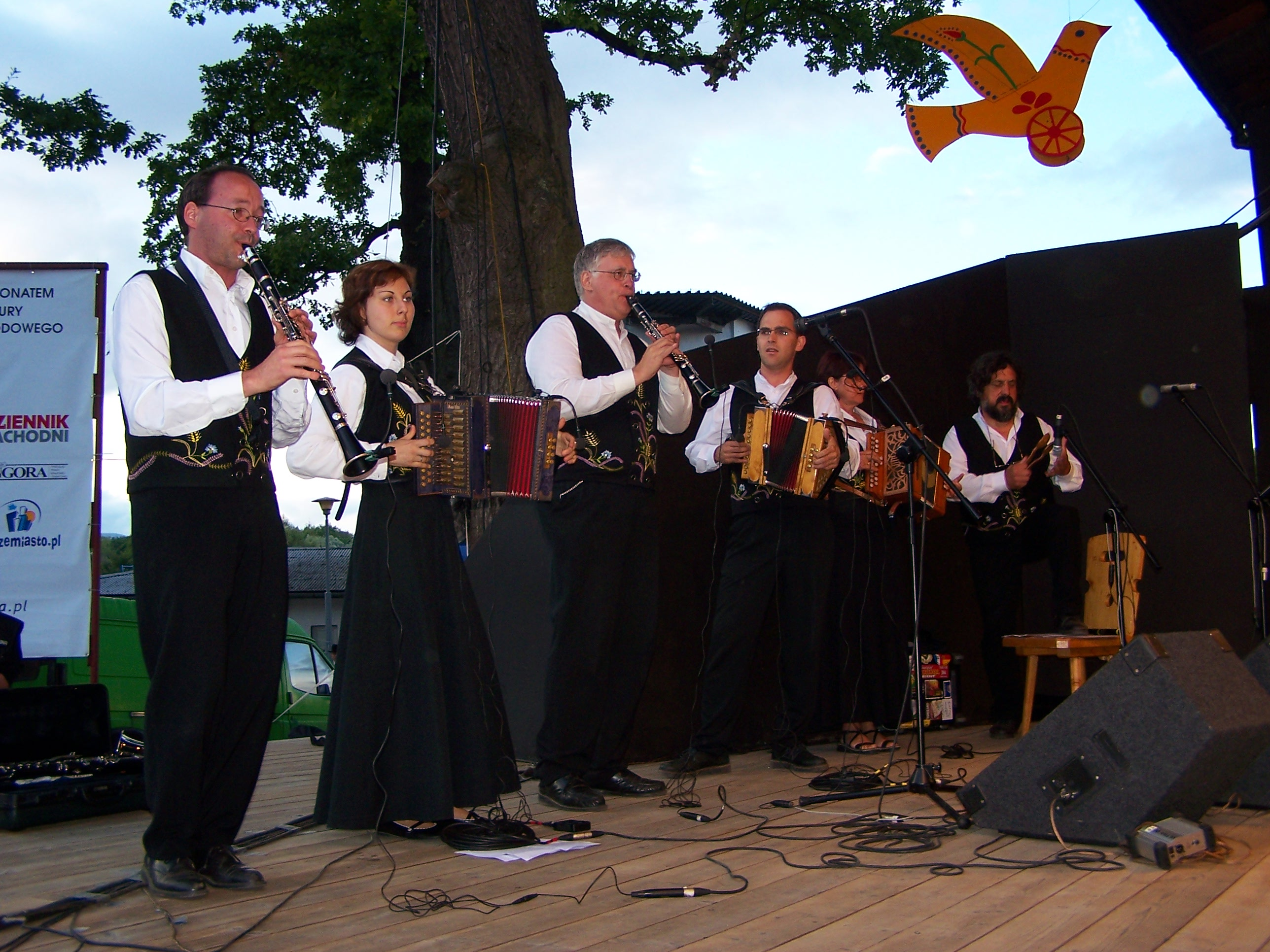
Cercle Celtique de Rennes.

Durant les années 1980, Rennes connait une scène musicale florissante, ses groupes, festivals (dont les Rencontres trans musicales) et cafés concerts ont fait d'elle une capitale du rock en France.
De nombreux artistes musicaux sont originaires de Rennes. Parmi ces artistes, on retrouve Billy ze Kick, Psykick Lyrikah, X Makeena, Étienne Daho, DJ Zebra, Marquis de Sade, Les Nus, Frank Darcel, Ubik, Dominic Sonic, Niagara, Shane Cough, Tagada Jones, Sloy, Candie Prune, Percubaba, The Wankin' Noodles, The Popopopops, Bartone, Bikini Machine, Columbine, Joanna, Juveniles ou encore Monsieur Roux.
Pour la musique classique, l'Orchestre National de Bretagne est basé à Rennes.

#### Événements, festivals

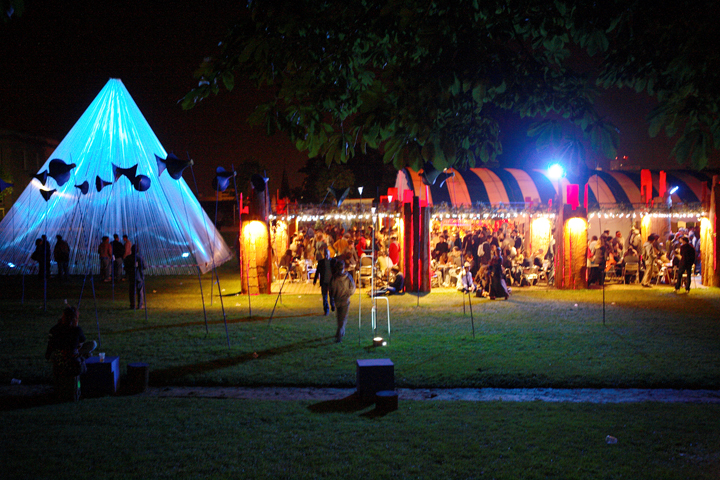
Les Tombées de la nuit, festival d'arts de rue chaque année pendant l'été.

- Festival Travelling de Rennes, un festival qui a lieu en février.
- La Route du Rock « Collection hiver » est un festival de rock qui a lieu à Rennes et à Saint-Malo vers la fin de février, le début de mars[300].

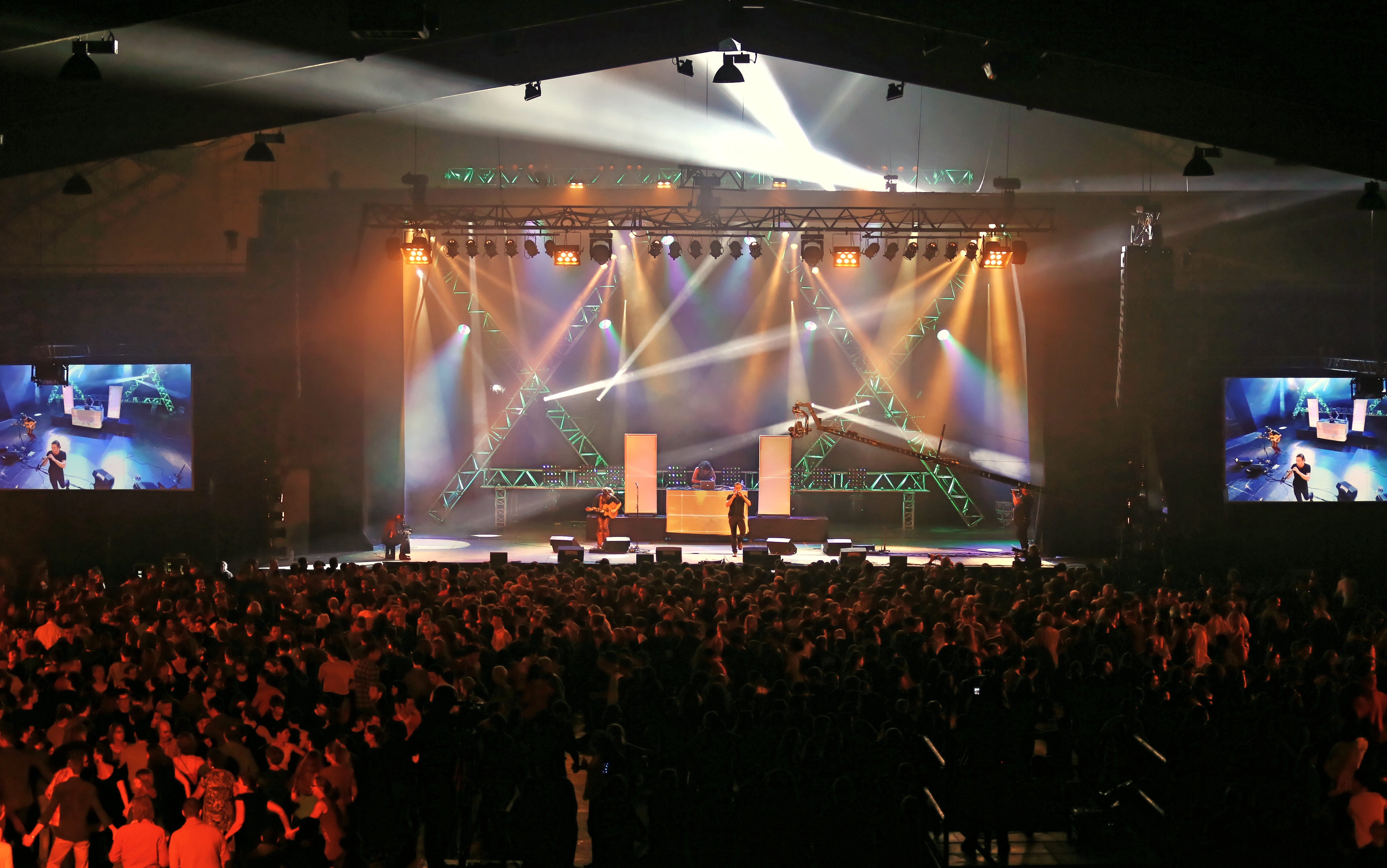
Festival Yaouank en 2015 avec Plantec au MusikHall.

- Un Des Sens, festival de l'INSA de Rennes, a lieu fin mars.
- Mythos Festival de théâtre, de conte, de mythe et de chanson, a lieu en avril.
- Stunfest, festival d'envergure européenne de jeux vidéo arcade et retrogaming a lieu entre avril/mai.
- Rock'n Solex, festival organisé par les étudiants de l'INSA de Rennes se déroulant généralement en mai.
- Les Tombées de la nuit, festival d'arts de la rue qui a lieu en juillet chaque année.
- Quartiers d'été : festival gratuit se déroulant depuis 1994 à la mi-juillet dans le parc des Gayeulles : concerts et animations culturelles et citoyennes[301].
- Les ateliers de Rennes : Biennale d'art contemporain[302], de 2008 à 2018.
- Le Grand Soufflet[303] a lieu en octobre.
- Le Festival Maintenant (anciennement Electroni[k] puis Cultures Electroni[k]) organisé par l'association Electroni(k) a lieu en octobre[304].
- Festival Court Métrange[305], cet évènement international du court métrage insolite et fantastique a lieu en octobre.
- Jazz à l'Ouest, a lieu en novembre.
- Festival Yaouank: spécialisé dans les musiques actuelles bretonnes, a lieu au mois de novembre.
- Les Rencontres Transmusicales, festival de musiques actuelles créé en 1979 par Hervé Bordier, Jean-Louis Brossard et Béatrice Macé. Il a lieu au début de décembre.
- Ouest Hurlant, Festival gratuit de science-fiction, fantastique et fantasy, depuis 2022.
- Rennes en jeux, festival consacré aux jeux de société[306], se déroulant depuis 2018[307] aux Halles Martenot[308],[309], organisé par l'association La Toile Ludique Rennaise[310],[311].

#### Musées et bibliothèques

Les Champs libres.

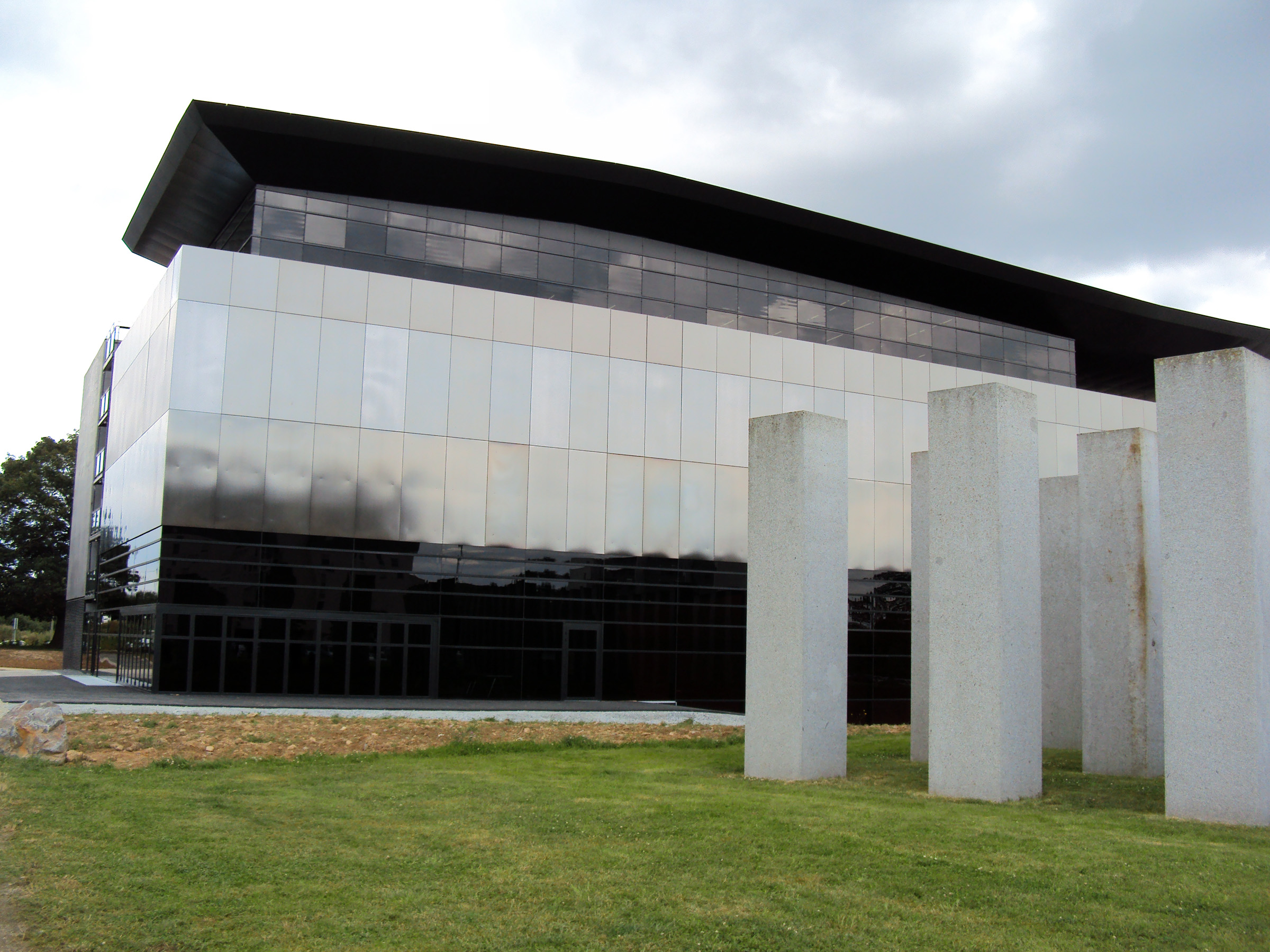
Le FRAC Bretagne.

- Les Champs libres, ouverts en 2006 et dessinés par l'architecte Christian de Portzamparc, regroupent le musée de Bretagne, l'Espace des sciences, la bibliothèques de Rennes[55].
- Écomusée de la Bintinais.
- Musée des Beaux-Arts.
- Bibliothèque anglophone de l'Institut franco-américain de Rennes.
- FRAC Bretagne, fonds régional d'art contemporain.
- La Criée, lieu d'expositions d'art contemporain.
- Le Centre chorégraphique national de Rennes et de Bretagne.

#### Cinémas
La ville de Rennes compte six cinémas dont quatre au centre-ville. Deux sont à vocation « art et essai » : L'Arvor et le CinéTNB, ce dernier est rattaché au théâtre national de Bretagne. Le Pathé, situé esplanade Charles-de-Gaulle, assure la programmation grand public, le Cinéville Colombier étant fermé depuis fin septembre 2019. Deux cinémas associatifs et étudiants sont également présent, le Ciné Tambour, à l'université Rennes-II, sur le campus de Villejean, propose environ un film par semaine, tout comme l'association Cinémaniacs de l'université Rennes-I, à Beaulieu.
La métropole compte également d'autres cinémas qu'ils soient généralistes (Méga CGR à Cap Malo La Mézière, et depuis 2019 deux Cinéville à Bruz et Vern-sur-Seiche) ou associatifs comme Le Sévigné à Cesson-Sévigné, l'Espérance à Chartres-de-Bretagne, le Triskell à Betton ou encore le Grand Logis à Bruz.

#### Engagement féministe
L'association départementale d'Ille-et-Vilaine du planning familial est créée en 1965, assez tardivement par rapport aux autres départements limitrophes, par André Cahn, militant socialiste et laïque. À Rennes, le planning familial va s'attacher à lutter contre l'emprise de l'Église et ne s'implique ni pour les droits des femmes, ni pour l'avortement libre. Dans les années 1970, les organisations d'extrême gauche et les groupes féministes sur les sites universitaires se développent. Le mouvement MLF est cependant absent à Rennes. En 1978, les lesbiennes s'éloignent du groupe de libération homosexuelle mixte de Rennes pour s'organiser entre elles. Plusieurs groupes de femmes se rassemblent dans l'association Cercle de femmes. À partir de 1981, la délégation régionale des droits des femmes renouvelle le paysage associatif rennais. De nouvelles associations Femmes entre elles , Cité d'elles voient le jour. En 1995, la municipalité crée un poste d'élue chargée des droits des femmes et de l'égalité.

### Gastronomie

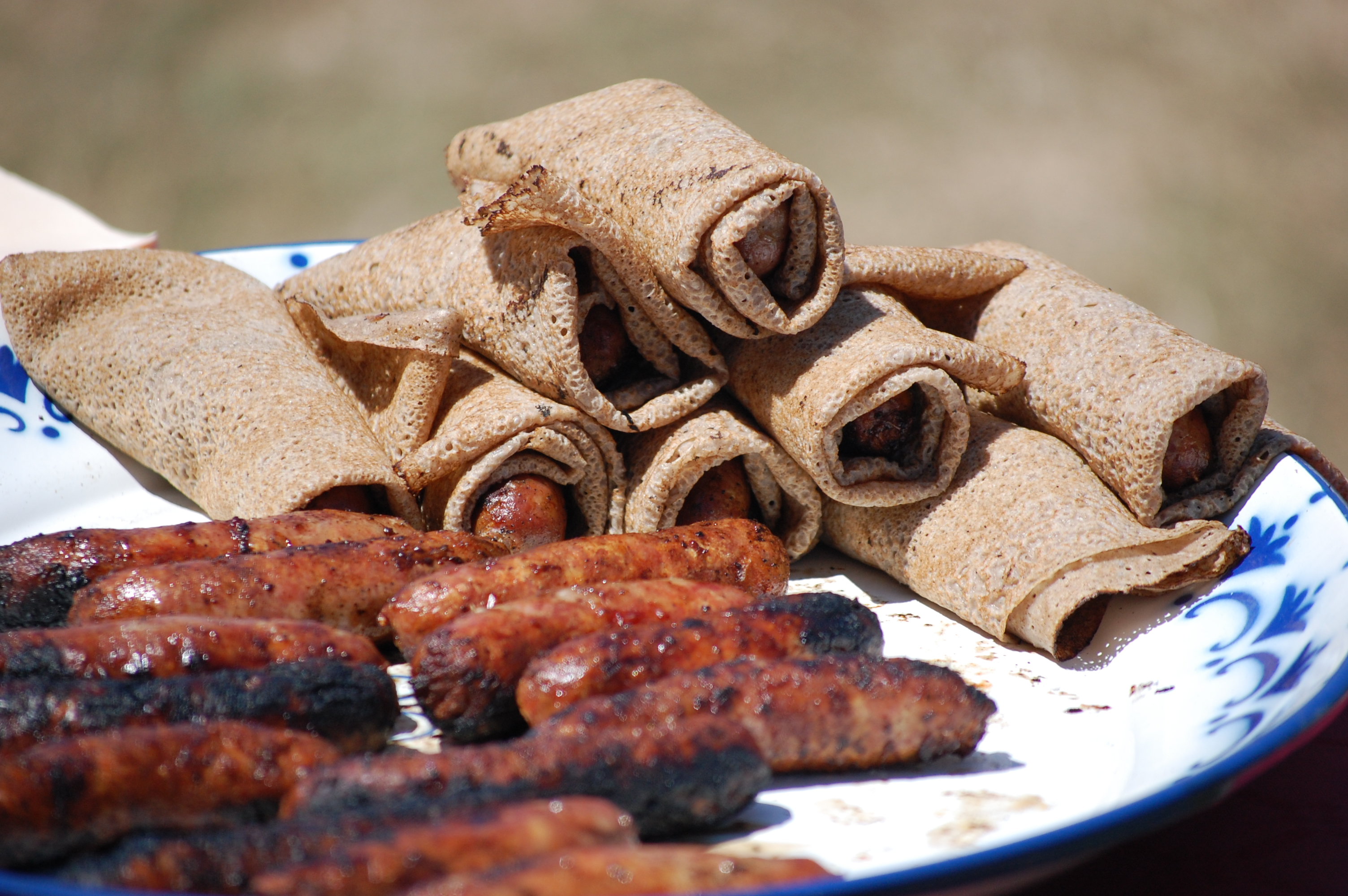
La galette-saucisse, symbole culinaire rennais.

La galette de blé noir est une spécialité de Haute-Bretagne. De nombreuses crêperies parsèment ainsi les rues de Rennes, en particulier dans son centre historique.
La galette-saucisse, le parlementin de Rennes, la poule Coucou, le Petit-gris de Rennes (melon), le pommé rennais ou encore le cidre sont des spécialités du Pays de Rennes. Certaines de ses spécialités se retrouvent chaque samedi matin sur les nombreux étals du marché des Lices, aux côtés des spécialités de charcuterie.
En 2018, la ville compte deux restaurants étoilés au Guide Michelin.

### Cultures et langues de Bretagne à Rennes
Des toponymes médievaux comme Gros-Malhon (Gormalon au XIIIe siècle), le quartier Quineleu (Quineloc en 1271, la houssaie) attestent d'une présence faible mais ancienne de la langue bretonne à Rennes, ou du moins de l'implantation locale d'une classe dirigeante brittophone lors de l'annexion du comté de Rennes au IXe siècle. La présence de communautés bretonnes venues de l'Ouest est attestée au XIXe siècle par la présence d'un aumônier parlant breton dans les prisons de Rennes.
Bien que la ville se trouve en zone gallophone, la langue bretonne prend de plus en plus d'importance à Rennes. Ce regain d'intérêt culturel, qui s'inscrit dans une stratégie touristique dynamique, peut notamment s'observer par le développement de signalétiques en langue bretonne pour certaines rues ou monuments du centre-ville, et a fortiori sur celles à l'entrée de la ville où un panneau Roazhon apparaît sous celui de Rennes (à l'instar de la ville de Nantes).

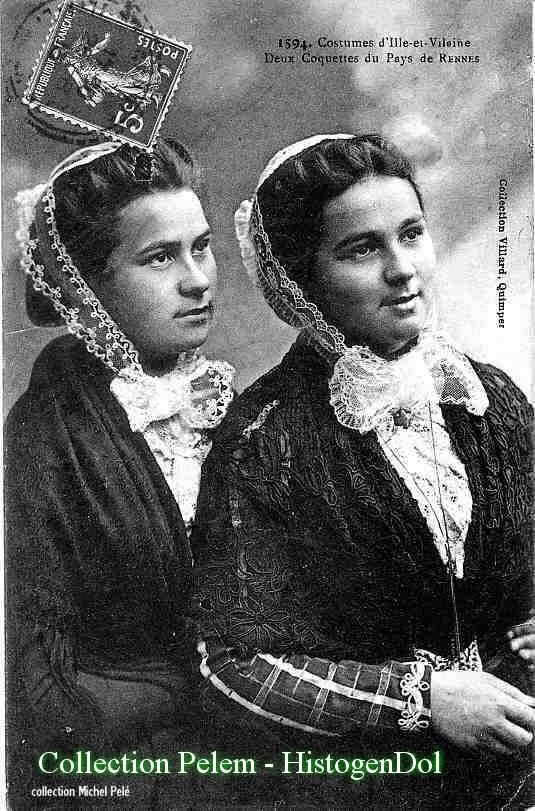
Coiffe - La Polka - Rennes.

Les femmes du pays de Rennes étaient coiffées de la catiole, appelée aussi « grande coiffe » qui fut d'abord très grande. La catiole de Rennes, sans changer de forme eut d'abord des proportions monumentales sous Louis-Philippe et jusque vers 1860. De toile, de lin ou de mousseline, elle pouvait déployer une envergure de 1,50 m. Vers 1890, elle est en voie de disparition et remplacée par des coiffes plus discrètes (bonnet, poupette ou polka).

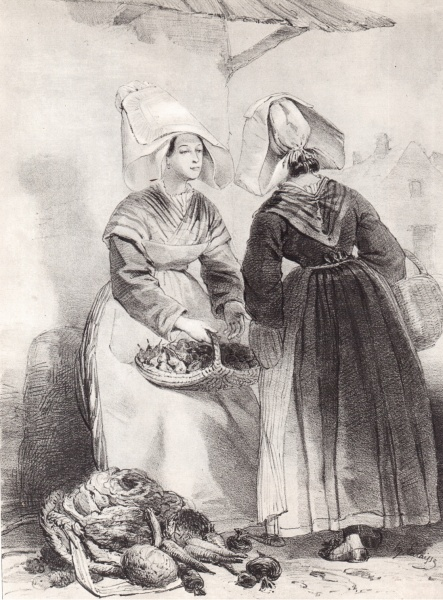
Catiole d'Ille-et-Vilaine - Période Louis Philippe.

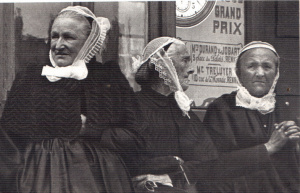
Rennes - Début des années 1950 - Port de la Polka.

Le regain d'intérêt pour la culture bretonne s'exerce également par l'essor de l'enseignement bilingue français/breton, recoupant parfois des clivages socioculturels (attirance notable des classes moyennes supérieures pour l'enseignement privé bretonnant par rapport à l'enseignement public). À la rentrée 2016, 768 élèves étaient scolarisés à l'école Diwan et dans les filières bilingues publiques et catholiques (soit 3,2 % des enfants de la commune inscrits dans le primaire). Elle est ainsi la première ville par nombre d'enfants scolarisés et par nombre d'apprenants en cours du soir.
Un comité consultatif à l'identité bretonne (CCIB) est créé en septembre 1996, et rassemble des élus, des représentants associatifs et des personnes qualifiées pour tenter de définir et d'enrichir l'identité de Rennes, à travers des réflexions, propositions et actions qui prétendent valoriser la culture bretonne. Il est présidé par Martial Gabillard, conseiller municipal délégué aux cultures bretonnes[Passage à actualiser]. Lena Louarn et Michel Génin en sont membres. Il est à l'origine de nombreuses actions comme le Festival Yaouank et de la signalisation bilingue/trilingue.
L'adhésion à la charte Ya d'ar brezhoneg a été votée par le conseil municipal le 17 décembre 2007. Le 24 janvier 2008 a été remis à la commune le label Ya d'ar brezhoneg de niveau 1. Le 4 février 2014 Mme Apperé, maire de Rennes, a signé le niveau 2 de la charte Ya d'ar brezhoneg avec pour objectif l'obtention du label de niveau 2 en 2017[Passage à actualiser].

Inscriptions en langue bretonne
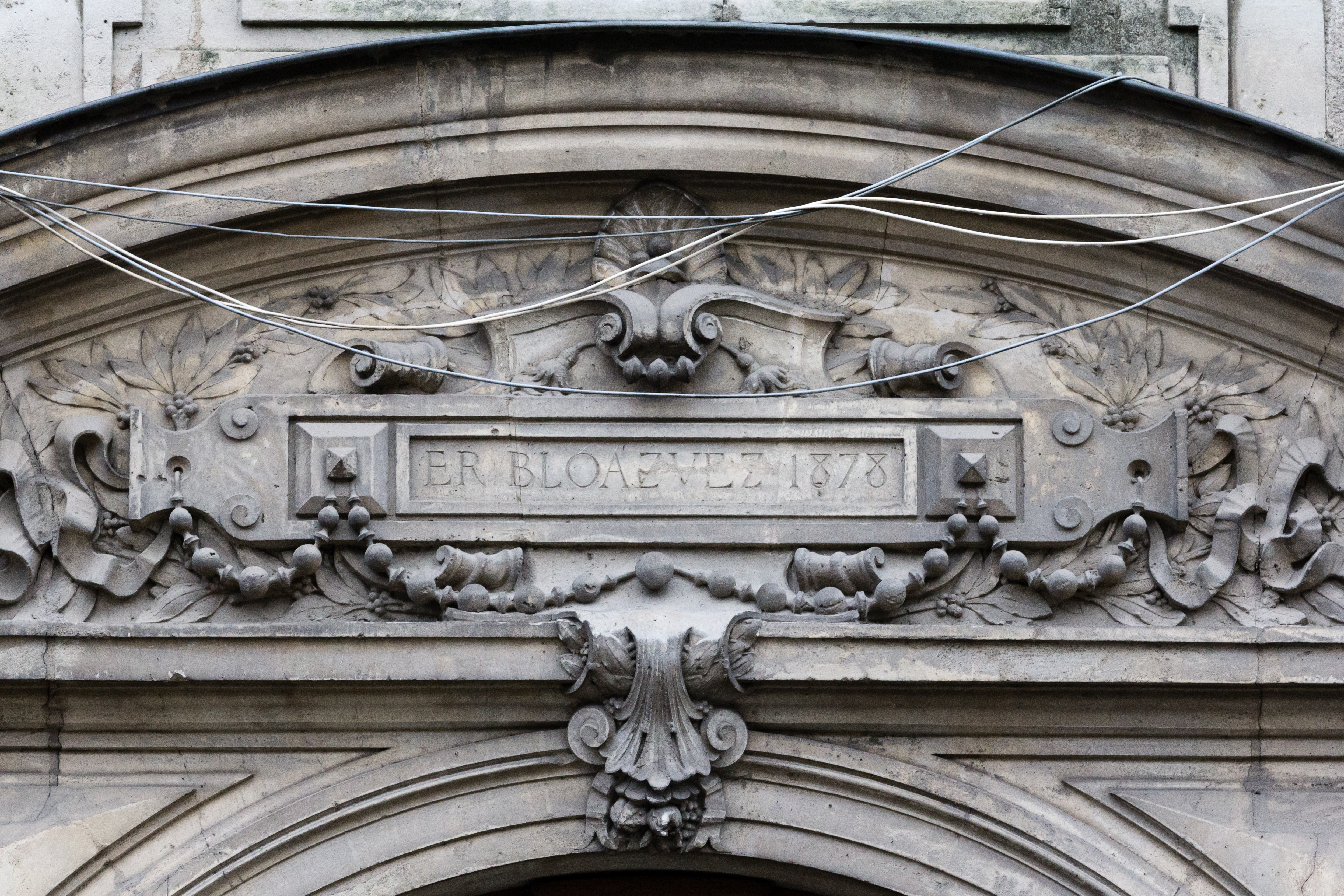
Fronton d'un hôtel particulier de la rue Gambetta : « er bloazvez 1878 ».
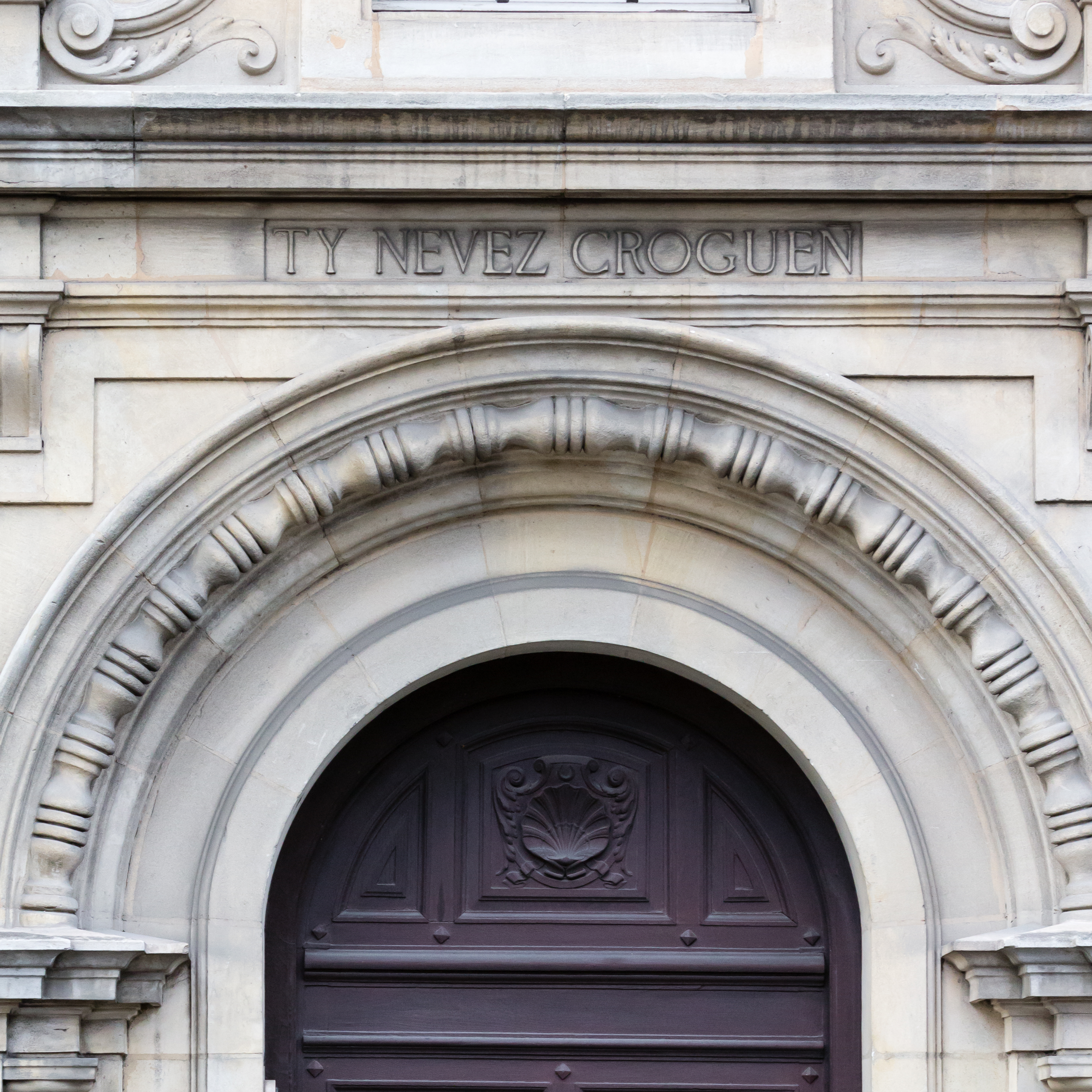
Linteau de la porte d'une maison construite par l'architecte Frédéric Jobbé-Duval : « ty nevez croguen ».
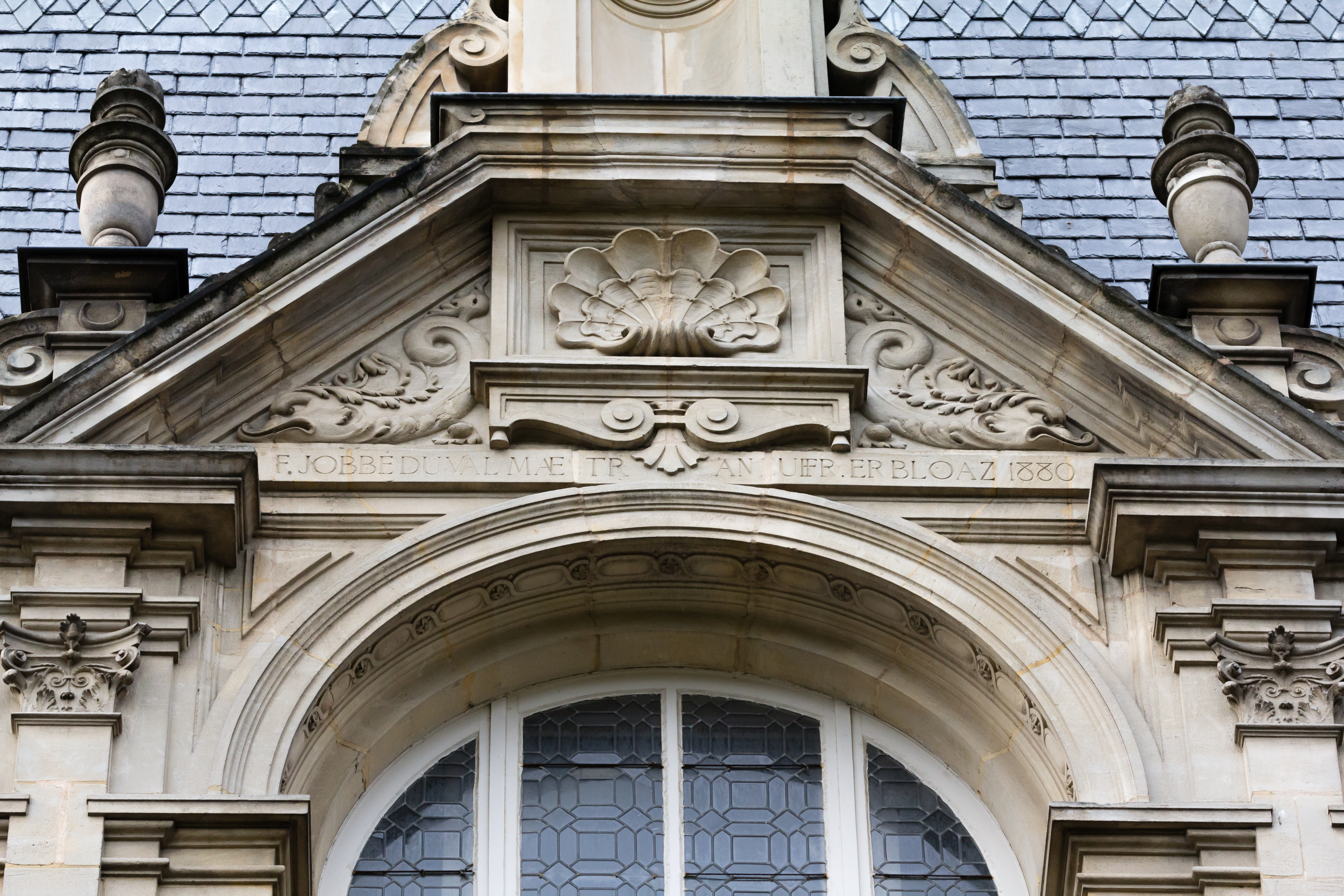
Fronton de la même maison : « F. Jobbé Duval maestr an uffr. Er bloaz 1880 ».

Le breton est enseigné à Rennes, de la maternelle à l'université : dans les écoles Diwan (deux sites), dans des écoles publiques (filière bilingue au lycée Jean Macé), et privées, et au département de breton de l'Université Rennes 2. Par ailleurs l'association Skol an Emsav assure des formations longues de six mois

### Personnalités nées à Rennes
Liste non exhaustive.
- Thomas Conecte (? - 1434), carme, prédicateur et martyr.
- Guy Alexis Lobineau (1667-1727), historien de la Bretagne, moine bénédictin de la congrégation de Saint-Maur.
- Gillette Duchemin, actrice, née Boutelvier, dite Mademoiselle Duchemin(1682-1765), sociétaire de la Comédie-Française.
- Louis-René Caradeuc de La Chalotais (1701-1785), procureur général du Parlement de Bretagne.
- Auguste de Keralio (1715-1805), militaire et précepteur.
- Toussaint-Guillaume Picquet de La Motte (1720-1791), lieutenant général des armées navales.
- Jean-Baptiste-Marie Champion de Cicé (1725-1805), ecclésiastique et homme politique.
- Louis-Félix Guynement de Kéralio (1731-1793), militaire et académicien.
- Charles François Robinet (1734-1810), avocat et commissaire des États de Bretagne, président du tribunal de district, président de la cour criminelle d'Ille-et-Vilaine, homme politique français, chevalier de l'Empire.
- Jean-Baptiste-René Robinet (1735-1820), philosophe naturaliste français, l'un des précurseurs de la théorie de l'évolution et l'un des continuateurs de l'Encyclopédie de Diderot.
- Jérôme Champion de Cicé (1735-1810), homme d'église et un homme politique.
- Agathon Pinot du Petit-Bois (1742-1809), général de brigade de la Révolution française.
- Julien Louis Geoffroy (1743-1814), écrivain et critique dramatique et littéraire.
- Alexandre François Laurent Lepoitevin (1745-1840), magistrat, pair de France.
- Félix Julien Jean Bigot de Préameneu (1747-1825), jurisconsulte, l'un des quatre rédacteurs du Code Civil de 1804.
- Pierre-Louis Ginguené (1748-1816), journaliste, poète et historien.
- Adélaïde-Marie Champion de Cicé (1749-1818), religieuse et fondatrice des Filles du Cœur de Marie.
- Jean-Denis Lanjuinais (1753-1827), professeur de droit, juriste et député.
- Joseph-Elisabeth Lanjuinais (1755-1835), homme d'église.
- Isaac René Guy Le Chapelier (1754-1794), avocat, président de l'assemblée constituante le 4 août 1789.
- Joseph Anne Robert Malherbe (1758-1841), magistrat et homme politique.
- Amaury Duval (1760-1838), diplomate, historien, archéologue et homme de lettres.
- Louis François Saunier (1761-1841), général de division de la Révolution et de l'Empire.
- René François Aubrée (1763-1808), général de brigade de la Révolution et de l'Empire.
- Joseph Mathurin Fidèle Lesuire (1764-1832), général de brigade de la Révolution et de l'Empire.
- Auguste Nicolas Baudot (1765-1801), général de brigade de la Révolution.
- Alexandre Charles Joseph Aubrée (1767-1815), colonel des armées de la Révolution et de l'Empire, frère du général René François Aubrée.
- Alexandre Duval (1767-1842), auteur dramatique, librettiste et acteur.
- Auguste Hilarion de Kératry (1769-1859), homme politique et écrivain.
- Hippolyte-Marie-Guillaume de Rosnyvinen de Piré (1778-1850), général d'Empire.
- Pierre Jean Robiquet (1780-1840), chimiste ayant notamment contribué à la découverte des acides aminés.
- Pierre François Petiet (1782-1835), fils de Claude-Louis Petiet, haut fonctionnaire sous le Premier Empire.
- Auguste-Louis Petiet (1784-1858), frère cadet du précédent, militaire et homme politique.
- Jacques Philippe Marie Binet (1786-1856), mathématicien et astronome, célèbre pour ses formules éponymes.
- Alexandre Bertrand (médecin) (1795-1831), médecin, naturaliste, physicien, écrivain et chroniqueur scientifique.
- Aristide de La Ruë (1795-1872), militaire et homme politique.
- Paul Eugène Lanjuinais (1799-1872), homme politique.
- Louis Mazères (1808-1873), vice-amiral du Second Empire.
- Paul Féval (1816-1887), écrivain, auteur du Bossu.
- Joseph Marie Élisabeth Durocher (1817-1860), géologue, ingénieur en chef des Ponts-et-Chaussées, universitaire et correspondant de l'Académie des Sciences.
- Félix Robiou (1818-1894), historien et universitaire.
- Paul Jausions (1834-1870), bénédictin et pionnier de la renaissance du chant grégorien.
- Georges Boulanger (1837-1891), militaire et homme politique.
- Charles Oberthür (1845-1924), entomologiste.
- René Oberthür (1852)-1944), entomologiste.
- Hippolyte de La Hamelinaye (1861-1935), militaire et ingénieur forestier.
- Albert Daugan (1866-1952), général de la Grande guerre, grand-croix de la Légion d'honneur.
- Charles Géniaux (1870-1931), romancier, journaliste et photographe, frère de Paul Géniaux.
- Camille Boiry (1871-1954), peintre.
- Paul Géniaux (1873-1929), photographe, frère de Charles Géniaux.
- Madeleine Desroseaux (1873-1939), poétesse et romancière.
- Auguste Corbierre (1876-1930), prêtre, sculpteur
- Alphonse de Châteaubriant (1877-1951), écrivain, lauréat du prix Goncourt (1911).
- Louis-Henri Nicot (1878-1944), sculpteur et statuaire.
- Camille Godet (1879-1966), artiste peintre, professeur à l'École régionale des beaux-arts de Rennes.
- Charles Adolphe Faux-Pas Bidet (1880-1940), officier de renseignement français.
- Ernest Guérin (1887-1952), peintre paysagiste.
- Eugène Bigot (1888-1965), compositeur et chef d'orchestre.
- Charles Vanel (1892-1989), acteur et réalisateur qui a notamment joué dans Le Salaire de la peur.
- Isidore Odorico (1893-1945), mosaïste décorateur.
- Charles Tillon (1897-1993), résistant pendant la Seconde Guerre mondiale, fondateur et commandant en chef des Francs-tireurs et partisans (FTP), puis député, membre du comité central et du bureau politique du parti communiste français.
- Charles Le Cocq (1898-1945), Compagnon de la Libération[326]
- Henri Poisson (1898-1977), prêtre, chanoine titulaire de la Cathédrale Saint-Pierre de Rennes, auteur de nombreux ouvrages historiques sur la Bretagne.
- René Pleven (1901-1993), homme politique, deux fois président du Conseil sous Vincent Auriol, Compagnon de la Libération[327].
- Paul Paillole (1905), militaire et officier des services de renseignements français.
- Robert Vattier (1906-1982), acteur.
- André Roux (1907-1983), amiral, Compagnon de la Libération[328].
- Pierre-Henri Teitgen (1908-1997), juriste, plusieurs fois ministre de la IVe République, Compagnon de la Libération[329]
- Henriette Robitaillie (1909-1992), journaliste et écrivaine.
- Pierre de Maismont (1911-1944), Compagnon de la Libération[330], Mort pour la France.
- André Beauce (1911-1974), artiste peintre.
- Lucien Bernier (1914-1944), officier marinier au 1er régiment de fusiliers marins, Mort pour la France, Compagnon de la Libération[331]
- André Lalande, (1913-1995), officier de la 13e DBLE puis de la 1re DFL, Compagnon de la Libération[332]
- Marcel Callo (1921-1945), militant de la jeunesse ouvrière chrétienne, mort au camp de concentration de Mauthausen, béatifié par Jean-Paul II.
- Per Denez (1921-2011), professeur de breton, auteur en langue bretonne.
- Georges Jouvin (1923-2016), trompettiste et compositeur.
- François Régis Hutin (1929-2017), journaliste et patron de presse.
- Urbain Huchet (1930-2014), artiste peintre et lithographe.
- Léon Gautier (1922-2023), militaire français.
- Lucie Robert-Diessel (1936-2019), pianiste, compositrice et pédagogue.
- Charles Biétry (1943-), journaliste sportif.
- Jacques Bertin (1946-), chanteur, poète et journaliste.
- Soazig Aaron (1949-), écrivaine.
- Daniel Gallais (1951-), peintre, lithographe, designer et décorateur de théâtre.
- Francis Kerbiriou (1951), athlète spécialiste du 400 m, médaillé olympique.
- Catherine Ceylac (1954), journaliste française de radio et de télévision.
- Pierrick Hiard (1955), footballeur international.
- Jean-Luc Arribart (1955), footballeur français et journaliste sportif.
- Michel Pansard (1955), évêque de Chartres.
- Stanislas Barthélémy (1961), auteur et dessinateur.
- François-Henri Pinault (1962), homme d'affaires, PDG de Pinault-Printemps-Redoute.
- Isabel Otero (1962), comédienne.
- Catherine Riaux (1965), comédienne.
- Stéphane Brizé (1966), réalisateur et scénariste.
- Yvan Cassar (1966), musicien arrangeur.
- Nina Bouraoui (1967), écrivain, Prix du Livre Inter 1991, Prix Renaudot 2005.
- Fred Cavayé (1967), réalisateur.
- Thomas Coville (1968), navigateur.
- Samuel Étienne (1971), journaliste et animateur de télévision.
- Stéphane Heulot (1971), champion de France cycliste 1996.
- Laurent Duthion (1972), artiste plasticien.
- Laure Sainclair (1972), mannequin et actrice de films pornographiques.
- Nicolas Courjal (1973), chanteur d'opéra, basse.
- Gwennyn (1974), auteure-compositrice-interprète.
- Anne-Claire Coudray (1977), journaliste et animatrice de télévision.
- Laurent Lefeuvre (1977), auteur de bande dessinée.
- Monsieur Roux (1978), chanteur.
- Yann Bourven (1978), écrivain.
- Tanguy de La Forest (1978), athlète paralympique spécialiste du tir
- Edwige Lawson-Wade (1979), joueuse internationale de Basket, championne d'Europe en 2001, vice-championne olympique 2012.
- Julien Stéphan (1980), footballeur puis entraîneur.
- Sébastien Daucé (1980), chef d'orchestre
- Arnaud Cosson (1981), humoriste.
- Louise Bourgoin (1981), actrice.
- Lætitia Blot, né en 1983, judokate internationale.
- Camille Abily (1984), footballeuse à l'Olympique lyonnais et en équipe de France de football.
- Flavie Péan (1984), actrice.
- Adrien Allain (1986), joueur professionnel de poker.
- Malika Ménard (1987), Miss France 2010.
- Armindo Fonseca (1989), coureur cycliste professionnel.
- Jenia Grebennikov (1990), joueur de volley-ball international franco-russe.
- Clarisse Agbegnenou (1992), judokate internationale, quintuple championne du monde et championne olympique 2021.
- Solène Gicquel (1994), athlète française, spécialiste du saut en hauteur.
- Alice Cordier (1997), militante d'extrême droite et présidente du Collectif Némésis

Selon la base Léonore, 1 077 personnes dont sept femmes nées à Rennes et décédées avant 1977 ont reçu la Légion d'honneur.

### Personnalités liées à la commune
Cette liste n'est pas exhaustive :
- Jacques Gabriel (1667-1742), architecte chargé de la reconstruction de style classique d'une partie du centre-ville à la suite de l'incendie de 1720. On lui doit notamment l'hôtel de ville.
- François Forestier de Villeneuve (vers 1699-1765), architecte, auteur du plan directeur de Rennes.
- Julien-Joseph Pinczon du Sel (1712-1781), industriel, économiste et polémiste, créateur de la Manufacture royale des Toileries de Rennes.
- Henri Victor Roulland (1751-1827), général de brigade de la Révolution et de l'Empire, mort à Rennes.
- Joseph Mignotte (1755-1828), général de brigade de la Révolution et de l'Empire, mort à Rennes.
- Pierre Charles Silvestre de Villeneuve (1763-1806), amiral, vaincu à Trafalgar par Nelson.
- Jean Louis Charles Bagniol (1774-1843), général de division de la Révolution et de l'Empire, né à Oinville-sous-Auneau, mort à Rennes.
- Auguste Julien Bigarré (1775-1838), général de division de la Révolution et de l'Empire, né à Le Palais (Belle-Île-en-Mer), mort à Rennes.
- Pierre Leroux (1797-1871), éditeur, philosophe, homme politique, a étudié à Rennes.
- La famille Oberthür, imprimeurs et entomologistes implantés à Rennes depuis 1852.
- César Marie Félix Ancey (1860-1906), entomologiste et conchyliologiste, conservateur des collections de Charles Oberthür à Rennes
- Capitaine Alfred Dreyfus (1859-1935), militaire accusé de haute trahison et de complot avec les Allemands en 1898, rejugé à Rennes en 1899.
- Georges Dottin (1863-1928), titulaire de la chaire de langue celtique à la faculté des lettres de Rennes.
- Alfred Jarry (1873-1907), écrivain et dramaturge français a étudié au lycée (actuel Lycée Émile-Zola de Rennes). Son professeur de physique lui inspirera le personnage grotesque d'Ubu roi.
- Hyacinthe Perrin (1877-1965), architecte  ayant construit plusieurs édifices de la ville.
- Xavier de Gaulle (1887-1955), Ingénieur civil des Mines, percepteur, Résistant, Consul Général de France en Suisse, frère aîné de Charles de Gaulle, s'installe 10 rue de Robien de 1935 à 1938, surveille les travaux de la caserne Margueritte.
- Herminie Prod'homme (1887-1945), résistante, déportée à Ravensbrück, a vécu à Rennes et y a été arrêtée
- Camille Le Mercier d'Erm (1888-1978), poète de langue française, historien et nationaliste breton.
- Marcel Catelein, (1892-1979), artiste-peintre né à Montreuil-sous-bois et décédé à Rennes.
- André Meynier, (1901-1983), géographe, écrivain né à Angers et décédé à Rennes.
- Pierre Herbart (1903-1974), né à Dunkerque et décédé à Grasse ; écrivain et résistant, libérateur de la ville sous le nom de général Le Vigan.
- Antonio Otero Seco (1905-1970), né en Espagne et décédé à Rennes, journaliste, critique littéraire, écrivain, poète et républicain espagnol, exilé en France de 1947 à 1970.
- Yvonne Meynier, (1908-1995), écrivain pour enfant, épouse d'André Meynier, décédée à Rennes le 15 avril 1995.
- Paul Ricœur, (1913-2005), l'un des plus importants philosophes du XXe siècle, a étudié la philosophie à Rennes.
- Georgette Piccon (1920-2004), artiste peintre née à Sostel, a vécu à Rennes de 1950 à 2003 et a réalisé de nombreuses œuvres représentant Rennes.
- Geoffroy Dauvergne (1922-1977), peintre, prix de la Ville de Rennes (1942-1943), Second Prix de Rome (1949), Prix Casa Vélasquez (1953).
- Yves Dubreil, ingénieur à la régie Renault, « père » de la Twingo[334].
- Guy Parigot (1922-2007) comédien, metteur en scène et directeur de lieux de culture à Rennes.
- Mário Soares (1924-2017), président de la République portugaise, réfugié en France, a enseigné à la faculté des Lettres de Rennes au début des années 1970.
- La famille Évellin, orfèvres implantés à Rennes depuis 1924.
- Maurice Fanon (1929-1991), auteur-compositeur-interprète, étudiant à l'université de Rennes, auteur de la chanson La fille de Rennes[335].
- Milan Kundera (1929-2023), écrivain, auteur de l'Insoutenable Légèreté de l'être, a enseigné à l'université de Rennes.
- Claude Champaud (1929-2019), juriste, homme politique, président de l'université Rennes-I de 1971 à 1976.
- François Pinault, né en 1936, homme d'affaires français, propriétaire du Stade rennais Football Club et ancien PDG de Pinault-Printemps-Redoute.
- Michel Renouard, né en 1942 à Dinan, universitaire (spécialiste de l'Inde britannique), écrivain, romancier, a enseigné à Rennes de 1961 à 2002.
- Nono, né en 1949, dessinateur breton.
- Étienne Daho, né en 1956, chanteur a vécu sa jeunesse à Rennes et y a commencé sa carrière artistique.
- Élizabeth Bourgine, née en 1957, comédienne, a étudié au Conservatoire d'Art Dramatique de Rennes.
- Christine Rollard, née en 1958, biologiste et arachnologue, ancienne étudiante de l'université Rennes I.
- Pascal Obispo, né en 1965, auteur-compositeur-interprète français.
- Éric Vuillard, né en 1968, écrivain, cinéaste et scénariste, Prix Goncourt 2017.
- David Douillet, né en 1969, Judoka, double champion olympique, a intégré la section sport-études du lycée Île-de-France (aujourd'hui Lycée Victor et Hélène Basch).
- Christophe Honoré, né en 1970, écrivain, réalisateur, scénariste, dramaturge et metteur en scène.
- Stéphane Guivarc'h, né en 1970, footballeur international français, champion du monde 1998.
- Sylvain Wiltord, né en 1974, footballeur international français, champion d'Europe 2000.
- Da Silva, né en 1976, chanteur français, habite à Rennes.
- Mikaël Silvestre, né en 1977, footballeur international français, vice-champion du monde 2006.
- Riad Sattouf, né en 1978, auteur de BD et réalisateur, a passé toute son adolescence à Rennes et y a tourné son film Les Beaux Gosses.
- Louise Bourgoin, née en 1981, comédienne, mannequin et animatrice de télévision française a étudié cinq ans à l'École régionale des beaux-arts de Rennes.
- Damien Guillon, né en 1981, contreténor baroque et fondateur de l'ensemble Banquet Céleste.
- Yoann Gourcuff, né en 1986, footballeur international français.
- Lucille Gicquel, née en 1997, volleyeuse internationale française.

### Films tournés à Rennes
- 1953 : Le Guérisseur d'Yves Ciampi
- 1969 : Du soleil plein les yeux de Michel Boisrond
- 1991 : Loulou Graffiti de Christian Lejalé
- 2009 : Les Beaux Gosses de Riad Sattouf
- 2009 : D'une seule voix de Xavier de Lauzanne
- 2010 : Le Déménagement de Catherine Rechard
- 2013 : Les Lendemains de Bénédicte Pagnot
- 2014 : Qui vive de Marianne Tardieu
- 2015 : Les Chaises musicales de Marie Belhomme
- 2015 : La Taularde d'Audrey Estrougo
- 2015 : Suite armoricaine de Pascale Breton
- 2015 : Au nom des fils (téléfilm) de Christian Faure
- 2016 : Bitter Flowers d'Olivier Meys
- 2018 : Plaire, aimer et courir vite de Christophe Honoré

### Rennes dans la littérature et la bande dessinée
Bien que de nombreux auteurs y ont vécu ou séjourné, rares sont les œuvres qui ont pour cadre Rennes.
- Sous son nom antique de Condate, elle est souvent citée dans la série de bande dessinée Astérix, scénarisée par René Goscinny et dessinée par Albert Uderzo. Ce dernier explique ce fait parce qu'à l'époque, il s'agissait d'une des rares grandes villes d'Armorique, région où se situe le village fictif des protagonistes[Note 21]. Mais bien entendu, le décor doit sans doute plus à l'imagination des auteurs qu'à ce qu'était celui du Condate Riedonum antique[réf. souhaitée]. Par exemple, de nombreux anachronismes volontaires ont été glissés, qui sont une des caractéristiques de la série. Astérix et Obélix s'y rendent dans plusieurs épisodes :
  - Astérix légionnaire, pour sauver Tragicomix enrôlé de forces dans la légion romaine ;
  - Astérix et le Chaudron (1969), où la plus grande partie du récit s'y déroule, avec les deux héros tentant désespérément de gagner de l'argent ;
  - le début d'Astérix chez les Helvètes, où habite le gouverneur corrompu Gracchus Garovirus ;
  - l'action de l'album Astérix et Latraviata — scénarisé et dessiné par Uderzo et publié en 2001 — amène les héros à enquêter sur l'emprisonnement de leurs pères (Astronomix et Obélodalix).
- Les Cinq Écus de Bretagne, roman historique paru en 1993, écrit par Évelyne Brisou-Pellen.
- Terminus Rennes, roman paru en 2012, écrit par Jacques Josse.
- Fox-Boy T1, La Nuit du renard, paru en septembre 2014 chez Delcourt, de Laurent Lefeuvre  (ISBN 978-2756060255).
- Rennes, de Céline à Kundera, paru en février 2016 aux Presses universitaires de Rennes, de Georges Guitton, préface de Philippe Le Guillou, Le livre raconte le séjour parfois bref de dix écrivains du XXe siècle dans la capitale bretonne : Louis-Ferdinand Céline, Paul Ricœur, Jean Genet, Georges Duhamel, Emmanuel Levinas, Pierre Herbart, Violette Leduc, Robert Merle, Jack Kerouac et Milan Kundera  (ISBN 978-2753547643).
- Rennes, de Chateaubriand au Père Ubu, paru en novembre 2023 aux Presses universitaires de Rennes, de Georges Guitton, préface de Pascal Ory, de l'Académie française, L'ouvrage se penche sur neuf écrivains du XIXe siècle, liés à la ville de Rennes : François-René de Chateaubriand, Paul Féval, Leconte de Lisle, Gustave Flaubert, Gérard de Nerval, Raoul de Navery, Alexandre Dumas, Octave Mirbeau et Alfred Jarry  (ISBN 978-2753593480).

### Vie militaire
Unités ayant tenu garnison à Rennes, principalement durant la première moitié du XXe siècle :
- État-major de soutien Défense (EMSD), depuis 2011, anciennement état-major région terre Nord-Ouest (RTNO) ;
- État-major du 10e corps d'armée ;
- État-major de la 19e division d'infanterie ;
- État-major de la 20e division d'infanterie ;
- 41e régiment d'infanterie ;
- 7e régiment d'artillerie, dissous en 1923 ;
- 10e régiment d'artillerie (présent en 1906) ;
- 10e régiment d'artillerie divisionnaire ;
- 10e légion de gendarmerie ;
- 16e régiment d'artillerie ;
- EGM 11/3, dissous le 1er septembre 2011[336].

### Héraldique, logotype et devise

#### Armes
| Blason de Rennes | Le blason de Rennes se blasonne ainsi : « Palé d'argent et de sable de six pièces, au chef d'argent chargé de cinq mouchetures d'hermine de sable. » Le nombre de pals et de mouchetures d'hermine varie selon l'époque et la source. La Croix de guerre est appendue à l'écu qui est timbré d'une couronne murale d'or. |

| Blason de Rennes | Pendant le Premier Empire, Rennes devient une bonne ville et adopte en 1811 de nouvelles armoiries : « d'hermine, au chef de gueules chargé de trois abeilles d'or qui est le signe des bonnes villes de l'Empire. » Elle conserve ces armoiries jusqu'à la Restauration en 1815. |

Le blason est repris par le mobilier urbain et par des édifices publics, privés ou religieux de la ville ou d'ailleurs.

Mobilier urbain
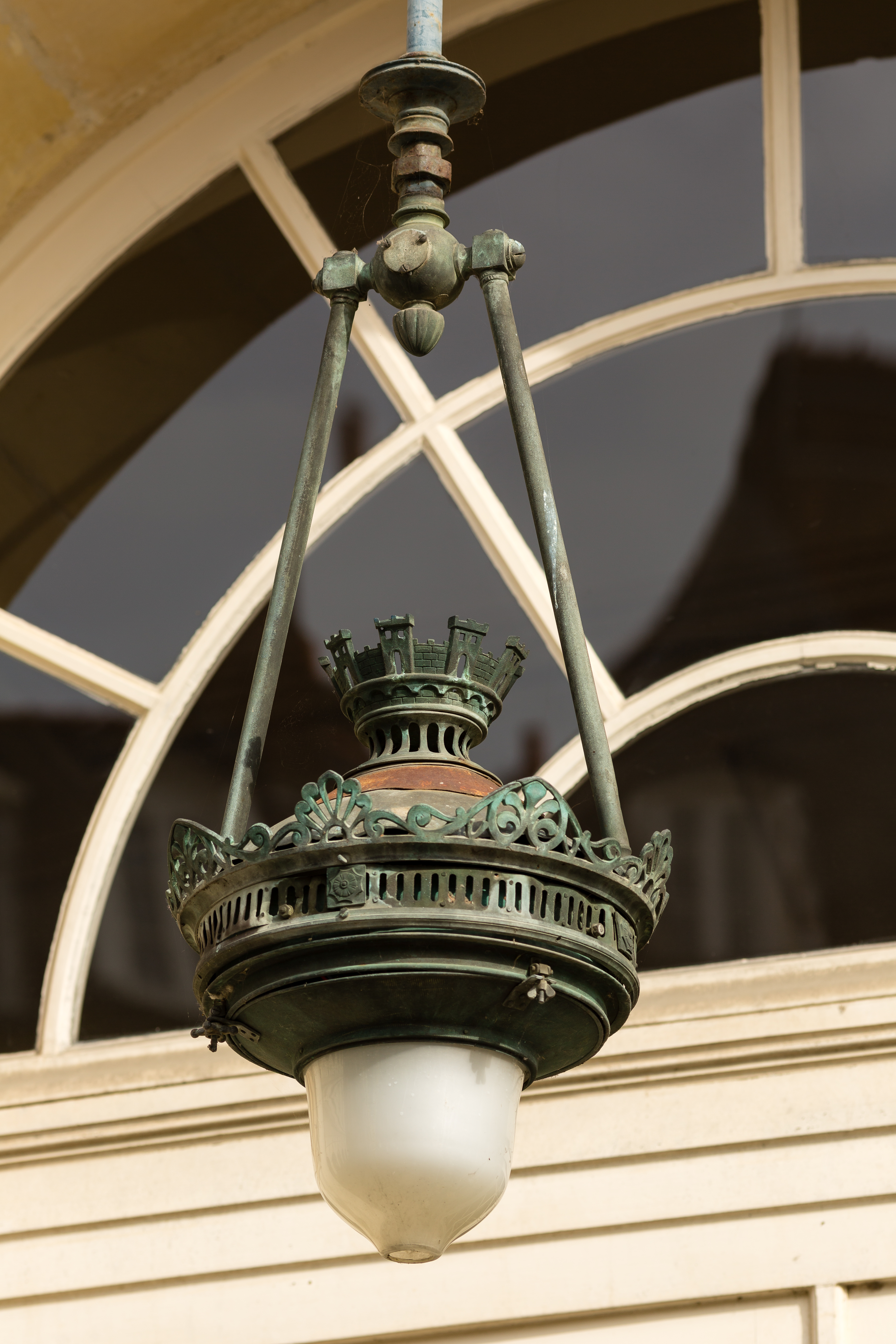
Lanterne de l'Opéra.
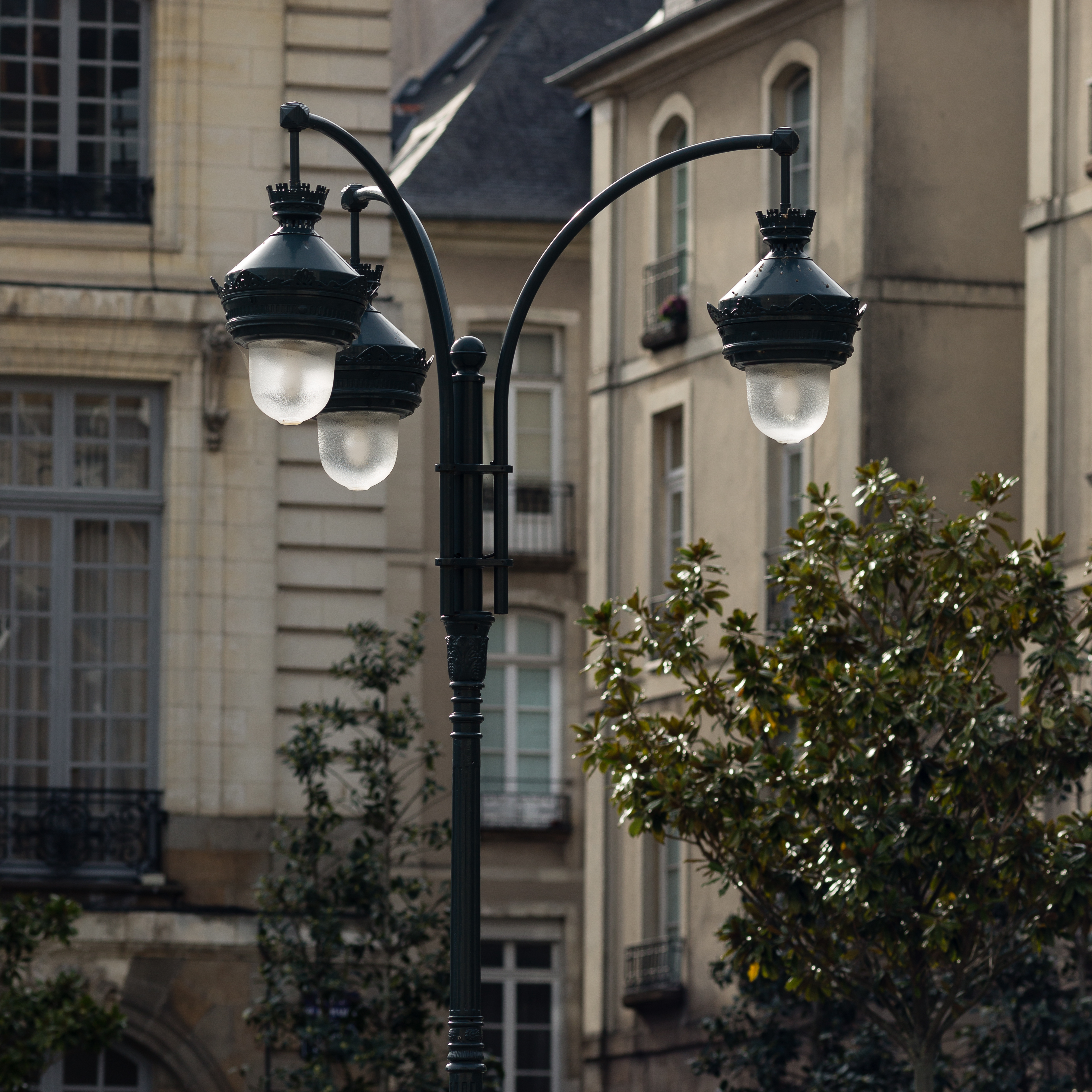
Lampadaire place de la Mairie.
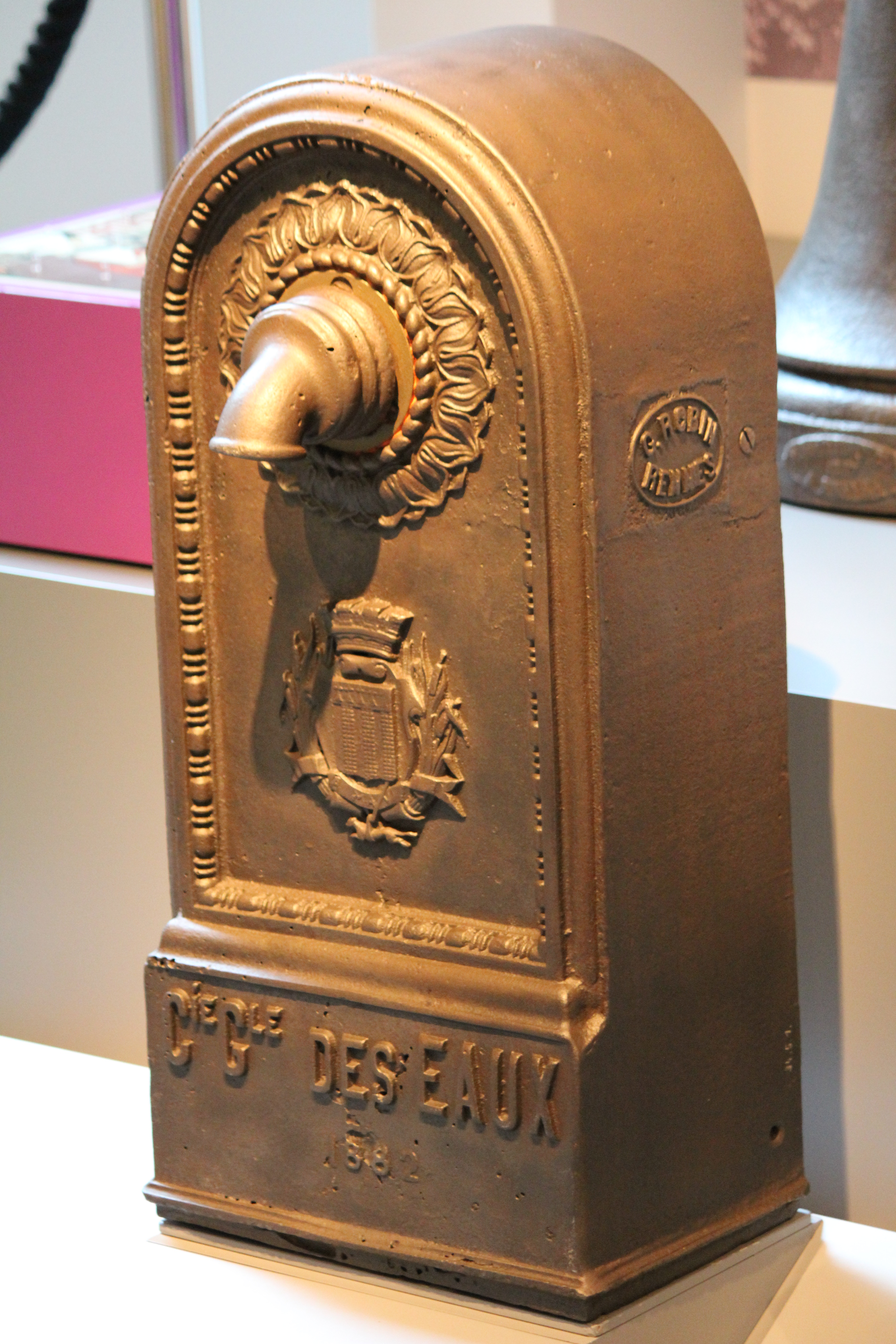
Fontaine.
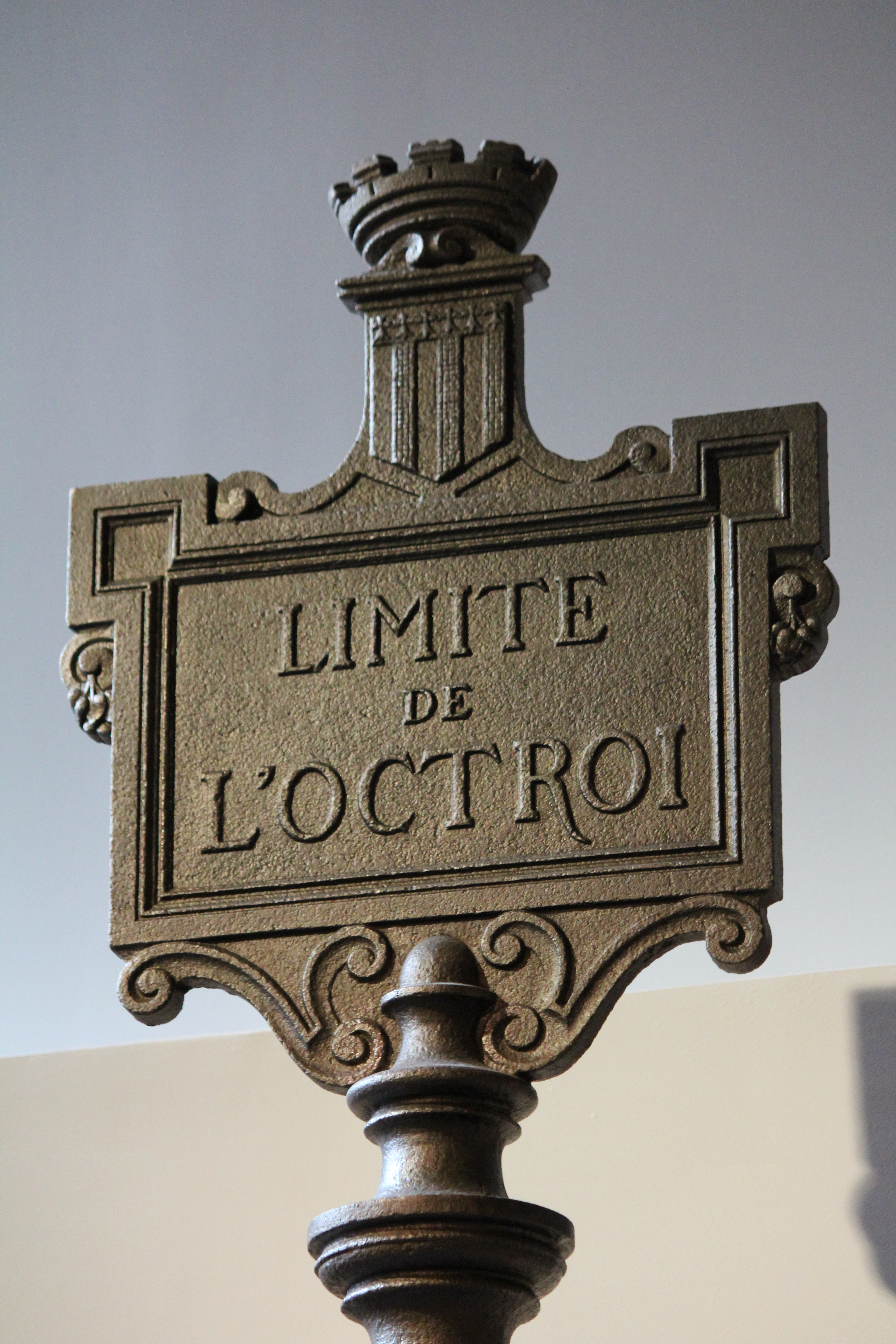
Poteau d'octroi.

Édifices
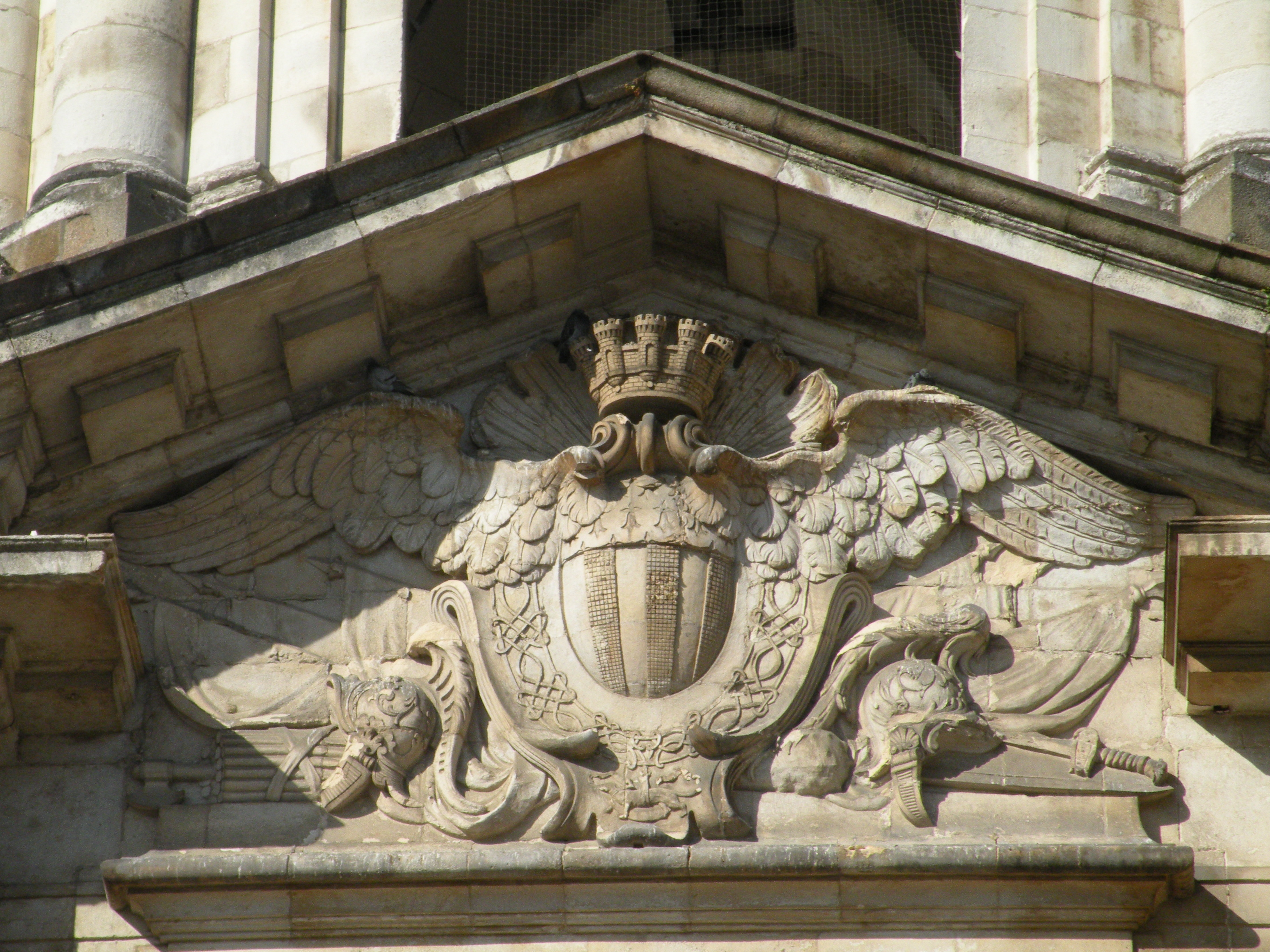
Fronton du beffroi de l'hôtel de ville.
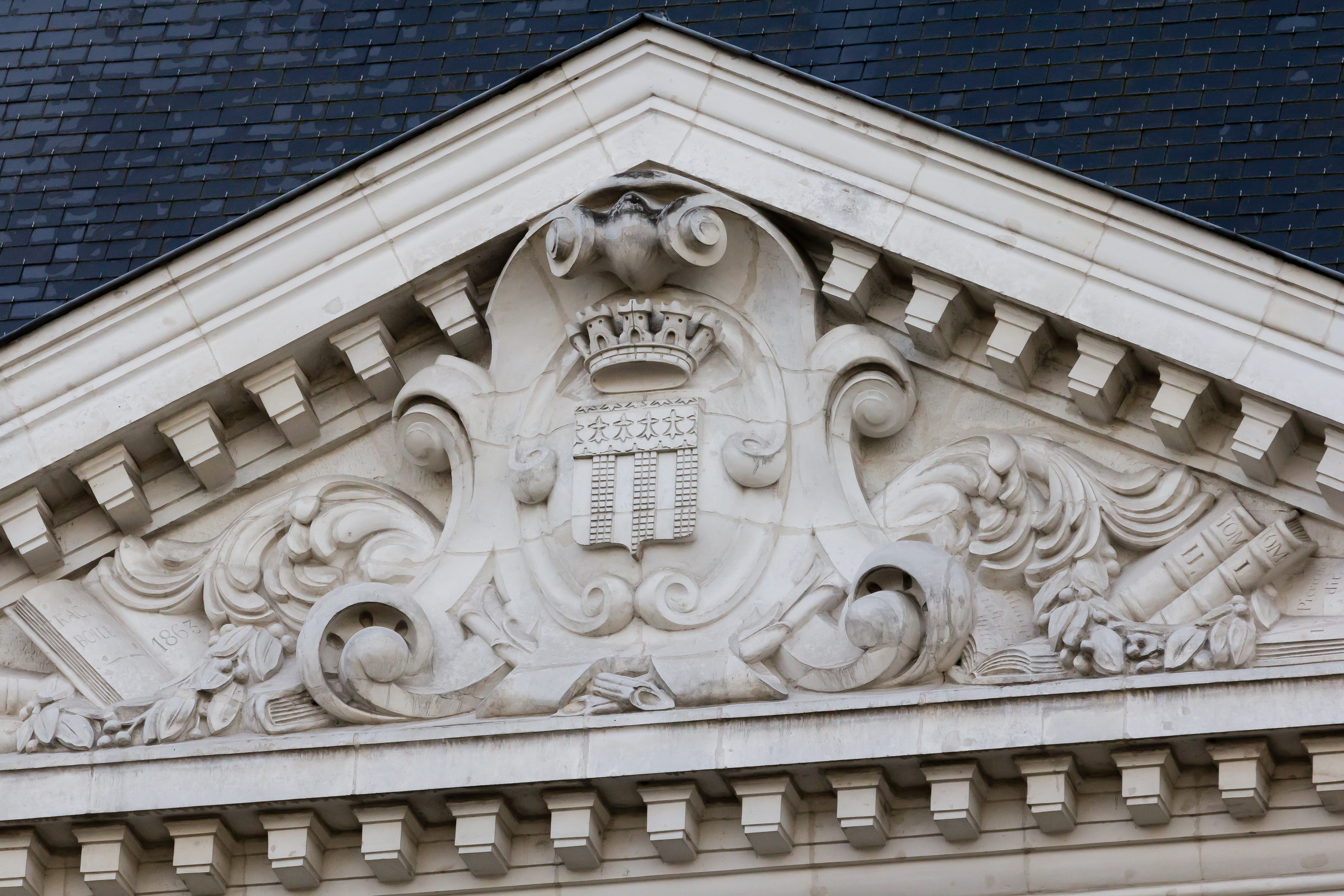
Lycée Émile-Zola.
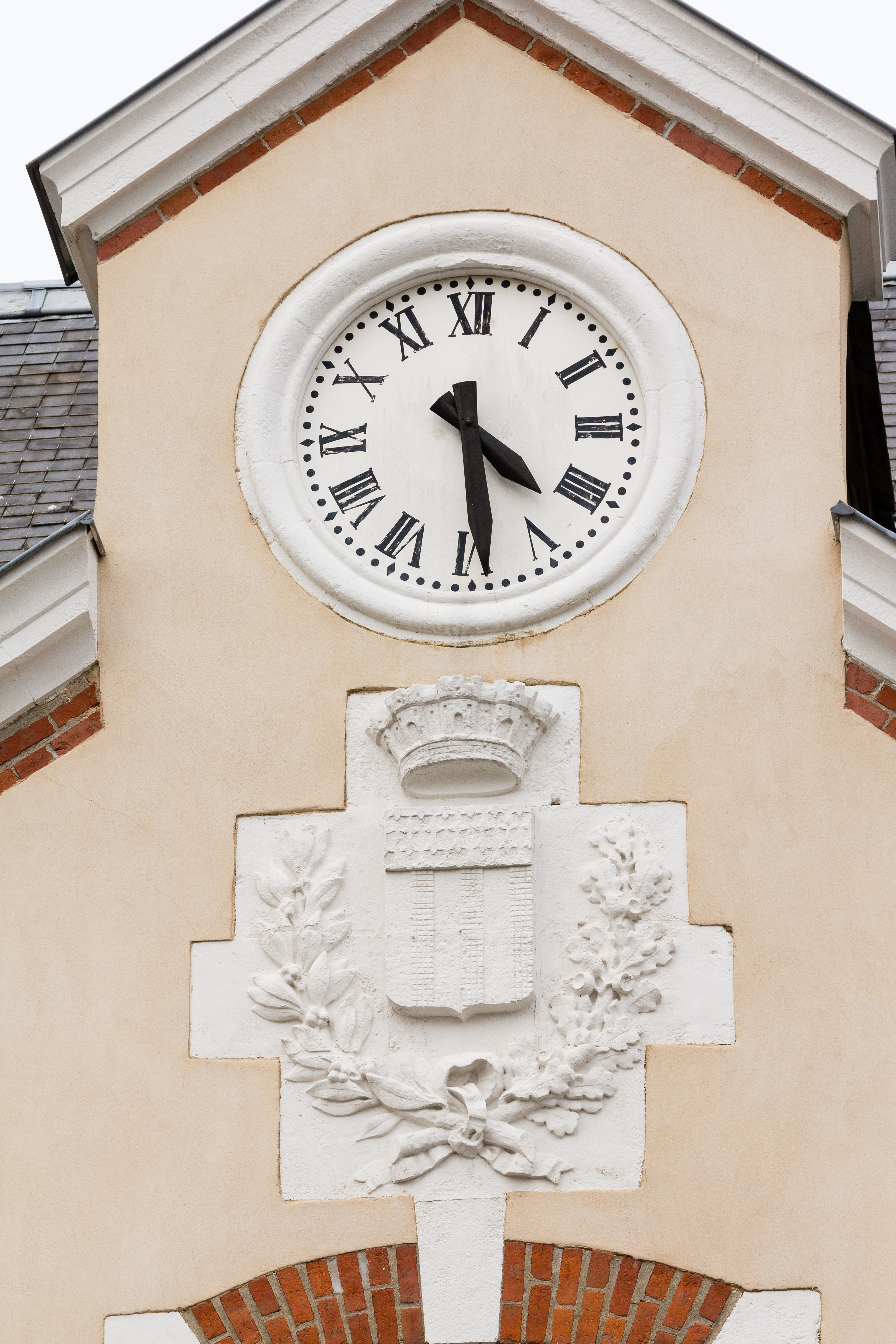
École Contour-Saint-Aubin.
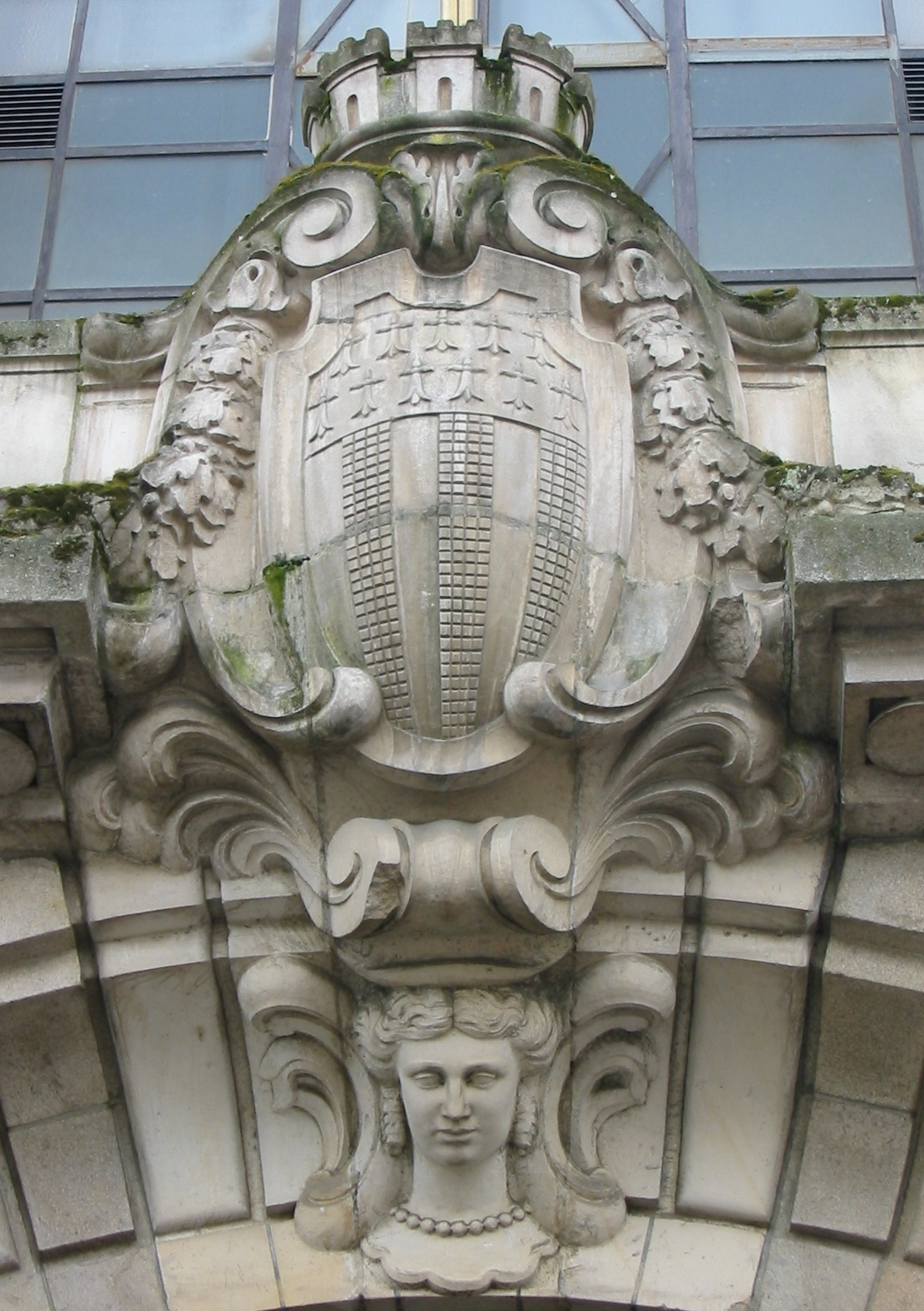
Palais du Commerce.
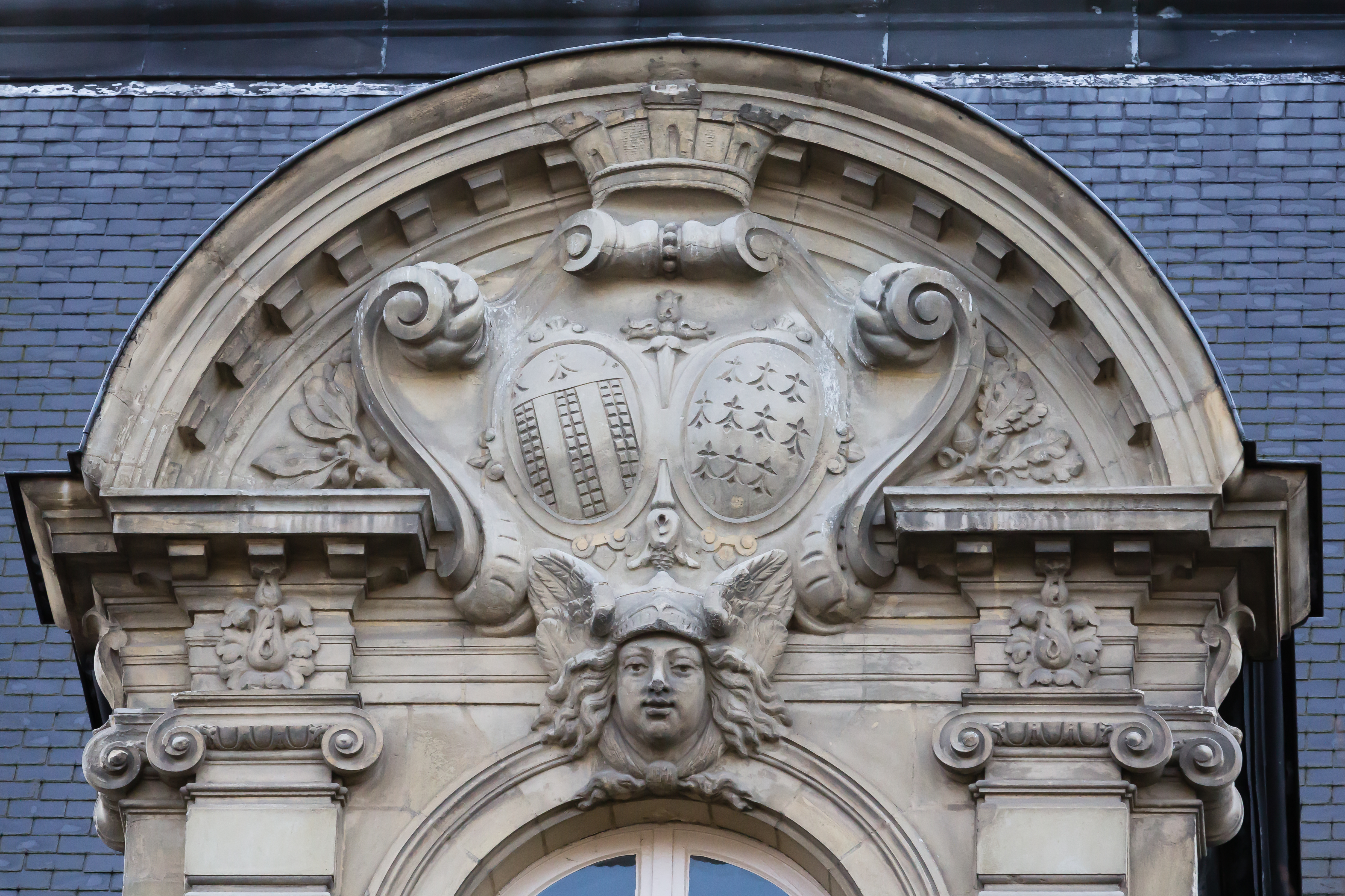
Ancien hôtel des Nétumières.
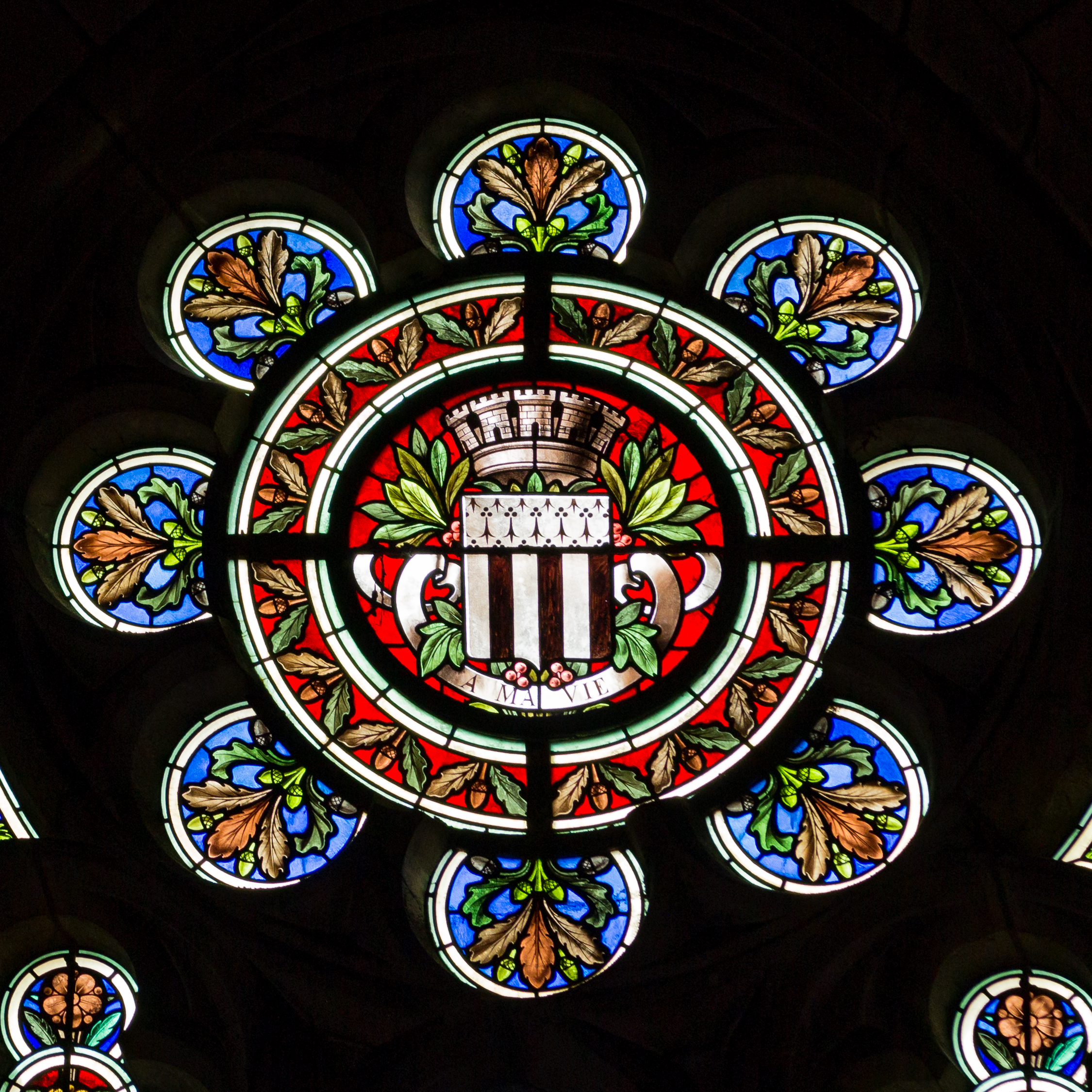
Église Saint-Aubin-en-Notre-Dame-de-Bonne-Nouvelle.
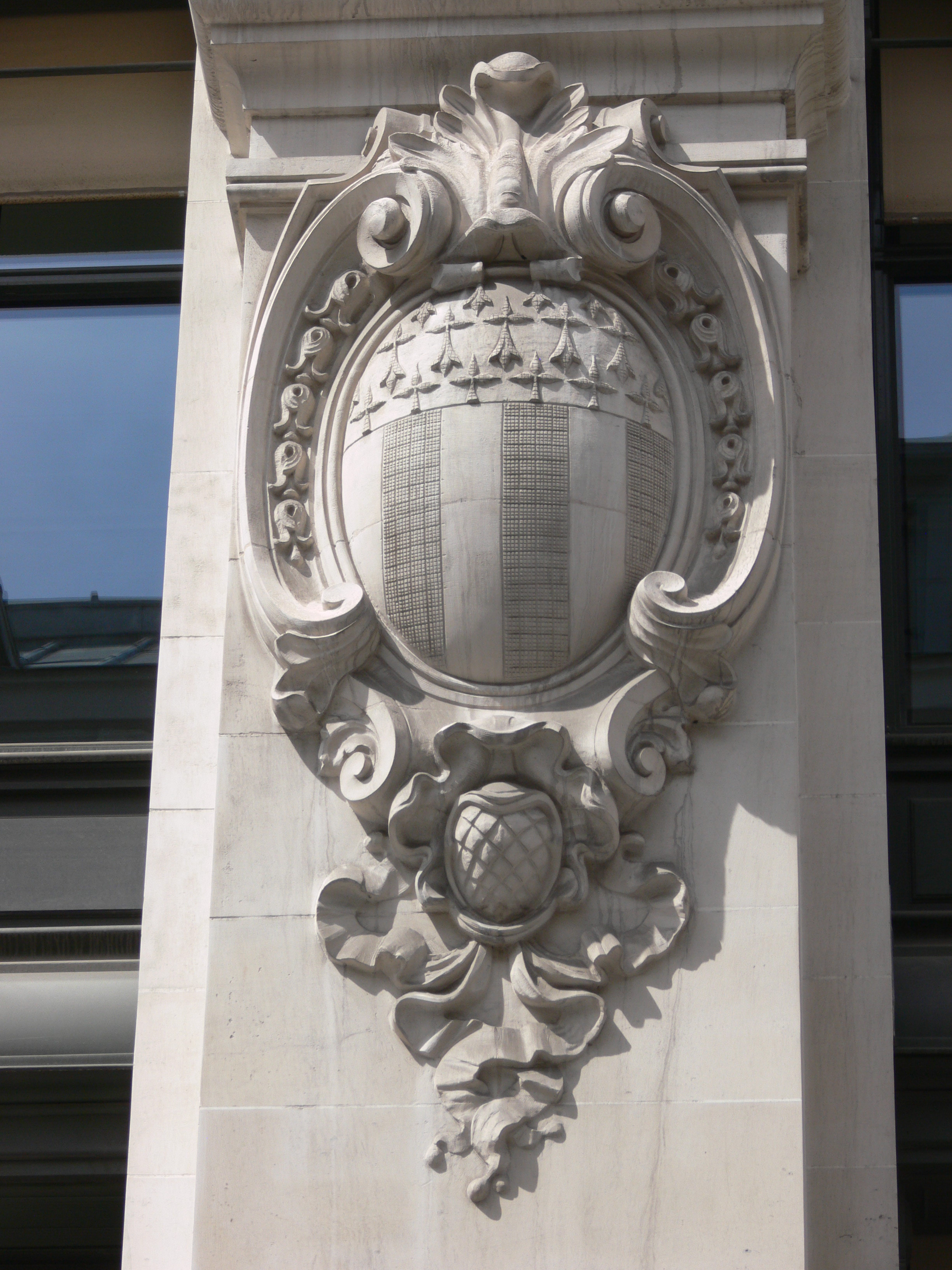
Siège du Crédit lyonnais à Paris.
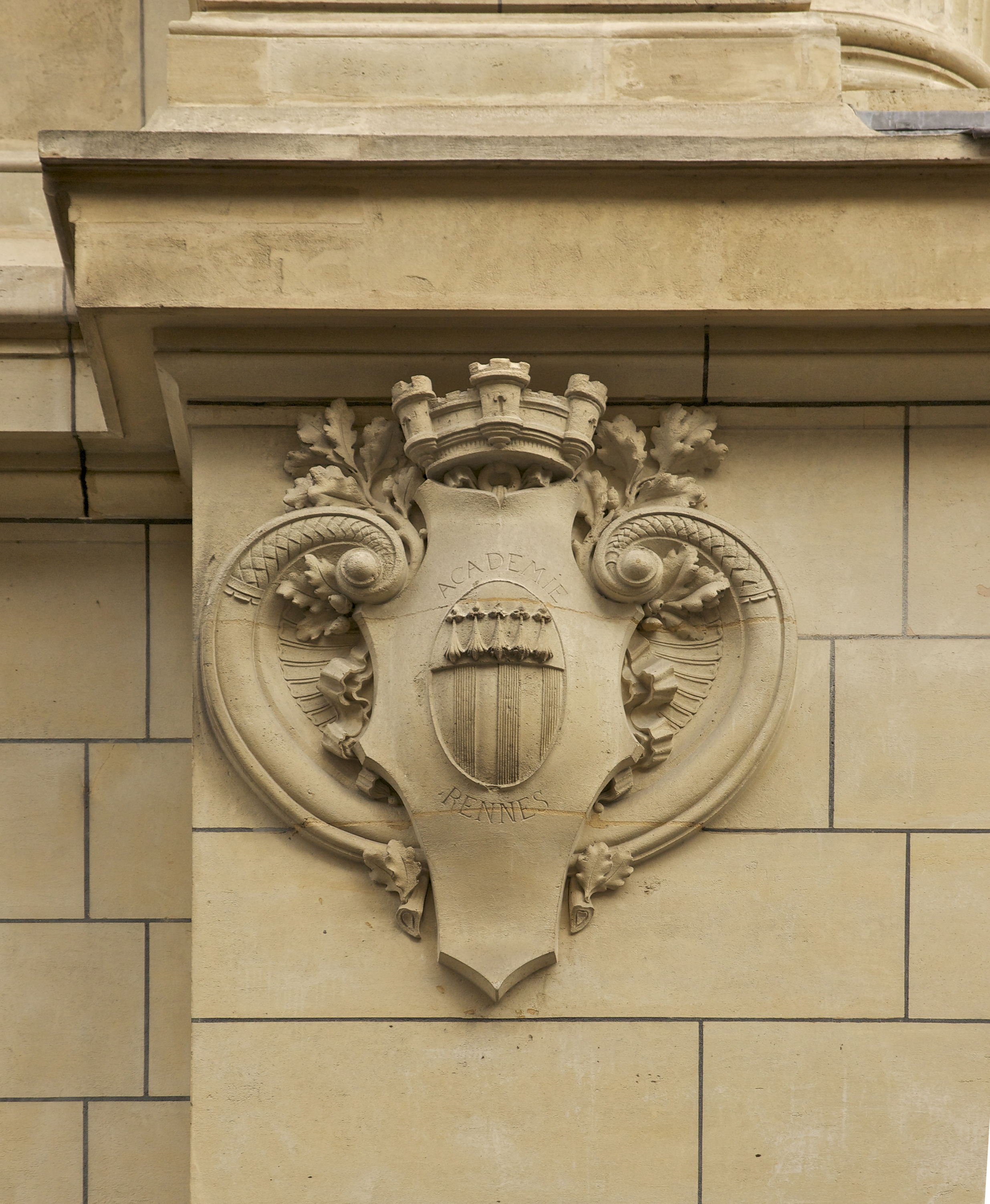
La Sorbonne à Paris.

#### Logotypes
| Logotype de la Ville de Rennes (?-2022) | Ancien logotype de la Ville de Rennes : R de Rennes en hachures blanches et vertes, sous lequel est écrit en capitales noires « RENNES » dont les jambes des deux N sont fusionnées. L'ancien logo de l'office public d'HLM de Rennes est une déclinaison du logo de la ville de Rennes. |

| Logotype de la Ville de Rennes (2022-) | Nouveau logotype de la ville de Rennes : R de Rennes stylisé, à la droite duquel est écrit « Ville de » puis en dessous « RENNES » en capitales. |

#### Drapeaux

Drapeau courant de la ville de Rennes.

La plus ancienne mention connue d'un drapeau rennais (début XVIe siècle) montre l'écu municipal (palé d'argent et de sable de six pièces, au chef d'argent chargé de trois mouchetures d'hermine de sable) sur un fond jaune bistre. Plus récemment, diverses variantes ont été utilisées, tant par la municipalité que d'autres organismes rennais. Le dessin ci-contre est le plus courant. Certains pensent que Morvan Marchal s'en est inspiré pour créer le Gwenn-ha-du. Un autre dessin est utilisé par le Bleuñ-Brug du Finistère et semble provenir de la marque du Cercle celtique de Rennes. Une version qui présente l'écu basculé a été reprise par le bagad de Vern-sur-Seiche.
Un drapeau blanc semé d'hermines noires avec les armoiries de la ville au centre a été utilisé sur la mairie de Rennes à l'époque contemporaine.

#### Devises
- Devise moderne de la ville et de la métropole : « Vivre en intelligence ». Pierre-Yves Heurtin, historien et ancien adjoint au maire, explique cette devise par la laïcité qui est « l'art de vivre ensemble en laissant la liberté à chacun, dans le respect des autres. La devise de la ville de Rennes me semble définir un aspect fondamental de la laïcité dans une cité : « Vivre en intelligence »[340] ».
- « À ma vie ».
- « Sine macvla » (Sans tache), allusive au chef d'hermine.
- « Urbs rhedonum incensa, resurgens » (La ville de Rennes brûlée, renaissante), allusive à l'incendie de 1720 qui dévasta la ville.